# 国际法院案件列表
本条目为国际法院曾发出过判决、咨询意见、命令或目前仍在审的案件列表。截至2025年7月23日，共有200起案件曾交付国际法院进行审理或咨询，其中有25起案件在审。而截至2022年的数据显示，国际法院已作出过141个判决，发表过28个咨询意见。
根据《国际法院规约》，国际法院具有两种职能：
1. 依据国际法解决各国向其提交的法律争端（争端解决职能，即处理诉讼案件）
2. 对获得正当授权的联合国机关和有关机构提交的法律问题发表咨询意见（咨询职能）

审理案件时适用现行的国际条约和公约、国际习惯、一般法律原则，以及作为辅助资料的司法判例和各国具有最高权威的国际法学家的学说。根据规定，只有国家才能成为诉讼案件当事方。法院只有在当事国接受其管辖时才有权审理有关案件，而在管辖权存疑的案件中，应由法院决定其管辖权。迄今为止，国际法院处理过的案件曾涉及陆地边界、海洋划界、领土主权、使用武力、违反国际人道法、干涉别国内政、外交关系、人质事件、庇护权、国籍、监护权、通行权、经济权利等问题。
國際法院的管轄權是有限的，根据规定只有聯合國成員國才有資格對另一個成員國提出訴訟。但是，某些聯合國機構能够在法院启动咨询程序。目前有权请求法院发表咨询意见的机构是联合国的五个主要机关和联合国系统内15个专门机构。原则上，法院发表的咨询意见是咨询性质的，因此对请求该意见的机构不具有约束力。但是，相关机构可以通过法律文书或规章事先规定法院的咨询意见具有约束力。迄今为止，国际法院发表过的咨询意见包括科索沃临时自治机构单方面宣布独立是否符合国际法、在被占领的巴勒斯坦领土修建隔离墙的法律后果、接纳一国为联合国会员国的权限、执行联合国职务时所受损害的赔偿、西南非洲（与纳米比亚）和西撒哈拉的国际地位、国际行政法庭的判决、联合国某些行动的经费、联合国总部协定的适用、人权特别报告员的地位、威胁使用或使用核武器的合法性等。

## 案件列表
| 案件 | 案件名称 | 当事国或国际组织                                    | 当事国或国际组织                                    | 接收日期           | 审结日期           | 最终处理             | 其他国家参与 | 资料               |
| 案件 | 案件名称 | 原告国                                              | 被告国                                              | 接收日期           | 审结日期           | 最终处理             | 其他国家参与 | 资料               |
| ---- | --- | --------------------------------------------------- | --------------------------------------------------- | ------------------ | ------------------ | -------------------- | --- | ------------------ |
| 1    | 科孚海峡案                                                                                                  | 英国                                                | 阿爾巴尼亞                                          | 1947/05/22         | 1949/04/09         | 实体判决             | | [ 5 ]              |
| 2    | （科孚海峡案相关）                                                                                          | （科孚海峡案相关）                                  | （科孚海峡案相关）                                  | （科孚海峡案相关） | （科孚海峡案相关） | （科孚海峡案相关）   | （科孚海峡案相关） | （科孚海峡案相关） |
| 3    | 接纳一国为联合国会员国的条件（《宪章》第四条)                                                               | 联合国大会                                          | 联合国大会                                          | 1947/11/24         | 1948/05/28         | 咨询意见             | | [ 6 ]              |
| 4    | 执行联合国职务时所受损害的赔偿                                                                              | 联合国大会                                          | 联合国大会                                          | 1948/12/04         | 1949/04/11         | 咨询意见             | | [ 7 ]              |
| 5    | 渔业案 | 英国                                                | 挪威                                                | 1949/09/28         | 1951/12/18         | 实体判决             | | [ 8 ]              |
| 6    | 关于在埃及境内对法国国民和被保护人进行保护的案件                                                            | 法國                                                | 埃及                                                | 1949/10/13         | 1950/03/29         | 诉讼终止             | | [ 9 ]              |
| 7    | 庇护权案 | 哥伦比亚                                            | 秘魯                                                | 1949/10/15         | 1950/11/20         | 实体判决             | | [ 10 ]             |
| 8    | 与保加利亚、匈牙利和罗马尼亚的和约的解释                                                                    | 联合国大会                                          | 联合国大会                                          | 1949/10/31         | 1950/07/18         | 咨询意见             | | [ 11 ]             |
| 9    | 联合国大会关于接纳一国加入联合国的权限                                                                      | 联合国大会                                          | 联合国大会                                          | 1949/11/28         | 1950/03/03         | 咨询意见             | | [ 12 ]             |
| 10   | 西南非洲的国际地位                                                                                          | 联合国大会                                          | 联合国大会                                          | 1949/12/27         | 1950/07/11         | 咨询意见             | | [ 13 ]             |
| 11   | 摩洛哥境内美利坚合众国国民的权利案                                                                          | 法國                                                | 美国                                                | 1950/10/28         | 1952/08/27         | 实体判决             | | [ 14 ]             |
| 12   | 对《防止及惩治灭绝种族罪公约》提出的保留                                                                    | 联合国大会                                          | 联合国大会                                          | 1950/11/20         | 1951/05/28         | 咨询意见             | | [ 15 ]             |
| 13   | 关于解释1950年11月20日庇护权案判决的请求                                                                    | 哥伦比亚                                            | 秘魯                                                | 1950/11/20         | 1950/11/27         | 关于可否受理的裁决   | | [ 16 ]             |
| 14   | 阿亚·德拉托雷案                                                                                             | 哥伦比亚                                            | 秘魯                                                | 1950/12/13         | 1951/06/13         | 实体判决             | 古巴参加 | [ 17 ]             |
| 15   | 安巴提洛斯案                                                                                                | 希臘                                                | 英国                                                | 1951/04/09         | 1953/05/19         | 实体判决             | | [ 18 ]             |
| 16   | 英伊石油公司案                                                                                              | 英国                                                | 巴列维王朝                                          | 1951/05/26         | 1952/07/22         | 对管辖权问题作出裁决 | | [ 19 ]             |
| 17   | 明基埃和埃克荷斯群岛案                                                                                      | 法國、 英国共同提交                                 | 法國、 英国共同提交                                 | 1951/12/05         | 1953/11/17         | 实体判决             | | [ 20 ]             |
| 18   | 诺特博姆案                                                                                                  | 列支敦斯登                                          |                                                     | 1951/12/17         | 1955/04/06         | 实体判决             | | [ 21 ]             |
| 19   | 1943年从罗马运走的货币黄金案                                                                                | 義大利                                              | 法國 / 英国 / 美国                                  | 1953/05/19         | 1954/06/15         | 对管辖权问题作出裁决 | | [ 22 ]             |
| 20   | 贝鲁特电力公司案                                                                                            | 法國                                                | 黎巴嫩                                              | 1953/08/15         | 1954/07/29         | 诉讼驳回             | | [ 23 ]             |
| 21   | 联合国行政法庭的赔偿裁决的效力                                                                              | 联合国大会                                          | 联合国大会                                          | 1953/12/21         | 1954/07/13         | 咨询意见             | | [ 24 ]             |
| 22   | 关于美国飞机及其机组成员在匈牙利所受对待的案件                                                              | 美国                                                | 匈牙利人民共和国                                    | 1954/03/03         | 1954/07/12         | 诉讼终止             | | [ 25 ]             |
| 23   | 关于美国飞机及其机组成员在匈牙利所受对待的案件                                                              | 美国                                                | 苏联                                                | 1954/03/03         | 1954/07/12         | 诉讼终止             | | [ 26 ]             |
| 24   | 与西南非洲领土的报告和请愿书有关的问题的表决程序                                                            | 联合国大会                                          | 联合国大会                                          | 1954/12/06         | 1955/06/07         | 咨询意见             | | [ 27 ]             |
| 25   | 1953年3月10日空中事件                                                                                       | 美国                                                | 捷克斯洛伐克                                        | 1955/03/29         | 1956/03/14         | 诉讼终止             | | [ 28 ]             |
| 26   | 南极案 | 英国                                                | 阿根廷                                              | 1955/05/04         | 1956/03/16         | 诉讼终止             | | [ 29 ]             |
| 27   | 南极案 | 英国                                                | 智利                                                | 1955/05/04         | 1956/03/16         | 诉讼终止             | | [ 30 ]             |
| 28   | 1952年10月7日空中事件                                                                                       | 美国                                                | 苏联                                                | 1955/06/02         | 1956/03/14         | 诉讼终止             | | [ 31 ]             |
| 29   | 某些挪威公债案                                                                                              | 法國                                                | 挪威                                                | 1955/07/06         | 1957/07/06         | 对管辖权问题作出裁决 | | [ 32 ]             |
| 30   | 国际劳工组织行政法庭就针对教科文组织的指控所做的判决                                                        | 联合国教科文组织                                    | 联合国教科文组织                                    | 1955/12/02         | 1956/10/23         | 咨询意见             | | [ 33 ]             |
| 31   | 西南非洲问题委员会可否举行请愿人听证会的问题                                                                | 联合国大会                                          | 联合国大会                                          | 1955/12/19         | 1956/06/01         | 咨询意见             | | [ 34 ]             |
| 32   | 在印度领土上的通行权案                                                                                      | 葡萄牙                                              | 印度                                                | 1955/12/22         | 1960/04/12         | 实体判决             | | [ 35 ]             |
| 33   | 《1902年关于监护婴儿的公约》的适用案                                                                        | 荷蘭                                                | 瑞典                                                | 1957/07/10         | 1958/11/28         | 实体判决             | | [ 36 ]             |
| 34   | 国际工商业投资公司案                                                                                        | 瑞士                                                | 美国                                                | 1957/10/02         | 1959/03/21         | 关于可否受理的裁决   | | [ 37 ]             |
| 35   | 1955年7月27日空中事件                                                                                       | 以色列                                              | 保加利亞                                            | 1957/10/16         | 1959/05/26         | 对管辖权问题作出裁决 | | [ 38 ]             |
| 36   | 1955年7月27日空中事件                                                                                       | 美国                                                | 保加利亞                                            | 1957/10/28         | 1960/05/30         | 诉讼终止             | | [ 39 ]             |
| 37   | 1955年7月27日空中事件                                                                                       | 英国                                                | 保加利亞                                            | 1957/11/22         | 1959/08/03         | 诉讼终止             | | [ 40 ]             |
| 38   | 某些边界土地的主权案                                                                                        | 比利时、 荷蘭共同提交                               | 比利时、 荷蘭共同提交                               | 1957/11/27         | 1959/06/20         | 实体判决             | | [ 41 ]             |
| 39   | 1906年12月23日西班牙国王做出的仲裁裁决案                                                                    |                                                     | 尼加拉瓜                                            | 1958/07/01         | 1960/11/18         | 实体判决             | | [ 42 ]             |
| 40   | 1954年9月4日空中事件                                                                                        | 美国                                                | 苏联                                                | 1958/08/22         | 1958/12/09         | 诉讼终止             | | [ 43 ]             |
| 41   | 巴塞罗那电车、电灯及电力有限公司案                                                                          | 比利时                                              | 西班牙國                                            | 1958/09/23         | 1961/04/10         | 诉讼终止             | | [ 44 ]             |
| 42   | 贝鲁特港口码头仓库公司与东方广播公司案                                                                      | 法國                                                | 黎巴嫩                                              | 1959/02/13         | 1960/08/31         | 诉讼终止             | | [ 45 ]             |
| 43   | 政府间海事协商组织海上安全委员会的组成                                                                      | 国际海事组织                                        | 国际海事组织                                        | 1959/03/25         | 1960/06/08         | 咨询意见             | | [ 46 ]             |
| 44   | 1954年11月7日空中事件                                                                                       | 美国                                                | 苏联                                                | 1957/07/08         | 1959/10/07         | 诉讼终止             | | [ 47 ]             |
| 45   | 柏威夏寺案                                                                                                  | 柬埔寨王国                                          | 泰國                                                | 1959/10/06         | 1962/06/15         | 实体判决             | | [ 48 ]             |
| 46   | 西南非洲案                                                                                                  | 埃塞俄比亞                                          | 南非                                                | 1960/11/04         | 1966/07/18         | 实体判决             | | [ 49 ]             |
| 47   | 西南非洲案                                                                                                  | 利比里亚                                            | 南非                                                | 1960/11/04         | 1966/07/18         | 实体判决             | | [ 50 ]             |
| 48   | 北喀麦隆案                                                                                                  | 喀麥隆                                              | 英国                                                | 1961/05/30         | 1963/12/02         | 对管辖权问题作出裁决 | | [ 51 ]             |
| 49   | 联合国的某些经费问题（《宪章》第十七条第二款）                                                              | 联合国大会                                          | 联合国大会                                          | 1961/12/21         | 1962/07/20         | 咨询意见             | | [ 52 ]             |
| 50   | 巴塞罗那电车、电灯及电力有限公司案（第二阶段）                                                              | 比利时                                              | 西班牙國                                            | 1962/06/19         | 1970/02/05         | 实体判决             | | [ 53 ]             |
| 51   | 北海大陆架案                                                                                                | 西德、 丹麦共同提交                                 | 西德、 丹麦共同提交                                 | 1967/02/20         | 1969/02/20         | 实体判决             | | [ 54 ]             |
| 52   | 北海大陆架案                                                                                                | 西德、 荷蘭共同提交                                 | 西德、 荷蘭共同提交                                 | 1967/02/20         | 1969/02/20         | 实体判决             | | [ 55 ]             |
| 53   | 南非不顾安全理事会第276(1970)号决议继续留驻纳米比亚（西南非洲）对各国的法律后果                             | 联合国安全理事会                                    | 联合国安全理事会                                    | 1970/08/05         | 1971/06/21         | 咨询意见             | | [ 56 ]             |
| 54   | 对国际民用航空组织理事会管辖权的上诉案                                                                      | 印度                                                | 巴基斯坦                                            | 1971/08/30         | 1972/08/18         | 对管辖权问题作出裁决 | | [ 57 ]             |
| 55   | 渔业管辖权案                                                                                                | 英国                                                | 冰島                                                | 1972/06/05         | 1974/07/25         | 实体判决             | | [ 58 ]             |
| 56   | 渔业管辖权案                                                                                                | 西德                                                | 冰島                                                | 1972/04/14         | 1974/07/25         | 实体判决             | | [ 59 ]             |
| 57   | 申请复核联合国行政法庭第158号判决                                                                           | 联合国行政法庭                                      | 联合国行政法庭                                      | 1972/07/03         | 1973/07/12         | 咨询意见             | | [ 60 ]             |
| 58   | 核试验案 |                                                     | 法國                                                | 1973/05/09         | 1974/12/20         | 对管辖权问题作出裁决 | | [ 61 ]             |
| 59   | 核试验案 | 新西兰                                              | 法國                                                | 1973/05/09         | 1974/12/20         | 对管辖权问题作出裁决 | | [ 62 ]             |
| 60   | 巴基斯坦俘虏案                                                                                              | 巴基斯坦                                            | 印度                                                | 1973/05/11         | 1973/12/15         | 诉讼终止             | | [ 63 ]             |
| 61   | 关于西撒哈拉的咨询意见                                                                                      | 联合国大会                                          | 联合国大会                                          | 1974/12/21         | 1975/10/16         | 咨询意见             | | [ 64 ]             |
| 62   | 爱琴海大陆架案                                                                                              | 希腊                                                | 土耳其                                              | 1976/08/10         | 1978/12/19         | 对管辖权问题作出裁决 | | [ 65 ]             |
| 63   | 大陆架案 | 突尼西亞、 大阿拉伯利比亚人民社会主义民众国共同提交 | 突尼西亞、 大阿拉伯利比亚人民社会主义民众国共同提交 | 1978/12/01         | 1982/02/24         | 实体判决             | | [ 66 ]             |
| 64   | 在德黑兰的美国外交和领事人员案                                                                              | 美国                                                | 伊朗                                                | 1979/11/29         | 1980/05/24         | 实体判决             | | [ 67 ]             |
| 65   | 世界卫生组织同埃及之间1951年3月25日协定的解释                                                               | 世界卫生组织                                        | 世界卫生组织                                        | 1980/05/28         | 1980/12/20         | 咨询意见             | | [ 68 ]             |
| 66   | 申请复核联合国行政法庭第273号判决                                                                           | 联合国行政法庭                                      | 联合国行政法庭                                      | 1981/07/28         | 1982/07/20         | 咨询意见             | | [ 69 ]             |
| 67   | 缅因湾区域海洋边界划界案                                                                                    | 加拿大、 美国共同提交                               | 加拿大、 美国共同提交                               | 1981/11/25         | 1984/10/12         | 实体判决             | | [ 70 ]             |
| 68   | 大陆架案 | 大阿拉伯利比亚人民社会主义民众国、 馬爾他共同提交   | 大阿拉伯利比亚人民社会主义民众国、 馬爾他共同提交   | 1982/07/26         | 1985/06/03         | 实体判决             | | [ 71 ]             |
| 69   | 边界争端案                                                                                                  | 布吉納法索、 共同提交                               | 布吉納法索、 共同提交                               | 1983/10/14         | 1986/12/22         | 实体判决             | | [ 72 ]             |
| 70   | 尼加拉瓜境内和针对尼加拉瓜的军事和准军事活动案                                                              | 尼加拉瓜                                            | 美国                                                | 1984/04/09         | 1986/06/27         | 实体判决             | | [ 73 ]             |
| 71   | 申请复核和解释1982年2月24日对大陆架（突尼斯/阿拉伯利比亚民众国）案所作判决                                  | 突尼西亞                                            | 大阿拉伯利比亚人民社会主义民众国                    | 1984/07/27         | 1985/12/10         | 诉讼驳回             | | [ 74 ]             |
| 72   | 申请复核联合国行政法庭第333号判决                                                                           | 联合国行政法庭                                      | 联合国行政法庭                                      | 1984/09/10         | 1987/05/27         | 咨询意见             | | [ 75 ]             |
| 73   | 边界和跨边界武装行动案                                                                                      | 尼加拉瓜                                            |                                                     | 1986/07/28         | 1987/08/19         | 诉讼终止             | | [ 76 ]             |
| 74   | 边界和跨边界武装行动案                                                                                      | 尼加拉瓜                                            |                                                     | 1986/07/28         | 1988/12/20         | 对管辖权问题作出裁决 | | [ 77 ]             |
| 75   | 陆地、岛屿和海上边界争端案                                                                                  | 薩爾瓦多、 共同提交                                 | 薩爾瓦多、 共同提交                                 | 1986/12/11         | 1992/09/11         | 实体判决             | 尼加拉瓜参加 | [ 78 ]             |
| 76   | 西西里电子公司（西电公司）案                                                                                | 美国                                                | 義大利                                              | 1987/02/06         | 1989/07/20         | 实体判决             | | [ 79 ]             |
| 77   | 1947年6月26日《联合国总部协定》第21节规定的仲裁义务的适用性                                                 | 联合国大会                                          | 联合国大会                                          | 1988/03/07         | 1988/04/26         | 咨询意见             | | [ 80 ]             |
| 78   | 格陵兰和扬马延之间区域海洋划界案                                                                            | 丹麦                                                | 挪威                                                | 1988/08/16         | 1993/06/14         | 实体判决             | | [ 81 ]             |
| 79   | 1988年7月3日空中事件                                                                                        | 伊朗                                                | 美国                                                | 1989/05/17         | 1996/02/22         | 诉讼终止             | | [ 82 ]             |
| 80   | 瑙鲁境内的一些磷酸盐地案                                                                                    | 瑙鲁                                                |                                                     | 1989/05/19         | 1993/09/13         | 诉讼终止             | | [ 83 ]             |
| 81   | 《联合国特权及豁免公约》第六条第22节的适用性                                                                | 联合国教科文组织                                    | 联合国教科文组织                                    | 1989/06/13         | 1989/12/15         | 咨询意见             | | [ 84 ]             |
| 82   | 1989年7月31日仲裁裁决案                                                                                     |                                                     | 塞内加尔                                            | 1989/08/23         | 1991/11/12         | 实体判决             | | [ 85 ]             |
| 83   | 领土争端案                                                                                                  | 大阿拉伯利比亚人民社会主义民众国、 共同提交         | 大阿拉伯利比亚人民社会主义民众国、 共同提交         | 1990/08/31         | 1994/02/03         | 实体判决             | | [ 86 ]             |
| 84   | 东帝汶案 | 葡萄牙                                              |                                                     | 1991/02/22         | 1995/06/30         | 关于可否受理的裁决   | | [ 87 ]             |
| 85   | 几内亚比绍和塞内加尔间海洋划界案                                                                            |                                                     | 塞内加尔                                            | 1991/03/12         | 1995/11/08         | 诉讼终止             | | [ 88 ]             |
| 86   | 大贝尔特海峡通行权案                                                                                        | 芬兰                                                | 丹麦                                                | 1991/05/17         | 1992/09/10         | 诉讼终止             | | [ 89 ]             |
| 87   | 卡塔尔和巴林间海洋划界和领土问题案                                                                          |                                                     | 巴林                                                | 1991/07/08         | 2001/03/16         | 实体判决             | | [ 90 ]             |
| 88   | 洛克比空中事件引起的1971年《蒙特利尔公约》的解释和适用问题                                                  | 大阿拉伯利比亚人民社会主义民众国                    | 英国                                                | 1992/03/03         | 2003/09/10         | 诉讼终止             | | [ 91 ]             |
| 89   | 洛克比空中事件引起的1971年《蒙特利尔公约》的解释和适用问题                                                  | 大阿拉伯利比亚人民社会主义民众国                    | 美国                                                | 1992/03/03         | 2003/09/10         | 诉讼终止             | | [ 92 ]             |
| 90   | 石油平台案                                                                                                  | 伊朗                                                | 美国                                                | 1992/11/02         | 2003/11/06         | 实体判决             | | [ 93 ]             |
| 91   | 《防止及惩治灭绝种族罪公约》的适用                                                                          |                                                     | 塞爾維亞與蒙特內哥羅                                | 1993/03/20         | 2007/02/26         | 实体判决             | | [ 94 ]             |
| 92   | 加布奇科沃-大毛罗斯项目案                                                                                   | 匈牙利、 斯洛伐克共同提交                           | 匈牙利、 斯洛伐克共同提交                           | 1993/07/02         | -                  | 正在审理             | | [ 95 ]             |
| 93   | 一国在武装冲突中使用核武器的合法性                                                                          | 世界卫生组织                                        | 世界卫生组织                                        | 1993/09/03         | 1996/07/08         | 咨询意见             | | [ 96 ]             |
| 94   | 喀麦隆和尼日利亚间陆地和海洋边界案                                                                          | 喀麦隆                                              | 奈及利亞                                            | 1996/03/29         | 2002/10/10         | 实体判决             | 赤道几内亚参加 | [ 97 ]             |
| 95   | 以核武器进行威胁或使用核武器的合法性                                                                        | 联合国大会                                          | 联合国大会                                          | 1995/01/06         | 1996/07/08         | 咨询意见             | | [ 98 ]             |
| 96   | 渔业管辖权案                                                                                                | 西班牙                                              | 加拿大                                              | 1995/03/28         | 1998/12/04         | 对管辖权问题作出裁决 | | [ 99 ]             |
| 97   | 请求根据1974年12月20日法院关于核试验（新西兰诉法国）案的判决书第63段审查局势的请求                          | 新西兰                                              | 法國                                                | 1995/08/21         | 1995/09/22         | 诉讼驳回             | | [ 100 ]            |
| 98   | 卡西基里/塞杜杜岛案                                                                                         | 、 纳米比亚共同提交                                 | 、 纳米比亚共同提交                                 | 1996/05/29         | 1999/12/13         | 实体判决             | | [ 101 ]            |
| 99   | 《维也纳领事关系公约》案                                                                                    | 巴拉圭                                              | 美国                                                | 1998/04/03         | 1998/11/10         | 诉讼终止             | | [ 102 ]            |
| 100  | 关于人权委员会特别报告员诉讼豁免权的分歧                                                                    | 联合国教科文组织                                    | 联合国教科文组织                                    | 1998/08/10         | 1999/04/29         | 咨询意见             | | [ 103 ]            |
| 101  | 请求解释1998年6月11日对喀麦隆和尼日利亚间陆地和海洋疆界案（喀麦隆诉尼日利亚）的初步反对意见                 | 奈及利亞                                            | 喀麦隆                                              | 1998/10/28         | 1999/03/25         | 实体判决             | | [ 104 ]            |
| 102  | 关于利吉丹岛和西巴丹岛的主权归属案                                                                          | 印度尼西亞、 马来西亚共同提交                       | 印度尼西亞、 马来西亚共同提交                       | 1998/11/02         | 2002/12/17         | 实体判决             | | [ 105 ]            |
| 103  | 艾哈迈杜·萨迪奥·迪亚洛案                                                                                    | 几内亚                                              | 刚果民主共和国                                      | 1998/12/28         | 2012/06/19         | 实体判决             | | [ 106 ]            |
| 104  | 拉格朗案 | 德国                                                | 美国                                                | 1999/03/02         | 2001/06/27         | 实体判决             | | [ 107 ]            |
| 105  | 关于使用武力的合法性的案件                                                                                  | 南斯拉夫联盟共和国 → 塞爾維亞與蒙特內哥羅           | 比利时                                              | 1999/04/29         | 2004/12/15         | 对管辖权问题作出裁决 | | [ 108 ]            |
| 106  | 关于使用武力的合法性的案件                                                                                  | 南斯拉夫联盟共和国 → 塞爾維亞與蒙特內哥羅           | 加拿大                                              | 1999/04/29         | 2004/12/15         | 对管辖权问题作出裁决 | | [ 109 ]            |
| 107  | 关于使用武力的合法性的案件                                                                                  | 南斯拉夫联盟共和国 → 塞爾維亞與蒙特內哥羅           | 法國                                                | 1999/04/29         | 2004/12/15         | 对管辖权问题作出裁决 | | [ 110 ]            |
| 108  | 关于使用武力的合法性的案件                                                                                  | 南斯拉夫联盟共和国 → 塞爾維亞與蒙特內哥羅           | 德国                                                | 1999/04/29         | 2004/12/15         | 对管辖权问题作出裁决 | | [ 111 ]            |
| 109  | 关于使用武力的合法性的案件                                                                                  | 南斯拉夫联盟共和国 → 塞爾維亞與蒙特內哥羅           | 義大利                                              | 1999/04/29         | 2004/12/15         | 对管辖权问题作出裁决 | | [ 112 ]            |
| 110  | 关于使用武力的合法性的案件                                                                                  | 南斯拉夫联盟共和国 → 塞爾維亞與蒙特內哥羅           | 荷蘭                                                | 1999/04/29         | 2004/12/15         | 对管辖权问题作出裁决 | | [ 113 ]            |
| 111  | 关于使用武力的合法性的案件                                                                                  | 南斯拉夫联盟共和国 → 塞爾維亞與蒙特內哥羅           | 葡萄牙                                              | 1999/04/29         | 2004/12/15         | 对管辖权问题作出裁决 | | [ 114 ]            |
| 112  | 关于使用武力的合法性的案件                                                                                  | 南斯拉夫联盟共和国                                  | 西班牙                                              | 1999/04/29         | 1999/06/02         | 诉讼终止             | | [ 115 ]            |
| 113  | 关于使用武力的合法性的案件                                                                                  | 南斯拉夫联盟共和国 → 塞爾維亞與蒙特內哥羅           | 英国                                                | 1999/04/29         | 2004/12/15         | 对管辖权问题作出裁决 | | [ 116 ]            |
| 114  | 关于使用武力的合法性的案件                                                                                  | 南斯拉夫联盟共和国                                  | 美国                                                | 1999/04/29         | 1999/06/02         | 诉讼终止             | | [ 117 ]            |
| 115  | 在刚果领土上的武装活动案                                                                                    | 刚果民主共和国                                      |                                                     | 1999/06/23         | 2001/01/30         | 诉讼终止             | | [ 118 ]            |
| 116  | 在刚果领土上的武装活动案                                                                                    | 刚果民主共和国                                      | 乌干达                                              | 1999/06/23         | 2022/02/09         | 实体判决             | | [ 119 ]            |
| 117  | 在刚果领土上的武装活动案                                                                                    | 刚果民主共和国                                      | 卢旺达                                              | 1999/06/23         | 2001/01/30         | 诉讼终止             | | [ 120 ]            |
| 118  | 《防止及惩治灭绝种族罪公约》的适用案                                                                        |                                                     | 塞爾維亞                                            | 1999/07/02         | 2015/02/03         | 实体判决             | | [ 121 ]            |
| 119  | 1999年8月10日空中事件                                                                                       | 巴基斯坦                                            | 印度                                                | 1999/09/21         | 2000/06/21         | 对管辖权问题作出裁决 | | [ 122 ]            |
| 120  | 尼加拉瓜和洪都拉斯在加勒比海的领土和海洋争端案                                                              | 尼加拉瓜                                            |                                                     | 1999/12/08         | 2007/10/08         | 实体判决             | | [ 123 ]            |
| 121  | 2000年4月11日的逮捕令案                                                                                     | 刚果民主共和国                                      | 比利时                                              | 2000/10/17         | 2002/02/14         | 实体判决             | | [ 124 ]            |
| 122  | 申请复核1996年7月11日对《防止及惩治灭绝种族罪公约》的适用案（波斯尼亚和黑塞哥维那诉南斯拉夫）的初步反对意见 | 南斯拉夫联盟共和国                                  |                                                     | 2001/04/24         | 2003/02/03         | 对管辖权问题作出裁决 | | [ 125 ]            |
| 123  | 有关某些财产案                                                                                              | 列支敦斯登                                          | 德国                                                | 2001/06/01         | 2005/02/10         | 对管辖权问题作出裁决 | | [ 126 ]            |
| 124  | 领土争端和海洋划界案                                                                                        | 尼加拉瓜                                            | 哥伦比亚                                            | 2001/12/06         | 2012/11/19         | 实体判决             | | [ 127 ]            |
| 125  | 边境争端案                                                                                                  | 、 尼日尔共同提交                                   | 、 尼日尔共同提交                                   | 2002/04/11         | 2005/07/12         | 实体判决             | | [ 128 ]            |
| 126  | 在刚果境内的武装活动案（新请求书：2002年）                                                                  | 刚果民主共和国                                      | 卢旺达                                              | 2002/05/28         | 2006/02/03         | 对管辖权问题作出裁决 | | [ 129 ]            |
| 127  | 申请复核1992年9月11日对陆地、岛屿和海洋边界争端案（萨尔瓦多诉洪都拉斯：尼加拉瓜参加）所作判决               | 薩爾瓦多                                            |                                                     | 2002/09/10         | 2003/12/18         | 关于可否受理的裁决   | | [ 130 ]            |
| 128  | 阿韦纳和其他墨西哥国民案                                                                                    | 墨西哥                                              | 美国                                                | 2003/01/09         | 2004/03/31         | 实体判决             | | [ 131 ]            |
| 129  | 法国国内的若干刑事诉讼程序案                                                                                | 刚果共和国                                          | 法國                                                | 2003/04/11         | 2010/11/16         | 诉讼终止             | | [ 132 ]            |
| 130  | 白礁岛、中岩礁和南礁的主权归属                                                                              | 马来西亚、 新加坡共同提交                           | 马来西亚、 新加坡共同提交                           | 2003/07/24         | 2008/05/23         | 实体判决             | | [ 133 ]            |
| 131  | 在被占领巴勒斯坦领土上修建离墙的法律后果                                                                    | 联合国大会                                          | 联合国大会                                          | 2003/12/10         | 2004/07/07         | 咨询意见             | | [ 134 ]            |
| 132  | 黑海海洋划界案                                                                                              | 羅馬尼亞                                            | 乌克兰                                              | 2004/09/16         | 2009/02/03         | 实体判决             | | [ 135 ]            |
| 133  | 航行权利和相关权利争端案                                                                                    |                                                     | 尼加拉瓜                                            | 2005/09/29         | 2009/07/13         | 实体判决             | | [ 136 ]            |
| 134  | 有关驻联合国外交使节在东道国的地位案                                                                        | 多米尼克                                            | 瑞士                                                | 2006/04/26         | 2006/06/09         | 诉讼终止             | | [ 137 ]            |
| 135  | 乌拉圭河纸浆厂案                                                                                            | 阿根廷                                              | 乌拉圭                                              | 2006/05/04         | 2010/04/20         | 实体判决             | | [ 138 ]            |
| 136  | 刑事事项互助的若干问题案                                                                                    |                                                     | 法國                                                | 2006/08/09         | 2008/06/04         | 实体判决             | | [ 139 ]            |
| 137  | 海洋争端案                                                                                                  | 秘魯                                                | 智利                                                | 2008/01/16         | 2014/01/27         | 实体判决             | | [ 140 ]            |
| 138  | 航空喷洒除草剂案                                                                                            |                                                     | 哥伦比亚                                            | 2008/03/31         | 2013/09/13         | 诉讼终止             | | [ 141 ]            |
| 139  | 请求解释2004年3月31日对阿韦纳和其他墨西哥国民（墨西哥诉美利坚合众国）案所作判决                             | 墨西哥                                              | 美国                                                | 2008/06/05         | 2009/01/19         | 实体判决             | | [ 142 ]            |
| 140  | 《消除一切形式种族歧视国际公约》的适用问题                                                                  |                                                     | 俄羅斯                                              | 2008/08/12         | 2011/04/01         | 对管辖权问题作出裁决 | | [ 143 ]            |
| 141  | 科索沃单方面宣布独立是否符合国际法的问题                                                                    | 联合国大会                                          | 联合国大会                                          | 2008/10/10         | 2010/07/22         | 咨询意见             | | [ 144 ]            |
| 142  | 1995年9月13日《临时协议》的适用                                                                             | 北馬其頓                                            | 希腊                                                | 2008/11/17         | 2011/12/05         | 实体判决             | | [ 145 ]            |
| 143  | 国家的管辖豁免案                                                                                            | 德国                                                | 義大利                                              | 2008/12/23         | 2012/02/03         | 实体判决             | 希腊参加 | [ 146 ]            |
| 144  | 与起诉或引渡义务有关的问题                                                                                  | 比利时                                              | 塞内加尔                                            | 2009/02/19         | 2012/07/20         | 实体判决             | | [ 147 ]            |
| 145  | 民事和商事管辖权和判决的执行                                                                                | 比利时                                              | 瑞士                                                | 2009/12/21         | 2011/04/05         | 诉讼终止             | | [ 148 ]            |
| 146  | 国际劳工组织行政法庭就针对国际农业发展基金案的指控作出的第2867号判决                                        | 国际农业发展基金                                    | 国际农业发展基金                                    | 2010/04/26         | 2012/02/01         | 咨询意见             | | [ 149 ]            |
| 147  | 关于外交关系的若干问题案                                                                                    |                                                     | 巴西                                                | 2009/10/28         | 2010/05/12         | 诉讼终止             | | [ 150 ]            |
| 148  | 南极捕鲸案                                                                                                  |                                                     | 日本                                                | 2010/05/31         | 2014/03/31         | 实体判决             | 新西兰参加 | [ 151 ]            |
| 149  | 边界争端案                                                                                                  | 布吉納法索、 尼日尔共同提交                         | 布吉納法索、 尼日尔共同提交                         | 2010/07/21         | 2013/04/16         | 实体判决             | | [ 152 ]            |
| 150  | 尼加拉瓜在边界地区开展的某些活动案                                                                          |                                                     | 尼加拉瓜                                            | 2010/11/18         | 2015/12/16         | 实体判决             | | [ 153 ]            |
| 151  | 请求解释1962年6月15日对柏威夏寺（柬埔寨诉泰国）案所作判决                                                   | 柬埔寨                                              | 泰國                                                | 2011/04/28         | 2013/11/11         | 实体判决             | | [ 154 ]            |
| 152  | 哥斯达黎加沿圣胡安河修建道路案                                                                              | 尼加拉瓜                                            |                                                     | 2011/12/22         | 2013/04/17         | 实体判决             | | [ 155 ]            |
| 153  | 出入太平洋的协谈义务案                                                                                      | 玻利维亚                                            | 智利                                                | 2013/04/24         | 2018/10/01         | 实体判决             | | [ 156 ]            |
| 154  | 尼加拉瓜与哥伦比亚在尼加拉瓜海岸200海里以外划分大陆架的问题                                                 | 尼加拉瓜                                            | 哥伦比亚                                            | 2013/09/16         | 2023/07/13         | 实体判决             | | [ 157 ]            |
| 155  | 加勒比海主权权利和海洋空间受侵犯的指控                                                                      | 尼加拉瓜                                            | 哥伦比亚                                            | 2013/11/27         | 2022/04/21         | 实体判决             | | [ 158 ]            |
| 156  | 收缴和扣押某些文件和数据的问题案                                                                            | 东帝汶                                              |                                                     | 2013/12/17         | 2015/06/11         | 诉讼终止             | | [ 159 ]            |
| 157  | 加勒比海和太平洋海洋划界案                                                                                  |                                                     | 尼加拉瓜                                            | 2014/02/25         | 2018/02/02         | 实体判决             | | [ 160 ]            |
| 158  | 关于就停止核军备竞赛和实行核裁军进行谈判的义务案                                                            | 马绍尔群岛                                          | 印度                                                | 2014/04/24         | 2016/10/05         | 对管辖权问题作出裁决 | | [ 161 ]            |
| 159  | 关于就停止核军备竞赛和实行核裁军进行谈判的义务案                                                            | 马绍尔群岛                                          | 巴基斯坦                                            | 2014/04/24         | 2016/10/05         | 对管辖权问题作出裁决 | | [ 162 ]            |
| 160  | 关于就停止核军备竞赛和实行核裁军进行谈判的义务案                                                            | 马绍尔群岛                                          | 英国                                                | 2014/04/24         | 2016/10/05         | 对管辖权问题作出裁决 | | [ 163 ]            |
| 161  | 印度洋海洋划界案                                                                                            |                                                     |                                                     | 2014/08/28         | 2021/10/12         | 实体判决             | | [ 164 ]            |
| 162  | 关于锡拉拉河水域地位和使用问题的争端案                                                                      | 智利                                                | 玻利维亚                                            | 2016/06/06         | 2022/12/01         | 实体判决             | | [ 165 ]            |
| 163  | 豁免和刑事诉讼案                                                                                            | 赤道几内亚                                          | 法國                                                | 2016/06/13         | 2020/12/11         | 实体判决             | | [ 166 ]            |
| 164  | 某些伊朗资产案                                                                                              | 伊朗                                                | 美国                                                | 2016/06/14         | -                  | 正在审理             | | [ 167 ]            |
| 165  | 波蒂略岛北部的陆地边界案                                                                                    |                                                     | 尼加拉瓜                                            | 2017/01/16         | 2018/02/02         | 实体判决             | | [ 168 ]            |
| 166  | 《制止向恐怖主义提供资助的国际公约》和《消除一切形式种族歧视国际公约》的适用案                              | 乌克兰                                              | 俄羅斯                                              | 2017/01/16         | 2024/01/31         | 实体判决             | | [ 169 ]            |
| 167  | 申请复核2008年5月23日对白礁岛、中岩礁和南礁的主权归属（马来西亚/新加坡）案所作判决                          | 马来西亚                                            | 新加坡                                              | 2017/02/03         | 2018/05/29         | 诉讼终止             | | [ 170 ]            |
| 168  | 贾达夫案 | 印度                                                | 巴基斯坦                                            | 2017/05/15         | 2019/07/17         | 实体判决             | | [ 171 ]            |
| 169  | 1965年查戈斯群岛从毛里求斯分裂的法律后果                                                                    | 联合国大会                                          | 联合国大会                                          | 2017/06/29         | 2019/02/25         | 咨询意见             | | [ 172 ]            |
| 170  | 请求解释2008年5月23日对白礁岛、中岩礁和南礁的主权归属（马来西亚/新加坡）案所作判决                          | 马来西亚                                            | 新加坡                                              | 2017/06/30         | 2018/05/29         | 诉讼终止             | | [ 173 ]            |
| 171  | 1899年10月3日仲裁裁决案                                                                                     |                                                     | 委內瑞拉                                            | 2018/03/29         | -                  | 正在审理             | | [ 174 ]            |
| 172  | 《消除一切形式种族歧视国际公约》的适用案                                                                    |                                                     | 阿联酋                                              | 2018/06/11         | 2021/02/04         | 对管辖权问题作出裁决 | | [ 175 ]            |
| 173  | 关于《国际民用航空公约》第八十四条规定的国际民航组织理事会管辖权的上诉案                                    | 巴林 / 埃及 / 沙烏地阿拉伯 / 阿联酋                 |                                                     | 2018/07/04         | 2020/07/20         | 实体判决             | | [ 176 ]            |
| 174  | 关于1944年《国际航空过境协定》第二条第二节规定的国际民航组织理事会管辖权的上诉案                            | 巴林 / 埃及 / 阿联酋                                |                                                     | 2018/07/04         | 2020/07/20         | 实体判决             | | [ 177 ]            |
| 175  | 关于违反《1955年友好、经济关系和领事权利条约》的指控                                                        | 伊朗                                                | 美国                                                | 2018/07/16         | -                  | 正在审理             | | [ 178 ]            |
| 176  | 美国大选使馆迁往耶路撒冷案                                                                                  | 巴勒斯坦                                            | 美国                                                | 2018/09/28         | -                  | 正在审理             | | [ 179 ]            |
| 177  | 危地马拉的领土、岛屿和海域主张案                                                                            | 、 共同提交                                         | 、 共同提交                                         | 2019/06/07         | -                  | 正在审理             | | [ 180 ]            |
| 178  | 《防止及惩治灭绝种族罪公约》的适用案                                                                        |                                                     | 緬甸                                                | 2019/11/11         | -                  | 正在审理             | 馬爾地夫 / 加拿大 / 丹麦 / 法國 / 德国 / 荷蘭 / 英国 / 爱尔兰参加 | [ 181 ]            |
| 179  | 陆地和海洋划界以及对岛屿的主权                                                                              | 加彭、 赤道几内亚共同提交                           | 加彭、 赤道几内亚共同提交                           | 2021/03/05         | 2025/05/19         | 实体判决             | | [ 182 ]            |
| 180  | 《消除一切形式种族歧视国际公约》的适用案                                                                    | 亞美尼亞                                            |                                                     | 2021/09/16         | -                  | 正在审理             | | [ 183 ]            |
| 181  | 《消除一切形式种族歧视国际公约》的适用案                                                                    |                                                     | 亞美尼亞                                            | 2021/09/23         | -                  | 正在审理             | | [ 184 ]            |
| 182  | 根据《防止及惩治灭绝种族罪公约》提出的种族灭绝指控案                                                        | 乌克兰                                              | 俄羅斯                                              | 2022/02/27         | -                  | 正在审理             | / 奥地利 / 比利时 / 保加利亚 / 加拿大 / 荷蘭 / 賽普勒斯 / 捷克 / 丹麦 / 爱沙尼亚 / 芬兰 / 法國 / 德国 / 希腊 / 爱尔兰 / 義大利 / 拉脫維亞 / 列支敦斯登 / 立陶宛 / 盧森堡 / 馬爾他 / 新西兰 / 挪威 / 波蘭 / 葡萄牙 / 羅馬尼亞 / 斯洛伐克 / 斯洛維尼亞 / 西班牙 / 瑞典 / 英国参加 | [ 185 ]            |
| 183  | 国家管辖豁免和国有财产限制措施问题                                                                          | 德国                                                | 義大利                                              | 2022/04/29         | -                  | 正在审理             | | [ 186 ]            |
| 184  | 关于归还在刑事诉讼中遭没收财产的请求                                                                        | 赤道几内亚                                          | 法國                                                | 2022/09/29         | -                  | 正在审理             | | [ 187 ]            |
| 185  | 萨波迪拉环礁群的主权归属                                                                                    |                                                     |                                                     | 2022/11/16         | -                  | 正在审理             | | [ 188 ]            |
| 186  | 以色列在包括东耶路撒冷在内的巴勒斯坦被占领土上的政策和做法所产生的法律后果                                  | 联合国大会                                          | 联合国大会                                          | 2023/01/19         | 2024/07/19         | 咨询意见             | | [ 189 ]            |
| 187  | 各国在气候变化方面的义务                                                                                    | 联合国大会                                          | 联合国大会                                          | 2023/04/12         | 2025/07/23         | 咨询意见             | | [ 190 ]            |
| 188  | 《禁止酷刑和其他残忍、不人道或有辱人格的待遇或处罚公约》的适用案                                            | 加拿大 / 荷蘭                                       | 叙利亚                                              | 2023/06/08         | -                  | 正在审理             | | [ 191 ]            |
| 189  | 关于侵犯国家豁免的指控                                                                                      | 伊朗                                                | 加拿大                                              | 2023/06/27         | -                  | 正在审理             | | [ 192 ]            |
| 190  | 2020年1月8日空中事件                                                                                        | 加拿大 / 英国 / 瑞典 / 乌克兰                       | 伊朗                                                | 2023/07/04         | -                  | 正在审理             | | [ 193 ]            |
| 191  | 国际劳工组织第87号公约规定的罢工权                                                                          | 国际劳工组织                                        | 国际劳工组织                                        | 2023/11/10         | -                  | 正在审理             | | [ 194 ]            |
| 192  | 《防止及惩治灭绝种族罪公约》在加沙地带的适用案                                                              | 南非                                                | 以色列                                              | 2023/12/29         | -                  | 正在审理             | 哥伦比亚 / 利比亞 / 墨西哥 / 巴勒斯坦 / 西班牙 / 土耳其 / 智利 / 馬爾地夫 / 玻利维亚 / 爱尔兰 / 古巴 / 参加 | [ 195 ]            |
| 193  | 关于在巴勒斯坦被占领土违反某些国际义务的指控                                                                | 尼加拉瓜                                            | 德国                                                | 2024/03/01         | -                  | 正在审理             | | [ 196 ]            |
| 194  | 墨西哥驻基多大使馆                                                                                          | 墨西哥                                              |                                                     | 2024/04/11         | -                  | 正在审理             | | [ 197 ]            |
| 195  | 格拉斯·埃斯皮内尔                                                                                           |                                                     | 墨西哥                                              | 2024/04/29         | -                  | 正在审理             | | [ 198 ]            |
| 196  | 关于以色列对联合国、其他国际组织和第三国在巴勒斯坦被占领土上的存在和活动以及与巴勒斯坦被占领土有关的义务    | 联合国大会                                          | 联合国大会                                          | 2024/12/23         | -                  | 正在审理             | | [ 199 ]            |
| 197  | 《防止及惩治灭绝种族罪公约》在苏丹的适用案                                                                  | 苏丹                                                | 阿联酋                                              | 2025/03/05         | 2025/05/05         | 对管辖权问题作出裁决 | | [ 200 ]            |
| 198  | 关于国际民用航空公约第84条规定的国际民航组织理事会管辖权的上诉案                                            | 伊朗                                                | 加拿大 / 瑞典 / 乌克兰 / 英国                       | 2025/04/17         | -                  | 正在审理             | | [ 201 ]            |
| 199  | 科勒和帕里斯                                                                                                | 法國                                                | 伊朗                                                | 2025/05/16         | -                  | 正在审理             | | [ 202 ]            |
| 200  | 关于走私移民的指控                                                                                          | 立陶宛                                              | 白俄羅斯                                            | 2025/05/19         | -                  | 正在审理             | | [ 203 ]            |

## 各案件内容

### 诉讼案件
| 案件 | 案件名称 | 当事国或国际组织 | 当事国或国际组织                                    | 案情提要 | 投票结果 | 多数意见或处理结果 | 资料               |
| 案件 | 案件名称 | 原告国 | 被告国                                              | 案情提要 | 投票结果 | 多数意见或处理结果 | 资料               |
| ---- | --- | --- | --------------------------------------------------- | --- | --- | --- | ------------------ |
| 1    | 科孚海峡案                                                                                                  | 英国 | 阿爾巴尼亞                                          | 1946年10月22日，两艘英国驱逐舰在科孚海峡的阿尔巴尼亚领水触水雷遭到损坏，舰上人员严重伤亡。英国政府认为阿尔巴尼亚政府对此负有责任，在与地拉那进行了外交通信后，将事情提交安全理事会处理。安理会于1947年4月9日通过决议建议两国政府将争端提交国际法院解决。据此，两当事方签订了一个特别协定，请求国际法院对以下两个问题作出判决： 1. 阿尔巴尼亚对1946年10月22日的爆炸是否负有责任，有无赔偿义务。 2. 英国海军于1946年10月22日、11月12日和13日，在阿尔巴尼亚水域多次进行扫雷活动，是否违反国际法。 | - 11:5（1） - 14:2（2-a） - 16:0（2-b） | 1. 阿尔巴尼亚负有责任。布雷区布雷不可能在阿尔巴尼亚不知晓的情况下完成，阿尔巴尼亚有义务通知航运界，特别是警告10月22日继续通过科孚海峡的船只它们面临的危险。 2. 英国在10月22日没有侵犯阿尔巴尼亚的主权，因为在科孚海峡的通过在原则和使用的方法这两方面都是无害的。但在11月12日和11月13日侵犯了阿尔巴尼亚的主权，因为它是在与阿尔巴尼亚政府明确表示的意愿相违背的情况下进行的，也未经国际扫雷组织同意。 3. 判令阿尔巴尼亚针对军舰和海军人员的损失，向英国支付843947英镑的赔偿。 | [ 204 ]            |
| 2    | （科孚海峡案相关）                                                                                          | （科孚海峡案相关） | （科孚海峡案相关）                                  | （科孚海峡案相关） | （科孚海峡案相关） | （科孚海峡案相关） | （科孚海峡案相关） |
| 5    | 渔业案 | 英国 | 挪威                                                | 挪威政府1935年7月12日的一项法令在该国北部的北极圈以北划定了捕鱼权为其本国国民保留的区域，禁止外国人捕鱼。这导致1948年和1949年，大量英国拖网渔船被挪威政府扣押和没收。英国请求国际法院说明这样划界是否违反国际法。英国坚决主张计算领水带的基线必须是低潮线，且直基线必须有一个最长的限度，如海湾的封口线应符合10海里规则。 | - 10:2（1） - 8:4（2） | 1. 挪威1935年法令使用的方法不违反国际法。直基线法已在挪威制度中确立并因不断和充足的长期实行得到加强。使用这一方法从未遭到过其他国家的反对，甚至英国在许多年间也没对它提出异议。 2. 该法令确定的基线不违反国际法，且是有道理的。 | [ 204 ]            |
| 6    | 关于在埃及境内对法国国民和被保护人进行保护的案件                                                            | 法國 | 埃及                                                | 埃及政府对其境内的法国侨民或被保护人采取了一些针对财产或人身的措施，导致法国援引1935年《蒙特勒公约》对埃及提起诉讼。 | | 由于埃及政府停止了有关措施，法国决定撤诉，埃及亦无异议。 | [ 9 ]              |
| 7    | 庇护权案 | 哥伦比亚 | 秘魯                                                | 1949年1月3日，哥伦比亚驻秘鲁利马的大使给予秘鲁政党美洲人民革命联盟的党首维克多·劳尔·阿亚·德·拉·托雷庇护。但阿亚·德·拉·托雷涉嫌在1948年10月3日煽动和指挥了一场武装叛乱，叛乱在当天就被镇压，其后秘鲁政府一直试图在搜寻阿亚·德·拉·托雷但未成功。在给予该避难者庇护后，哥伦比亚大使要求发给一个安全通行证使被称为政治犯的阿亚·德·拉·托雷离开该国，但秘鲁认为阿亚·德·拉·托雷犯了普通罪行，无权获得庇护，拒绝发给通行证。由于不能达成协议，两国政府将与它们争端有关的若干问题提交国际法院，内容主要包括以下四方面（前两项为哥伦比亚政府诉讼主张，后一项为秘鲁政府反诉主张）： 1. 根据1911年关于引渡的《玻利瓦尔协定》、1928年关于庇护的《哈瓦那协定》、1933年关于政治犯庇护的《蒙得维的亚公约》以及《美洲国际法》，哥伦比亚有权为了庇护的目的确定犯罪行为的性质。 2. 秘鲁有义务发一个安全通行证以使该避难者能安全离开该国。 3. 秘鲁主张因为阿亚·德·拉·托雷被控的不是政治罪而是普通罪，且该案缺乏《哈瓦那公约》为了证明庇护有理而要求具备的情况紧急这一条件，因此给予阿亚·德·拉·托雷庇护违反《哈瓦那公约》。 | - 14:2（1） - 15:1（2） - 15:1（3） - 10:6（4） | 1. 哥伦比亚无权单方面并且以对秘鲁有约束力的方式确定罪行的性质。 2. 秘鲁政府无义务发给避难者安全通行证。 3. 法院拒绝秘鲁关于阿亚·德·拉·托雷犯有普通罪行的主张，因对其提出的唯一罪行是武装叛乱，而武装叛乱本身不是一种普通罪行。 4. 哥伦比亚驻利马大使在接受阿亚·德·拉·托雷时按照有关条约给予庇护应有的条件没有具备。 | [ 204 ]            |
| 11   | 摩洛哥境内美利坚合众国国民的权利案                                                                          | 法國 | 美国                                                | 法国针对在法属摩洛哥境内的以下问题对美国提起诉讼： 1. 1948年12月30日《总督法令》对美国国民的适用。根据该法令在法属摩洛哥地区非官方分配货币的进口物品需受许可管制制度的约束。 2. 美国在法属摩洛哥地区可以行使的领事管辖权的范围。 3. 向在摩洛哥境内的美国国民征税的权力，特别是1948年12月30日《总督法令》规定的消费税。 4. 根据1906年《阿尔及西拉斯总议定书》第95条估定进口到摩洛哥货物价值的方法。 | - 11:0（1） - 11:0（2-a） - 10:1（2-b） - 6:5（2-c） - 11:0（2-d） - 6:5（3-a） - 7:4（3-b） - 6:5（4） | 1. 1948年12月30日《总督法令》免除了对法国的进口管制，但美国却受该管制约束，包含有对法国有利的差别对待，与《阿尔及西拉斯总议定书》相矛盾。 2. 美国有权按照它在1836年9月16日与摩洛哥订立的条约的规定，行使美国公民或被保护人之间的民事或刑事争端的领事管辖权。同样，美国也有权在与领事管辖权有关的《阿尔及西拉斯总议定书》的规定要求范围之内对所有针对美国公民或被保护人提起的民事或刑事诉讼案件行使领事管辖权。但随英国按照1937年《法英条约》终止其所有具有领事裁判权性质的权利和特权，美国丧失根据最惠国条款获得的权利，因此无权在在法属摩洛哥地区对上述以外的案件行使领事管辖权。另外，任何条约都没有授予美国一种权利，使得摩洛哥法律不适用于它的国民。 3. 没有任何条约为美国关于应对其公民实行财政豁免的主张提供任何依据。而1948年12月30日《总督法令》规定的消费税是应对所有货物征收的，它不是最高税率被《阿尔及西拉斯总议定书》规定为12.5%的关税，美国公民不能免除这些税。 4. 《阿尔及西拉斯总议定书》第95条对进口货物的估价没有规定严格的规则。关税征收机关必须对各种因素都加以考虑，例如货物在原产国的价值和它在摩洛哥当地市场上的价值都是在估定其价值时应考虑的因素。 | [ 204 ]            |
| 13   | 关于解释1950年11月20日庇护权案判决的请求                                                                    | 哥伦比亚 | 秘魯                                                | 哥伦比亚政府请求国际法院回答三个问题，以确定国际法院在1950年11月20日就庇护权案（即案7）所做判决是否被解释为具有以下的意义： 1. 应对哥伦比亚驻利马大使对加在阿亚·德·拉·托雷头上的罪行确定的性质赋予法律效力。 2. 秘鲁无权要求交出该避难者，哥伦比亚也无义务交出他。 3. 哥伦比亚有义务交出该避难者。 | 12:1 | 该请求是不能接受的： 1. 该问题未曾被当时双方提交给法院处理，对法院的要求只是对哥伦比亚抽象性地且一般性地提出的一个诉讼主张进行裁决。 2. 交出该避难者的问题未曾包括在当时双方的诉讼主张里，因此法院不能对它做出裁决。 3. 《国际法院规约》要求的应有一个争端的条件未得到满足：双方没有提起法院注意的争端。 | [ 204 ]            |
| 14   | 阿亚·德拉托雷案                                                                                             | 哥伦比亚 | 秘魯                                                | 国际法院在1950年11月20日就庇护权案（即案7）所做判决宣布后，秘鲁要求哥伦比亚执行判决，并要求哥伦比亚终止不恰当给予的保护，交出该避难者。哥伦比亚答复说交出该避难者是对上述判决的蔑视，也违反《哈瓦那公约》。因此哥伦比亚提起诉讼： 1. 哥伦比亚请求法院说明上述判决应以什么方式执行，并且请法院宣布在执行该判决中它没有义务交出阿亚·德·拉·托雷。 2. 秘鲁请求法院说明哥伦比亚应以什么方式执行该判决，并请求法院（a）驳回哥伦比亚要求法院宣布它没有义务交出阿亚·德·拉·托雷的主张；（b）宣布庇护阿亚·德·拉·托雷本应在上述判决宣布后就立即停止，并且应立刻停止，以便被中止的秘鲁司法能恢复正常程序。 古巴政府申请参加此诉讼，尽管遭到秘鲁反对，仍然被国际法院批准。因为古巴政府代表表示参加诉讼是基于必须对《哈瓦那公约》中的一个新问题做解释这个事实。 | - 14:0（1） - 13:1（2） - 14:0（3） | 1. 在终止庇护的不同方法中做一个选择不是国际法院司法职能的一部分。 2. 哥伦比亚没有义务把阿亚·德·拉·托雷交给秘鲁当局。 3. 庇护本应在1950年11月20日判决后就停止，并且必须终止。 | [ 204 ]            |
| 15   | 安巴提洛斯案                                                                                                | 希臘 | 英国                                                | 希腊船主安巴提洛斯在1919年曾与英国运输部代表的英国政府订立了一个购买9艘在建轮船的合同，但其后因遭到英国法院对其不利的判决而遭受重大损失。希腊政府收到他的请求书后，请求国际法院宣布安巴提洛斯对英国政府提出的索赔要求应按照根据1886年《英希条约》及其议定书以及1926年订立的《英希协议》提交仲裁。英国方面坚持认为国际法院缺乏对该问题做决定的管辖权，但国际法院认定有管辖权决定英国是否有义务将关于安巴提洛斯的索赔要求的有效性的争端提交仲裁。 | 10:4 | 英国有义务按照1926年《英希声明》把安巴提洛斯的索赔要求根据1886年条约是否有效的争端提交仲裁。 | [ 204 ]            |
| 16   | 英伊石油公司案                                                                                              | 英国 | 巴列维王朝                                          | 1933年4月，伊朗政府和英伊石油公司签订过一项协议，但在1951年3月起，伊朗通过了一些法律，宣布在伊朗对石油工业实行国有化的方针并规定了执行这一方针的程序，这造成了伊朗和该公司之间的争端。英国接过该公司提出的主张，凭借外交保护权在国际法院提起诉讼，于是伊朗对法院的管辖权表示反对。 | 9:5 | 无管辖权：注意到伊朗依照《国际法院规约》第36条第2款所做的接受法院强制管辖的声明，国际法院只在争端与伊朗接受的条约或公约的适用有关时才有管辖权。而伊朗坚持认为，根据该文本的实际措词，管辖权限于在该声明之后签订的条约。 | [ 204 ]            |
| 17   | 明基埃和埃克荷斯群岛案                                                                                      | 法國、 英国共同提交 | 法國、 英国共同提交                                 | 当事双方依据1950年12月19日签订的特别协定提交至国际法院，以确定当事双方中哪一个就这些群岛的所有权提出了比较令人信服的证据。争议中的埃克荷斯群岛和明基埃群岛位于英吉利海峡的泽西岛和法国本土之间，其中埃克荷斯群岛离泽西岛3.9海里，法国大陆6.6海里；明基埃群岛离泽西岛9.8海里，法国大陆16.2海里，法国肖西群岛8海里。 | 13:0 | 在两群小岛和礁石可被占用的范围之内，这些小岛和礁石的主权属于英国。 | [ 204 ]            |
| 18   | 诺特博姆案                                                                                                  | 列支敦斯登 |                                                     | 弗雷德里希·诺特博姆出生于德国汉堡，在1905年时去危地马拉并在那里经商，之后便定居在该国。他有一个兄弟从1931年起就住在列支敦士登，诺特博姆曾拜访过他几次。1939年3月诺特博姆再次离开危地马拉到欧洲，后在同年10月依靠捐款取得毛伦区公民身份后加入列支敦士登国籍。领取列支敦士登护照后，他在1940年初返回危地马拉。后因德国与危地马拉成为交战国，1943年时诺特博姆因战时措施被迫放弃财产并离开危地马拉。后来诺特博姆在1946年试图再次进入危地马拉时被拒绝入境。 1. 列支敦士登坚持认为在入籍后诺特博姆就成为该国国民，要求危地马拉对其以违反国际法的方式对诺特博姆的人身和财产采取的各种措施所造成的损害进行赔偿。 2. 危地马拉引用了只有国家和个人之间的国籍纽带才能赋予这个国家外交保护权这一原则，认为鉴于诺特博姆的国籍状况，列支敦士登的要求是不能接受的。此外，危地马拉还认为国际法院没有管辖权，因其接受该法院强制管辖的声明已在列支敦士登提交请求书后几周的1952年1月6日到期，但该主张被国际法院驳回。 | 11:3 | 诺特博姆的入籍不是建立在与列支敦士登的任何实际的先前的联系之上的，它也绝不会改变在极其迅速的情况下被授予国籍的人的生活方式，诺特博姆要求入籍主要不是为了使他事实上是列支敦士登人的一员的身份获得法律上的承认，而是要使他以中立国国民的身份取代其交战国国民的身份，唯一的目的是进入列支敦士登的保护范围之内。由于这些原因，国际法院认为列支敦士登的要求不能被接受。 | [ 204 ]            |
| 19   | 1943年从罗马运走的货币黄金案                                                                                | 義大利 | 法國 / 英国 / 美国                                  | 1943年，一批货币黄金被德国人从罗马运走，后在德国被发现，但对于其中有一些原属于阿尔巴尼亚的黄金的归属问题，意大利与英国发生了争执。 1. 英国认为，国际法院曾指出阿尔巴尼亚有义务赔偿科孚海峡案，但阿尔巴尼亚从未支付损害赔偿金。 2. 意大利认为：（a）由于阿尔巴尼亚政府在1945年采取的没收措施损害了意大利的利益，因此意大利对阿尔巴尼亚有一个赔偿要求，（b）且这个赔偿要求应当优先于英国的赔偿要求。 意大利政府依据美英法三国政府于1951年4月25日在华盛顿签署的声明，将这两个问题提交给国际法院处理。但在提交请求书之后，意大利对法院的管辖权感到有些疑问，因此请求法院作为一个先决问题对管辖权问题作出裁决。 | - 14:0（1） - 13:1（2） | 1. 在未得到阿尔巴尼亚同意的情况下，无权对意大利对阿尔巴尼亚的赔偿要求做出裁断。 2. 优先权问题只有在就第一个问题做出有利于意大利的裁断时才会产生，因此也应当不对该诉讼主张进行审查。 | [ 204 ]            |
| 20   | 贝鲁特电力公司案                                                                                            | 法國 | 黎巴嫩                                              | 法国运营的贝鲁特电力公司认为黎巴嫩政府采取的某些措施违背了黎巴嫩政府在1948年与法国达成的协议中作出的承诺，因此法国政府起诉至国际法院。 | | 由于黎巴嫩政府和该公司达成了解决协议，该案撤销。 | [ 23 ]             |
| 22   | 关于美国飞机及其机组成员在匈牙利所受对待的案件                                                              | 美国 | 匈牙利人民共和国                                    | 案22、案23、案25、案28、案40、案44：美国与东方集团之间发生的航空纠纷。美国未确认这些国家是否接受管辖权，而是援引《国际法院规约》第36条第1款「法院之管辖包括各当事国提交之一切案件」，声称国际法院有管辖权。 | | 案22、案23、案25、案28、案40、案44：被告国政府表示无法服从国际法院的管辖权。 | [ 25 ]             |
| 23   | 关于美国飞机及其机组成员在匈牙利所受对待的案件                                                              | 美国 | 苏联                                                | 案22、案23、案25、案28、案40、案44：美国与东方集团之间发生的航空纠纷。美国未确认这些国家是否接受管辖权，而是援引《国际法院规约》第36条第1款「法院之管辖包括各当事国提交之一切案件」，声称国际法院有管辖权。 | [ 26 ] | 案22、案23、案25、案28、案40、案44：被告国政府表示无法服从国际法院的管辖权。 |                    |
| 25   | 1953年3月10日空中事件                                                                                       | 美国 | 捷克斯洛伐克                                        | 案22、案23、案25、案28、案40、案44：美国与东方集团之间发生的航空纠纷。美国未确认这些国家是否接受管辖权，而是援引《国际法院规约》第36条第1款「法院之管辖包括各当事国提交之一切案件」，声称国际法院有管辖权。 | [ 28 ] | 案22、案23、案25、案28、案40、案44：被告国政府表示无法服从国际法院的管辖权。 |                    |
| 26   | 南极案 | 英国 | 阿根廷                                              | 英国就南极洲某些土地和岛屿的主权争端，向国际法院起诉阿根廷与智利。英国援引《国际法院规约》第36条第1款「法院之管辖包括各当事国提交之一切案件」，声称国际法院有管辖权。 | | 阿根廷告知法院，拒绝接受与此案相关的国际法院的管辖权。 | [ 29 ]             |
| 27   | 南极案 | 英国 | 智利                                                | 英国就南极洲某些土地和岛屿的主权争端，向国际法院起诉阿根廷与智利。英国援引《国际法院规约》第36条第1款「法院之管辖包括各当事国提交之一切案件」，声称国际法院有管辖权。 | 智利告知法院，拒绝接受与此案相关的国际法院的管辖权。 | [ 30 ] |                    |
| 28   | 1952年10月7日空中事件                                                                                       | 美国 | 苏联                                                | 案22、案23、案25、案28、案40、案44：美国与东方集团之间发生的航空纠纷。美国未确认这些国家是否接受管辖权，而是援引《国际法院规约》第36条第1款「法院之管辖包括各当事国提交之一切案件」，声称国际法院有管辖权。 | | 案22、案23、案25、案28、案40、案44：被告国政府表示无法服从国际法院的管辖权。 | [ 31 ]             |
| 29   | 某些挪威公债案                                                                                              | 法國 | 挪威                                                | 法国援引《国际法院规约》第36条第2款以及法国和挪威发表的接受法院强制管辖的声明，请求国际法院裁决挪威王国、挪威王国抵押银行以及小农及工人住房银行在1885年至1905年之间在法国和其他国家市场发行的某些债券，是以黄金规定借方的义务，而且借方只能用支付息票和偿还债券的黄金价值的方法来清偿债务。该案件主要争议如下： 1. 自1914年以来，挪威曾多次暂停将挪威银行发行的钞票兑换成黄金，而1923年12月15日的一项法律规定，若债务人曾合法地同意用黄金支付以克朗为货币单位的债务，而债权人拒绝接受以挪威银行钞票按其名义上的黄金价值偿还债务，则债务人可要求延期偿还，延长期为银行免除按照钞票名义上的价值兑换其钞票的义务的时期。 2. 1925年起，法国开始了与挪威之间长达30年的外交争执，要求挪威承认所涉及的法国债券所有人要求的权利，而挪威不同意法国提出的国际清算要求，坚持认为债券持有人的要求属于挪威法院的管辖范围，只与挪威国内法的解释和实施有关，不受国际法管辖。 | 12:3 | 法院不具有对此争端作出判决的管辖权：挪威在接受法院强制管辖的声明中有保留条项「本声明不适用于与按法兰西共和国政府的理解基本上属于国内管辖的问题有关的争议」，排除了国际法院对法国政府提交的请求书向它提交的争端的管辖权。 | [ 204 ]            |
| 32   | 在印度领土上的通行权案                                                                                      | 葡萄牙 | 印度                                                | 1954年7月，印度政府阻止葡萄牙在印度半岛的领土中被印度领土包围的两个飞地，即达德拉和纳加尔-哈维利之间，以及它们与达曼沿海区之间的交通往来，导致葡萄牙被置于无法对这些飞地行使主权的境地，因此葡萄牙政府对印度政府提起诉讼。印度针对葡萄牙政府的主张共提出6项反对意见，其中4项在第一阶段被驳回，剩余的2条意见被采纳并入实质问题讨论。而葡萄牙方面主要有3条要求： 1. 印度于1940年接受国际法院强制管辖的声明中有保留条项，将根据国际法专属印度政府管辖的问题与争端排除于国际法院管辖之外。 2. 印度表示上述声明仅限于1930年2月5日以后产生的关于该日期以后的形势或事实的争端，而葡萄牙主张的争端产生于该日期以前，因此法院不具有管辖权。 3. 葡萄牙要求法院判决并宣布葡萄牙拥有通行权，印度必须予以尊重。这种通行应始终遵守印度的规章和监督，而这些规章和监督的实施必须是善意的。 4. 葡萄牙请求法院判决并宣布印度没有遵守由于通行权导致它应承担的义务。 5. 葡萄牙请国际法院裁定，印度必须停止反对行使通行权的措施。 | - 13:2（1） - 11:4（2） - 11:4（3） - 8:7（4） - 9:6（5） | 1. 双方均以国际法为依据采取立场，不属于专属印度政府管辖的问题。 2. 没有理由说该争端是在1954年印度阻碍葡萄牙通行权以前发生的。 3. 就私人、文职官员和普通货物而言，葡萄牙在1954年拥有在为行使主权所需要的范围内，并在遵守印度规章和监督的条件下，通过介于这些飞地之间的印度领土的通行权。 4. 就武装部队、武装警察和武器与弹药而言，葡萄牙在1954年不拥有这样的通行权。 5. 就私人、文职官员和普通货物而言，印度没有违反其由葡萄牙的通行权所产生的义务。鉴于1954年7月21日在达德拉发生的导致该飞地葡萄牙当局被推翻的事件在周围的印度地区造成紧张局势，因此印度拒绝通行是在其对葡萄牙的通行权实行管理与监督的权力范围之内的。 | [ 204 ]            |
| 33   | 《1902年关于监护婴儿的公约》的适用案                                                                        | 荷蘭 | 瑞典                                                | 1954年4月26日，瑞典政府将一名在瑞典居住的荷兰籍丧母未成年人玛丽·伊丽莎白·博尔置于保护性抚养制度之下。1954年6月2日，荷兰阿姆斯特丹州法院依据荷兰法为玛丽建立了监护，其后玛丽的父亲在瑞典起诉要求终止保护性抚养但被政府驳回。之后，玛丽的父亲被荷兰法院解除了监护权，指定了一名女监护人代替他，而瑞典方面则撤销了玛丽父亲的监护登记，但仍保留依据监护法指定的教父，并且瑞典最高法院最终也作出终审判决，维持保护性抚养措施。因此，荷兰请求国际法院宣布瑞典的这一保护性抚养措施与根据该项公约对瑞典有约束力的义务不符，请法院判决该措施无效，命令终止这一措施。 1. 荷兰政府认为，瑞典的保护性抚养妨碍将未成年人交给监护人，与《1902年关于监护婴儿的公约》不符，根据该公约应适用该未成年人的本国法。 2. 瑞典政府不否认保护性抚养暂时阻止了监护人行使荷兰法律具有的照管权，但这措施并不违反《1902年关于监护婴儿的公约》。因在采取这个措施时，玛丽父亲以及女监护人的照管权均不符合《1902年关于监护婴儿的公约》，而且瑞典国内的《保护儿童法》适用于在瑞典居住的每个未成年人，属于公共秩序范畴，不构成违反公约的行为。 | 12:4 | 1. 不能将保护型抚养视为与荷兰根据1902年公约确立的监护相对立的监护。 2. 监护人根据未成年人本国法拥有的照管权，不能排除对外国未成年人适用此种法律。 3. 公约的目的是结束几个法律要支配单一法律关系的相对抗的要求，但就保护儿童和青年的法律来说，不存在任何这样的对抗的要求。这样的法律没有希望，也不可能希望有任何的域外效力。对公约的广义解释，在拒绝对居住在瑞典的荷兰儿童适用瑞典法的情况下，将产生消积的解决办法，因为也不能对他们适用关于同一问题的荷兰法。 4. 瑞典的《保护儿童法》不属于1902年监护公约的范围，所以公约不可能在与它有关的问题以外的方面产生对签订国有约束力的义务。在本案中，法院没有发现瑞典方面有任何不遵守公约的行为。 | [ 204 ]            |
| 34   | 国际工商业投资公司案                                                                                        | 瑞士 | 美国                                                | 1942年，美国根据《与敌方贸易法》的规定处置了通用苯胺和胶片公司几乎所有的股份。美方认为该公司虽名义上是由瑞士的巴塞尔化工公司控制，事实上的幕后老板却是德国法本公司。但瑞士政府称巴塞尔化工公司与法本公司的关系已于1940年断绝，改名为国际工商业投资公司后，其资产中最大的项目就是美国通用公司。1945年，瑞士已经根据与美英法三国之间的一项临时协定冻结了住在德国的德国人的财产，而瑞士赔偿办事处在当时也已经调查过国际工商业投资公司的投资关系，确认过它的资产不需要被冻结。然而美国仍然认为该公司与法本公司有关，因此瑞士政府暂时冻结了国际工商业投资公司的资产。 1946年，盟国和瑞士在华盛顿缔结的协定确认美国将解冻瑞士在美国的资产。1948年，瑞士复审局取消了对国际工商业投资公司在瑞士境内的资产冻结，并照会华盛顿，要求美国将已在美国境内处置的财产归还国际工商业投资公司，然而美方在7月26日拒绝了这项要求，认为瑞士复审局的决定不影响在美国境内已处置的财产。同年国际工商业投资公司依据《与敌方贸易法》的规定在美国提起诉讼，但直到1957年都进展甚微。瑞士在1956年8月9日的一项照会中提议与美国进行仲裁，但被美国在1957年1月11日的照会中拒绝，且同时附有一份国际工商业投资公司已经败诉的备忘录。据此，瑞士向国际法院提起诉讼请求，包含一主要意见与一备选意见： 1. 瑞士请求法院判决并宣布美国政府有义务归还国际工商业投资公司的资产。 2. 瑞士请求法院判决并宣布美国有义务将这一争端提交仲裁或调解程序。 美国对国际法院的管辖权提出4项反对意见： 1. 该争端发生在美国接受法院强制管辖声明生效的1946年8月26日之前。 2. 该争端发生在瑞士接受法院强制管辖声明生效的1948年7月28日之前。 3. 国际工商业投资公司并未全部使用美国法院向其提供的当地补救方法。 4. 国际法院没有管辖权。据国际法，没收和扣留属于美国管辖权之内的事项。 | - 10:5（1） - 15:0（2） - 9:6（3） - 10:5（4-a） - 14:1（4-b） | 该请求书是不能受理的： 1. 美国拒绝归还资产的答复发生在1948年7月26日，在在美国接受法院强制管辖声明生效的1946年8月26日之后。 2. 瑞士的声明中并未限定管辖权限于声明以后产生的争端。 3. 瑞士称在根据《与敌方贸易法》提出的诉讼中，美国法院不能根据国际法规则来进行裁决。但是，美国法院的裁决证明美国法院是有权在其裁决中适用国际法的，因此该请求书是不能受理的。 4. 国际工商业投资公司的资产究竟是敌方财产还是中立方财产是一个必须按照国际法原则和规则做出决定的问题。 | [ 204 ]            |
| 35   | 1955年7月27日空中事件                                                                                       | 以色列 | 保加利亞                                            | 1955年7月27日，保加利亚防空部队击毁了一架以色列航空公司的客机。以色列援引《国际法院规约》第36条以及以色列和保加利亚对国际法院强制管辖的接受声明提起诉讼。以色列在1956年发表接受声明，而以色列认为保加利亚于1921年签署了接受国际常设法院强制管辖的声明，且根据《国际法院规约》第36条第5项发生转移。另外由于机上有美国与英国籍乘客，故美英两国也分别对保加利亚提起诉讼。 | 12:4 | 法院不具有管辖权：在保加利亚加入联合国之日，即1955年12月14日之前，第36条第5项对该国没有法律效力。但是，国际常设法院已于1946年解体，因此第36条第5项并不适用于保加利亚1921年的声明。 | [ 204 ]            |
| 36   | 1955年7月27日空中事件                                                                                       | 美国 | 保加利亞                                            | 1955年7月27日，保加利亚防空部队击毁了一架以色列航空公司的客机。以色列援引《国际法院规约》第36条以及以色列和保加利亚对国际法院强制管辖的接受声明提起诉讼。以色列在1956年发表接受声明，而以色列认为保加利亚于1921年签署了接受国际常设法院强制管辖的声明，且根据《国际法院规约》第36条第5项发生转移。另外由于机上有美国与英国籍乘客，故美英两国也分别对保加利亚提起诉讼。 | | 在开庭审理之前，美国告知法院，在进一步考虑之后，不继续进行诉讼。 | [ 39 ]             |
| 37   | 1955年7月27日空中事件                                                                                       | 英国 | 保加利亞                                            | 1955年7月27日，保加利亚防空部队击毁了一架以色列航空公司的客机。以色列援引《国际法院规约》第36条以及以色列和保加利亚对国际法院强制管辖的接受声明提起诉讼。以色列在1956年发表接受声明，而以色列认为保加利亚于1921年签署了接受国际常设法院强制管辖的声明，且根据《国际法院规约》第36条第5项发生转移。另外由于机上有美国与英国籍乘客，故美英两国也分别对保加利亚提起诉讼。 | | 鉴于1959年5月26日的裁决（案35），英国决定停止诉讼。 | [ 40 ]             |
| 38   | 某些边界土地的主权案                                                                                        | 比利时、 荷蘭共同提交 | 比利时、 荷蘭共同提交                               | 在比利时巴埃勒-杜克区和荷兰巴埃勒-纳索区形成了若干飞地，其中在1841年《区备忘录》中记述「宗德雷根A段」的91号和92号两块土地归属巴埃勒-纳索区。但比利时政府认为根据1843年10月3日《边界专约》所附边界说明记录中记载第91号和92号属于巴埃勒-杜克区。荷兰方面则提出三个论点： 1. 1843年专约只不过承认现状的存在而并未对其做出决定。根据《区备忘录》已承认有争议的土地的主权属于荷兰。 2. 即使《边界专约》的目的是确定主权，但关于有争议土地的条款因有错误而无效。 3. 荷兰自1843年以来对这两块土地所实行的主权行为也已取代了该专约所产生的法定所有权，并已确定了主权属荷兰所有。 | 10:4 | 这两片土地的主权属于比利时。 1. 1843年专约确实在两国之间确定了每一区内各块土地属于哪一个国家。根据其条款，有争议的土地已被确定归比利时所有。 2. 没有证明存在任何错误。 3. 荷兰依据的行为基本上属于日常行政性质，也是荷兰违背该边界专约把有争议的土地纳入其土地测量文件的结果。这些行为不足以取代该专约所确定的比利时的主权。 | [ 204 ]            |
| 39   | 1906年12月23日西班牙国王做出的仲裁裁决案                                                                    | | 尼加拉瓜                                            | 洪都拉斯和尼加拉瓜在1894年缔结了《加默兹-博尼拉条约》，对两国进行划界。从太平洋海岸到特奥特卡辛特河口的边界划分进展顺利，但从该地到大西洋海岸的边界则无法在1901年时达成协议。因此，两国依照条约找到西班牙国王为仲裁人，西班牙国王在1906年12月23日宣布了该项仲裁裁决。但尼加拉瓜外交部长在1912年对该仲裁裁决的有效性和约束性提出异议，引发双方争端。1957年，经美洲国家组织出面处理，两国在华盛顿达成协议，同意将争端提交国际法院解决。洪都拉斯请国际法院裁决并宣布尼加拉瓜有义务实施该仲裁裁决。而尼加拉瓜则请求法院裁决并宣布西班牙国王做出的决定不具有有约束力的仲裁裁决性质，无论如何都不能执行： 1. 尼加拉瓜认为，在指定西班牙国王为仲裁人的过程中没有遵守《加默兹-博尼拉条约》第三条和第五条的规定。 2. 尼加拉瓜认为，在西班牙国王同意担任仲裁人的1904年10月17日之前10天，《加默兹-博尼拉条约》已过期。 | 14:1 | 1. 两国仲裁员所解释的《加默兹-博尼拉条约》的规定已经得到遵守。 2. 《加默兹-博尼拉条约》应自交换批准书的1896年12月24日生效，1906年12月24日才到期。 3. 指定西班牙国王为仲裁人是尼加拉瓜自愿同意的，尼加拉瓜没有以他的指定不符合规则或该条约已过期为理由对其裁判权提出过反对，而且尼加拉瓜充分参与了仲裁程序。 4. 尼加拉瓜已通过明确声明和符合《加默兹-博尼拉条约》第七条的行为，承认该仲裁裁决具有约束力，尼加拉瓜不再能违背这项承认。 | [ 204 ]            |
| 40   | 1954年9月4日空中事件                                                                                        | 美国 | 苏联                                                | 案22、案23、案25、案28、案40、案44：美国与东方集团之间发生的航空纠纷。美国未确认这些国家是否接受管辖权，而是援引《国际法院规约》第36条第1款「法院之管辖包括各当事国提交之一切案件」，声称国际法院有管辖权。 | | 案22、案23、案25、案28、案40、案44：被告国政府表示无法服从国际法院的管辖权。 | [ 43 ]             |
| 41   | 巴塞罗那电车、电灯及电力有限公司案                                                                          | 比利时 | 西班牙國                                            | 比利时对西班牙提起诉讼，涉及1911年在多伦多成立的上述公司于1948年在西班牙进行破产裁决。申请书指出，该公司的股本主要属于比利时国民，声称已宣布公司破产和清算的西班牙政府的行为违反了国际法，西班牙对由此造成的损害负有责任，有义务为被清算的财产进行赔偿。 | | 在西班牙对法院的管辖权提出了初步反对意见后，陈述的时限确定之前，比利时期望在有关的私人利益集团的代表之间进行谈判，因此通知表示不打算继续进行诉讼，西班牙无异议。 | [ 44 ]             |
| 42   | 贝鲁特港口码头仓库公司与东方广播公司案                                                                      | 法國 | 黎巴嫩                                              | 该案是黎巴嫩政府针对两家法国公司采取的某些措施引起的。其后法国对黎巴嫩提起诉讼，认为这些措施违反了1948年《法国黎巴嫩协定》中的某些内容。 | | 在黎巴嫩对法院的管辖权提出了初步反对意见后，举行听证之前，当事国告知法院已经达成了令人满意的安排，故停止诉讼。 | [ 45 ]             |
| 44   | 1954年11月7日空中事件                                                                                       | 美国 | 苏联                                                | 案22、案23、案25、案28、案40、案44：美国与东方集团之间发生的航空纠纷。美国未确认这些国家是否接受管辖权，而是援引《国际法院规约》第36条第1款「法院之管辖包括各当事国提交之一切案件」，声称国际法院有管辖权。 | | 案22、案23、案25、案28、案40、案44：被告国政府表示无法服从国际法院的管辖权。 | [ 47 ]             |
| 45   | 柏威夏寺案                                                                                                  | 柬埔寨王国 | 泰國                                                | 柏威夏寺位于柬埔寨与泰国交界的扁担山脉上，争端源于1904年至1908年之间，主持印度支那外交关系的法国与暹罗之间依据1904年2月13日的条约制定的边界问题的解决办法。在该地区，边界线应沿分水岭线划分，而当时暹罗政府未掌握足够技术手段，因此一组法国人员在1907年秋天绘制了一份显示该寺在柬埔寨一侧的边界地图，并在1908年送交暹罗政府： 1. 柬埔寨以这份地图为依据支持它对该寺的主权要求。 2. 泰国坚持认为，该地图不是当时的边界混合委员会所制，因此没有约束力。地图上标明的边界线也不是真正的分水岭线，真正的分水岭线将把该寺划分在泰国境内。该地图也从未得到泰国承认，或者说即便承认也只是由于错误地认为所标明的边界线与分水岭线一致才这样做的。 | - 9:3（1） - 7:5（2） | 虽然该地图在开始时并没有约束力，但暹罗政府以及后来的泰国政府在1958年于曼谷与柬埔寨进行谈判之前，从未对附件一的地图提出过任何疑问。由此得出的自然推断是，泰国已接受附件一的地图，而且法国和柬埔寨已对它的接受确信无疑，并且50年来泰国也一直在享受1904年条约给予它的利益。因此法院有义务宣布赞同附件一地图在该有争议地区所标明的边界，而且没有必要审议在地图上标出的线事实上是否与真正的分水岭线相一致。 1. 柏威夏寺位于柬埔寨主权管辖下的领土内，泰国有义务撤出它在该寺或在柬埔寨领土上的该寺附近地区驻扎的任何军队和警察，或其他卫兵或看守。 2. 泰国有义务将自1954年以来占领该寺后可能被泰国当局从寺内或附近地区搬走的任何雕塑、石碑、纪念物残片、砂岩原型或古代陶器归还柬埔寨。 | [ 204 ]            |
| 46   | 西南非洲案                                                                                                  | 埃塞俄比亞 | 南非                                                | 埃塞俄比亚帝国与利比里亚共和国以前国际联盟会员国的国家身份，提出关于南非共和国违反国际联盟西南非洲委任统治书的各项指控： 1. 西南非洲的委任统治书是否仍然有效，如果仍有效，委任统治国向国际联盟行政院提供其行政管理的年度报告的义务是否已转变为向联合国大会报告的义务？ 2. 被告国是否已经按照委任统治书尽力促进委任统治地居民的物质和精神福利及社会进步？ 3. 委任统治国是否违反了委任统治书中关于禁止对当地人进行军事训练，在该领土建立陆军、海军基地或设立要塞的禁令？ 4. 南非是否企图不经联合国大会的同意即修改委任统治书，从而违反了委任统治书中关于委任统治书只有经国际联盟行政院同意方能修改的规定？请求国认为，在这方面和其他方面，联合国大会已经取代国联行政院的地位。 | 8:7 | 请求国并不具有，或者说不能认为请求国已经证实对其诉讼主张的标的具有任何法律权利或利益。 | [ 204 ]            |
| 47   | 西南非洲案                                                                                                  | 利比里亚 | 南非                                                | 埃塞俄比亚帝国与利比里亚共和国以前国际联盟会员国的国家身份，提出关于南非共和国违反国际联盟西南非洲委任统治书的各项指控： 1. 西南非洲的委任统治书是否仍然有效，如果仍有效，委任统治国向国际联盟行政院提供其行政管理的年度报告的义务是否已转变为向联合国大会报告的义务？ 2. 被告国是否已经按照委任统治书尽力促进委任统治地居民的物质和精神福利及社会进步？ 3. 委任统治国是否违反了委任统治书中关于禁止对当地人进行军事训练，在该领土建立陆军、海军基地或设立要塞的禁令？ 4. 南非是否企图不经联合国大会的同意即修改委任统治书，从而违反了委任统治书中关于委任统治书只有经国际联盟行政院同意方能修改的规定？请求国认为，在这方面和其他方面，联合国大会已经取代国联行政院的地位。 | 8:7 | 请求国并不具有，或者说不能认为请求国已经证实对其诉讼主张的标的具有任何法律权利或利益。 | [ 204 ]            |
| 48   | 北喀麦隆案                                                                                                  | 喀麥隆 | 英国                                                | 英属喀麦隆曾为德属喀麦隆的一部分，德国根据《凡尔赛条约》放弃了它的权利，于是这部分领土被置于国际联盟的委任统治制度之下。它被分为法属喀麦隆和英属喀麦隆，而后者又被分为作为尼日利亚一部分管理的北喀麦隆以及作为尼日利亚一个单独省份管理的南喀麦隆。法属喀麦隆在1960年1月1日独立，并于同年9月20日成为联合国会员国。而英国管理的领土则依据联合国大会的建议举行公民投票，结果南喀麦隆在1961年10月1日加入喀麦隆共和国，北喀麦隆在1961年6月1日加入刚独立的尼日利亚联邦。同年4月21日，大会认可公民投票的结果，终止对英属喀麦隆的托管协定。喀麦隆对英国管理北喀麦隆以及组织公民投票的方式表示不满后，投票反对通过这项决议。并在1961年5月1日致英国的一封信中提到关于实施托管协定引起的争端，建议就将此争端提交国际法院缔结一项特别协定，但英国在26日做了否定回复，于是喀麦隆在同月30日向国际法院起诉，请求国际法院宣布在对英国管理下的喀麦隆领土实施托管协定时，英国不尊重由该协定产生的对北喀麦隆承担的某些义务。 | 10:5 | 不能对喀麦隆联邦共和国诉讼要求的实质问题做出判决：大会决议于1961年6月1日终止对北喀麦隆实施的托管协定，该决议具有法律效力。此后，联合国任何会员国在也不能要求原先的托管协议可能给予它们的任何权利了。喀麦隆在提交请求书时行使了属于它的程序权，但在6月1日以后，喀麦隆共和国就没有任何权利要求法院在现阶段，就影响该领土居民权利以及托管制度继续发挥职能的普遍利益问题做出判决。 | [ 204 ]            |
| 50   | 巴塞罗那电车、电灯及电力有限公司案（第二阶段）                                                              | 比利时 | 西班牙國                                            | 于1911年在加拿大多伦多成立的巴塞罗那电车、电灯及电力有限公司主要为加泰罗尼亚地区提供电力生产和分配服务。该公司曾发行过一些英镑债券为在西班牙营业的子公司向母公司汇款支付利息，但西班牙内战后，西班牙外汇管制当局禁止汇出为恢复英镑债券利息所需的外汇。1948年，西班牙雷乌斯法院受理3名西班牙持有人状告该公司无力偿付债券利息的诉讼后，判决该公司破产并没收其资产，后来该公司在西班牙子公司都被西班牙人接收，股份也被转交给新成立的加泰罗尼亚电力公司。其后许多公司和个人在西班牙针对此事发起了500多起诉讼，但均未获胜诉。比利时声称西班牙国家机关对该公司犯下了违反国际法的行为，导致的该公司的股东，即比利时国民蒙受了损失，要求西班牙赔偿损失。 1. 比利时政府声称在一战后的若干年里，该公司的股份多半为比利时国民所持有，但西班牙政府认为这些股东的比利时国籍未得到证明。 2. 比利时政府指控西班牙政府进行非合理的外汇管控，但西班牙政府表示它不可能允许此类汇款，除非表明外汇是用来偿付由于外国资本真正输入西班牙所产生的债务。 3. 西班牙政府表示比利时政府不具备就针对一家加拿大公司的不法行为提出任何索赔要求的能力，即使股东是比利时人。 4. 西班牙政府表示在西班牙当地可以利用的补救方法尚未全部使用。 | 15:1 | 比利时不具备对一家加拿大公司的股东就在西班牙采取的针对该公司的措施行使外交保护的起诉权。 |                    |
| 51   | 北海大陆架案                                                                                                | 西德、 丹麦共同提交 | 西德、 丹麦共同提交                                 | 北海的大部分海底为水深不足200米的大陆架，其中大部分界线已在有关沿海各国间划定。然而，联邦德国在与丹麦和荷兰的协定中，未就邻近海岸的部分边界的延长达成一致意见。主要原因是： 1. 丹麦和荷兰希望延长部分应按照等距离原则划分。该原则受1958年日内瓦《大陆架公约》第6条中「等距离-特殊情况」这一强制性法律规则的支配。而德国北海海岸的形状，就有关的两条边界线而言，本身未构成特殊情形。 2. 联邦德国认为等距离原则会不适当地缩减该国相信根据其北海海岸线长度比例理应属于它的大陆架部分。而且对于形状类似北海这样的海域来说，有关国家均有权拥有延至该海域的中心点，或至少延至其中线的大陆架部分。 | 11:6 | 1. 联邦德国没有批准《大陆架公约》，不受第6条规定的法律约束。 2. 等距离原则并非大陆架权利一般概念的必然结果，也不是一条习惯国际法的规则。 3. 各当事国对其陆地领土自然延长至海中及海底的那部分大陆架均拥有原始权利，并不是分配或分享该区域的问题。 | [ 204 ]            |
| 52   | 北海大陆架案                                                                                                | 西德、 荷蘭共同提交 | 西德、 荷蘭共同提交                                 | 北海的大部分海底为水深不足200米的大陆架，其中大部分界线已在有关沿海各国间划定。然而，联邦德国在与丹麦和荷兰的协定中，未就邻近海岸的部分边界的延长达成一致意见。主要原因是： 1. 丹麦和荷兰希望延长部分应按照等距离原则划分。该原则受1958年日内瓦《大陆架公约》第6条中「等距离-特殊情况」这一强制性法律规则的支配。而德国北海海岸的形状，就有关的两条边界线而言，本身未构成特殊情形。 2. 联邦德国认为等距离原则会不适当地缩减该国相信根据其北海海岸线长度比例理应属于它的大陆架部分。而且对于形状类似北海这样的海域来说，有关国家均有权拥有延至该海域的中心点，或至少延至其中线的大陆架部分。 | 11:6 | 1. 联邦德国没有批准《大陆架公约》，不受第6条规定的法律约束。 2. 等距离原则并非大陆架权利一般概念的必然结果，也不是一条习惯国际法的规则。 3. 各当事国对其陆地领土自然延长至海中及海底的那部分大陆架均拥有原始权利，并不是分配或分享该区域的问题。 | [ 204 ]            |
| 54   | 对国际民用航空组织理事会管辖权的上诉案                                                                      | 印度 | 巴基斯坦                                            | 根据1944年在芝加哥签订的《国际民用航空公约》和《国际航空过境协定》，巴基斯坦的民用飞机有权飞越印度领土上空。1965年发生的印巴战争中断了这种飞行，但1966年2月它们达成协议在1965年8月1日以前的同样基础上立即恢复越空飞行： 1. 巴基斯坦认为应是在该公约和过境协定的基础上恢复越空飞行，否认存在任何特殊制度。它认为1966年以来从未停止适用这两项条约。 2. 印度主张这两个条约在战争期间已经中止并且从来没有再恢复，越空飞行是根据一种特殊制度恢复的。据此巴基斯坦只能在取得印度允许后飞行。 1971年2月4日发生印度飞机被劫持飞往巴基斯坦的事件后，印度中止了巴基斯坦民用飞机飞越其领土。同年3月3日，巴基斯坦指控印度违反两项条约，向国际民航组织理事会提起控诉。印度对理事会管辖权提出了初步反对意见，但在同年7月29日理事会裁决其有管辖权。因此，印度于同年8月30日对此裁决提出上诉，认为其上诉权和国际法院受理上诉的管辖权也来自两条约。而巴基斯坦提出反对意见认为国际法院无受理此上诉的管辖权。 | - 13:3（1） - 14:2（2） | 1. 国际法院有受理印度上诉的管辖权。因印度并未宣布这些多边条约确定地失效，而且单方面中止一个条约并不使该条约的管辖权条款失效。 2. 国际民用航空组织理事会有权受理巴基斯坦政府1971年3月3日提出的上诉和控诉，而且并未要求进一步对这种管辖权的准确限度做出限定。 | [ 204 ]            |
| 55   | 渔业管辖权案                                                                                                | 英国 | 冰島                                                | 英国1972年4月14日对冰岛提起诉讼，要求法院裁决并宣布： 1. 冰岛关于自己有权拥有基线到50海里之间的专属捕鱼管辖区的主张在国际法上是没有依据的。 2. 冰岛无权针对英国单方面主张超过1961年换文商定的12海里宽度的专属捕鱼管辖区。 3. 冰岛无权将英国渔船排除于超过12海里宽度的公海以外，或单方面对英国渔船在这一区域内的活动施加限制。 4. 冰岛和英国有责任，无论是双边或与其他有关国家一起共同研究为保护的目的在该公海区域实行限制捕鱼活动的必要性，并进行谈判以便在该区域建立一种除其他外将能确保冰岛享有符合其特别依赖渔业的国家情况的优先地位的制度。 冰岛没有参加任何阶段的诉讼程序，也不接受英国方面提出的有关事实的任何陈述，任何指控或法律论点。 | 10:4 | 1. 冰岛1972年的条例构成单方面将冰岛的专属渔业权从基线扩大到50海里，这个条例不能对抗英国。 2. 冰岛无权单方面将英国的渔船排斥于从12海里宽度到50海里宽度之间的区域以外，或者单方面对这些渔船在这个区域内的活动施加限制。 3. 冰岛和英国相互均有义务进行诚意的谈判以期公平地解决它们之间的分歧。 4. 指出进行谈判时要考虑的某些因素：冰岛的优先权，英国的既得权利，其他国家的利益，维护渔业资源，共同研究所需的措施。 | [ 204 ]            |
| 56   | 渔业管辖权案                                                                                                | 西德 | 冰島                                                | 联邦德国1972年5月26日对冰岛提起诉讼，要求法院裁决并宣布： 1. 冰岛单方面把其专属捕鱼管辖区从基线延伸到50海里，对联邦德国来说是没有国际法根据的。 2. 不得强迫联邦德国或在该国登记的船只服从为此目的而发布的冰岛法规。 3. 如果冰岛证实需要在1961年换文中同意的12海里以外为保护渔业资源采取措施，这种措施只能在当事国协议的基础上采取，可缔结双边或多边协定，适当考虑到冰岛对渔业的特殊依赖和联邦德国在有关水域中的传统渔业。 4. 冰岛海岸巡逻艇对在联邦德国登记的渔船的干涉行为是违反国际法的，冰岛有义务为此对联邦德国做出赔偿。 冰岛没有参加任何阶段的诉讼程序，也不接受德国提出的任何事实陈述或法律论点或理由。另外1974年1月14日，法院投票不把该案与英国诉冰岛案合并，因两个请求国的立场及意见有分歧，合并审理将不符合其愿望。 | 10:4 | 1. 1972年冰岛法规单方面把冰岛的专属捕鱼权从基线延伸到50海里是不能对抗联邦德国的。 2. 冰岛无权单方面禁止联邦德国的渔船进入12到50海里之间的地区或单方面限制其在此区域内的活动。 3. 冰岛和联邦德国都有义务诚意地进行谈判以求公正地解决分歧。 4. 指出在谈判时应考虑冰岛的优先权利，联邦德国的既定权利，其他国家的利益，渔业资源的保护及必要措施的共同研究等因素。 5. 国际法院不能接受联邦德国关于有权得到赔偿的主张。 | [ 204 ]            |
| 58   | 核试验案 | | 法國                                                | 澳大利亚请求法院依法判决，宣布在南太平洋继续进行大气层核武器试验不符合国际法可适用的规则，并命令法国不得继续进行此类试验。 主要争议如下： 1. 是否存在争端并分析提交给法院的请求。 2. 1973年5月9日向法院提起的诉讼关系到法国在南太平洋进行的大气层核试验。 3. 澳大利亚原先和最终的目标是要中止这些试验。 4. 法国在1974年多次公开声明中宣布，在1974年的一系列大气层试验完成后，法国将停止进行这种试验。 | 9:6 | 澳大利亚的目的实际上已经达到，因为法国已承担义务不再在南太平洋大气层进行的核试验。争端因此已消失，诉讼请求不再有标的，无从做出判决。 | [ 204 ]            |
| 59   | 核试验案 | 新西兰 | 法國                                                | 新西兰请求法院依法判决，宣布法国在南太平洋地区进行核试验，引起放射性微粒回降构成侵犯新西兰按照国际法享有的权利，继续此类试验将侵犯这些权利。 主要争议如下： 1. 是否存在争端并分析提交给法院的请求。 2. 1973年5月9日向法院提起的诉讼关系到法国在南太平洋进行的大气层核试验是否合法。 3. 新西兰原先和最终的目标是要中止这些试验。 4. 法国在1974年多次公开声明中宣布，在1974年的一系列大气层试验完成后，法国将停止进行这种试验。 | 9:6 | 新西兰的目的实际上已经达到，因为法国已承担义务不再在南太平洋大气层进行核试验。争端因此已消失，诉讼请求不再有标的，无从做出判决。 | [ 204 ]            |
| 60   | 巴基斯坦俘虏案                                                                                              | 巴基斯坦 | 印度                                                | 1973年5月，巴基斯坦对印度提起诉讼，称印度会将195名在1971年印巴战争或孟加拉国独立战争中被俘的巴基斯坦战俘移交给孟加拉国，并将对他们进行种族灭绝和危害人类罪的审判。印度表示，此案中法院的管辖权没有依据，巴基斯坦的请求没有法律效力。 | | 在提出任何书面诉状之前，巴基斯坦通知法院说已经开始进行谈判，申请中止诉讼。 | [ 204 ]            |
| 62   | 爱琴海大陆架案                                                                                              | 希腊 | 土耳其                                              | 希腊于1976年8月10日，就关于爱琴海大陆架的争端对土耳其提起诉讼。 1. 希腊请求法院除其他事项外，宣布分别归属希腊和土耳其的大陆架部分之间的界线走向，并宣布土耳其非经希腊同意无权在希腊的大陆架上进行任何活动，无论是勘探、开发、研究还是其他活动。 2. 土耳其在1976年8月26日的信中称，法院无受理该请求的管辖权。 | 12:2 | 国际法院对希腊政府提交的请求书无管辖权予以受理： 1. 希腊在1931年加入1928年《和平解决国际争端总议定书》时受一项保留条款限制：「下列争端不适用总议定书所载程序：关于依国际法完全属于国家的国内管辖范围内问题的争端，而特别是关系到希腊的领土地位的争端，包括关系到希腊对其港口和交通线的主权性权利的争端」，因此《总议定书》不适用于这一争端。 2. 1975年5月31日的希土总理《布鲁塞尔联合公报》虽提及爱琴海大陆架问题应当由海牙国际法院解决，但并不构成两国总理的立即和无条件的承诺，接受以请求书单方面将争端提交国际法院。 | [ 204 ]            |
| 63   | 大陆架案 | 突尼西亞、 大阿拉伯利比亚人民社会主义民众国共同提交                                                                                             | 突尼西亞、 大阿拉伯利比亚人民社会主义民众国共同提交 | 突尼斯与利比亚之间就佩拉杰地块大陆架划界问题存在争议，且该大陆架上正在进行石油勘查与开发。 马耳他曾于1981年提交参加诉讼的申请，但鉴于当事双方都表示不赞同马耳他的加入，法院未能批准。 | 10:4 | 国际法院指明两段划界线： 1. 从各当事国领海的外缘与一条从阿杰迪尔角的陆地边界点起取北偏东约26°方向的直线相交处画起。取同样方向延续，直至与加贝斯湾最西点的纬线相会合为止，该处约为北纬34°10'30"。 2. 考虑到盖尔甘奈群岛的存在和所处位置，从该处开始，这段线取52°方向更向东偏斜。 | [ 204 ]            |
| 64   | 在德黑兰的美国外交和领事人员案                                                                              | 美国 | 伊朗                                                | 因美国在德黑兰的大使馆和在大不里士和设拉子的领事馆的情势，以及美国在德黑兰的外交和领事人员和另外两名美国公民被抓和被扣作人质，1979年11月29日，美国对伊朗提起了诉讼。美国请求法院判定并宣告： 1. 确保人质立即获得释放。 2. 向美国外交和领事人员提供他们有权得到的保护和豁免，包括刑事管辖的豁免，并向他们提供离开伊朗的便利。 3. 把对所犯罪行有责任的人员交付伊朗主管当局加以起诉，或将他们引渡给美国，并向美国支付赔偿，其数额随后由国际法院确定。 伊朗未参与诉讼程序，但其外交部长致信表明，国际法院不能也不应受理此案。 | - 13:2（1） - 13:2（2） - 15:0（3） - 15:0（4） - 12:3（5） - 14:1（6） | 1. 伊朗已经在数个方面违反了，并且仍在违反它根据两国之间的有效国际公约，以及根据久已确立的一般国际法规则，对美国所负义务。 2. 违反这些义务的行为引起伊朗依照国际法对美国的责任。 3. 伊朗必须立即采取一切步骤，改变1979年11月4日各项事件所造成的状况，消除这些事件所造成的后果。为此：（a）根据1961年《维也纳外交关系公约》第61条，必须立即终止非法拘留美国代办和其他外交和领事人员，以及现在在伊朗被扣为人质的其他美国国民，并必须立即全部予以释放和托付给保护国。（b）必须确保所有上述人员有离开伊朗领土的必要手段，包括运输手段。（c）必须立即将在德黑兰的美国大使馆和在伊朗的美国各领事馆的馆舍、财产、档案及文件，交由保护国保管。 4. 美国外交和领事人员的任何成员都不得被留在伊朗接受任何形式的司法诉讼程序或作为证人参加该程序。 5. 伊朗政府有义务对由于1979年11月4日诸事件以及这些事件的后果而使美国蒙受的损害，向美国政府赔偿。 6. 这种赔偿的形式和数额，为各当事国之间不能达成协议，应由国际法院解决，并为此保留以后程序。 | [ 204 ]            |
| 67   | 缅因湾区域海洋边界划界案                                                                                    | 加拿大、 美国共同提交 | 加拿大、 美国共同提交                               | 美国与加拿大于1979年3月29日签订特别协定，将在缅因湾区域划分大陆架与专属渔区的单一海洋分界线相关争端提交国际法庭。 1. 美国主张按该湾及其外海海底最深处的东北海沟划界，把乔治浅滩划归美国，日耳曼滩划给加拿大。 2. 加拿大主张依照等距离原则，且不考虑南塔科特岛和科德角半岛突出的特殊情况。 | 4:1 | 考虑到新斯科舍海岸与麻萨诸塞海岸呈准平行状，再考虑到两国在缅因湾海岸线长度比约为美:加=1.38:1以及新斯科舍外海的西尔岛，划分美国与加拿大的大陆架与专属渔区的单一海洋分界线。 | [ 204 ]            |
| 68   | 大陆架案 | 大阿拉伯利比亚人民社会主义民众国、 馬爾他共同提交                                                                                               | 大阿拉伯利比亚人民社会主义民众国、 馬爾他共同提交   | 利比亚与马耳他于1976年5月23日签订特别协定，同意将在两国之间地中海大陆架的划界争端提交国际法庭。 1. 利比亚主张按陆地领土向海的自然延伸，在利比亚与马耳他之间存在一条「断裂带」，分界线应在「这条断裂带的范围内，依其大致走向」来划定。 2. 马耳他主张相向国间大陆架应按等距离原则划分。 意大利曾于1984年提交参加诉讼的申请，但鉴于当事双方都表示不赞同意大利的加入，法院未能批准。但法院向意大利保证，对于意大利想通过参加诉讼得到的利益将给予保护，不会涉及意大利提出大陆架主张的区域。 | 14:3 | 为取得公平的结果，首先要在子午线13°50'和15°10'之间划出一条中间线，其各点到马耳他（菲尔弗拉岛除外）和利比亚相关海岸低潮线的距离相等，继而考虑两国相关海岸线的长度，将这条线北移18'，使其在约北纬34°34'处与15°10'的东子午线相交。 | [ 204 ]            |
| 69   | 边界争端案                                                                                                  | 布吉納法索、 共同提交 | 布吉納法索、 共同提交                               | 上沃尔特共和国与马里于1983年9月16日签订特别协定，同意把有关它们部分共同边界划界的争端提交国际法院的一个分庭裁决。需要提到它们之间存在于1959年-1960年的边界线，原本只不过是法国两块海外领地（上沃尔特与法属苏丹）的行政界线。 | 5:0 | 1. 决定两国的边界线各基准点的坐标。 2. 分庭在稍后的一个日期将根据1983年9月16日签订的特别协定第四条第3款以命令的形式任命三名专家，负责决定1当中部分基准点的准确坐标。 | [ 204 ]            |
| 70   | 尼加拉瓜境内和针对尼加拉瓜的军事和准军事活动案                                                              | 尼加拉瓜 | 美国                                                | 1984年4月9日，尼加拉瓜对美国提起诉讼，声称美国在尼加拉瓜和针对尼加拉瓜进行军事和准军事活动，请求国际法院裁决并宣布： 1. 美国已违反而且正在违反它对尼加拉瓜按几个国际文书和一般及习惯国际法规定的义务。 2. 美国有义务立即停止与避免对尼加拉瓜使用全部武力，所有违反尼加拉瓜主权、领土完整与政治独立的行动，对从事在尼加拉瓜和针对尼加拉瓜的军事和准军事行动的任何人的一切支持，以及限制进出尼加拉瓜港口的一切尝试。 3. 美国有义务对由上述那些行动给尼加拉瓜造成的损害付给赔偿。 萨尔瓦多曾于1984年提交参加诉讼的申请，但法院未能批准其立刻参加。而美国在反诉中也称其主要是为了萨尔瓦多的利益，行使依照《联合国宪章》第五十一条与《美洲国家组织宪章》第21条所认可的集体自卫的权利。 | - 11:4（1） - 12:3（2） - 12:3（3） - 12:3（4） - 12:3（5） - 12:3（6） - 14:1（7） - 14:1（8） - 14:1（9） - 12:3（10） - 12:3（11） - 12:3（12） - 12:3（13） - 14:1（14） - 14:1（15） - 15:0（16） | 1. 在裁判该争端时，法院需适用美国政府1946年8月26日交存的依据《法院规约》第36条第2项接受国际法院管辖的声明但书（c）中的「多边条约保留」。 2. 不承认美国关于本案主题在尼加拉瓜和针对尼加拉瓜进行军事和准军事活动为所主张的集体自卫的理由。 3. 美国由于训练、武装、装备、资助反政府军队，向其提供物资或以其他方式鼓励、支持和协助在尼加拉瓜和针对尼加拉瓜进行军事和准军事活动，已进行了反对尼加拉瓜共和国的行动，违反了它依据习惯国际法所承担的不干涉他国事务的义务。 4. 美国1983-1984年之间对桑迪诺港、波托西海军基地、南圣胡安、北圣胡安等尼加拉瓜领土的攻击，以及3所提及的使用武力进行干涉的行为，已进行反对尼加拉瓜共和国的行动，违反了它依据习惯国际法不对另一国使用武力的义务。 5. 美国由于指示或授权在尼加拉瓜领土上空飞行以及由于4所提及的归因于美国的行为，已进行反对尼加拉瓜共和国的行动，违反了它依据习惯国际法不侵犯另一国主权的义务。 6. 美国由于在1984年前几个月在尼加拉瓜内水和领水布雷，已进行反对尼加拉瓜共和国的行动，违反了它依据习惯国际法不对他国使用武力，不干涉他国事务，不侵犯他国主权以及不妨碍和平的海上贸易的义务。 7. 美国由于6项所述之行为已进行反对尼加拉瓜共和国的行动，违反了它依据1956年1月21日在马纳瓜签订的《美尼友好、通商和航运条约》第十九条所承担的义务。 8. 美国由于没有公告6所提及的布雷的行为及其位置，其行为已违反它依据习惯国际法在这一方面的义务。 9. 美国由于在1983年印制了一本名为《游击战争中的心理战》的书，并把它散发给反政府军队，鼓励了反政府军队犯下违反人道主义的行为。但并未找到根据断定，可能犯下的任何这种行为是可归因于美国的美国行为。 10. 美国由于4项所述的对尼加拉瓜领土的攻击以及于1985年5月1日宣布对尼加拉瓜实行全面贸易禁运，已犯下蓄意使双方于1956年1月21日在马纳瓜签订的《美尼友好、通商和航运条约》失去目的与宗旨的行为。 11. 美国由于4项所述的对尼加拉瓜领土的攻击以及于1985年5月1日宣布对尼加拉瓜实行全面贸易禁运，其行为已违反它根据双方1956年1月21日在马纳瓜签订的《美尼友好、通商和航运条约》第十九条承担的义务。 12. 美国有义务立即停止和避免可能构成违反上述法律义务的一切行为。 13. 美国有义务向尼加拉瓜赔偿因上述违反习惯国际法义务的行为给尼加拉瓜造成的一切损害。 14. 美国有义务向尼加拉瓜赔偿因违反1956年1月21日双方在马纳瓜签订的《美尼友好、通商和航运条约》给尼加拉瓜造成的一切损害。 15. 双方如果不能就上项赔偿的形式及数额达成协议，则将由法院决定，法院并为此保留进行本案的以后的程序。 16. 提醒双方有它们的义务根据国际法寻求以和平方式解决彼此之间争端的方法。 | [ 204 ]            |
| 71   | 申请复核和解释1982年2月24日对大陆架（突尼斯/阿拉伯利比亚民众国）案所作判决                                  | 突尼西亞 | 大阿拉伯利比亚人民社会主义民众国                    | 突尼斯1984年7月27日向法院提出诉讼，请求（4为追加请求）： 1. 依照《国际法院规约》第61条，复核法院1982年2月24日判决（案63）。 2. 依照《国际法院规约》第60条，要求法院对其判决做出解释。 3. 更正错误，即用另外一个坐标点更换基准点北纬33°55'，东经12°。 4. 法院命令进行一次专家勘测，以确定加贝斯湾最西点的精确坐标。 | 14:0 | 1. 对法院于1982年2月24日做出的判决的复核请求不能接受。 2. 就法院1982年2月24日判决中所规定的第一区的划界提出的解释请求可以接受，但突尼斯关于该区的诉讼主张不能得到支持。 3. 改正错误的请求没有具体对象，法院无须对此做出决定。 4. 就法院1982年2月24日判决中所规定的第二区划界的「加贝斯湾最西点」提出的解释请求可以接受，但突尼斯关于该点位置的主张不能得到支持。 5. 法院目前没有理由命令进行一次旨在确定加贝斯湾最西点精确坐标的专家勘测。 | [ 204 ]            |
| 73   | 边界和跨边界武装行动案                                                                                      | 尼加拉瓜 |                                                     | 1986年7月28日，尼加拉瓜称以哥斯达黎加和洪都拉斯为基地的武装人员在它们与尼加拉瓜之间的边境地区和尼加拉瓜领土上采取了一些违反国际法的行为，分别对两国提起诉讼。 | | 中美洲五国总统于1987年8月7日在危地马拉城签署《第二次埃斯基普拉斯会议协议》，因此尼加拉瓜中止针对哥斯达黎加的起诉。 | [ 76 ]             |
| 74   | 边界和跨边界武装行动案                                                                                      | 尼加拉瓜 |                                                     | 1986年7月28日，尼加拉瓜称以哥斯达黎加和洪都拉斯为基地的武装人员在它们与尼加拉瓜之间的边境地区和尼加拉瓜领土上采取了一些违反国际法的行为，分别对两国提起诉讼。 | 14:0 | 1. 根据《波哥大条约》第三十一条有受理尼加拉瓜政府提交的请求书的管辖权。 2. 尼加拉瓜的请求书是可以接受的。 尼加拉瓜在1992年5月通知法院，当事各方已达成庭外协议，不希望继续进行诉讼。1992年5月27日，法院下达命令，中止诉讼程序。 | [ 204 ]            |
| 75   | 陆地、岛屿和海上边界争端案                                                                                  | 薩爾瓦多、 共同提交 | 薩爾瓦多、 共同提交                                 | 萨尔瓦多与洪都拉斯于1986年5月24日签订特别协定，同意把两国间陆地边界的争端、丰塞卡湾岛屿法律状况的争端以及丰塞卡湾内外海洋空间法律状况的争端提交国际法院的一个分庭裁决，于1986年12月11日提交。两国请求分庭： 1. 为1980年10月30日签署的《全面和平条约》第16条内未说明的地区或地段划定边界线。 2. 确定岛屿和海洋空间的法律状况。 尼加拉瓜于1989年11月17日提出要求允许参加的申请书，鉴于该国可能因就该案的实质问题所做的判决的一部分受到影响，分庭决定允许尼加拉瓜在某些方面参加该案。 | - 5:0（1） - 5:0（2） - 5:0（3） - 4:1（4） - 5:0（5） - 5:0（6） - 4:1（7-a） - 4:1（7-b1） - 5:0（7-b2） - 5:0（7-c） - 5:0（7-d） - 4:1（7-e） - 4:1（8-a） - 4:1（8-b） - 4:1（8-c） | 1. 决定未在萨尔瓦多与洪都拉斯于1980年10月30日签署的《全面和平条约》第16条内说明的双方之间共同边界第一段的界线。 2. 决定共同边界第二段的界线。 3. 决定共同边界第三段的界线。 4. 决定共同边界第四段的界线。 5. 决定共同边界第五段的界线。 6. 决定共同边界第六段的界线。 7. 分庭拥有「确定」岛屿的法律状况的管辖权。在丰塞卡湾三个有争议的岛屿中，提格雷岛是洪都拉斯主权领土的一部分，梅安格拉岛与梅安格丽塔岛是萨尔瓦多主权领土的一部分。 8. 丰塞卡湾是一个历史性海湾，其水域曾在西班牙和中美洲联邦的单一控制下，1839年后则为萨尔瓦多、洪都拉斯和尼加拉瓜共同继承并由它们共同拥有主权。因此判决除从三国各自海岸向外伸展3海里的海洋带是在沿岸国专属主权之下外，仍共同拥有主权。3海里海洋带受1900年洪尼两国之间进行的划界的限制，也受目前无害通行此海洋带和在共同主权之下水域的权利的限制。封口线中部的水域则受所有三国共同权利的限制，除非并直到对有关海洋区域进行划界为止。鉴于历史情况，要求分庭「确定」海洋空间的法律状况或对丰塞卡湾内外的海洋空间进行任何划界的管辖权并不存在。对于湾外的水域，萨尔瓦多和尼加拉瓜两国的领海、大陆架和专属经济区也应分别从离开海湾两端部3海里的一段起开始计量，但对封口线中部向海的领海则属于三国共同所有，对有关海洋区域的任何划界应根据国际法以协议方式进行。 | [ 205 ]            |
| 76   | 西西里电子公司（西电公司）案                                                                                | 美国 | 義大利                                              | 1967年，美国雷西恩公司及其子公司控股了一家生产阴极线管等电子元件的公司，即设立在西西里岛巴勒莫的西电公司，他们在当地的工厂雇有约900名员工。但此时西电公司已经长期亏损，经过在意大利国内寻找合伙人无果后，雷西恩开始计划关闭并以有秩序清算，即集中或单独拍卖的方式清理西电公司的资产，以尽量减少损失。1968年3月28日，该公司决定停止营业，但在与意大利官员会谈中，该官员警告不能关闭工厂并解雇雇员。3月29日，西电公司遣散其员工。4月1日，巴勒莫市长发出命令，征用西电公司工厂及其有关资产，但西电公司提出行政上诉。4月26日，西电公司提出宣布破产申请书。5月16日，巴勒莫法院判决其破产。1969年至70年，巴勒莫省长的裁决撤销了征用命令，巴勒莫法院也判令意大利与巴勒莫政府需要赔偿征用期间工厂停止使用所造成的损失。1985年11月，破产程序终结，但在变卖价值中，没有剩余额分配给股东雷西恩公司及其子公司。据此： 1. 美国声称意大利针对西电公司所采取的行动违反了两国1948年2月2日在罗马缔结的《友好、通商和航运条约》以及1951年9月26日缔结的补充协定的某些条款，并要求意大利赔偿。 2. 意大利反诉美国公司未能首先充分使用在意大利可以利用的补救办法，因此请求书不具有可接受性。 | - 5:0（1） - 4:1（2） - 4:1（3） | 1. 意大利未能使分庭确信明显存在着某种雷西恩及其子公司本应独立于西电公司及其破产管理人进行和充分使用的当地补救办法。 2. 意大利并未以请求书所称的方式，违反双方于1948年2月2日在罗马签署的《友好、通商和航运条约》或双方于1951年9月26日在华盛顿签署的该条约的补充协定。 3. 赔偿要求的前提并不存在。 | [ 204 ]            |
| 78   | 格陵兰和扬马延之间区域海洋划界案                                                                            | 丹麦 | 挪威                                                | 丹麦要求国际法院对在格陵兰与扬马延之间水域按国际法划出丹麦与挪威的渔业区与大陆架区的单一分界线做出裁决，并提出下述诉讼主张： 1. 判决并宣布格陵兰在扬马延岛对面有权获得满200海里的渔业区和大陆架区。 2. 在格陵兰与扬马延之间水域，从格陵兰的基线量起的200海里的距离划出一条渔业区与大陆架区的分界线。 3. 如果法院以任何理由认为无法找到在2段里请求划的分界线，丹麦请求法院按国际法，对照事实和双方论点，对格陵兰与扬马延之间水域应在何处划出一条丹麦与挪威的渔业区与大陆架区的分界线做出裁决，并画出该线。 挪威则要求法院判决并宣布，为了在扬马延与格陵兰之间的区域双方的大陆架与渔业区划界的目的，中间线即构成边界线。 | 14:1 | 丹麦与挪威的大陆架和渔业区的划分，应按下列基准划分： 1. 北方以格陵兰东海岸与扬马延西海岸的距离线同格陵兰上述海岸线外200海里的交点为准。 2. 南方以冰岛主张冰岛四周的200海里线与上述两线相交的两点为准。 | [ 205 ]            |
| 79   | 1988年7月3日空中事件                                                                                        | 伊朗 | 美国                                                | 伊朗在1989年5月17日对美国提起诉讼，因为美军文森尼斯号巡洋舰发射的导弹导致一架伊朗航空空中客车A300B在波斯湾上空失事，造成290名乘客和机组人员死亡。伊朗政府称美国击毁飞机造成人员死亡，却拒绝赔偿其所造成的损害以及对波斯湾上空空运的持续干扰，违反了1944年芝加哥《国际民用航空公约》和1971年《关于制止危害民用航空安全的非法行为的蒙特利尔公约》。伊朗还声称，国际民用航空组织理事会在1989年3月17日关于该事件的决定中犯了错误。 | | 双方在1994年8月8日共同致信法院称两国政府已进入谈判，可能会让该案全面和最终地解决，要求法院「原状延期」。1996年2月22日，双方共同通知法院同意中止诉讼，因为它们已达成全面和最终的解决协议。 | [ 82 ]             |
| 80   | 瑙鲁境内的一些磷酸盐地案                                                                                    | 瑙鲁 |                                                     | 瑙鲁就关于修复瑙鲁独立以前开采的一些磷酸盐地的争端起诉澳大利亚，瑙鲁提出以下诉讼主张： 1. 请法院裁决并宣布被告对违反下列法律义务承担责任：《联合国宪章》第七十六条和1947年11月1日《瑙鲁托管协定》第3条和第5条所列的义务；普遍承认的适用于执行自决原则的国际标准；尊重瑙鲁人民对其自然财富和资源具有永久主权的权利的义务；不以产生广义拒绝司法的方式行使管理权的一般国际法的义务；不以构成滥用权利的方式行使管理权的一般国际法的义务；负责管理领土的国家有义务不使领土状况发生变化，以致对另一国对该领土的现有或有法律利益造成不可弥补的损害或重大损害的一般国际法的义务。 2. 请法院进一步裁决并宣布瑙鲁对根据1987年2月9日缔结的《三边协定》安排和处置的英国磷酸盐专员海外资产澳大利亚分配额享有法律权利。 3. 请法院裁决和声明由于被告国违反上面详细介绍的法律义务以及不承认瑙鲁在英国磷酸盐专员海外资产方面的利益，被告国有责任适当赔偿因此对瑙鲁造成的损失。 澳大利亚提出若干反对意见，包括： 1. 请法院裁决并声明对瑙鲁在其申请书和诉状中对澳大利亚提出的要求是不可受理的，而且法院缺少审理该要求的管辖权。 2. 法院管辖权不适用于当事国商定或将商定采用某种其他和平解决办法的任何争端。 3. 瑙鲁当局甚至在独立之前，就已经放弃或者默示放弃了与修复磷酸盐地有关的所有要求。 4. 联合国已终止托管，法院现在就不能审理据称违反托管协议的宣言，因此瑙鲁的要求不能受理。 5. 瑙鲁于1968年独立，直到1988年才正式向澳大利亚和其他从前的管理国提出修复磷酸盐地问题。 6. 共同构成托管管理当局的新西兰和英国均非诉讼当事方。既然三国构成管理当局，法院对澳大利亚所做的任何裁定都必定会涉及另外两国在这方面履行其义务作出裁定，违背了法院的管辖权完全来源于国家同意这一根本原则。 7. 有关英国磷酸盐专员海外资产的要求是瑙鲁诉状中首次出现的新要求，该要求应不予受理。 | - 13:0（1-a） - 12:1（1-b） - 12:1（1-c） - 12:1（1-d） - 12:1（1-e） - 9:4（1-f） - 13:0（1-g） - 9:4（2） - 13:0（3） | 1. 瑙鲁独立后，澳大利亚从未就此问题与瑙鲁缔结过协议，瑙鲁也从未放弃对修复1967年7月1日以前开采的磷酸盐地的要求，而且托管结束也不影响瑙鲁在修复磷酸盐地方面可能拥有的权利。另外，非案件诉讼当事方的第三国利益得到《国际法院规约》第59条的保护，该条规定法院之裁判除对于当事国和本案外无拘束力。 2. 依据《国际法院规约》第36条第2款，它具有受理瑙鲁提出的申请书的管辖权，而且该申请书可以受理。 3. 瑙鲁有关英国磷酸盐专员海外资产的要求在形式和实质上构成新的要求，如果法院受理该要求，最初提交法院的争端的主题将被改变，所以该要求不可受理。 两当事国于1993年9月9日交存了一份联合通知通知法院：由于达成和解，双方同意中止诉讼程序。 | [ 205 ]            |
| 82   | 1989年7月31日仲裁裁决案                                                                                     | | 塞内加尔                                            | 1960年4月26日，法国和葡萄牙为了确定法共体内自治国塞内加尔和葡属几内亚之间的海上边界，曾经过换函缔结一项协定：双方同意法国提出的以陆地边界的延长线与低水位标志（以罗索角灯塔为代表）的交叉点在240°划一条直线构成。两国独立后，关于它们海域的划界发生了争端。几内亚比绍坚持不参照1960年协议来划定它们争议中的海域，对该协定的有效性及该协定是否能对抗几内亚比绍提出质疑。1985年3月12日，两国签订仲裁协定，设立由三名仲裁员组成的仲裁庭，于1989年7月31日宣布仲裁裁决：1960年4月26日缔结的有关边界的协定，在两国之间在只涉及该协定所述的区域，即领海、毗连区和大陆架方面的关系中具有法律的效力，在240°划的直线是一条斜航线。另外，仲裁庭认为没有必要附一张表明边界线走向的地图。几内亚比绍就该仲裁裁决是否存在和有效的争端，于1989年8月23日向塞内加尔提起诉讼。 | - 15:0（1） - 11:4（2） - 12:3（3） | 1. 几内亚比绍关于依照1985年3月12日两国之间的协定设立的仲裁庭做出的仲裁裁决由于缺乏真正的多数支持而不存在的论点是不能接受的。 2. 几内亚比绍关于整个裁决是无效的论点必须予以驳回。 3. 依照塞内加尔有关的主张，认定1989年7月31日的仲裁裁决是有效的，对塞内加尔和几内亚比绍都有约束力，两国都有执行该裁决的义务。 | [ 204 ]            |
| 83   | 领土争端案                                                                                                  | 大阿拉伯利比亚人民社会主义民众国、 共同提交 | 大阿拉伯利比亚人民社会主义民众国、 共同提交         | 利比亚与乍得于1989年签订两国之间《关于和平解决领土争端的纲要协定》，之后两国先后向国际法院递送通知并提出诉讼主张。 1. 利比亚是从不存在现有边界的基点出发，请求法院确定一条边界，认为这涉及领土归属的争端。其主张的根据是土著居民的权利和土地所有权，《森西诺命令》，奥图曼帝国、意大利和利比亚本身的结合。 2. 乍得是从存在现有边界的基点出发，请求法院宣告这条边界线，认为这涉及边界位置的争端。其主张的根据是1955年8月10日法国和利比亚缔结的《友好睦邻条约》，或者是法国的「实施行为」，无论是与在先的条约规定有关或无关。 | 16:1 | 1. 利比亚和乍得之间边界是由1955年8月10日法国和利比亚缔结的《友好睦邻条约》所规定。 2. 该边界走向如下：从东经24°与北纬19°30'的交点，到北回归线与东经16°的交点的一条直线，从这点再到东经15°与北纬23°的交点的一条直线。 | [ 205 ]            |
| 84   | 东帝汶案 | 葡萄牙 |                                                     | 葡萄牙就澳大利亚就东帝汶进行的某些活动对该国提起诉讼。 1. 葡萄牙的申请书称澳大利亚的行为未履行其尊重葡萄牙作为东帝汶管理国所具有的责任和权力，以及东帝汶人民的自决权利和有关权利的义务，因此澳大利亚对东帝汶人民和葡萄牙产生国际责任。而且因澳大利亚与印度尼西亚之间缔结的1989年12月11日条约，导致在印度尼西亚东帝汶省与澳大利亚北部间的地区建立了一个合作区。 2. 澳大利亚在辩诉状中提出了法院管辖权和申请书的可接受性问题。澳大利亚坚持认为它是代替印度尼西亚被诉，因为葡萄牙与澳大利亚根据《国际法院规约》第36条第2款接受了法院的强制管辖权，印度尼西亚却未这样做。 | 14:2 | 不可能裁决葡萄牙有关案件实质问题的要求，不论这些要求所提出的问题以及它们所应用的国际法规则多么重要：法院必须裁决印度尼西亚的行为是否合法，以此作为裁决葡萄牙论点的先决条件。因此，印度尼西亚的权利和义务将会构成未经该国同意做出的一项判决的主题，这种判决会直接违反《法院规约》所载已确立的国际法规则，即只有经一国同意，法院才能对其行使管辖权（案19：罗马黄金案）。 | [ 205 ]            |
| 85   | 几内亚比绍和塞内加尔间海洋划界案                                                                            | | 塞内加尔                                            | 虽然几内亚比绍针对塞内加尔提出的关于1989年7月31日仲裁裁决的诉讼（案82）仍在进行中，但在1991年3月12日，几内亚比绍又提出了针对塞内加尔提起诉讼的申请，其中要求法院作出裁决并声明：根据海洋国际法和案件的所有相关要件，包括法院将来关于1989年7月31日仲裁裁决的案件的决定，划定并在地图上标明分别属于几内亚比绍和塞内加尔的各自所有领海的分界线。塞内加尔方面表示它对这一新要求的可受理性以及法院的管辖权均表示保留。 | | 在法院院长于1991年4月5日与当事方代表举行的会议上，当事方同意，除非法院在两国之间待决的案中作出决定，否则不应对该案采取任何措施。在1991年11月12日案82作出判决后，双方开始谈判。1995年11月1日，两国代表与法院院长会晤时，表示两国政府已决定撤回诉讼。 | [ 88 ]             |
| 86   | 大贝尔特海峡通行权案                                                                                        | 芬兰 | 丹麦                                                | 芬兰于1991年5月17日，因丹麦政府修建跨越大贝尔特海峡的公路和铁路工程对丹麦提起诉讼。因为该桥梁，尤其是东海峡上空的吊桥建成的话，将导致净空65米以上的船舶永远无法出入波罗的海，影响芬兰建造的钻探船和石油钻探设备的运输。因此，芬兰政府请求国际法院判决并宣告： 1. 在大贝尔特海峡存在着自由通过的权利，这种权利适用于进出芬兰港口和造船厂的所有船舶。 2. 这种权利扩及于钻探船、石油钻探设备和合理范围内可以预测的船舶。 3. 现在丹麦计划在大贝尔特海峡上建筑的桥梁是与上述的自由通过权不相容的。 4. 丹麦和芬兰应就如何保证上述的自由通过权的问题开始有诚意的谈判。 | 17:0 | 在法院拒绝行使指示临时措施的权力后，芬兰在1992年9月3日致函提到争端已获解决，因此通知法院终止诉讼。丹麦亦无异议。 | [ 204 ]            |
| 87   | 卡塔尔和巴林间海洋划界和领土问题案                                                                          | | 巴林                                                | 卡塔尔就其与巴林之间有关海瓦尔群岛的主权、迪巴尔沙洲和吉塔特杰拉达沙洲的主权权利及两国海域划界的某些争端向国际法院提交起诉书。卡塔尔请国际法院驳回所有相反的权利要求和诉讼主张，并按照国际法裁决和宣布： 1. （a）卡塔尔对海瓦尔群岛享有主权，迪巴尔沙洲和吉塔特杰拉达沙洲为属于卡塔尔主权的低潮高地。（b）巴林对贾南岛和祖巴拉不拥有主权。巴林提出的关于群岛基线、采珍珠和捕洄游鱼的区域的要求与本案海洋划界的目的无关。 2. 以祖巴拉、海瓦尔群岛和贾南岛属于卡塔尔而不属于巴林为基础，在分别属于卡塔尔和巴林的海床、底土和上覆水域的海域之间绘制一条单一海洋边界。该边界从1971年巴林与伊朗缔结的划界协定中的第2点起，在那里继续向南直至BLV，接着沿1947年12月23日的英国决定线直至NSLB，并到达L点，从那里继续向前到1958年巴林和沙特阿拉伯缔结的划界协定中的S1点。 巴林则请法院驳回所有相反的权利要求和诉讼主张，并裁决和宣布： 1. 巴林对祖巴拉的主权。 2. 巴林对包括贾南岛和哈特贾南在内的海瓦尔群岛的主权。 3. 鉴于巴林对组成巴林群岛，包括迪巴尔沙洲和吉塔特杰拉达沙洲在内的所有海岛和其他地形地物拥有主权，巴林与卡塔尔之间的海洋边界按巴林诉状中的描述划定。 | - 17:0（1） - 12:5（2-a） - 17:0（2-b） - 13:4（3） - 12:5（4） - 17:0（5） - 13:4（6） | 1. 卡塔尔拥有对祖巴拉的主权。 2. 巴林拥有对海瓦尔群岛的主权。但卡塔尔船舶在分隔海瓦尔群岛与其他巴林各岛的巴林领海内享有习惯国际法赋予的无害通过权。 3. 卡塔尔对包括哈特贾南在内的贾南岛拥有主权。 4. 巴林对吉塔特杰拉达岛拥有主权。 5. 迪巴尔低潮高地的主权属于卡塔尔。 6. 划分卡塔尔和巴林诸多海区的单一海洋边界如下：在南段，以沙特阿拉伯为一方以及巴林和卡塔尔为另一方尚不能确定的各自海洋界限的交叉点起，边界取东北走向，接着立即折向东，之后在海瓦尔岛和贾南岛之间穿过，边界随后转向北并在海瓦尔群岛和卡塔尔半岛之间穿过，继续向北经过巴林一方的法士特布苏尔和阿兹姆低潮高地和卡塔尔一方的奇塔阿埃尔厄尔吉和奇特阿特阿沙贾拉赫低潮高地，最后边界穿越巴林一侧的吉塔特杰拉达和卡塔尔一侧的迪巴尔间。在北段，单一海洋边界由一条线组成，这条线从位于迪巴尔西北的一点出发，与经调整以考虑到赋予法士特阿尔贾利姆的效力不存在的情况的等距线汇合，边界接着沿这一调整后的等距线延伸，直到与伊朗为一方以及巴林和卡塔尔为另一方的各自海区间的定界汇合。 | [ 206 ]            |
| 88   | 洛克比空中事件引起的1971年《蒙特利尔公约》的解释和适用问题                                                  | 大阿拉伯利比亚人民社会主义民众国 | 英国                                                | 1988年12月21日，在苏格兰洛克比上空发生洛克比空难。1991年11月，苏格兰检察总长控告两名利比亚国民将一枚炸弹放置在泛美航空公司第103航班上，最后该枚炸弹爆炸导致飞机坠毁。英美两国于1991年11月27日发表联合声明，令利比亚交出所有被控犯罪的被告受审、披露它对该事件知悉的一切情况并支付适当赔偿。因对1971年9月23日《蒙特利尔公约》的解释和适用存在争议，利比亚分别起诉两国，要求法院裁决并声明： 1. 利比亚已充分履行《蒙特利尔公约》所规定的一切义务。 2. 英美两国已违反而且继续违反《蒙特利尔公约》第5（2）、5（3）、7、8（2）和11条所规定的对利比亚的法律义务。 3. 英美两国有法律义务立刻停止和终止这种违反行为，停止和终止对利比亚使用任何和一切武力或威胁，包括对利比亚进行武力威胁，并停止和终止对利比亚主权、领土完整和政治独立的一切侵犯。 此外，利比亚在1992年3月3日要求指示临时措施，责令英美两国不得对利比亚采取旨在强制或迫使利比亚向国外任何审判机构交出被告个人的任何行动。但法院判定根据案件的情节，无须行使指示临时措施的权力。 | | 双方代理人在2003年9月9日的信中联合通知法院，利比亚和英国均同意在原告不得因同一诉因重新起诉的条件下中止诉讼程序。 | [ 206 ]            |
| 89   | 洛克比空中事件引起的1971年《蒙特利尔公约》的解释和适用问题                                                  | 大阿拉伯利比亚人民社会主义民众国 | 美国                                                | 1988年12月21日，在苏格兰洛克比上空发生洛克比空难。1991年11月，苏格兰检察总长控告两名利比亚国民将一枚炸弹放置在泛美航空公司第103航班上，最后该枚炸弹爆炸导致飞机坠毁。英美两国于1991年11月27日发表联合声明，令利比亚交出所有被控犯罪的被告受审、披露它对该事件知悉的一切情况并支付适当赔偿。因对1971年9月23日《蒙特利尔公约》的解释和适用存在争议，利比亚分别起诉两国，要求法院裁决并声明： 1. 利比亚已充分履行《蒙特利尔公约》所规定的一切义务。 2. 英美两国已违反而且继续违反《蒙特利尔公约》第5（2）、5（3）、7、8（2）和11条所规定的对利比亚的法律义务。 3. 英美两国有法律义务立刻停止和终止这种违反行为，停止和终止对利比亚使用任何和一切武力或威胁，包括对利比亚进行武力威胁，并停止和终止对利比亚主权、领土完整和政治独立的一切侵犯。 此外，利比亚在1992年3月3日要求指示临时措施，责令英美两国不得对利比亚采取旨在强制或迫使利比亚向国外任何审判机构交出被告个人的任何行动。但法院判定根据案件的情节，无须行使指示临时措施的权力。 | | 双方代理人在2003年9月9日的信中联合通知法院，利比亚和美国均同意在原告不得因同一诉因重新起诉的条件下中止诉讼程序。 | [ 207 ]            |
| 90   | 石油平台案                                                                                                  | 伊朗 | 美国                                                | 美国海军的战舰分别于1987年10月19日和1988年4月18日，攻击和破坏了伊朗国家石油公司为商业目的而拥有和开办的三个离岸石油生产综合设施。伊朗因此起诉美国，在请求书中指称这些行为根本违反了1955年8月15日在德黑兰签署的《美伊友好、经济关系和领事权利条约》的多项条款和国际法，并援引该条约第二十一条第2款作为法院管辖权的依据。伊朗请法院驳回一切相反权利主张和意见，裁定并宣布： 1. 美国在攻击并毁坏石油平台，违背了根据《友好条约》第十条第1款应对伊朗承担的义务，美国应对这些攻击负责。 2. 美国有义务就违背其国际法律义务的行为及因此造成的损害给予伊朗充分赔偿，赔偿形式和金额将由法院在以后的诉讼阶段予以确定。伊朗保留在适当时向法院提出美国应付赔偿的确切价值的权利。 3. 法院认为适当的任何其他补救办法。 美国反诉，请法院裁定并宣布： 1. 美国没有违背美伊间《1955年条约》第十条第1款规定的对伊朗的义务。 2. 伊朗的权利主张因此不予受理。 3. 驳回与此相反的所有意见，伊朗在海湾用水雷和导弹攻击船只和以其他方式采取军事行动，危害和损及美国和伊朗领土之间的海商活动，违反了该国根据条约第十条第1款对美国承担的义务。 4. 伊朗有义务就违反条约的行为向美国做出充分赔偿，其方式和金额将由法院在以后的诉讼阶段予以确定。 | - 14:2（1） - 15:1（2） | 1. 美国1987年10月19日和1988年4月18日针对伊朗石油平台的行动，没有理由可构成旨在保护经根据对关于使用武力的国际法加以解释后的1955年《美伊友好、经济关系和领事权利条约》第二十条第1款（d）项所称之美国的根本安全利益的必要措施。亦不能赞同伊朗所主张的，认为这些行动应构成美国违背了该条约第十条第1款所规定的关于双方当事国领土之间通商自由的义务。因此，不能够认可伊朗关于赔偿的权利主张。 2. 不能够赞同美国所认为的伊朗已违背关于上述《1955年条约》中有关双方当事国领域之间通商和航行自由的第十条第1款所规定的义务的反诉。亦不能够认可美国关于赔偿的反诉。 | [ 207 ]            |
| 91   | 《防止及惩治灭绝种族罪公约》的适用                                                                          | | 塞爾維亞與蒙特內哥羅                                | 1992年1月9日，波斯尼亚和黑塞哥维那塞尔维亚共和国，后称塞族共和国宣布独立。这一实体在国际上从未被认可为一个主权国家，但它对相当大的领土拥有实际上的控制，并拥有大量波斯尼亚塞族人的忠诚。波黑断言塞黑政府与塞族共和国政府间有着密切的政治和经济关系，与塞族共和国军队的管理及控制之间也有着密切的关系。波黑表示在冲突期间，在整个波黑地区的特定地区和羁押营发生了大规模杀戮受保护团体的成员的事实，包括萨拉热窝、德里纳河谷、普里耶多尔、巴尼亚卢卡和布尔奇科。尤其是在斯雷布雷尼察，前南问题国际法庭关于克尔斯蒂奇案和布拉戈耶维奇案的审判分庭均裁定，波斯尼亚塞族人在1995年7月接管了安全区之后杀害波斯尼亚穆族人逾7000人，史称斯雷布雷尼察大屠杀。波黑在1993年3月20日曾请求法院指示临时办法防止事态扩大，并申请法院判决和宣告南斯拉夫曾经并且继续违反由一系列国际条约规定的，其对波黑人民和国家所负的法律义务。 另外，在该案中波黑所依据的事实和事件是在塞尔维亚和黑山构成一个国家期间发生的。其中塞尔维亚已接受塞尔维亚和黑山与该国之间的连续性，并负起责任要兑现它因塞尔维亚和黑山所缔结的国际条约而做出的承诺，包括在《防止及惩治灭绝种族罪公约》下的承诺。相反，黑山则不声称是塞尔维亚和黑山的延续国，而且波黑并未断言黑山依然是该案中的一方，它仅强调了对塞尔维亚及黑山的若干联合责任问题的看法。 | - 10:5（1） - 13:2（2） - 13:2（3） - 11:4（4） - 12:3（5） - 14:1（6） - 13:2（7） - 14:1（8） - 13:2（9） | 1. 根据《防止及惩治灭绝种族罪公约》第九条，法院有裁定1993年3月20日由波斯尼亚和黑塞哥维那提交的争端的管辖权。 2. 塞尔维亚未因其机关或个人使之承担习惯国际法责任的行为，违反《防止及惩治灭绝种族罪公约》规定的义务而实施灭绝种族罪。 3. 塞尔维亚没有违反其在《防止及惩治灭绝种族罪公约》下的义务而密谋实施、或煽动实施灭绝种族罪。 4. 塞尔维亚没有违反其在《防止及惩治灭绝种族罪公约》下的义务而共谋实施灭绝种族罪。 5. 塞尔维亚对1995年7月在斯雷布雷尼察发生的灭绝种族罪，违反了《防止及惩治灭绝种族罪公约》规定的防止灭绝种族罪的义务。 6. 塞尔维亚因未能将被指控灭绝种族罪和共谋灭绝种族罪的拉特科·姆拉迪奇移交前南斯拉夫问题国际刑事法庭审判，没有与该法庭充分合作，而违反了《防止及惩治灭绝种族罪公约》规定的义务。 7. 塞尔维亚未能采取力所能及的一切措施防止1995年7月斯雷布雷尼察灭绝种族罪的发生，违反了执行法院1993年4月8日和9月13日对该案中命令执行的临时措施的义务。 8. 塞尔维亚应立即采取有效措施确保完全遵守《防止及惩治灭绝种族罪公约》所规定的义务，惩治该公约第二条所界定的灭绝种族罪的行径或《公约》第三条所禁止的其他行径，并将被控犯有灭绝种族罪或任何其他行径的人员移交前南斯拉夫问题国际刑事法庭审判，并与该法庭充分合作。 9. 关于塞尔维亚违反上述5和7所述义务的问题，法院在这些段落的裁定构成了适当补偿，在本案中，命令支付赔偿金，或是对于5所述的违反行为命令保证和确定不再重犯，将是不妥当的。 | [ 207 ]            |
| 92   | 加布奇科沃-大毛罗斯项目案                                                                                   | 匈牙利、 斯洛伐克共同提交 | 匈牙利、 斯洛伐克共同提交                           | 1977年9月16日，匈牙利人民共和国与捷克斯洛伐克社会主义共和国签订了一份《关于建设和运营加布奇科沃-大毛罗斯大坝船闸系统》的条约。该拦河坝位于两国国境，包括匈牙利应负责的杜纳基里提水闸与大毛罗斯工程和捷克斯洛伐克应负责的加布奇科沃工程，旨在改善多瑙河布拉迪斯拉发至布达佩斯地段的水力发电、航运状况以及减轻洪涝灾害。 该项目在其后的十几年内进展缓慢，到了1989年，该项目在匈牙利国内遭到猛烈抨击，匈牙利政府在1989年10月决定放弃大毛罗斯工程。之后捷克斯洛伐克找到一个替代方案，就是在原址上游10公里处对多瑙河进行单方面改道，使得该段河道从其境内流过，后于1991年9月在此处开工建设加布奇科沃工程。1992年5月19日，匈牙利政府向捷克斯洛伐克政府发出一份普通照会，提出自一周后起终止《1977年条约》，但同年10月15日，捷克斯洛伐克一侧的工程完工并于23日开始截水。 1993年4月7日，匈牙利与斯洛伐克在布鲁塞尔签署《特别协议》，双方同意制定并执行一个多瑙河临时水管理制度，并将此案提起诉讼。同年7月，两国联合通报提起诉讼。 《特别协议》中要求国际法院裁定以下论点： 1. 匈牙利是否有权于1989年中止，继而放弃大毛罗斯项目的工程以及条约赋予匈牙利在加布奇科沃项目上负责的工程部分？ 2. 捷克和斯洛伐克联邦共和国是否有权于1991年11月着手准备「临时解决方案」并在1992年10月实施这一制度？ 3. 1992年5月19日匈牙利发出的终止条约的通知产生哪些法律效力？关于这点，匈牙利提出5项理由：存在危急状态；不可能履行条约；情势发生根本改变；捷克斯洛伐克严重违反条约；国际环境法新规范的制定。 4. 《1977年条约》在1992年12月31日以后已停止作为一项条约生效，因捷克斯洛伐克自该日起不再是一个法律实体，当事一方不复存在。 | - 14:1（1-a） - 9:6（1-b） - 10:5（1-c） - 11:4（1-d） - 12:3（2-a） - 13:2（2-b） - 13:2（2-c） - 12:3（2-d） - 13:2（2-e） | 1. （a）匈牙利无权于1989年中止，继而放弃大毛罗斯项目的工程以及条约赋予匈牙利在加布奇科沃项目上负责的工程部分。（b）捷克斯洛伐克有权于1991年11月着手准备「临时解决方案」。（c）捷克斯洛伐克无权自1992年10月将此「临时解决方案」付诸实施。（d）1992年5月19日匈牙利发出的终止条约和有关文书的通知不具有终止的法律效力。 2. （a）斯洛伐克作为捷克斯洛伐克的继承国，自1993年1月1日起成为《1977年条约》的当事方。（b）匈牙利和斯洛伐克必须根据当前局势进行善意协商，必须根据它们可能商定的形式采取一切必要措施，确保实现《1977年条约》的目标。（c）除非当事双方另行商定，必须根据《1977年条约》制定一个联合运营制度。（d）除非当事双方另行商定，对由于匈牙利中止并放弃负责的工程而使捷克斯洛伐克和斯洛伐克遭受的损失，匈牙利必须对斯洛伐克进行赔偿；对由于捷克斯洛伐克继续使用「临时解决方案」而使匈牙利遭受的损失，斯洛伐克应对其予以赔偿。（e）必须根据《1977年条约》和有关条约的有关规定结算工程建设和运营账目，并酌情考虑到双方在应用第2（b）与2（c）点时可能采取的措施。 该案虽有1997年9月25日之判决，但两当事国尚未取得共识。 | [ 206 ]            |
| 94   | 喀麦隆和尼日利亚间陆地和海洋边界案                                                                          | 喀麦隆 | 奈及利亞                                            | 1994年，喀麦隆就主要涉及到巴卡西半岛的主权问题对尼日利亚提起诉讼。喀麦隆在起诉书中指出，两国间海洋边界的划界依然是局部的，尽管为完成划界作出了许多努力，但当事双方未能做到这一点。因此为避免两国间发生进一步的事件，它请求法院确定两国间超出1975年已定界线的海洋边界线。 1994年6月6日，喀麦隆递交一份补充起诉书以扩大争端事由的范围，以包括主要涉及喀麦隆在乍得湖地区部分领土主权问题的另一项问题。它请求法院确定地具体指明两国间从乍得湖至海洋的边界，并请法院将两项起诉书合并，合为一案审理。喀麦隆要求法院判决并宣布： 1. 两国间的陆地边界。 2. 巴卡西半岛和乍得湖地区被尼日利亚占领的有争议土地的主权，尤其是达拉克及达拉克地区的主权属于喀麦隆。 3. 两国之间的海洋区域的边界线。 4. 尼日利亚企图以武力单方面改变上述边界，已经违反而且正在违反关于尊重殖民时代遗留下来的边界的基本原则，即占领地保有原则，以及其关于陆地和海洋划界的法定义务。 5. 尼日利亚对喀麦隆使用武力，特别是军事占领乍得湖地区的喀麦隆领土和喀麦隆的巴卡西半岛，再三侵入两国间的边界线，已经违反而且正在违反该国依国际条约法和习惯法所负有的义务。 6. 尼日利亚负有明确责任终止在喀麦隆领土上的行政和军事存在，特别是立即、无条件地将其部队撤出乍得湖被占领区和喀麦隆的巴卡西半岛，今后不再犯下这种行径。 7. 尼日利亚未遵守法院1996年3月15日发布的关于指示临时措施的命令，违反了它的国际法义务。 8. 喀麦隆的书面诉状和口头辩论中详细说明的这些国际不法行为涉及尼日利亚的国际责任。 9. 由于给喀麦隆所造成的物质和精神损害，尼日利亚应按法院所确定的形式给予喀麦隆赔偿，并请法院允许它在以后的诉讼中提出应赔偿它的估计数，作为由于尼日利亚的国际不法行为给它造成损害的赔偿。 尼日利亚政府请法院判决并宣布： 1. 巴卡西半岛的主权属于尼日利亚。 2. （a）在乍得湖流域委员会主持下进行的划界和标界，由于尼日利亚一直没有接受，因而对它没有约束力。（b）乍得湖那几块包括尼日利亚人居住区的土地的主权属于尼日利亚。（c）在乍得湖流域委员会范围内已经开始的，目的是在乍得湖进行全面划界和标界的过程，在法律上不损害由于所有权的历史强化和喀麦隆的默认而属于尼日利亚的对乍得湖地区特定几块土地的所有权。 3. 明确规定乍得湖至海洋之间的陆地边界。 4. （a）由于喀麦隆主张的界线进入了赤道几内亚向喀麦隆主张的水域，因此对于喀麦隆的海洋权利主张，法院没有管辖权。（b）喀麦隆依据对几内亚湾海域的总体划分而提出的海洋边界要求是不可接受的（c）或者说在法律上是毫无根据的并予以驳回。（d）驳回喀麦隆对于延伸到重复许可地区的西部和南部的海洋边界的要求。（e）在里奥-德尔雷伊，两国各自的领水由中线边界划分。（f）过了里奥-德尔雷伊，双方各自的海区按依照等距离原则画出的一条线化解，直到该线与赤道几内亚的中线边界相交的那个点附近。 5. 在喀麦隆仍然坚持这种诉讼请求并且这种诉讼请求是可以受理的情况下，这些诉讼请求无论是在事实上还是在法律上都是毫无根据的。 6. 喀麦隆就每一项反诉请求对尼日利亚负有责任，如果双方在自判决之日起的6个月内未能就因此应给予的赔偿金额达成一致，则赔偿金额将由法院在另一项判决中确定。 赤道几内亚于1999年6月27日致函请求介入该案，以保护其对几内亚湾的合法权益，法院同意。其后该国提出口头意见，请法院裁决的尼日利亚和喀麦隆间的划界务必只到该国比奥科岛和大陆之间中线的北部。 | - 14:2（1-a） - 14:2（1-b） - 15:1（2-a） - 16:0（2-b） - 13:3（3-a） - 13:3（3-b） - 13:3（3-c） - 13:3（4-a） - 13:3（4-b） - 16:0（4-c） - 16:0（4-d） - 14:2（5-a） - 16:0（5-b） - 15:1（5-c） - 16:0（5-d） - 16:0（5-e） | 1. 喀麦隆和尼日利亚间在乍得湖地区的边界由1929-1930年《汤姆森-马尔尚宣言》划定，该宣言已载入1931年《亨德森-弗勒里奥换文》，并据此裁决喀麦隆和尼日利亚间在乍得湖地区的边界线。 2. 喀麦隆和尼日利亚间从乍得湖至巴卡西半岛的陆地边界分为三段：（a）从恩贝基河分流点到塔姆尼亚尔峰，由1929-1930年《汤姆森-马尔尚宣言》第2-60段划定，该宣言已载入1931年《亨德森-弗勒里奥换文》。（b）从塔姆尼亚尔峰到1931年4月12日《英德协定》第十二条所述的第64根石柱，由1946年8月2日英国枢密院令划定。（c）从第64根石柱到巴卡西半岛，由1931年3月11日和4月12日的《英德协定》划定。随后法院具体规定了这些文书的解释方式。 3. 喀麦隆和尼日利亚间在巴卡西的边界由1931年3月11日《英德协定》第十八至二十一条划定，并裁决巴卡西半岛的主权属喀麦隆所有。两国间在巴卡西的边界是阿克帕科鲁姆河（阿夸亚非河）的河道分界线，直到连接巴卡西角和金角的直线，它按TSGS2240号地图所示方法将伊康附近的曼格罗夫群岛一分为二。 4. 法院对喀麦隆提出的对分别属于两国的海洋区域进行划界的诉讼请求拥有管辖权，而且这些诉讼请求是可以受理的。裁决分别属于两国的海洋区域的边界采取下列走向：（a）从阿夸亚非河航道中心与连接巴卡西角和金角的直线的交点起，边界系沿着两国元首1971年4月4日于雅温得共同在第3433号英国海图上所画的折中线，穿过已编号的12个点。（b）自第12点（8°24'38"E, 4°31'26"N）起，边界按两国元首1975年6月1日在马鲁阿签署的《马鲁阿宣言》中采纳的、后又经上述两国元首1975年6月12日和7月17日换文更正的边界线，以A-G7个基准点构成。（c）自G点（8°22'19"E, 4°17'00"N）起，分别属于两国的海洋区域之间的边界线为一方位角270°的恒向线，一直延伸到通过西角和东角的连接线中点的等距线。边界在X点（8°21'20E, 4°17'00"N）与这等距线相交。（d）从X点起，分别属于两国的海洋区域之间的边界为一方位角187°52'27"的恒向线。 5. （a）尼日利亚有义务迅速、无条件地将其行政管理机构、军队和警察部队撤离根据1和3，主权属于喀麦隆的领土。（b）喀麦隆有义务迅速、无条件地撤离其可能驻扎在根据2，主权属于尼日利亚的领土上的任何行政管理机构、军队或警察部队。尼日利亚对于2中主权属于喀麦隆的领土具有相同的义务。（c）注意到喀麦隆在听证会上所作的承诺，即信守它传统的好客、宽容政策，它将继续对居住在巴卡西半岛和乍得湖地区的尼日利亚人给予保护。（d）驳回喀麦隆有关尼日利亚责任的一切其他诉讼主张。（e）驳回尼日利亚的反诉。 | [ 206 ]            |
| 96   | 渔业管辖权案                                                                                                | 西班牙 | 加拿大                                              | 加拿大依据在1994年5月12日及以后修正的《沿海渔业保护法》各修正案及其条例采取了一些具体行动，包括于1995年3月9日在公海对悬挂西班牙船旗的「埃斯泰号」渔船进行追逐、登船检查和扣押。因此西班牙对加拿大提出诉讼。西班牙援引双方按照《国际法院规约》第36条第2款接受法院强制管辖权的声明作为法院管辖权的依据，并要求： 1. 法院宣告，加拿大的立法就其主张对在加拿大专属经济区以外的公海上悬挂外国船旗的船舶行使管辖权而言不能对抗西班牙。 2. 法院裁定并宣告，加拿大必须避免重复采取任何被起诉的行为，并以赔偿金的形式向西班牙支付适当的赔偿，其金额必须足以抵偿所造成的一切损害和伤害。 3. 法院宣告1995年3月在公海对「埃斯泰号」进行登船检查并采取强制措施，以及对该船及船长行使管辖权，实际违反了前述国际法原则与规范。 加拿大驻荷兰大使致函法院称，按照加拿大政府的看法，根据它接受国际法院强制性管辖权所依据的1994年5月10日《声明》第2（d）款，国际法院不具有处理西班牙起诉书的管辖权。 | 12:5 | 对西班牙提出的起诉书中所起诉的争端没有作出裁决的管辖权：加拿大的立法和条例授权的武力没有超出公认的强制执行养护和管理措施的范围，因此属于加拿大声明第2（d）款的规定范围。 | [ 206 ]            |
| 97   | 请求根据1974年12月20日法院关于核试验（新西兰诉法国）案的判决书第63段审查局势的请求                          | 新西兰 | 法國                                                | 新西兰政府提出了按照国际法院1974年12月20日关于核试验（新西兰诉法国）案的判决书第63段审查局势的请求，表明这是因为法国总统于1995年6月13日向新闻界宣布法国将从1995年9月起在南太平洋的穆鲁罗瓦和方加陶法环礁连续进行最后8次核武器试验。因此新西兰请国际法院裁决并声明以下至少一项，并提出采取临时措施以阻止法国进行核试验： 1. 进行拟议的核试验将构成侵犯新西兰和其他国家根据国际法所享有的权利。 2. 法国在按照国际公认标准进行环境影响评估之前即进行这种核试验是非法的，除非这种评估证明这些试验不会直接或间接对海洋环境造成放射性污染，否则新西兰和其他国家根据国际法所享有的权利都将受到侵犯。 澳大利亚、萨摩亚、所罗门群岛、马绍尔群岛和密克罗尼西亚联邦亦提出请求允许参加诉讼的申请，后四个国家亦发表参加诉讼的声明。 | - 12:3（1） - 12:3（2） - 12:3（3） | 1. 新西兰提出的按照国际法院1974年12月20日关于核试验（新西兰诉法国）案的判决书第63段审查局势的请求不属于所述第63段的规定范围。因为该判决的基础是法国承诺不进行任何进一步的大气层核试验，它只涉及大气层核试验，因此国际法院现在不可能考虑与地下核试验有关的问题。 2. 新西兰要求指示临时措施的进一步请求必须驳回。 3. 因新西兰的主要请求附带产生的其他国家提出的参加诉讼的申请或声明同样必须驳回。 | [ 205 ]            |
| 98   | 卡西基里/塞杜杜岛案                                                                                         | 、 纳米比亚共同提交 | 、 纳米比亚共同提交                                 | 博茨瓦纳与纳米比亚于1996年2月15日在哈博罗内签订特别协定，请求法院根据1890年7月1日《英德条约》和国际法的规则和原则确定纳米比亚和博茨瓦纳之间围绕卡西基里/塞杜杜岛的分界线和该岛的法律地位。 1. 博茨瓦纳请法院裁决并宣告：卡西基里/塞杜杜岛附近的乔贝河西北航道构成乔贝河的主航道，因此对卡西基里/塞杜杜岛的主权完全赋予博茨瓦纳，并且在乔贝河西北航道河道分界线的基础上确定卡西基里/塞杜杜岛周围的分界线。 2. 纳米比亚请法院在驳回所有相反的诉求和意见后裁决并宣告：位于卡西基里/塞杜杜岛南面的航道是乔贝河的主航道，而北面的航道不是主航道。纳米比亚及其被继承国至少自1890年起就一直占有并使用卡西基里岛，博茨瓦纳及其被继承国也一直知晓并加以默认。纳米比亚与博茨瓦纳之间围绕卡西基里/塞杜杜岛的分界线位于乔贝河南面航道的中心，而卡西基里/塞杜杜岛的法律地位是纳米比亚主权领土下的一部分。 | - 11:4（1） - 11:4（2） - 15:0（3） | 1. 博茨瓦纳与纳米比亚之间的分界线遵循卡西基里/塞杜杜岛周围的乔贝河北航道最深处一线。 2. 卡西基里/塞杜杜岛构成博茨瓦纳领土的一部分。 3. 在卡西基里/塞杜杜岛的两个航道中，博茨瓦纳与纳米比亚的国民和悬挂它们旗帜的船舶享有同样的国民待遇。 | [ 206 ]            |
| 99   | 《维也纳领事关系公约》案                                                                                    | 巴拉圭 | 美国                                                | 1992年，美国弗吉尼亚州当局拘捕了一名巴拉圭国民，安杰尔·弗朗西斯科·布雷亚尔。1993年，他被弗吉尼亚法院指控、审讯并宣判犯下了杀人罪，并被判处死刑，但没有通知他其依据《维也纳公约》第36条第1（b）款，有请求通知他为其国民的国家有关领事馆他被拘捕和羁押的权利以及与领事馆联络的权利。弗吉尼亚州政府也没有通知巴拉圭领事官员他被羁押的事，这些官员只有在1996年，巴拉圭政府通过自己的渠道知道他在美国坐牢以后才能开始向他提供援助。后来联邦法院否决了布雷亚尔援引《维也纳公约》的权利，而弗吉尼亚法院确定1998年4月14日为行刑日期。据此，巴拉圭认为美国阻止其行使《维也纳公约》规定的领事职能，并请法院裁决并宣布： 1. 美国拘捕、羁押、审讯、宣判和判决布雷亚尔，违反了它对巴拉圭的国际法律义务，即按照《维也纳公约》第5条和第36条规定，侵犯了巴拉圭本身的权利和行使其国民的外交保护权利。 2. 巴拉圭有权恢复原状。 3. 美国负有不适用「程序性违约」学说或其国内法律中任何其他学说的国际法律义务，以避免行使根据《维也纳公约》第36条赋予的权利。 4. 美国任何权力机构都负有以后按照符合前述的国际法律义务的方式对布雷亚尔或其领土上任何其他巴拉圭国民进行羁押或刑事诉讼的国际法律义务。 5. 对布雷亚尔施加的违反了国际法律义务的任何刑事责任无效，而且应由美国当局承认其无效。 6. 美国应该恢复原状，即恢复违反美国的国际法律义务，对巴拉圭国民羁押、诉讼和定罪及判决发生之前已经存在的状态。 7. 美国应该向巴拉圭做出不再作出违法行为的保证。 | 14:0 | 法院于1998年4月9日指示下列临时措施： 1. 美国应该采取它可采取的一切措施，以确保在本诉讼的最后裁决作出之前不处决布雷亚尔，而且应该通知法院它为执行这一命令已经采取的一切措施。 2. 法院在作出最后裁决之前应该一直继续掌控构成本命令主题事项的事项。 在发布临时措施后，美国仍然在1998年4月14日对布雷亚尔执行了死刑。因此巴拉圭在同年9月撤回了诉讼。 | [ 206 ]            |
| 101  | 请求解释1998年6月11日对喀麦隆和尼日利亚间陆地和海洋疆界案（喀麦隆诉尼日利亚）的初步反对意见                 | 奈及利亞 | 喀麦隆                                              | 由于在喀麦隆和尼日利亚间陆地和海洋边界案（案94）初步反对意见的判决中，尼日利亚对某些内容不满，因此请求法院裁决并宣布1998年6月11日的判决应按如下意思解释。关于据称尼日利亚须为某些被指控的事件承担的国际责任： 1. 法院审理的争端不包括在喀麦隆1994年3月29日的起诉书和1994年6月6日的补充起诉书中指明的那些事件以外的任何被指控的事件。 2. 喀麦隆提出补充事实和法律方面的考虑仅与喀麦隆1994年3月29日的起诉书和1994年6月6日的补充起诉书中所指明的那些事件有关。 3. 关于喀麦隆所指控的事实是否成立的问题仅与喀麦隆1994年3月29日的起诉书和1994年6月6日的补充起诉书中所指明的那些事件有关。 喀麦隆则提出以下反诉主张： 1. 关于法院是否对一项继附带程序之后作出的裁决特别是关于被告方提出的初步反对意见的判决进行解释的请求拥有管辖权，喀麦隆听任裁决。 2. 作为首选方案，喀麦隆请求法院宣布尼日利亚的请求不予受理，裁决并宣布没有理由解释1998年6月11日的判决。 3. 作为替代方案，喀麦隆请求法院裁定并宣布喀麦隆有权凭借无论何时的一切事实来证明尼日利亚不断违反其国际义务，喀麦隆也可以凭借这些事实促成对其蒙受损失的评估及应支付给它的足够的赔偿。 | - 13:3（1） - 16:0（2） | 1. 对尼日利亚于1998年10月28日提交的关于解释法院于1998年6月11日对喀麦隆和尼日利亚间陆地和海洋边界案初步反对意见进行裁决的请求，法院不能受理。 2. 关于喀麦隆请求由尼日利亚支付因尼日利亚的解释请求而给喀麦隆造成的额外费用问题，法院认为没有理由脱离《国际法院规约》第64条提出的一般规则，即在国际法庭受理的诉讼案中，费用问题的基本原则是各方费用自负。 | [ 206 ]            |
| 102  | 关于利吉丹岛和西巴丹岛的主权归属案                                                                          | 印度尼西亞、 马来西亚共同提交 | 印度尼西亞、 马来西亚共同提交                       | 利吉丹岛和西巴丹岛地处西里伯斯海，远离婆罗洲东北海岸，与其相隔大约15.5海里。利吉丹岛大部分是沙地，离仙本那半岛上最近的丹绒图托普约21海里，无人永久居住。西巴丹岛是一个火山岛，离丹绒图托普约15海里，离塞巴缔克岛东海岸42海里，在1980年代被开发成一个水肺潜水旅游地前无人常住。印度尼西亚与马来西亚于1997年5月31日在吉隆坡签署了一份《特别协定》，其中请求法院根据双方当事国提供的各种条约、协定和任何其他证据确定两岛的主权属于哪一方。 1. 印度尼西亚的主张主要是依据英国与荷兰之间在1891年6月20日为了确定荷兰在婆罗洲上的领地与处于英国保护下的岛屿上国家之间的边界而缔结的《专约》。 2. 马来西亚主张在由前君主苏禄苏丹最初拥有的所有权经过一系列所谓传递，即从苏禄苏丹传递给西班牙、美国、代表北婆罗洲国的英国之后，最后传递到马来西亚。根据这一系列的法律文书，该两岛的所有权得到了英国和马来西亚关于这些岛屿的许多实施行为的证实。而且就算争议岛屿最初属于荷兰，它的实施行为无论如何也已经取代了荷兰的上述任何所有权。 菲律宾于2001年3月13日请求允许参与诉讼程序，但因未履行其义务使法院相信所指明的法定利益可能在该案的特定情况下受到影响，被法院驳回。 | 16:1 | 利吉丹岛和西巴丹岛的主权属于马来西亚：双方提供的条约等资料均无法认定现在哪一方对两岛有明确的所有权，但马来西亚及英国于1969年前在两岛上为管理和控制收集海龟蛋所采取的措施，设立鸟类保护区以及建造灯塔的行为都必须看作是对具体指名的领土在法规和行政上主张权力的实施行为，且印度尼西亚或荷兰从未表达其不同意见。 | [ 206 ]            |
| 103  | 艾哈迈杜·萨迪奥·迪亚洛案                                                                                    | 几内亚 | 刚果民主共和国                                      | 几内亚公民艾哈迈杜·萨迪奥·迪亚洛于1964年定居于当时的刚果共和国。1974年他创立了一家进出口公司，即阿非利康-扎伊尔公司，在1979年又创立了另一家专营货物集装箱运输的私营有限责任公司，即阿非利集装箱-扎伊尔公司。1980年代末，两家公司与其业务伙伴的关系开始恶化，它们在当时任经理的迪亚洛的指挥下，采取了包括司法措施在内的各种措施，企图收回据称的债务。尤其是集装箱公司与非那扎伊尔公司、壳牌扎伊尔公司、美孚石油扎伊尔公司以及扎伊尔国家运输事务厅和杰卡敏均有争端，这些争端大部分都与据称的违反合同排他性条款及暂停、不当使用或毁损集装箱有关。1995年10月31日，扎伊尔总理发布了对迪亚洛的驱逐令，称他的出现和行为已经破坏了扎伊尔的公共秩序，在经济、金融和货币领域更甚，并依然如此。1996年1月31日，已经被捕的迪亚洛在金沙萨机场被扎伊尔当局起草了以「非法居住」为由的拒绝入境通知并正式将他经空路从扎伊尔逐回几内亚。 1. 几内亚坚持认为迪亚洛是刚果民主共和国当局违反国际法在1988-1989年采取逮捕和羁押措施以及在1995-1996年采取逮捕、羁押和驱逐措施的受害者。几内亚由此得出结论，它有权在此方面对其国民行使外交保护。 2. 刚果坚持认为，与1988-1989年事件有关的权利主张已经过了诉讼时效，因此必须予以驳回。刚果坚持认为，必须驳回上述权利主张，因为没有用尽本地补救措施，或者以法律依据为由驳回该权利主张。刚果否认迪亚洛在1995-1996年受到的待遇违反了其在国际法中承担的义务。 | - 8:6（1） - 14:0（2） - 14:0（3） - 13:1（4） - 12:2（5） - 9:5（6） - 14:0（7） - 14:0（8） | 1. 不予受理关于对迪亚洛采取逮捕和羁押措施属于1988-1989年事件主体的权利主张。 2. 关于迪亚洛在1996年1月31日被驱逐出刚果领土的情形，刚果民主共和国违反了《公民及政治权利国际公约》第13条和《非洲人权和人民权利宪章》第12条第4款。 3. 关于以驱逐迪亚洛为目的在1995-1996年期间逮捕和羁押他的情形，刚果违反了《公民及政治权利国际公约》第9条第1和2款以及《非洲人权和人民权利宪章》第6条。 4. 在1995-1996年期间羁押迪亚洛之后未立即向其通知其在《维也纳领事关系公约》第36条第1款（b）项之下应享有的权利，刚果违反了其在该条款之下应承担的义务。 5. 驳回几内亚关于在1995-1996年期间以驱逐为目的逮捕并羁押迪亚洛的情形有关的所有其他主张。 6. 刚果民主共和国未违反迪亚洛作为阿非利康-扎伊尔公司和阿非利集装箱-扎伊尔公司股东的直接权利。 7. 刚果民主共和国有义务以补偿的方式对违反上述2和3所述国际义务所造成的伤害性后果向几内亚做出适当赔偿。 8. 如果双方当事人未能自该判决之日起六个月内就此问题达成一致，则由国际法院将就向几内亚支付的补偿问题做出裁决，且国际法院为此保留本案中的后续程序。 | [ 208 ]            |
| 103  | 艾哈迈杜·萨迪奥·迪亚洛案                                                                                    | 几内亚 | 刚果民主共和国                                      | 法院所定的六个月时限于2011年5月30日到期，当事各方尚未就问题达成协议，因此法院决定按照案情实质判决的结论，确定刚果因非法逮捕、拘留、驱逐迪亚洛而应缴付的补偿金额。据此，几内亚对四项伤害要求补偿： 1. 非物质伤害，即精神和道德伤害。 2. 据称个人财物损失。 3. 在迪亚洛被拘留期间和被驱逐出境后据称的专业薪酬损失或称收入损失。 4. 据称丧失的潜在收益。 | - 15:1（1） - 15:1（2） - 14:2（3） - 16:0（4） - 16:0（5） - 15:1（6） | 1. 刚果应赔偿几内亚85000美元，以抵补迪亚洛所受非物质伤害。 2. 刚果应赔偿几内亚10000美元，以抵补迪亚洛所受私人财物方面的物质伤害。 3. 刚果无须就迪亚洛因被非法拘留和被非法驱逐出境后失去专业报酬而声称蒙受的物质伤害向几内亚提供补偿。 4. 刚果无须就迪亚洛因失去潜在收益而声称蒙受的物质伤害向几内亚提供补偿。 5. 上文1和2所述补偿总额应至迟在2012年8月31日偿付，如到该日尚未偿付，刚果应自2012年9月1日起向几内亚缴付本金利息，年利率为6%。 6. 驳回几内亚关于诉讼费用的索偿要求。 | [ 208 ]            |
| 104  | 拉格朗案 | 德国 | 美国                                                | 卡尔和瓦尔特·拉格朗是一对自幼定居美国的德国兄弟。他们在1982年在亚利桑那州因参与银行抢劫未遂被捕，该事件中银行经理被杀，另一银行职员受重伤。1984年，亚利桑那法院判定他们犯有一级谋杀罪和其他罪行，判处死刑。因他们是德国国民，《维也纳公约》规定美国主管当局应迅即通知拉格朗兄弟享有与德国领事馆通讯的权利，但事实上德国领事馆直到1992年才从由其他来源得知自己权利的拉格朗兄弟本人处获悉此案。在该阶段，由于美国法律的「程序性违约」原则，拉格朗兄弟未能通过声称其根据《维也纳公约》享有的权利遭到了侵犯而对自己的定罪和判刑提出异议。最终卡尔于1999年2月24日被处决，而德国在瓦尔特即将被处决的前一天，即1999年3月2日将此案提交国际法院。次日法院发布命令指示在法院作出最终裁决之前不可行刑，但瓦尔特仍在同日被处决。德国以《国际法院规约》第36条第1项和《维也纳公约关于强制解决争端之任择议定书》第一条为法院管辖的依据，请法院裁决和宣布： 1. 美国由于未在逮捕拉格朗兄弟之后迅即通知他们所享有的权利，并由于使德国不可能提供领事协助而导致拉格朗兄弟遭处决，违反了《维也纳公约》第五条和第三十六条第一项规定的其在德国自身权利和对德国国民实行外交保护权利方面对德国所负有的国际法律义务。 2. 美国由于适用其国内法规则，特别是程序性违约原则，使拉格朗兄弟不能根据《维也纳公约》提出权利主张，并由于最终处决他们，因而违反了该公约第三十六条第二项规定其对德国所负有的务使该公约第三十六条所规定之权利之目的得以重复充分实现的国际法律义务。 3. 美国由于未能采取一切所能采取的措施来确保在国际法院对此事作出最终裁决之前不处决瓦尔特·拉格朗，因而违反了其关于遵守国际法院1999年3月3日发布的临时办法命令和在法律诉讼悬而未决之时不采取任何可能干扰争端标的的行动的国际法律义务。 4. 美国应向德国提供保证不再重犯违法行为，今后遇有任何拘禁德国国民或对德国国民提起刑事诉讼的案件，美国必须确保《维也纳公约》第三十六条所规定的权利无论在法律上还是在实践中均得到有效行使。特别是在涉及死刑的案件时，美国须对因第三十六条规定的权利受侵犯而遭损害的刑事定罪提供有效复核和补救。 美国则提出意见，请法院裁决和宣布： 1. 美国违反了根据《维也纳领事关系公约》第三十六条第一（二）项规定对德国所负有的义务，即美国主管当局未按此条规定迅即通知卡尔和瓦尔特·拉格朗，但美国已就此违反事件向德国道歉，并正采取旨在防止任何重犯的实质性措施。 2. 驳回德国的所有其他诉讼主张和意见。 | - 14:1（1） - 13:2（2-a） - 14:1（2-b） - 12:3（2-c） - 14:1（2-d） - 14:1（3） - 14:1（4） - 13:2（5） - 15:0（6） - 14:1（7） | 1. 根据1963年4月24日《维也纳公约关于强制解决争端之任择议定书》第一条，法院有接受德国1999年3月2日所提交请求书的管辖权。 2. 德国所呈交的四份文件都是可接受的。 3. 美国由于未在逮捕卡尔和瓦尔特·拉格朗之后迅即通知他们关于《维也纳领事关系公约》第三十六条第一（二）项规定所享有的权利，并从而使德国不可能向有关个人提供公约规定的协助，因而违反了其根据公约第三十六条第一项规定对德国和拉格朗兄弟所负有的义务。 4. 美国由于在违反事件成立后，不允许根据公约规定的权力复核和重新考虑对拉格朗兄弟的定罪和判刑，因而违反了其根据公约第三十六条第二项规定对德国和拉格朗兄弟所负有的义务。 5. 美国由于未能采取一切所能采取的措施来确保在国际法院对本案作出最终裁决之前不处决瓦尔特·拉格朗，因而违反了国际法院1999年3月3日发布的指示临时办法的命令所责成其承担的义务。 6. 注意到美国作出承诺确保执行为履行公约第三十六条第一（二）项所规定义务而采取的具体措施，并判定此承诺必须被视为能满足德国关于一般保证不重犯的请求。 7. 如果德国国民被判严刑而其根据公约第三十六条第一（二）项规定所享有的权利未受尊重，美国经自行选择，应容许考虑到侵犯了公约所规定的权利而复核和重新考虑定罪和判刑。 | [ 206 ]            |
| 105  | 关于使用武力的合法性的案件                                                                                  | 塞爾維亞與蒙特內哥羅 | 比利时                                              | 1999年4月29日，南斯拉夫联盟共和国提交起诉书，分别起诉北约10国违反了不使用武力的义务，轰炸了南联盟领土。同一日，它还提出了要求指示临时措施的请求，请求法院命令这些国家立即停止使用武力的行为，并避免利用（针对比利时呼吁「制止」）以武力相威胁或使用武力的行为针对南斯拉夫。作为法院行使管辖权的依据，南斯拉夫针对10国援引联合国大会1948年12月9日通过的《防止及惩治种族灭绝罪公约》第九条，它规定缔约方之间有关该公约的解释、适用或履行的争端应当提交国际法院。除此之外： 1. 针对比利时，援引《国际法院规约》第36条第2款，表示两国均对接受同样义务的任何其他国家承认法院强制管辖权的声明，以及1930年3月25日在贝尔格莱德签订的《比利时与南斯拉夫王国间调解、司法解决和仲裁专约》第4条。 2. 针对荷兰，援引《国际法院规约》第36条第2款，表示两国均对接受同样义务的任何其他国家承认法院强制管辖权的声明，以及1931年3月11日在海牙签订的《荷兰与南斯拉夫王国间关于司法解决、仲裁与调解的条约》第4条。 3. 针对加拿大、葡萄牙、西班牙、英国，援引《国际法院规约》第36条第2款，表示两国均对接受同样义务的任何其他国家承认法院强制管辖权的声明。 4. 针对法国、德国、意大利、美国，援引《国际法院规约》第38条第5款，表示当一国对另一个未接受法院强制管辖权的国家提出起诉时，起诉书将被转发到该另一国，但除非且在该国为了该案之目的接受法院的管辖权之前，不得在诉讼程序中采取任何措施。 | 15:0 | 对1999年4月29日塞尔维亚和黑山申请书中所提出的要求不具管辖权：诉讼提起之时，塞黑不是联合国会员国，也不是《国际法院规约》的缔约国，亦没有因任何其他根据而成为该规约的缔约国。根据《规约》第35条第1款规定，法院当时不对它开放。针对此类国家，《规约》第35条第2款提到现行条约另有特别规定的话可由安理会决定，但只适用于在《规约》生效之时生效的条约，不适用于那日期以后缔结的任何条约，而《灭绝种族罪公约》于1951年1月12日才生效。针对两国间条约，由于把管辖权由常设法院移交给国际法院的条件要以《规约》第37条为准，而其前提是《规约》第35条第1款成立，因此无法引用。 | [ 207 ]            |
| 106  | 关于使用武力的合法性的案件                                                                                  | 塞爾維亞與蒙特內哥羅 | 加拿大                                              | 1999年4月29日，南斯拉夫联盟共和国提交起诉书，分别起诉北约10国违反了不使用武力的义务，轰炸了南联盟领土。同一日，它还提出了要求指示临时措施的请求，请求法院命令这些国家立即停止使用武力的行为，并避免利用（针对比利时呼吁「制止」）以武力相威胁或使用武力的行为针对南斯拉夫。作为法院行使管辖权的依据，南斯拉夫针对10国援引联合国大会1948年12月9日通过的《防止及惩治种族灭绝罪公约》第九条，它规定缔约方之间有关该公约的解释、适用或履行的争端应当提交国际法院。除此之外： 1. 针对比利时，援引《国际法院规约》第36条第2款，表示两国均对接受同样义务的任何其他国家承认法院强制管辖权的声明，以及1930年3月25日在贝尔格莱德签订的《比利时与南斯拉夫王国间调解、司法解决和仲裁专约》第4条。 2. 针对荷兰，援引《国际法院规约》第36条第2款，表示两国均对接受同样义务的任何其他国家承认法院强制管辖权的声明，以及1931年3月11日在海牙签订的《荷兰与南斯拉夫王国间关于司法解决、仲裁与调解的条约》第4条。 3. 针对加拿大、葡萄牙、西班牙、英国，援引《国际法院规约》第36条第2款，表示两国均对接受同样义务的任何其他国家承认法院强制管辖权的声明。 4. 针对法国、德国、意大利、美国，援引《国际法院规约》第38条第5款，表示当一国对另一个未接受法院强制管辖权的国家提出起诉时，起诉书将被转发到该另一国，但除非且在该国为了该案之目的接受法院的管辖权之前，不得在诉讼程序中采取任何措施。 | 15:0 | 对1999年4月29日塞尔维亚和黑山申请书中所提出的要求不具管辖权：诉讼提起之时，塞黑不是联合国会员国，也不是《国际法院规约》的缔约国，亦没有因任何其他根据而成为该规约的缔约国。根据《规约》第35条第1款规定，法院当时不对它开放。针对此类国家，《规约》第35条第2款提到现行条约另有特别规定的话可由安理会决定，但只适用于在《规约》生效之时生效的条约，不适用于那日期以后缔结的任何条约，而《灭绝种族罪公约》于1951年1月12日才生效。 | [ 207 ]            |
| 107  | 关于使用武力的合法性的案件                                                                                  | 塞爾維亞與蒙特內哥羅 | 法國                                                | 1999年4月29日，南斯拉夫联盟共和国提交起诉书，分别起诉北约10国违反了不使用武力的义务，轰炸了南联盟领土。同一日，它还提出了要求指示临时措施的请求，请求法院命令这些国家立即停止使用武力的行为，并避免利用（针对比利时呼吁「制止」）以武力相威胁或使用武力的行为针对南斯拉夫。作为法院行使管辖权的依据，南斯拉夫针对10国援引联合国大会1948年12月9日通过的《防止及惩治种族灭绝罪公约》第九条，它规定缔约方之间有关该公约的解释、适用或履行的争端应当提交国际法院。除此之外： 1. 针对比利时，援引《国际法院规约》第36条第2款，表示两国均对接受同样义务的任何其他国家承认法院强制管辖权的声明，以及1930年3月25日在贝尔格莱德签订的《比利时与南斯拉夫王国间调解、司法解决和仲裁专约》第4条。 2. 针对荷兰，援引《国际法院规约》第36条第2款，表示两国均对接受同样义务的任何其他国家承认法院强制管辖权的声明，以及1931年3月11日在海牙签订的《荷兰与南斯拉夫王国间关于司法解决、仲裁与调解的条约》第4条。 3. 针对加拿大、葡萄牙、西班牙、英国，援引《国际法院规约》第36条第2款，表示两国均对接受同样义务的任何其他国家承认法院强制管辖权的声明。 4. 针对法国、德国、意大利、美国，援引《国际法院规约》第38条第5款，表示当一国对另一个未接受法院强制管辖权的国家提出起诉时，起诉书将被转发到该另一国，但除非且在该国为了该案之目的接受法院的管辖权之前，不得在诉讼程序中采取任何措施。 | 14:0 | 对1999年4月29日塞尔维亚和黑山申请书中所提出的要求不具管辖权：诉讼提起之时，塞黑不是联合国会员国，也不是《国际法院规约》的缔约国，亦没有因任何其他根据而成为该规约的缔约国。根据《规约》第35条第1款规定，法院当时不对它开放。针对此类国家，《规约》第35条第2款提到现行条约另有特别规定的话可由安理会决定，但只适用于在《规约》生效之时生效的条约，不适用于那日期以后缔结的任何条约，而《灭绝种族罪公约》于1951年1月12日才生效。 | [ 207 ]            |
| 108  | 关于使用武力的合法性的案件                                                                                  | 塞爾維亞與蒙特內哥羅 | 德国                                                | 1999年4月29日，南斯拉夫联盟共和国提交起诉书，分别起诉北约10国违反了不使用武力的义务，轰炸了南联盟领土。同一日，它还提出了要求指示临时措施的请求，请求法院命令这些国家立即停止使用武力的行为，并避免利用（针对比利时呼吁「制止」）以武力相威胁或使用武力的行为针对南斯拉夫。作为法院行使管辖权的依据，南斯拉夫针对10国援引联合国大会1948年12月9日通过的《防止及惩治种族灭绝罪公约》第九条，它规定缔约方之间有关该公约的解释、适用或履行的争端应当提交国际法院。除此之外： 1. 针对比利时，援引《国际法院规约》第36条第2款，表示两国均对接受同样义务的任何其他国家承认法院强制管辖权的声明，以及1930年3月25日在贝尔格莱德签订的《比利时与南斯拉夫王国间调解、司法解决和仲裁专约》第4条。 2. 针对荷兰，援引《国际法院规约》第36条第2款，表示两国均对接受同样义务的任何其他国家承认法院强制管辖权的声明，以及1931年3月11日在海牙签订的《荷兰与南斯拉夫王国间关于司法解决、仲裁与调解的条约》第4条。 3. 针对加拿大、葡萄牙、西班牙、英国，援引《国际法院规约》第36条第2款，表示两国均对接受同样义务的任何其他国家承认法院强制管辖权的声明。 4. 针对法国、德国、意大利、美国，援引《国际法院规约》第38条第5款，表示当一国对另一个未接受法院强制管辖权的国家提出起诉时，起诉书将被转发到该另一国，但除非且在该国为了该案之目的接受法院的管辖权之前，不得在诉讼程序中采取任何措施。 | 15:0 | 对1999年4月29日塞尔维亚和黑山申请书中所提出的要求不具管辖权：诉讼提起之时，塞黑不是联合国会员国，也不是《国际法院规约》的缔约国，亦没有因任何其他根据而成为该规约的缔约国。根据《规约》第35条第1款规定，法院当时不对它开放。针对此类国家，《规约》第35条第2款提到现行条约另有特别规定的话可由安理会决定，但只适用于在《规约》生效之时生效的条约，不适用于那日期以后缔结的任何条约，而《灭绝种族罪公约》于1951年1月12日才生效。 | [ 207 ]            |
| 109  | 关于使用武力的合法性的案件                                                                                  | 塞爾維亞與蒙特內哥羅 | 義大利                                              | 1999年4月29日，南斯拉夫联盟共和国提交起诉书，分别起诉北约10国违反了不使用武力的义务，轰炸了南联盟领土。同一日，它还提出了要求指示临时措施的请求，请求法院命令这些国家立即停止使用武力的行为，并避免利用（针对比利时呼吁「制止」）以武力相威胁或使用武力的行为针对南斯拉夫。作为法院行使管辖权的依据，南斯拉夫针对10国援引联合国大会1948年12月9日通过的《防止及惩治种族灭绝罪公约》第九条，它规定缔约方之间有关该公约的解释、适用或履行的争端应当提交国际法院。除此之外： 1. 针对比利时，援引《国际法院规约》第36条第2款，表示两国均对接受同样义务的任何其他国家承认法院强制管辖权的声明，以及1930年3月25日在贝尔格莱德签订的《比利时与南斯拉夫王国间调解、司法解决和仲裁专约》第4条。 2. 针对荷兰，援引《国际法院规约》第36条第2款，表示两国均对接受同样义务的任何其他国家承认法院强制管辖权的声明，以及1931年3月11日在海牙签订的《荷兰与南斯拉夫王国间关于司法解决、仲裁与调解的条约》第4条。 3. 针对加拿大、葡萄牙、西班牙、英国，援引《国际法院规约》第36条第2款，表示两国均对接受同样义务的任何其他国家承认法院强制管辖权的声明。 4. 针对法国、德国、意大利、美国，援引《国际法院规约》第38条第5款，表示当一国对另一个未接受法院强制管辖权的国家提出起诉时，起诉书将被转发到该另一国，但除非且在该国为了该案之目的接受法院的管辖权之前，不得在诉讼程序中采取任何措施。 | 15:0 | 对1999年4月29日塞尔维亚和黑山申请书中所提出的要求不具管辖权：诉讼提起之时，塞黑不是联合国会员国，也不是《国际法院规约》的缔约国，亦没有因任何其他根据而成为该规约的缔约国。根据《规约》第35条第1款规定，法院当时不对它开放。针对此类国家，《规约》第35条第2款提到现行条约另有特别规定的话可由安理会决定，但只适用于在《规约》生效之时生效的条约，不适用于那日期以后缔结的任何条约，而《灭绝种族罪公约》于1951年1月12日才生效。 | [ 207 ]            |
| 110  | 关于使用武力的合法性的案件                                                                                  | 塞爾維亞與蒙特內哥羅 | 荷蘭                                                | 1999年4月29日，南斯拉夫联盟共和国提交起诉书，分别起诉北约10国违反了不使用武力的义务，轰炸了南联盟领土。同一日，它还提出了要求指示临时措施的请求，请求法院命令这些国家立即停止使用武力的行为，并避免利用（针对比利时呼吁「制止」）以武力相威胁或使用武力的行为针对南斯拉夫。作为法院行使管辖权的依据，南斯拉夫针对10国援引联合国大会1948年12月9日通过的《防止及惩治种族灭绝罪公约》第九条，它规定缔约方之间有关该公约的解释、适用或履行的争端应当提交国际法院。除此之外： 1. 针对比利时，援引《国际法院规约》第36条第2款，表示两国均对接受同样义务的任何其他国家承认法院强制管辖权的声明，以及1930年3月25日在贝尔格莱德签订的《比利时与南斯拉夫王国间调解、司法解决和仲裁专约》第4条。 2. 针对荷兰，援引《国际法院规约》第36条第2款，表示两国均对接受同样义务的任何其他国家承认法院强制管辖权的声明，以及1931年3月11日在海牙签订的《荷兰与南斯拉夫王国间关于司法解决、仲裁与调解的条约》第4条。 3. 针对加拿大、葡萄牙、西班牙、英国，援引《国际法院规约》第36条第2款，表示两国均对接受同样义务的任何其他国家承认法院强制管辖权的声明。 4. 针对法国、德国、意大利、美国，援引《国际法院规约》第38条第5款，表示当一国对另一个未接受法院强制管辖权的国家提出起诉时，起诉书将被转发到该另一国，但除非且在该国为了该案之目的接受法院的管辖权之前，不得在诉讼程序中采取任何措施。 | 15:0 | 对1999年4月29日塞尔维亚和黑山申请书中所提出的要求不具管辖权：诉讼提起之时，塞黑不是联合国会员国，也不是《国际法院规约》的缔约国，亦没有因任何其他根据而成为该规约的缔约国。根据《规约》第35条第1款规定，法院当时不对它开放。针对此类国家，《规约》第35条第2款提到现行条约另有特别规定的话可由安理会决定，但只适用于在《规约》生效之时生效的条约，不适用于那日期以后缔结的任何条约，而《灭绝种族罪公约》于1951年1月12日才生效。针对两国间条约，由于把管辖权由常设法院移交给国际法院的条件要以《规约》第37条为准，而其前提是《规约》第35条第1款成立，因此无法引用。 | [ 207 ]            |
| 111  | 关于使用武力的合法性的案件                                                                                  | 塞爾維亞與蒙特內哥羅 | 葡萄牙                                              | 1999年4月29日，南斯拉夫联盟共和国提交起诉书，分别起诉北约10国违反了不使用武力的义务，轰炸了南联盟领土。同一日，它还提出了要求指示临时措施的请求，请求法院命令这些国家立即停止使用武力的行为，并避免利用（针对比利时呼吁「制止」）以武力相威胁或使用武力的行为针对南斯拉夫。作为法院行使管辖权的依据，南斯拉夫针对10国援引联合国大会1948年12月9日通过的《防止及惩治种族灭绝罪公约》第九条，它规定缔约方之间有关该公约的解释、适用或履行的争端应当提交国际法院。除此之外： 1. 针对比利时，援引《国际法院规约》第36条第2款，表示两国均对接受同样义务的任何其他国家承认法院强制管辖权的声明，以及1930年3月25日在贝尔格莱德签订的《比利时与南斯拉夫王国间调解、司法解决和仲裁专约》第4条。 2. 针对荷兰，援引《国际法院规约》第36条第2款，表示两国均对接受同样义务的任何其他国家承认法院强制管辖权的声明，以及1931年3月11日在海牙签订的《荷兰与南斯拉夫王国间关于司法解决、仲裁与调解的条约》第4条。 3. 针对加拿大、葡萄牙、西班牙、英国，援引《国际法院规约》第36条第2款，表示两国均对接受同样义务的任何其他国家承认法院强制管辖权的声明。 4. 针对法国、德国、意大利、美国，援引《国际法院规约》第38条第5款，表示当一国对另一个未接受法院强制管辖权的国家提出起诉时，起诉书将被转发到该另一国，但除非且在该国为了该案之目的接受法院的管辖权之前，不得在诉讼程序中采取任何措施。 | 15:0 | 对1999年4月29日塞尔维亚和黑山申请书中所提出的要求不具管辖权：诉讼提起之时，塞黑不是联合国会员国，也不是《国际法院规约》的缔约国，亦没有因任何其他根据而成为该规约的缔约国。根据《规约》第35条第1款规定，法院当时不对它开放。针对此类国家，《规约》第35条第2款提到现行条约另有特别规定的话可由安理会决定，但只适用于在《规约》生效之时生效的条约，不适用于那日期以后缔结的任何条约，而《灭绝种族罪公约》于1951年1月12日才生效。 | [ 207 ]            |
| 112  | 关于使用武力的合法性的案件                                                                                  | 南斯拉夫联盟共和国 | 西班牙                                              | 1999年4月29日，南斯拉夫联盟共和国提交起诉书，分别起诉北约10国违反了不使用武力的义务，轰炸了南联盟领土。同一日，它还提出了要求指示临时措施的请求，请求法院命令这些国家立即停止使用武力的行为，并避免利用（针对比利时呼吁「制止」）以武力相威胁或使用武力的行为针对南斯拉夫。作为法院行使管辖权的依据，南斯拉夫针对10国援引联合国大会1948年12月9日通过的《防止及惩治种族灭绝罪公约》第九条，它规定缔约方之间有关该公约的解释、适用或履行的争端应当提交国际法院。除此之外： 1. 针对比利时，援引《国际法院规约》第36条第2款，表示两国均对接受同样义务的任何其他国家承认法院强制管辖权的声明，以及1930年3月25日在贝尔格莱德签订的《比利时与南斯拉夫王国间调解、司法解决和仲裁专约》第4条。 2. 针对荷兰，援引《国际法院规约》第36条第2款，表示两国均对接受同样义务的任何其他国家承认法院强制管辖权的声明，以及1931年3月11日在海牙签订的《荷兰与南斯拉夫王国间关于司法解决、仲裁与调解的条约》第4条。 3. 针对加拿大、葡萄牙、西班牙、英国，援引《国际法院规约》第36条第2款，表示两国均对接受同样义务的任何其他国家承认法院强制管辖权的声明。 4. 针对法国、德国、意大利、美国，援引《国际法院规约》第38条第5款，表示当一国对另一个未接受法院强制管辖权的国家提出起诉时，起诉书将被转发到该另一国，但除非且在该国为了该案之目的接受法院的管辖权之前，不得在诉讼程序中采取任何措施。 | - 14:2（1） - 13:3（2） | 1. 不存在初步管辖权：西班牙在它对《国际法院规约》的声明中有一个保留，即不承认法院对在将争端提交法院的起诉之前，另一方接受法院强制管辖权的时间不足12个月的争端。而南斯拉夫于1999年4月26日向联合国秘书长交存接受法院强制管辖权的声明，于1999年4月29日将争端提交法院。 2. 从备审诉讼总表中删除该案。 | [ 206 ]            |
| 113  | 关于使用武力的合法性的案件                                                                                  | 塞爾維亞與蒙特內哥羅 | 英国                                                | 1999年4月29日，南斯拉夫联盟共和国提交起诉书，分别起诉北约10国违反了不使用武力的义务，轰炸了南联盟领土。同一日，它还提出了要求指示临时措施的请求，请求法院命令这些国家立即停止使用武力的行为，并避免利用（针对比利时呼吁「制止」）以武力相威胁或使用武力的行为针对南斯拉夫。作为法院行使管辖权的依据，南斯拉夫针对10国援引联合国大会1948年12月9日通过的《防止及惩治种族灭绝罪公约》第九条，它规定缔约方之间有关该公约的解释、适用或履行的争端应当提交国际法院。除此之外： 1. 针对比利时，援引《国际法院规约》第36条第2款，表示两国均对接受同样义务的任何其他国家承认法院强制管辖权的声明，以及1930年3月25日在贝尔格莱德签订的《比利时与南斯拉夫王国间调解、司法解决和仲裁专约》第4条。 2. 针对荷兰，援引《国际法院规约》第36条第2款，表示两国均对接受同样义务的任何其他国家承认法院强制管辖权的声明，以及1931年3月11日在海牙签订的《荷兰与南斯拉夫王国间关于司法解决、仲裁与调解的条约》第4条。 3. 针对加拿大、葡萄牙、西班牙、英国，援引《国际法院规约》第36条第2款，表示两国均对接受同样义务的任何其他国家承认法院强制管辖权的声明。 4. 针对法国、德国、意大利、美国，援引《国际法院规约》第38条第5款，表示当一国对另一个未接受法院强制管辖权的国家提出起诉时，起诉书将被转发到该另一国，但除非且在该国为了该案之目的接受法院的管辖权之前，不得在诉讼程序中采取任何措施。 | 15:0 | 对1999年4月29日塞尔维亚和黑山申请书中所提出的要求不具管辖权：诉讼提起之时，塞黑不是联合国会员国，也不是《国际法院规约》的缔约国，亦没有因任何其他根据而成为该规约的缔约国。根据《规约》第35条第1款规定，法院当时不对它开放。针对此类国家，《规约》第35条第2款提到现行条约另有特别规定的话可由安理会决定，但只适用于在《规约》生效之时生效的条约，不适用于那日期以后缔结的任何条约，而《灭绝种族罪公约》于1951年1月12日才生效。 | [ 207 ]            |
| 114  | 关于使用武力的合法性的案件                                                                                  | 南斯拉夫联盟共和国 | 美国                                                | 1999年4月29日，南斯拉夫联盟共和国提交起诉书，分别起诉北约10国违反了不使用武力的义务，轰炸了南联盟领土。同一日，它还提出了要求指示临时措施的请求，请求法院命令这些国家立即停止使用武力的行为，并避免利用（针对比利时呼吁「制止」）以武力相威胁或使用武力的行为针对南斯拉夫。作为法院行使管辖权的依据，南斯拉夫针对10国援引联合国大会1948年12月9日通过的《防止及惩治种族灭绝罪公约》第九条，它规定缔约方之间有关该公约的解释、适用或履行的争端应当提交国际法院。除此之外： 1. 针对比利时，援引《国际法院规约》第36条第2款，表示两国均对接受同样义务的任何其他国家承认法院强制管辖权的声明，以及1930年3月25日在贝尔格莱德签订的《比利时与南斯拉夫王国间调解、司法解决和仲裁专约》第4条。 2. 针对荷兰，援引《国际法院规约》第36条第2款，表示两国均对接受同样义务的任何其他国家承认法院强制管辖权的声明，以及1931年3月11日在海牙签订的《荷兰与南斯拉夫王国间关于司法解决、仲裁与调解的条约》第4条。 3. 针对加拿大、葡萄牙、西班牙、英国，援引《国际法院规约》第36条第2款，表示两国均对接受同样义务的任何其他国家承认法院强制管辖权的声明。 4. 针对法国、德国、意大利、美国，援引《国际法院规约》第38条第5款，表示当一国对另一个未接受法院强制管辖权的国家提出起诉时，起诉书将被转发到该另一国，但除非且在该国为了该案之目的接受法院的管辖权之前，不得在诉讼程序中采取任何措施。 | - 12:3（1） - 12:3（2） | 1. 不存在初步管辖权：美国在1988年11月25日批准《种族灭绝公约》时作出了一项保留，规定关于第九条，在美国为当事方的争端提交法院管辖之前，每一案件都必须征得美国的具体同意，但在本案中美国表示它尚未作出具体同意，而且也不打算这样做。而《国际法院规约》第38条第5款表明没有美国的同意，法院不能对本案行使管辖权，哪怕是初步管辖权。 2. 从备审诉讼总表中删除该案。 | [ 206 ]            |
| 115  | 在刚果领土上的武装活动案                                                                                    | 刚果民主共和国 |                                                     | 1999年6月23日，刚果民主共和国提交起诉书，分别起诉乌干达、布隆迪、卢旺达三国公然违背《联合国宪章》和《非洲统一组织宪章》，对刚果民主共和国领土发动武装侵略行为。 1. 针对布隆迪和卢旺达，援引《国际法院规约》第36条第1款以及1984年12月10日纽约《反对酷刑及其他残忍、不人道或有辱人格待遇或惩罚公约》和1971年9月23日《取缔违反民用航空安全的非法行动蒙特利尔公约》以及《国际法院规约》第38条第5款作为法院具有管辖权的依据，该条是处理一国针对另一未接受法院管辖权的国家递交请求书的情况。《国际法院规约》第36条第1款规定，法院之管辖包括各当事国提交之一切案件及《联合国宪章》或现行条约及协约中所有特定之一切事件。 2. 针对乌干达，援引《国际法院规约》第36条第2款，表示两国均对接受同样义务的任何其他国家承认法院强制管辖权的声明。 刚果要求法院裁决并宣布以下内容，并针对三国采取临时措施，要求三国军队立即和完全地撤出刚果领土，并立即停止非法开采或搬出刚果的自然资源或资产、人员，并充分尊重刚果的主权、政治独立和领土完整： 1. 三国违背《联合国宪章》第二条第四项犯下了联合国大会1974年12月14日第3314号决议第一条和国际法院判决意义上的侵略行为。 2. 三国正在不断违反1949年日内瓦四公约以及1977年附加议定书，公然蔑视国际人道主义法的基本规则，而且还公然蔑视最基本的习惯法，犯下了大规模侵犯人权的罪行。 3. 由于违反1977年附加议定书第56条的规定，强行占领因加水坝，并蓄意定期造成大规模断电，三国必须对金沙萨市及周围地区的500万居民中的重大人员伤亡负责。 4. 由于1998年10月9日在金杜击落一架刚果航空公司拥有的波音727客机，造成40名平民死亡，三国违反了1944年12月7日在芝加哥签订的《国际民用航空公约》，1970年12月16日《关于取缔非法劫持航空器的海牙公约》和1971年9月23日《关于取缔违反民用航空安全的非法行动蒙特利尔公约》。 5. 所有参与侵略行动的三国武装部队应立即撤出刚果领土。 6. 三国应保证立即和无条件地从刚果领土上撤出其国民，包括自然人和法人。 7. 刚果有权要求三国对所有抢掠破坏行为，财产和人员损失，以及归因于三国的其他非法行为作出赔偿，刚果对此保留在随后的日期确定所遭受的损失的准确数额的权利。另外，刚果还保留要求归还所有被窃走的财产的权利。 乌干达提出的以下反诉被法院接受： 1. 自1994年，它一直是刚果敌对武装组织所开展的军事行动和其他破坏稳定活动的受害者，而历届刚果政府对此不是支持就是姑息。 2. 刚果武装军队袭击了乌干达大使馆房舍，没收了属于乌干达政府、乌干达大使以及其他出现在大使馆房舍以及因吉利国际机场的乌干达国民的财产。 | | 2001年1月25日，刚果民主共和国在信中提及《国际法院规约》第89条第2款，通知法院刚果希望撤诉并保留以后援用法院新的管辖权根据的权利。布隆迪其后不表示反对。 | [ 206 ]            |
| 116  | 在刚果领土上的武装活动案                                                                                    | 刚果民主共和国 | 乌干达                                              | 1999年6月23日，刚果民主共和国提交起诉书，分别起诉乌干达、布隆迪、卢旺达三国公然违背《联合国宪章》和《非洲统一组织宪章》，对刚果民主共和国领土发动武装侵略行为。 1. 针对布隆迪和卢旺达，援引《国际法院规约》第36条第1款以及1984年12月10日纽约《反对酷刑及其他残忍、不人道或有辱人格待遇或惩罚公约》和1971年9月23日《取缔违反民用航空安全的非法行动蒙特利尔公约》以及《国际法院规约》第38条第5款作为法院具有管辖权的依据，该条是处理一国针对另一未接受法院管辖权的国家递交请求书的情况。《国际法院规约》第36条第1款规定，法院之管辖包括各当事国提交之一切案件及《联合国宪章》或现行条约及协约中所有特定之一切事件。 2. 针对乌干达，援引《国际法院规约》第36条第2款，表示两国均对接受同样义务的任何其他国家承认法院强制管辖权的声明。 刚果要求法院裁决并宣布以下内容，并针对三国采取临时措施，要求三国军队立即和完全地撤出刚果领土，并立即停止非法开采或搬出刚果的自然资源或资产、人员，并充分尊重刚果的主权、政治独立和领土完整： 1. 三国违背《联合国宪章》第二条第四项犯下了联合国大会1974年12月14日第3314号决议第一条和国际法院判决意义上的侵略行为。 2. 三国正在不断违反1949年日内瓦四公约以及1977年附加议定书，公然蔑视国际人道主义法的基本规则，而且还公然蔑视最基本的习惯法，犯下了大规模侵犯人权的罪行。 3. 由于违反1977年附加议定书第56条的规定，强行占领因加水坝，并蓄意定期造成大规模断电，三国必须对金沙萨市及周围地区的500万居民中的重大人员伤亡负责。 4. 由于1998年10月9日在金杜击落一架刚果航空公司拥有的波音727客机，造成40名平民死亡，三国违反了1944年12月7日在芝加哥签订的《国际民用航空公约》，1970年12月16日《关于取缔非法劫持航空器的海牙公约》和1971年9月23日《关于取缔违反民用航空安全的非法行动蒙特利尔公约》。 5. 所有参与侵略行动的三国武装部队应立即撤出刚果领土。 6. 三国应保证立即和无条件地从刚果领土上撤出其国民，包括自然人和法人。 7. 刚果有权要求三国对所有抢掠破坏行为，财产和人员损失，以及归因于三国的其他非法行为作出赔偿，刚果对此保留在随后的日期确定所遭受的损失的准确数额的权利。另外，刚果还保留要求归还所有被窃走的财产的权利。 乌干达提出的以下反诉被法院接受： 1. 自1994年，它一直是刚果敌对武装组织所开展的军事行动和其他破坏稳定活动的受害者，而历届刚果政府对此不是支持就是姑息。 2. 刚果武装军队袭击了乌干达大使馆房舍，没收了属于乌干达政府、乌干达大使以及其他出现在大使馆房舍以及因吉利国际机场的乌干达国民的财产。 | - 16:1（1） - 17:0（2） - 16:1（3） - 16:1（4） - 17:0（5） - 17:0（6） - 15:2（7） - 17:0（8） - 14:3（9） - 17:0（10） - 16:1（11） - 17:0（12） - 17:0（13） - 17:0（14） | 1. 乌干达因在刚果民主共和国境内从事反刚果的军事活动，占领伊图里，积极为在刚果领土上行动的非正规部队提供军事、物流、经济和金融上支助，违反了国际关系中不使用武力原则和不干涉原则。 2. 刚果指控乌干达在乌干达和卢旺达军队于基桑加尼交战过程中未履行国际人权法和国际人道主义法规定的义务的申诉可以受理。 3. 乌干达因其武装部队的行为，即杀戮、拷打并以其他形式非人道地对待刚果民众，摧毁村庄和民事建筑，对平民和军事目标不加区分，在与其他战斗人员战斗时也未保护平民，训练儿童兵，煽动族裔冲突，未采取措施结束这样的冲突。还因为作为占领国，没有在伊图里采取措施尊重和确保尊重人权和国际人道主义法，违反了国际人权法和国际人道主义法规定的义务。 4. 乌干达因其武装部队成员在刚果境内掠夺、抢劫和开采刚果自然资源，因其在伊图里地区未能履行占领国的义务，防止对刚果自然资源的掠夺、抢劫和开采，违反 了国际法规定应对刚果承担的义务。 5. 乌干达有义务就造成的伤害赔偿刚果。 6. 由于当事双方未能达成一致，赔偿刚果的问题应由国际法院解决，并为此保留本案的后继程序。 7. 乌干达未遵守法院2000年7月1日指示临时措施的命令。 8. 受理乌干达提交的第一项反诉的意见，驳回刚果反对。 9. 因乌干达不能提供充分证据证明在扎伊尔的蒙博托政权期间或卡比拉上台以后从政治和军事上支持了在其领土上行动的反乌干达叛军组织，之后刚果针对乌干达采取的任何军事行动也是根据《联合国宪章》第51条采取的自卫行为，所以不能支持乌干达提交的第一项反诉。 10. 受理乌干达提交的第二项反诉中关于违反1961年《维也纳外交关系公约》问题部分的意见，驳回刚果反对。 11. 由于相关人员的乌干达国籍问题缺乏证据，支持刚果反对受理乌干达提交的第二项反诉中关于1998年8月20日乌干达外交官之外人员在因吉利国际机场遭受虐待问题部分的意见。 12. 刚果因其武装部队袭击乌干达驻金沙萨大使馆，虐待乌干达外交官和在大使馆区域的其他人员，在因吉利国际机场虐待乌干达外交官，未能为乌干达大使馆和乌干达大使提供有效的保护，未能阻止从乌干达大使馆夺取档案和乌干达财产的行为，违反了1961年《维也纳外交关系公约》规定应对乌干达承担的义务。 13. 刚果有义务赔偿给乌干达造成的损害。 14. 由于双方无法达成一致，乌干达应得赔偿问题应由国际法院解决，并为此采取该案的后继程序。 | [ 207 ]            |
| 116  | 在刚果领土上的武装活动案                                                                                    | 刚果民主共和国 | 乌干达                                              | 1999年6月23日，刚果民主共和国提交起诉书，分别起诉乌干达、布隆迪、卢旺达三国公然违背《联合国宪章》和《非洲统一组织宪章》，对刚果民主共和国领土发动武装侵略行为。 1. 针对布隆迪和卢旺达，援引《国际法院规约》第36条第1款以及1984年12月10日纽约《反对酷刑及其他残忍、不人道或有辱人格待遇或惩罚公约》和1971年9月23日《取缔违反民用航空安全的非法行动蒙特利尔公约》以及《国际法院规约》第38条第5款作为法院具有管辖权的依据，该条是处理一国针对另一未接受法院管辖权的国家递交请求书的情况。《国际法院规约》第36条第1款规定，法院之管辖包括各当事国提交之一切案件及《联合国宪章》或现行条约及协约中所有特定之一切事件。 2. 针对乌干达，援引《国际法院规约》第36条第2款，表示两国均对接受同样义务的任何其他国家承认法院强制管辖权的声明。 刚果要求法院裁决并宣布以下内容，并针对三国采取临时措施，要求三国军队立即和完全地撤出刚果领土，并立即停止非法开采或搬出刚果的自然资源或资产、人员，并充分尊重刚果的主权、政治独立和领土完整： 1. 三国违背《联合国宪章》第二条第四项犯下了联合国大会1974年12月14日第3314号决议第一条和国际法院判决意义上的侵略行为。 2. 三国正在不断违反1949年日内瓦四公约以及1977年附加议定书，公然蔑视国际人道主义法的基本规则，而且还公然蔑视最基本的习惯法，犯下了大规模侵犯人权的罪行。 3. 由于违反1977年附加议定书第56条的规定，强行占领因加水坝，并蓄意定期造成大规模断电，三国必须对金沙萨市及周围地区的500万居民中的重大人员伤亡负责。 4. 由于1998年10月9日在金杜击落一架刚果航空公司拥有的波音727客机，造成40名平民死亡，三国违反了1944年12月7日在芝加哥签订的《国际民用航空公约》，1970年12月16日《关于取缔非法劫持航空器的海牙公约》和1971年9月23日《关于取缔违反民用航空安全的非法行动蒙特利尔公约》。 5. 所有参与侵略行动的三国武装部队应立即撤出刚果领土。 6. 三国应保证立即和无条件地从刚果领土上撤出其国民，包括自然人和法人。 7. 刚果有权要求三国对所有抢掠破坏行为，财产和人员损失，以及归因于三国的其他非法行为作出赔偿，刚果对此保留在随后的日期确定所遭受的损失的准确数额的权利。另外，刚果还保留要求归还所有被窃走的财产的权利。 乌干达提出的以下反诉被法院接受： 1. 自1994年，它一直是刚果敌对武装组织所开展的军事行动和其他破坏稳定活动的受害者，而历届刚果政府对此不是支持就是姑息。 2. 刚果武装军队袭击了乌干达大使馆房舍，没收了属于乌干达政府、乌干达大使以及其他出现在大使馆房舍以及因吉利国际机场的乌干达国民的财产。 | - 12:2（1-a） - 12:2（1-b） - 14:0（1-c） - 12:2（2） - 14:0（3） - 12:2（4） - 14:0（5） | 依照2005年12月19日之判决，判定： 1. （a）乌干达应赔偿刚果民主共和国人员损害补偿额225000000美元。（b）乌干达应赔偿刚果民主共和国财产损害补偿额40000000美元。（c）乌干达应赔偿刚果民主共和国与自然资源有关的损害补偿额60000000美元。 2. 乌干达应从2022年9月1日起分5次支付1所规定的应付总额，每年支付65000000美元。 3. 如果付款出现延误，则从分期付款到期日的次日起，对任何逾期未付款项计收6%的判决后利息。 4. 驳回刚果民主共和国关于由乌干达承担本案费用的请求。 5. 驳回刚果民主共和国提出的所有其他诉求。 | [ 209 ]            |
| 117  | 在刚果领土上的武装活动案                                                                                    | 刚果民主共和国 | 卢旺达                                              | 1999年6月23日，刚果民主共和国提交起诉书，分别起诉乌干达、布隆迪、卢旺达三国公然违背《联合国宪章》和《非洲统一组织宪章》，对刚果民主共和国领土发动武装侵略行为。 1. 针对布隆迪和卢旺达，援引《国际法院规约》第36条第1款以及1984年12月10日纽约《反对酷刑及其他残忍、不人道或有辱人格待遇或惩罚公约》和1971年9月23日《取缔违反民用航空安全的非法行动蒙特利尔公约》以及《国际法院规约》第38条第5款作为法院具有管辖权的依据，该条是处理一国针对另一未接受法院管辖权的国家递交请求书的情况。《国际法院规约》第36条第1款规定，法院之管辖包括各当事国提交之一切案件及《联合国宪章》或现行条约及协约中所有特定之一切事件。 2. 针对乌干达，援引《国际法院规约》第36条第2款，表示两国均对接受同样义务的任何其他国家承认法院强制管辖权的声明。 刚果要求法院裁决并宣布以下内容，并针对三国采取临时措施，要求三国军队立即和完全地撤出刚果领土，并立即停止非法开采或搬出刚果的自然资源或资产、人员，并充分尊重刚果的主权、政治独立和领土完整： 1. 三国违背《联合国宪章》第二条第四项犯下了联合国大会1974年12月14日第3314号决议第一条和国际法院判决意义上的侵略行为。 2. 三国正在不断违反1949年日内瓦四公约以及1977年附加议定书，公然蔑视国际人道主义法的基本规则，而且还公然蔑视最基本的习惯法，犯下了大规模侵犯人权的罪行。 3. 由于违反1977年附加议定书第56条的规定，强行占领因加水坝，并蓄意定期造成大规模断电，三国必须对金沙萨市及周围地区的500万居民中的重大人员伤亡负责。 4. 由于1998年10月9日在金杜击落一架刚果航空公司拥有的波音727客机，造成40名平民死亡，三国违反了1944年12月7日在芝加哥签订的《国际民用航空公约》，1970年12月16日《关于取缔非法劫持航空器的海牙公约》和1971年9月23日《关于取缔违反民用航空安全的非法行动蒙特利尔公约》。 5. 所有参与侵略行动的三国武装部队应立即撤出刚果领土。 6. 三国应保证立即和无条件地从刚果领土上撤出其国民，包括自然人和法人。 7. 刚果有权要求三国对所有抢掠破坏行为，财产和人员损失，以及归因于三国的其他非法行为作出赔偿，刚果对此保留在随后的日期确定所遭受的损失的准确数额的权利。另外，刚果还保留要求归还所有被窃走的财产的权利。 乌干达提出的以下反诉被法院接受： 1. 自1994年，它一直是刚果敌对武装组织所开展的军事行动和其他破坏稳定活动的受害者，而历届刚果政府对此不是支持就是姑息。 2. 刚果武装军队袭击了乌干达大使馆房舍，没收了属于乌干达政府、乌干达大使以及其他出现在大使馆房舍以及因吉利国际机场的乌干达国民的财产。 | | 2001年1月25日，刚果民主共和国在信中提及《国际法院规约》第89条第2款，通知法院刚果希望撤诉并保留以后援用法院新的管辖权根据的权利。卢旺达其后不表示反对。 | [ 206 ]            |
| 118  | 《防止及惩治灭绝种族罪公约》的适用案                                                                        | | 塞爾維亞                                            | 克罗地亚和斯洛文尼亚于1991年6月25日自行宣布从南斯拉夫社会主义联邦共和国中独立，尽管它们的宣言到同年10月8日才生效。根据1991年3月进行的正式人口普查结果，在克罗地亚境内，尽管大约78%的居民属于克罗地亚族，但也有很多少数族裔或少数民族，特别是约有12%的人口为塞尔维亚族，这些塞族人绝大部分生活在临近波黑和塞尔维亚两个社会主义共和国的地区。在克罗地亚宣布独立之后，克罗地亚政府与生活在其境内的塞族人之间的紧张关系开始加剧。不久，克罗地亚武装部队与反对其独立的部队，包括由克罗地亚境内塞族人成立的部队及各种准军事团体之间爆发武装冲突。从1991年9月起，据克罗地亚称由塞尔维亚政府控制的南斯拉夫国防军开始插手对克罗地亚政府军的战斗。到1991年晚些时候，南斯拉夫国防军与塞族部队控制了前克罗地亚社会主义共和国约1/3的领土，包括东斯拉沃尼亚、西斯拉沃尼亚、巴尼亚、科尔敦、利卡和达尔马提亚地区。 1991年底至1992年初，国际社会支持的谈判最终达成了《万斯计划》，并且部署了联合国保护部队。《万斯计划》对停火、塞族和南斯拉夫社会主义联邦共和国部队控制的克罗地亚地区解除武装、难民回返以及为持久政治解决冲突创造有利条件做出了规定，而联保部队于1992年春部署在联合国保护的三个地区，即东斯拉沃尼亚、西斯拉沃尼亚和克拉伊纳联保区，并分为四个作战区：东部（东斯拉沃尼亚）、西部（西斯拉沃尼亚）、北部和南部（克拉伊纳联保区）。但《万斯计划》和联保部队的目标从未完全实现：1992年至1995年春，塞族共和国未解除武装，冲突两方均展开了某些军事行动，而且为实现和平解决而做出的多次尝试也以失败告终。 1995年，在经过一系列军事行动之后，克罗地亚成功夺回了其对先前已经失去的大部分领土的控制权。它在5月份通过闪光行动收复了西斯拉沃尼亚，又于8月通过风暴行动收复了克拉伊纳。在1995年11月12日签订《埃尔杜特协议》之后，东斯拉沃尼亚于1996至1998年期间逐步重新融入克罗地亚。 克罗地亚于1999年7月2日就所谓涉嫌违反《防止及惩治灭绝种族罪公约》的争端向法院提出针对南联盟的请求书，并援引《灭绝种族罪公约》第九条作为法院的管辖权依据。而塞尔维亚反诉称，克罗地亚本身对1995年在塞尔维亚克拉伊纳共和国发生的违反《公约》行为负有责任。另外，在诉讼过程中，南联盟直到2000年11月1日才由联合国大会决定接纳为联合国会员国，后在2003年2月5日通知法院其国家名称已改为塞尔维亚和黑山。而在黑山于2006年6月3日宣布独立之后，塞尔维亚成为本案的唯一被告国。 | - 11:6（1） - 15:2（2） - 17:0（3） | 1. 裁定可受理克罗地亚权利主张的管辖权延及1992年4月27日，即南联盟开始作为一个单独国家而存在的日期或是该国加入《灭绝种族罪公约》的日期之前的行为，因此驳回塞尔维亚提出的关于管辖权反对意见。 2. 驳回克罗地亚的权利主张：克罗地亚未能证实其指控，即塞尔维亚实施了灭绝种族罪行为或存在特殊犯意的事实，因此无法支持其有关阴谋实施灭绝种族罪行为、直接和公开煽动实施灭绝种族罪行为和企图实施灭绝种族罪行为的权利主张。 3. 驳回塞尔维亚的反诉主张：塞尔维亚未能证明克罗地亚领导人存在定性灭绝种族罪所需的特殊意图或特殊犯意。因此，法院认定未能证明在风暴行动期间及之后针对克罗地亚境内塞族人实施了灭绝种族罪的行为。 | [ 210 ]            |
| 119  | 1999年8月10日空中事件                                                                                       | 巴基斯坦 | 印度                                                | 1999年8月10日，一架巴基斯坦飞机遭到印度方面毁坏。据此，巴基斯坦向国际法院递交起诉书，要求法院判决并宣布： 1. 印度的行为构成了对《联合国宪章》、习惯国际法和条约中各种义务的违反，印度对此负有完全的法律责任。 2. 印度有义务向巴基斯坦赔偿由于其违反《联合国宪章》和习惯国际法和条约条款的相关规定的义务而造成的飞机损失，并向那些死去的人的继承人提供补偿。 印度以书信形式提交的反对意见包括： 1. 巴基斯坦的起诉书完全没有提到在印巴之间生效的根据《国际法院规约》第36（1）条款向法院授予管辖权的任何条约或协定。 2. 巴基斯坦的起诉书没有考虑印度根据《法院规约》第36条第2款于1974年9月15日提交的声明中的保留。特别的，巴基斯坦作为英联邦国家，无权援引法院的管辖权。因为该声明第1段第2小段把所有涉及印度的争端都排除在法院对现在或一直是英联邦国家成员的任何国家的管辖权之外。 3. 同一声明中第1段第7小段禁止巴基斯坦就任何由于多边条约的解释或适用引起的争端针对印度援引法院的管辖权，除非与此同时该条约的所有各方也作为当事方参与到法律诉讼中来。巴基斯坦起诉书中援引的《联合国宪章》显然属于此类。 | 14:2 | 巴基斯坦用作依据的各条约均无法赋予法院对印度的管辖权，无权受理巴基斯坦的起诉。 | [ 206 ]            |
| 120  | 尼加拉瓜和洪都拉斯在加勒比海的领土和海洋争端案                                                              | 尼加拉瓜 |                                                     | 尼加拉瓜与洪都拉斯曾将关于划定边界的西班牙国王阿方索八世于1906年12月23日做出的仲裁裁决争端提交给国际法院（案39），国际法院在其1960年11月18日的判决中裁定，西班牙国王做出的仲裁裁决有效也具有约束力，尼加拉瓜有义务执行这一裁决。但由于两国后来未能商定如何执行1906年的仲裁裁决，尼加拉瓜要求美洲和平委员会进行干预。该委员会随后成立了一个混合委员会，完成了对边界线的划定并于1962年树立了界碑。根据混合委员会裁断，陆地边界线始于科科河口的14°59.8'N, 83°08.9'W处，据此两国在1963年到1979年之间友好相处。尼加拉瓜曾在1977年就有关加勒比海边界线的问题发起一系列的谈判，但这些谈判并未取得进展。其后两国关系恶化，两国的外交记录中记载了多次在北纬15°附近一国捕获或袭击另一国渔船的事件，因此两国成立了一些混合委员会以期为这一局势找到解决办法，但几经努力均未果。1999年12月8日，尼加拉瓜就加勒比海内分别属于两国的海洋区域划界的争端在国际法院对洪都拉斯提起诉讼，援引《波哥大公约》第31条以及两国根据《法院规约》第36条第2款规定所做接受法院强制管辖权的声明为法院行使管辖权的依据。 1. 尼加拉瓜政府请法院裁定并宣告：（a）当事双方海岸线的等分线，即从位于距科科河口大约3英里的一个固定点15°02'00"N, 83°05'26"W划起，作为划定尼加拉瓜海隆地区领海、专属经济区和大陆架争端地区的单一海洋边界。（b）边界的起点是科科河主河口的河道分界线，该线可以随时依1906年西班牙国王的仲裁加以确定。（c）在不妨碍以上所述的情况下，请法院就争端地区的海岛和沙礁的主权问题做出裁决。 2. 洪都拉斯政府请法院裁定并宣告：（a）博贝尔礁、南礁、萨凡纳礁和皇家港礁，连同尼加拉瓜声称拥有的位于15度纬线以北的其他所有岛屿、沙礁、岩石、海岸和珊瑚礁的主权都属于洪都拉斯。（b）将由法院划定的海洋边界线的起点的坐标应为14°59.8'N, 83°05.8'W。从混合委员会于1962年确定的坐标为14°59.8'N, 83°08.9'W的点到将由法院划定的海洋边界线起点之间的边界，将由本案各当事方根据1906年12月23日西班牙国王所做对各当事方都有约束力的仲裁商定，并考虑到了科科河河口不断变化的地理特征。（c）在14°59.8'N, 83°05.8'W坐标点以东，划分尼加拉瓜和洪都拉斯各自领海、专属经济区和大陆架的单一海洋边界线沿着14°59.8'N的现有海洋边界线，或一条经调整的等距线，直至达到第三国的管辖区为止。 与该案几乎同时，因洪都拉斯欲批准1986年与哥伦比亚签署的《关于海洋划界的条约》，其中规定82°W以东的14°59'08"N纬度线为洪都拉斯与哥伦比亚之间的边界线，因此尼加拉瓜于1999年11月29日向中美洲法院控告洪都拉斯，要求中美洲法院宣布，洪都拉斯试图核准与批准的1986年条约违反了区域一体化的某些法律文书，包括《中美洲国家组织宪章特古西加尔巴议定书》。中美洲法院在2001年的最终判决中认为，洪都拉斯通过批准1986年条约侵犯了《特古西加尔巴议定书》的一些条款，除特殊情况外，这些条款规定了中美洲一体化体系的基本目标和原则，包括中美洲领土世袭的概念。 | - 17:0（1） - 15:2（2） - 14:3（3） - 16:1（4） | 1. 在后殖民地时期的有效控制行为的基础上，洪都拉斯对博贝尔礁、萨凡纳礁、皇家港礁和南礁拥有主权。 2. 划分尼加拉瓜和洪都拉斯的领海、大陆架和专属经济区之间的单一海洋边界线的起点应位于15°00'52"N, 83°05'58"W的坐标点。 3. 单一海洋边界线始于坐标为15°00'52"N, 83°05'58"W的点，应沿着70°14'41.25"的方位，延续到边界线与博贝尔礁领海12海里弧线的交点A（15°05'25"N, 82°52'54"W)。边界线应由A点沿着博贝尔礁领海12海里弧线向南至边界线与爱丁堡礁领海12海里弧线的交点B（14°57'13"N, 82°50'03"W）。边界线应由B点继续沿着由博贝尔礁、皇家港礁和南礁和爱丁堡礁之间的等距点所形成的中线，经点C（14°56'45"N, 82°33'56"W）和点D（14°56'35"N, 82°33'20"W），直至到达南礁和爱丁堡礁领海12海里弧线的交点E（14°53'15"N, 82°29'24"W）。边界线应由E点沿着南礁领海12海里弧线朝北前进，直至到达点F（15°16'08"N, 82°21'56"W）处的方位线。从E点继续沿着方位角为70°14'41.25"的线，直至到达第三国的权利可能受到影响的地区。 4. 有关各方必须本着诚意进行谈判，就1906年仲裁裁决所确定的陆地边界线终点和法院确定位于15°00'52"N, 83°05'58"W的坐标点的单一海洋边界线起点之间的领海部分边界线的走向达成一致意见。 | [ 207 ]            |
| 121  | 2000年4月11日的逮捕令案                                                                                     | 刚果民主共和国 | 比利时                                              | 2000年4月11日，布鲁塞尔初审法院的一名调查法官通过国际刑警组织对刚果民主共和国时任外交部长阿卜杜拉耶·叶多迪亚-恩多贝西发出缺席国际逮捕令，指控他作为主犯或共犯犯有构成严重违反1949年《日内瓦公约》及其附加议定书的罪行，并犯有危害人类罪。刚果因此宣称比利时违反了一国不得在另一国的领土上行使其权力的原则，请求法院作出如下判决和宣布： 1. 由于发布并向国际散发了对阿卜杜拉耶·叶多迪亚-恩多贝西的2000年4月11日逮捕令，因此比利时对刚果犯有违反1961年4月18日《维也纳外交关系公约》第四十一条第二款所规定的关于现任外交部长享有绝对不可侵犯权和刑事程序豁免权的习惯国际法规则的行为，并因此违反了《联合国宪章》第二条第一项规定的联合国各会员国主权平等的原则。 2. 法院对这种行为的非法性作出的正式裁定构成一种适当的补偿方式，比利时必须对给刚果带来的精神损害给予赔偿。 3. 违反作为2000年4月11日逮捕令的签发和国际散发行为依据的国际法妨碍了包括比利时在内的在内的任何国家执行国际法。 4. 应当责令比利时收回并撤销2000年4月11日逮捕令，并通知收到逮捕令的各外交当局：比利时放弃其希望它们在执行这一非法逮捕令过程中给予合作的请求。 比利时政府辩称： 1. 出于比利时辩诉状及其口头诉讼中所陈述的理由，比利时请求法院初步判决并声明法院对本案没有管辖权，并且或者刚果民主共和国诉比利时的起诉不可受理。 2. 如果与比利时关于法院的管辖权和该申请的可受理性的诉讼相反，法院得出以下结论：它对本案确实拥有管理权，并且刚果的起诉可以受理，则比利时请求法院驳回刚果关于案件实质的诉讼主张并驳回起诉。 | - 15:1（1-a） - 15:1（1-b） - 15:1（1-c） - 15:1（1-d） - 13:3（2） - 10:6（3） | 1. 驳回比利时对管辖权、虚拟性和可受理性的反对意见。判定法院有权受理刚果民主共和国于2000年10月17日提出的起诉。由于刚果民主共和国的起诉并非没有对象，起诉并非虚拟且可以受理。 2. 对阿卜杜拉耶·叶多迪亚-恩多贝西发布的2000年4月11日逮捕令以及逮捕令的国际散发构成比利时违反了对刚果民主共和国的法律义务，因为它们未能尊重刚果民主共和国现任外交部长依国际法享有的刑事管辖豁免权和不可侵犯性。 3. 比利时必须自行选定撤销2000年4月11日逮捕令，并将此决定告知收到逮捕令的政府当局。 | [ 206 ]            |
| 122  | 申请复核1996年7月11日对《防止及惩治灭绝种族罪公约》的适用案（波斯尼亚和黑塞哥维那诉南斯拉夫）的初步反对意见 | 南斯拉夫联盟共和国 |                                                     | 2001年4月24日，南斯拉夫联盟共和国提出诉讼，援引《国际法院规约》第61条，请求法院复核1996年7月11日对《防止及惩治灭绝种族罪公约》的适用案（案91）的初步反对意见所作判决。南联盟请法院裁定并宣布： 1. 新发现的事实的性质，使1996年7月11日的判决可以根据《国际法院规约》第61条复核。该新事实是指南联盟在2000年11月1日被接纳为联合国新会员国，因此（a）判决之时，南联盟不是《规约》缔约国。（b）南联盟不继承前南斯拉夫的国格，继续受《公约》第九条约束。 2. 南联盟的复核请求书可以受理。 波斯尼亚和黑塞哥维那政府称考虑到波黑代表在诉讼程序书面阶段和口述阶段提交的所有材料，请求法院裁定并宣布：南联盟于2001年4月23日提交的复核1996年7月11日判决的请求书不可受理。 | 10:3 | 不接受南斯拉夫联盟共和国按照《国际法院规约》第61条提出的关于请求复核法院1996年7月11日宣告的判决的请求书：不能确定南联盟的请求是基于发现了在「判决宣告时为法院及声请复核之当事国所不知的事实」。 | [ 207 ]            |
| 123  | 有关某些财产案                                                                                              | 列支敦斯登 | 德国                                                | 1945年，德国的一个交战国捷克斯洛伐克通过了一系列法令，即《贝尼斯法令》，并根据1945年6月21日的第12号法令没收了包括列支敦士登大公弗朗茨·约瑟夫二世在内的列支敦士登国民的某些财产。1991年，布尔诺一家博物馆将原属于列支敦士登当朝大公家族财产的17世纪荷兰画家彼得·范·拉尔的一幅画借给科隆一家博物馆展出。之后列支敦士登大公汉斯-亚当斯二世向德国法院以个人名义提出起诉，以期该画作为其个人财产物归原主，但被依据《关于解决因战争和占领引起的问题的公约》第六章第3条，即德国法院不得受理涉及第二次世界大战后对德国国外财产所采取措施的申诉或诉讼而驳回，其后汉斯-亚当斯二世向欧洲人权法院提出有关裁决的申诉也遭到驳回。因此列支敦士登于2001年起诉德国，称德国于1998年及其后决定将列支敦士登国民的某些财产当作为赔偿或归还、或由于战争状态，即第二次世界大战而没收的德国资产处理，但没有保证对物主损失此项财产给予任何补偿，并对列支敦士登本身有损害。 1. 德国提出了初步反对意见，并要求法院裁决并宣布：（a）法院对列支敦士登2001年5月30日请求书中所提及的列支敦士登对德国的权利主张不具备管辖权。（b）在德国申明的范围内，列支敦士登所提出的权利主张不可予以受理。 2. 列支敦士登援引1980年2月18日在两国间生效的1957年4月29日《和平解决争端欧洲公约》第1条主张法院的管辖权后，请法院：（a）裁决并宣布法院对请求书中所列权利主张具有管辖权，且这些权利主张可予以受理。（b）驳回德国的整个初步反对意见。 | - 15:1（1-a） - 12:4（1-b） - 12:4（2） | 1. 列支敦士登和德国之间存在争端，厘清并裁定该争端事由为：德国将《解决公约》第六章第3条适用于捷克斯洛伐克1945年根据《贝尼斯法令》没收的列支敦士登财产，是否违反了德国对列支敦士登的国际义务？如果违反了，德国的国际责任又是什么？ 2. 法院没有裁决这一争端的属时管辖权，因此法院没有受理列支敦士登2001年6月1日提出的请求书的管辖权：虽然德国法院的裁决引发了列支敦士登和德国之间的争端，但争端的起源或真正原因还要在《解决公约》和《贝尼斯法令》中寻找。因此，根据《和平解决争端欧洲公约》第27条（a）款，法院不具备裁决这一争端的属时管辖权。 | [ 207 ]            |
| 124  | 领土争端和海洋划界案                                                                                        | 尼加拉瓜 | 哥伦比亚                                            | 尼加拉瓜与哥伦比亚两国间在加勒比海海域存在所谓西加勒比领土所有权和海洋划界有关的争端，因此尼加拉瓜对哥伦比亚共和国提起诉讼，要求法院依照《波哥大条约》第31条的规定，对当事双方声称对除圣安德烈斯岛、普罗维登西亚岛和圣卡塔利娜岛以外海洋地物拥有主权的争端及当事双方之间关于海洋划界的争端作出裁决的管辖权。其中，双方就阿尔布开克礁、东-东南礁、龙卡多尔岛、塞拉纳岛、塞拉尼亚岛和新巴霍岛高潮时仍高于水面一事达成一致意见，因此，作为岛屿，这些地物可以实效占有。但是，对这些岛屿原则上能否形成领海、专属经济区和大陆架且将这些权利扩展到方圆200海里的距离，以及对于基塔苏埃尼奥的任何地物能否定性为岛屿，当事双方未达成一致意见。 另外，对于海域的划定，在南北均涉及第三国的利益。北部有国际法院在2007年10月8日的判决中为尼加拉瓜和洪都拉斯间确定的边界，以及哥伦比亚与牙买加于1993年通过双边协定确定的一条海洋边界，还有哥伦比亚-牙买加的共同制度地区，即哥伦比亚和牙买加商定共同开发而不是划界的区域。南部有哥伦比亚与巴拿马根据于1976年签署并于次年生效的双边协定确定的边界，还有哥伦比亚与哥斯达黎加于1977年通过双边协定确定的边界，但该协定尚未获得批准。因此哥斯达黎加于2010年2月25日，洪都拉斯于2010年6月10日请求允许参与诉讼程序，但因没有表明它们拥有可能受到主要诉讼裁决之影响的具有法律性质的利益，而被法院驳回。 | - 15:0（1） - 14:1（2） - 15:0（3） - 15:0（4） - 15:0（5） - 15:0（6） | 1. 哥伦比亚对阿尔布开克礁、新巴霍岛、东-东南礁、基塔苏埃尼奥岛、龙卡多尔岛、塞拉纳岛和塞拉尼亚岛的各岛屿拥有主权。 2. 可以受理尼加拉瓜第一（3）号最后呈件所载的主张，即请求法院裁定并宣告：在由尼加拉瓜和哥伦比亚大陆沿岸构成的地理和法律框架内，适当的划界形式应当是一个均等分割双方大陆架重叠部分的大陆架界线。 3. 法院不能维持尼加拉瓜第一（3）号最后呈件所载的主张。 4. 划分尼加拉瓜和哥伦比亚的大陆架和专属经济区的单一海洋边界线应沿连接6个坐标点的测地线划定，在其两端：海洋边界线应由第1点（13°46'35.7"N, 81°29'34.7"W）沿13°46'35.7"N纬线向正东延伸，到从测算尼加拉瓜领海宽度的基线起200海里的距离为止。海洋边界线应由位于阿尔布开克周边12海里弧线上的点6（12°00'04.5"N, 81°57'57.8"W）继续沿此弧线延伸，直到点7为止（12°11'53.5"N, 81°38'16.6"W），该点位于经东-东南礁周边12海里弧线最南端的纬线上。之后，边界线沿此纬线延伸，直到东-东南礁周边12海里弧线最南端的点8（12°11'53.5"N, 81°28'29.5"W），并继续沿此弧线延伸至最东端的点9（12°24'09.3"N, 81°14'43.9"W）。边界线应由该点沿着12°24'09.3"N纬线延伸到从测算尼加拉瓜领海宽度的基线其200海里的距离为止。 5. 基塔苏埃尼奥和塞拉纳周边的单一海洋边界线应分别沿着从QS 32及其周围12海里范围内的低潮高地算起的12海里弧线，以及从塞拉纳礁及其附近其他礁群算起的12海里弧线划定。 6. 驳回尼加拉瓜最后呈件所载的主张，即请求法院宣告哥伦比亚阻止尼加拉瓜获取位于82°W经线以东的自然资源违反了哥伦比亚按照国际法应遵守的义务。 | [ 208 ]            |
| 125  | 边境争端案                                                                                                  | 、 尼日尔共同提交 | 、 尼日尔共同提交                                   | 贝宁和尼日尔分别是前法属西非所辖的达荷美殖民地和尼日尔殖民地，从两国于1960年独立以后，关于莱泰岛主权的问题就没有解决。1994年4月8日，贝宁和尼日尔签署协定，成立了一个联合委员会来划分其共同边界。由于通过谈判解决问题的努力没有成功，委员会建议两国政府订立《特别协定》。根据《特别协定》，两国政府同意向法院分庭提交一起有关两国完整边界的明确划分问题的争端。《特别协定》第2条要求法院：（a）决定贝宁和尼日尔在尼日尔河部分的边界路线。（b）说明哪个国家拥有上述河流中的哪个岛，特别是莱泰岛。（c）确定两国在梅克鲁河部分的边界。 1. 贝宁要求国际法院分庭裁决：（a）贝宁和尼日尔的边界采取该路线：从北纬11°54'15"，东经2°25'10"的坐标点，沿梅克鲁河中线，一直到北纬12°24'29"，东经2°49'38"的坐标点。再从该点沿尼日尔河左岸直到北纬11°41'44"，东经3°36'44"的坐标点。（b）尼日尔河中所有岛屿的主权，特别是莱泰岛的主权，归贝宁所有。 2. 尼日尔共和国要求法院裁定并宣布：（a）贝宁和尼日尔的边界沿独立之日所确立的尼日尔河最深测深线，从北纬12°24'27"，东经2°49'36"的坐标点，到北纬11°41'40.7"，东经3°36'44"的坐标点。（b）这条边线确定哪些岛屿属于哪方。河最深测深线与河右岸之间的岛屿属于贝宁，最深测深线与河左岸之间的岛屿属于尼日尔。（c）根据独立之日既定的最深测深线在贝宁和尼日尔之间的岛屿分配应被视为终局。（d）关于加雅与马兰维尔之间的桥梁，边界应沿每座桥的中线。（e）贝宁和尼日尔在梅克鲁河中的边界应沿两段界线而行：第一段沿梅克鲁河与尼日尔河汇合口和巴黎子午线与阿塔克拉山脉的交界点之间的直线，后一点指示坐标为北纬11°41'50"，东经2°20'14"。第二段使这后一点接上塞伊行政区与法达行政区的前边界跟法达行政区与阿塔克拉行政区之间的边界交界点，后一点指示坐标为北纬11°44'37"，东经2°18'55"。 | - 4:1（1） - 4:1（2） - 4:1（3） - 5:0（4） | 1. 裁定贝宁和尼日尔在尼日尔河一段的边界走向如：（a）该河主航道最深测深线路，从上述线路与梅克鲁河中线的交点到北纬11°52'29"，东经3°25'34"这一坐标点。（b）从该坐标点，左边航道最深测深线一直到北纬11°51'55"，东经3°27'41"这一坐标点，从此边界偏离航道，并向卡塔贡努岛左边伸展，在位于北纬11°51'41"，东经3°28'53"的坐标点又回归主航道。（c）从北纬11°51'41"，东经3°28'53"的坐标点沿尼日尔河主航道最深测深线，直到双方与尼日利亚的边界。这一边界线顺流而下，共设154个基准点。 2. 根据1中划界指明尼日尔河中的岛屿是属于贝宁还是属于尼日尔。 3. 贝宁和尼日尔在加雅和马兰维尔之间桥梁的边界随河中边界路线。 4. 贝宁和尼日尔在梅克鲁河部分的边界沿着该河的中线，从中线与尼日尔河主航道最深测深线的交叉点到双方与布基纳法索的边界。 | [ 207 ]            |
| 126  | 在刚果境内的武装活动案（新请求书：2002年）                                                                  | 刚果民主共和国 | 卢旺达                                              | 刚果民主共和国就卢旺达违反《国际人权宪章》，其他相关国际文书和联合国安全理事会强制性决议的大规模、严重和悍然侵犯人权和国际人道主义法的行为起诉卢旺达。刚果在请求书中称由于卢旺达悍然侵犯《联合国宪章》和《非洲统一组织宪章》所保证的刚果的主权和领土完整，在其领土上实施武装侵略行径，人权和国际人道主义法遭到公然和严重的侵犯。刚果根据《国际法院规约》第36条第1款，在其请求书中援引了1965年12月21日《消除一切形式种族歧视国际公约》第22条，1979年12月18日《消除对妇女一切形式歧视公约》第29条第1款，1948年12月9日《防止及惩治灭绝种族罪公约》第九条，1946年7月22日《世界卫生组织组织法》第75条，1945年11月16日《联合国教育、科学及文化组织组织法》第十四条第2款和1947年11月21日《专门机构特权和豁免公约》第9条，1984年12月10日《禁止酷刑和其他残忍、不人道或有辱人格的待遇或处罚公约》30条第1款，1971年9月23日《关于制止危害民用航空安全的非法行为的蒙特利尔公约》第14条第1款主张法院有管辖权。 1. 卢旺达要求法院裁定并宣布：（a）对于刚果控告卢旺达的申诉，法院没有管辖权。（b）作为替代，刚果针对卢旺达的申诉是不可受理的。 2. 刚果请法院：（a）裁定卢旺达对管辖权和可受理性的反对意见没有依据。（b）裁定法院有管辖权根据案情受理案件，所提交的刚果的请求是可以受理的。（c）裁决着手审理本案。 | 15:2 | 法院无管辖权受理刚果民主共和国2002年5月28日提交的请求书： 1. 卢旺达现在不是，也从来不是《禁止酷刑公约》的缔约方。 2. 刚果过去没有把《特权和豁免公约》当作法院管辖权的依据。 3. 没有迹象表明卢旺达通知了《灭绝种族罪公约》的其他缔约国它撤回了对其的保留。 4. 卢旺达有对《消除种族歧视公约》第22条的保留。 5. 没有充分的证据证明，刚果事实上根据《消除对妇女歧视公约》第29条的规定寻求就该公约的解释或适用问题启动谈判，也未能证明其曾经做出任何努力与卢旺达启动仲裁程序。 6. 即使刚果表明存在可归入《世卫组织组织法》第75条范围内的问题或争议，刚果也没有证明该条款所规定的法院处所的其他前提都得到满足，即该国曾经试图通过与卢旺达谈判解决该问题或争议，或世界卫生大会无法解决这一问题。 7. 刚果的请求不在《教科文组织组织法》第十四条的范围内。 8. 刚果未能表明它满足了《蒙特利尔公约》第14条第1款关于诉诸于仲裁的规定。 9. 《维也纳公约》第4条规定该公约只适用于各国在本公约对它们生效后所缔结的条约，而《灭绝种族罪公约》和《消除种族歧视公约》是在这一日期前缔结的。 | [ 207 ]            |
| 127  | 申请复核1992年9月11日对陆地、岛屿和海洋边界争端案（萨尔瓦多诉洪都拉斯：尼加拉瓜参加）所作判决               | 薩爾瓦多 |                                                     | 2002年9月10日，萨尔瓦多向法院提出请求，要求复核为审理陆地、岛屿和海洋边界争端案（案75）所设法院分庭于1992年9月11日做出的判决。因为萨尔瓦多发现了新事实，即其掌握的科学、技术和历史证据可证明，与它所理解的1992年判决的实质相反，戈阿斯科兰河曾经突然改过道，可能是1762年气旋造成的。而从1980年代到下达1992年判决为止的几乎整个时期，萨尔瓦多境内都在发生激烈的内战，所以它不知今次提出的有关戈阿斯科兰河河道的各种新事实并非是因为过失。因此，萨尔瓦多请求分庭驳回所有相反的要求和意见，并裁定和宣布： 1. 现有的新事实所具性质使本案应按《国际法院规约》第61条得到复核，因此，根据这一事实，萨尔瓦多的请求书可以受理。 2. 将在受理该项请求之后开始复核1992年9月11日的判决，以便通过新的判决确定：萨尔瓦多和洪都拉斯之间陆地边境第六段有争议的边界线应该起自北纬13°22'00"，西经87°41'25"处称为拉库图入海口的小湾内的戈阿斯科兰河旧河口，然后沿戈阿斯科兰河旧河道延伸17300米，直至北纬13°26'29"，西经87°43'25"，即戈阿斯科兰河改道之处，称为龙皮西翁德洛斯阿马特斯的地点。 洪都拉斯则认为萨尔瓦多提供的证据不能开启复核权。它只是在力求对先前已知事实做出的新解释，要求分庭真正撤销1992年的判决。而且萨尔瓦多提供的证据即使是新的而且得到了确认，对1992年判决来说也不具备成为决定性因素的性质，因此请分庭宣布不能受理萨尔瓦多提出的复核请求。 | 4:1 | 无法受理萨尔瓦多共和国根据《国际法院规约》第61条提交的请求：萨尔瓦多声称是第61条所说新事实的事实，对它力求复核的判决来说不具有决定性。 | [ 207 ]            |
| 128  | 阿韦纳和其他墨西哥国民案                                                                                    | 墨西哥 | 美国                                                | 针对被美国判处死刑的52名墨西哥国民，墨西哥援引《国际法院规约》第36条第1款和《维也纳公约》所附《关于强制解决争端的任择议定书》第一条作为法院管辖权的依据起诉美国，指控美国违反1963年4月24日《维也纳领事关系公约》。除了请求法院指示临时措施，确保美国在宣布最后判决之前不处决墨西哥国民塞萨尔·罗伯托·菲耶罗·雷纳、罗伯托·莫利诺·拉莫斯和奥斯瓦尔多·托里斯·阿吉莱拉以外，请求法院裁定并宣布： 1. 美国在逮捕、拘禁和审判墨西哥诉状所述押在死牢的52名墨西哥国民并且加以定罪和判刑时，违反了凭墨西哥自身权利和在墨西哥行使《维也纳公约》规定的领事保护国民权利时，对墨西哥应尽的国际法律义务，没有根据《维也纳领事关系公约》第36条第1款（b）项规定，在这52名墨西哥国民被逮捕后，迅即告诉他们有通知领事馆和领事馆人员探视的权利，剥夺了墨西哥提供领事保护的权利以及这52名国民得到墨西哥会根据《公约》第36条第1款（a）和（c）项提供的这种保护的权利。 2. 《维也纳公约》第36条第1款规定要求通知各项领事权利并在驻在国主管当局采取任何有可能危害外国国民权利的行动之前给予领事会见的合理机会。 3. 美国违反了根据《维也纳公约》第36条第2款应当承担的义务：没有对因违反第36条第1款而受到影响的定罪和判刑做切实有效的复核和复议，没有复查和审议而是采取减轻惩罚和宽大仁慈程序，按照自己的主张适用了程序不当说和其他国内法学说，没有赋予违反第36条第1款的行为以法律意义。 4. 根据墨西哥凭自身权利和在行使国民外交保护受到的伤害，墨西哥有权要求对这些伤害给予回复原状式的全面赔偿。 5. 这种恢复原状包括有义务恢复原状，废除或消除对所有52名墨西哥国民定罪和判刑的所有效力或影响。 6. 这种恢复原状还包括有义务采取一切必要措施，确保先前违反第36条的行为不影响以后的程序。 7. 只要52项定罪或判刑中有一项没有取消，美国就应以自己选择的方式，对52个国民的定罪和判决给予切实有效的复核和复议，这项义务不得以仁慈宽大程序来满足，或适用任何不符合上文第3段的国内法规或教条。 8. 美国应对墨西哥及其52名国民停止违反《维也纳公约》第36条的行为，提供适当的保障和保证，保证采取充分措施更加遵守第36条第1款，确保遵守第36条第2款。 美国提出反对意见：鉴于美国在辩诉状和诉讼程序中提出的事实和观点，美国政府请求法院考虑到美国在行为方面已遵照法院对拉格朗案的裁决，不仅是对德国国民如此，而且根据院长在该案中的声明对所有被拘留的外国国民都是如此，裁定并宣布驳回墨西哥的权利主张。 | - 14:1（1） - 14:1（2） - 14:1（3） - 14:1（4） - 14:1（5） - 14:1（6） - 15:0（7） - 15:0（8） | 1. 在拘禁51名墨西哥国民时没有迅即告知根据《维也纳领事关系宣言》第36条第1款（b）项所应享有的权利，美国违反了该款规定的义务。 2. 在拘禁49名墨西哥国民时，未及时通报相关墨西哥领事官员，剥夺了墨西哥根据《维也纳公约》及时向有关人员提供援助的权利，美国违反了第36条第1款（b）项规定的义务。 3. 关于2中提到的49名墨西哥国民，美国剥夺了墨西哥与这些国民及时交谈、接触并在拘留期间前往探视他们的权利，从而违反了《维也纳公约》第36条第1款（c）项为美国规定的义务。 4. 关于34名墨西哥国民，美国剥夺了墨西哥及时安排律师代表这些国民的权利，从而违反了《维也纳公约》第36条第1款（c）项为美国规定的义务。 5. 在提到对这些个人的违规行为确定之后，仍不根据《公约》规定的权利对塞萨尔·罗伯托·菲耶罗·雷纳、罗伯托·莫利诺·拉莫斯和奥斯瓦尔多·托里斯·阿吉莱拉的定罪和判刑进行审核和重新考虑，因此美国违反了根据《公约》第36条第2款规定应尽的义务。 6. 本案适当赔偿包括美国以自己选择的方式审查和重新考虑对上文第4、5、6和7段所述的墨西哥国民的定罪和判刑，同时考虑到违反《公约》第36条和本判决第138至141条所述权利。 7. 注意到美国承诺确保实施为《维也纳公约》第36条第1款（b）项规定的义务而采取的具体措施。裁定此承诺必须被视为意在满足墨西哥要求保障和保证不再重犯的请求。 8. 如果在不尊重根据《公约》第36条第1款（b）项赋予的权利的情况下，而对墨西哥国民判处严重惩罚，则美国应以自己选择的方式，审查和重新考虑定罪和判刑，以充分考虑到《公约》规定的权利，同时考虑到本判决第138至第141段。 | [ 207 ]            |
| 129  | 法国国内的若干刑事诉讼程序案                                                                                | 刚果共和国 | 法國                                                | 2002年12月9日，刚果共和国对法国提起诉讼，要求法国司法当局取消由某些人权组织代表与巴黎重大诉讼法院共和国检察官一起提出的，针对刚果共和国总统德尼·萨苏-恩格索，刚果内政、公安和领土管理部长皮埃尔·奥巴以及刚果武装部队监察长诺贝尔·达比拉和总统卫队指挥官布莱斯·阿杜阿可能犯下危害人类罪和在刚果境内针对刚果籍的个人实施酷刑的申诉。刚果在其申请书中表示，它将根据《法院规则》第38条第5款确定法院的管辖权，而法国在2003年4月8日的信中表示明确同意法院的管辖权根据《规则》第38条第5款受理。这是自1978年通过《法院规则》第38条第5款以来，一个国家第一次接受另一国的邀请，承认国际法院有对它提起诉讼的管辖权。另外，刚果的申请书中附有一项指示临时措施的请求，即宣布法国司法当局应使巴黎重大诉讼法院共和国检察官、莫城重大诉讼法院共和国检察官和这两法院的调查法官采取的调查与起诉措施取消。但法院认为法国方面的情况并没有紧急到需要指示临时措施，因此在2003年6月17日宣布无须为了指示临时措施而行使《规约》第41条赋予它的权力。 | | 刚果代理人参照《法院规则》第89条通知法院，刚果政府撤销其提起诉讼的申请，而法国政府对刚果提出的停止诉讼无异议。 | [ 208 ]            |
| 130  | 白礁岛、中岩礁和南礁的主权归属                                                                              | 马来西亚、 新加坡共同提交 | 马来西亚、 新加坡共同提交                           | 白礁岛是一个花岗岩岛，位于新加坡海峡东入口处，在新加坡以东约24海里，柔佛州以南7.7海里，民丹岛以北7.6海里处，岛上有一座建于19世纪中叶的霍士堡灯塔。中岩礁和南礁是距离白礁岛最近的两处海洋地物：中岩礁位于白礁岛以南0.6海里，由两个相距约250米的永久高出水面的小岩石群组成。南礁位于白礁岛南南西方向2.2海里处，是只有在低潮位时才能看得见的岩层。1979年12月21日，马来西亚印制了一张名为《马来西亚领海及大陆架边界图》的地图，将白礁岛划入马来西亚领水。新加坡通过1980年2月14日外交照会，抗议马来西亚对白礁岛的主权诉求，并要求马来西亚对1979年的地图予以纠正。两国随后在1993-94年举行了一系列政府间会谈，但主权归属问题没有得到解决。由于双边谈判缺乏进展，当事双方同意将该争端交由国际法院裁决，并于2003年2月6日在普特拉贾亚签署了《特别协定》，其中要求法院确定白礁岛、中岩礁和南礁的主权是属于马来西亚还是新加坡。 | - 12:4（1） - 15:1（2） - 15:1（3） | 1. 白礁岛的主权属于新加坡：虽然马来西亚已经令人满意地证明1844年英国在白礁岛开始准备建造灯塔之前，白礁岛的主权属于柔佛苏丹国。但包括当事双方行为在内的有关事实反映了双方对白礁岛所有权的立场在不断趋同，即针对新加坡及其被继承国在白礁岛上的调查船只失事情况等主权归属行为，马来西亚及其被继承者对此不做任何反应，说明到1980年白礁岛的主权已经属于新加坡。 2. 中岩礁的主权属于马来西亚：关于白礁岛情况并不适用于白礁岛附近的海洋地物，即中岩礁和南礁，因此中岩礁的原始所有权应继续属于柔佛苏丹国的继承国马来西亚。 3. 南礁的主权属于其所在领水所属的国家，但当事双方没有授权法院划定争议地区马来西亚和新加坡的领水界限。 | [ 208 ]            |
| 132  | 黑海海洋划界案                                                                                              | 羅馬尼亞 | 乌克兰                                              | 在黑海西北部距离多瑙河三角洲以东约20海里的地方，有一座名为蛇岛的自然地标。罗马尼亚和乌克兰在该海域存在争端，并于1997年6月2日签署了《合作与睦邻关系条约》和一项《补充协议》，致力于就确定单一海洋边界，划分两国在黑海上的大陆架和专属经济区达成协定，但罗马尼亚声称自1998年开始的谈判尚无结果，尤其是对蛇岛在划界方面的作用。因此罗马尼亚援引《补充协议》第4（h）条，即「如果争端在合理期间内未得到解决，则任何一方均可向国际法院提交该争端，但不得迟于谈判开始之后的两年」作为法院的判决依据，对乌克兰提起诉讼。 1. 罗马尼亚请法院划定单一海洋边界以区分罗马尼亚和乌克兰在黑海上的海洋区域，其地理特征描述如下：（a）从F点（45°05'21"N, 30°02'27"E）沿蛇岛12海里的弧线到达X点（45°14'20"N, 30°29'12"E）。（b）从直线上的X点到达Y点（45°11'59"N, 30°49'16"E）。（c）然后沿罗马尼亚和乌克兰相关毗邻海岸之间的等距线，从Y点通过D点（45°12'10"N, 30°59'46"E）到达T点（45°09'45"N, 31°08'40"E）。（d）然后沿罗马尼亚和乌克兰相关相对海岸之间的中值线，从T点通过44°35'00"N, 31°13'43"E和44°04'05"N, 31°24'40"E等地点到达Z点（43°26'50"N, 31°20'10"E）。 2. 乌克兰请法院裁定并宣告划分乌克兰和罗马尼亚之间的大陆架和专属经济区的边界如下：（a）从乌克兰和罗马尼亚2003年签订的《国家边界制度条约》第1条所确定的点1（45°05'21"N, 30°02'27"E）开始，这条边界线沿直线到达点2（44°54'00"N, 30°06'00"E）。（b）从点2开始，这条边界线沿156°的大地方位角到达点3（43°20'37"N, 31°05'39"E）。随后继续沿同样的大地方位角前进，直到抵达可能影响第三国权利的地点。 | 15:0 | 裁定按照当事双方在2003年《国家边界制度条约》第1条中的商定，对罗马尼亚和乌克兰在黑海的大陆架和专属经济区进行划分的单一海洋边界应从点1（45°05'21"N, 30°02'27"E）开始，沿着乌克兰环蛇岛12海里的领海弧线直到点2（45°03'18.5"N, 30°09'24.6"E）。该弧线与罗马尼亚和乌克兰毗邻海岸的等距线相交。从点2开始，这条边界线应沿着等距线穿过点3（44°46'38.7"N, 30°58'37.3"E）和点4（44°44'13.4"N, 31°10'27.7"E），直到点5（44°02'53.0"N, 31°24'35.0"E）。从点5开始，这条海洋边界线应继续沿着罗马尼亚和乌克兰相对海岸的中值线向南，大地方位角为185°23'54.5"，直到抵达可能影响第三国权利的地区。 | [ 208 ]            |
| 133  | 航行权利和相关权利争端案                                                                                    | | 尼加拉瓜                                            | 哥斯达黎加和尼加拉瓜政府于1858年4月15日达成《界线条约》，确定了太平洋至加勒比海之间两国的边界线，其中规定在距尼加拉瓜古城卡斯蒂略维耶荷3英里处与加勒比海之间，两国的边界沿圣胡安河右岸。由于尼加拉瓜多次质疑该条约有效性，因此在1888年3月22日经由美国总统克利夫兰仲裁，认定该条约有效，但哥斯达黎加作战船只无权在圣胡安河上航行，只有与以商业为目的航行相关的税船可在该河上航行。1914年8月5日，尼加拉瓜与美国签署《布里安-查莫罗条约》，给予美国通过圣胡安河建造和维护一条大洋间运河的永久和专属所有权，导致哥斯达黎加向中美洲法院起诉尼加拉瓜，后该法院裁定尼加拉瓜没有履行1858年条约和克利夫兰裁决中界定的对哥斯达黎加的义务。1956年1月9日，哥斯达黎加和尼加拉瓜达成《弗尼尔-塞维利亚协定》，宣布两国同意协助并促进交通运输，尤其是经圣胡安河的运输，并相互合作守卫共同边界。到了1980年代，有关圣胡安河航行机制的各种事件开始发生，例如尼加拉瓜对哥斯达黎加在圣胡安河上的航行采取了某些暂时的特别限制以保障武装冲突中尼加拉瓜的国家安全，引发哥斯达黎加抗议并暂时取消了某些限制。 1990年代中期，尼加拉瓜采取了进一步的限制措施，包括向圣胡安河上乘坐哥斯达黎加船只的乘客收费，以及要求哥斯达黎加船只在该河沿岸的尼加拉瓜岗位停靠等。1998年7月，尼加拉瓜开始禁止运载哥斯达黎加警察部队人员的哥斯达黎加船只在该河上航行。同年7月30日，尼加拉瓜国防部长与哥斯达黎加公共安全部长签署了《夸德拉-利萨诺联合公报》允许哥斯达黎加武装警力船只在该河航行，以补充该河哥斯达黎加岸的边界岗位，但条件是船只上的哥斯达黎加警员仅携带军用武器，且必须提前通知尼加拉瓜政府，并由该政府决定哥斯达黎加船只是否应由尼加拉瓜护航。同年8月11日，尼加拉瓜宣布《夸德拉-利萨诺联合公报》在法律上无效，而哥斯达黎加不接受这一单方面声明。因此，哥斯达黎加援引其1973年2月20日根据《国际法院规约》第36条第2款所做声明以及尼加拉瓜1929年9月24日根据《国际法院规约》第36条所做声明，加上双方于2002年9月26日签订的《托瓦尔-卡尔德拉协定》和《波哥大公约》第31条各款作为法院司法管辖权的基础，就该国在圣胡安河上的航行权利和相关权利争端对尼加拉瓜提出诉讼。哥斯达黎加要求法院裁定并宣布尼加拉瓜违反了其国际义务，使哥斯达黎加无法在圣胡安河上自由行使其航行权及相关权利。 1. 哥斯达黎加要求法院裁定并宣布尼加拉瓜违反了以下义务：（a）允许所有哥斯达黎加船只及其乘客在圣胡安河上以商业为目的进行自由航行，包括交流、乘客运输和旅游运输。（b）不向该河上的哥斯达黎加船只及其乘客收取任何费用。（c）不要求行使在该河上自由航行权的个人携带护照或获得尼加拉瓜签证。（d）不要求哥斯达黎加船只及其乘客在该河上的任何尼加拉瓜岗位停靠。（e）不以其他形式阻碍其行使自由航行权，包括航行时刻表和有关旗帜的规定。（f）允许哥斯达黎加船只及其乘客于此类航行中在这一带航行十分频繁的区域岸边的任何地点停靠，除非两国政府明确达成一致，否则无需支付任何费用。（g）允许哥斯达黎加官方船只在圣胡安河上航行，其目的包括该河右岸边界岗哨人员携含军用武器和弹药的官方设备进行更换和再次补给，以及有关文件特别是《克利夫兰裁决》第2条所规定的保护目的。（h）依照1858年4月15日的条约及1888年《克利夫兰裁决》对其所作的阐释，根据1956年1月9日签署的双边协定第1条，协助和促进圣胡安河上的交通运输。（i）允许哥斯达黎加岸居民进行自给性捕鱼。 2. 哥斯达黎加要求法院判定并宣布尼加拉瓜必须：（a）立即停止全部持续性的违约行为。（b）就所有尼加拉瓜上述违约行为对哥斯达黎加造成的损害向哥斯达黎加进行赔偿，恢复其在尼加拉瓜违约之前的状态，赔偿金额将在诉讼过程的另一阶段决定。（c）依照法院命令的形式，给予适当保证，表明不会重复此种非法行为。 3. 尼加拉瓜要求法院裁定并宣布，哥斯达黎加所提交的请求被总体驳回，特别是基于以下原因：（a）或者因为没有违反1858年4月15日《界限条约》的条款抑或尼加拉瓜的其他任何国际义务。（b）或者在合适的情况下，因为依据1858年4月15日《界限条约》条款或一般性国际法律，所谓的未履行的义务并非是一项义务。 4. 尼加拉瓜要求法院对诉讼状和答辩状中提及的问题做出正式声明：（a）哥斯达黎加必须遵守尼加拉瓜政府对圣胡安河航行和靠岸的规定，特别是有关健康和安全问题的规定。（b）无论在圣胡安河上航行，还是在尼加拉瓜岸停靠，哥斯达黎加必须为尼加拉瓜提供任何特殊服务付费。（c）对该河与1858年情况相比在航运中各项现代化改进的所有合理费用，哥斯达黎加必须予以支付。（d）税船只能在该条约允许的实际货物运输中使用。（e）尼加拉瓜有权疏浚圣胡安河，将其水流量恢复至1858年水平，即使这会影响流入其他现有水体的水量，比如科罗拉多河。 | - 14:0（1-a） - 14:0（1-b） - 14:0（1-c） - 9:5（1-d） - 14:0（1-e） - 13:1（1-f） - 12:2（1-g） - 14:0（1-h） - 14:0（1-i） - 14:0（2-a） - 14:0（2-b） - 14:0（2-c） - 14:0（2-d） - 14:0（2-e） - 13:1（3） - 9:5（4-a） - 14:0（4-b） - 14:0（4-c） - 14:0（5） | 1. 关于哥斯达黎加依照1858年《条约》在圣胡安河航行区域的航行权，裁定：（a）哥斯达黎加拥有在圣胡安河上以商业为目的进行自由航行的权利。（b）哥斯达黎加以商业为目的的航行权包括货物运输。（c）哥斯达黎加以商业为目的的航行权包括乘客运载。（d）在圣胡安河上乘坐哥斯达黎加行使自由航行权船只的人员，无需获得尼加拉瓜签证。（e）在圣胡安河上乘坐哥斯达黎加行使自由航行权船只的人员，无需购买尼加拉瓜旅游卡。（f）圣胡安河哥斯达黎加一岸的居民，因日常生活需要快捷交通方式，有权在该河航行，在沿岸社区之间开展往来。（g）在特定情况下，如果快捷交通方式是满足居民需要的一项条件，哥斯达黎加有权仅使用官方船只在圣胡安河上航行，为向沿岸居民提供必需服务。（h）哥斯达黎加履行治安职能的船只无权在圣胡安河上航行。（i）哥斯达黎加无权以该河右岸边界治安岗位人员更换和再次补给为目的携带官方设备，包括军用武器和弹药，在圣胡安河上航行。 2. 关于尼加拉瓜在圣胡安河航行区域管理航行的权利，裁定：（a）尼加拉瓜有权要求圣胡安河上的哥斯达黎加船只及其乘客，在途经的第一个和最后一个尼加拉瓜边岗停靠。（b）尼加拉瓜有权要求在圣胡安河上旅行的人员携带护照或者身份证件。（c）尼加拉瓜有权向行使尼加拉瓜自由航行权的哥斯达黎加船只发放离岸检查证书，但无权在发放此类证书时收取费用。（d）尼加拉瓜有权为圣胡安河上行驶的船只制定航行时刻表。（e）尼加拉瓜有权要求装有桅杆或炮塔的哥斯达黎加船只悬挂尼加拉瓜国旗。 3. 圣胡安河哥斯达黎加岸居民在该岸进行自给性捕鱼应作为习惯权受到尼加拉瓜的尊重。 4. 关于尼加拉瓜履行1858年《条约》对其规定的国际义务的情况，裁定：（a）当尼加拉瓜要求在圣胡安河上乘坐行使哥斯达黎加自由航行权的哥斯达黎加船只的人员取得尼加拉瓜签证时，没有履行1858年《条约》所规定的义务。（b）当尼加拉瓜要求圣胡安河上乘坐行使哥斯达黎加自由航行权船只的人员购买尼加拉瓜旅游护照时，尼加拉瓜没有履行1858年《条约》所规定的义务。（c）当尼加拉瓜要求行使哥斯达黎加自由航行权船只的操作人员在获取离港检查证书时缴纳费用时，尼加拉瓜没有履行1858年《条约》所规定的义务。 5. 驳回哥斯达黎加和尼加拉瓜提交的所有其他呈件。 | [ 208 ]            |
| 134  | 有关驻联合国外交使节在东道国的地位案                                                                        | 多米尼克 | 瑞士                                                | 外交官罗曼·拉克斯钦自1996年3月以来，作为多米尼克常驻联合国日内瓦办事处代表团成员被派驻联合国及其专门机构和世界贸易组织，但瑞士称他是商人，无权担任外交官，并有权撤回这名特使的委任。2006年4月26日，多米尼克国控诉瑞士涉及违反1961年4月18日《维也纳外交关系公约》，1946年6月11日和7月1日瑞士和联合国之间的《联合国总部协定》，1946年4月11日瑞士和联合国之间的《联合国特权和豁免协定》、1946年2月13日《联合国特权和豁免公约》以及国际法关于外交人员任命和撤回、外交豁免、国家平等及联合国消极使节权的既定规则和原则。 | | 2006年5月15日，多米尼克国常驻联合国代表致函称多米尼克总理提及《国际法院规则》第89条，通知法院多米尼克政府无意继续诉讼瑞士，并请求法院做出将这些程序无条件中止的命令。 | [ 207 ]            |
| 135  | 乌拉圭河纸浆厂案                                                                                            | 阿根廷 | 乌拉圭                                              | 乌拉圭政府于2003年10月批准了西班牙恩瑟公司在弗赖本托斯城附近的里奥内格罗省内修建一个纸浆厂的项目，又于2005年2月批准了芬兰梅翠集团在乌拉圭的子公司在位于西班牙项目下游数公里处修建第二个纸浆厂，后第一家纸浆厂未建成，而第二家纸浆厂自2007年11月9日起开始运营。因此，阿根廷起诉乌拉圭违反1975年2月26日由阿根廷和乌拉圭在萨尔托签署，并于1976年9月18日生效的《乌拉圭河规约》中规定的乌拉圭的义务。阿根廷在请求书中称，这一违反源于授权、建设和投产乌拉圭河沿岸的两家纸浆厂，并特别提到了这种活动对乌拉圭河的水质及受该河流域的影响。阿根廷解释说，1975年规约是根据1961年4月7日在蒙得维的亚签署，1966年2月19日生效的《划分乌拉圭河上阿根廷和乌拉圭之间的边界的条约》第7条通过的，它规定双方建立一个涵盖各种主题的河流利用制度，包括生物资源的养护和防止水污染。阿根廷因此要求国际法院： 1. 裁定乌拉圭通过授权建造或运作两家纸浆厂，违反了1975年2月26日《乌拉圭河规约》规定它应承担的各项义务，包括但不仅限于：（a）采取所有必要措施优化并合理使用乌拉圭河的义务。（b）事先通知CARU和阿根廷的义务。（c）遵守1975年规约第二章所规定的程序的义务。（d）采取所有必要措施保护水生环境并防止污染的义务及保护生物多样性和渔业的义务，包括进行充分及客观的环境影响研究的义务。（e）在防范污染并保护生物多样性和渔业的工作中予以合作的义务。因此，乌拉圭对阿根廷负有国际责任。 2. 裁定并宣布乌拉圭因此必须：（a）恢复对1975年《乌拉圭河规约》对其规定的义务的严格遵守。（b）立即停止其负有责任的国际不法行为。（c）在当地并在法律意义上重新建立实施国际不法行为之前的局势。（d）对这些国际不法行为所造成的，且正在恢复的局势无法补救的损失对阿根廷进行赔偿，赔偿数额将由法院在这些诉讼的下一个阶段决定。（e）提供足够的保证，保证今后它将不再阻止适用1975年《乌拉圭河规约》，特别是该条约第二章设立的协商程序。 乌拉圭则要求法院裁定并宣布驳回阿根廷所提交的请求，并肯定乌拉圭按照1975年《乌拉圭河规约》的规定继续经营正在运行的纸浆厂的权利。 | - 13:1（1） - 11:3（2） - 14:0（3） | 1. 乌拉圭违反了1975年《乌拉圭河规约》第7至第12条规定的程序性义务，且法院对该违反的声明是适当的。 2. 乌拉圭没有违反1975年《乌拉圭河规约》第35、36和41条规定的实质性义务。 3. 驳回缔约方提交的所有其他呈件。 | [ 208 ]            |
| 136  | 刑事事项互助的若干问题案                                                                                    | | 法國                                                | 1995年，法国法官伯纳尔·伯瑞尔在吉布提遇害。2006年，吉布提认为法国政府和司法当局拒绝执行关于将伯瑞尔遇害案的相关调查记录转交给吉布提司法当局的国际调查委托书，违反了吉布提政府和法国政府在1986年9月27日签署的《刑事事项互助公约》和1977年6月27日签署的《友好合作条约》。而法国司法当局向吉布提国家元首和高级官员发出作证传票，违反了上述《友好合作条约》的规定以及1961年4月18日《维也纳外交关系公约》阐述的外交特权及豁免权原则和规则和依据习惯国际法制订的国际豁免原则，特别是违反了1973年12月14日《关于防止和惩处侵害应受国际保护人员包括外交代表的罪行的公约》的有关规定。此外，法国还违反了对吉布提应承担的其他国际义务，因此将《法院规则》第38条第5款作为法院管辖权依据，对法国提起诉讼。请法院裁决并宣布： 1. 法国违反了它根据1986年《公约》负有的义务：（a）没有履行2005年1月27日所做的承诺执行吉布提2004年11月3日给它的调查委托书。（b）在2005年6月6日的信（c）或2005年5月31日的信中错误地表示拒绝后，未履行上述《公约》第1条规定的义务。 2. 法国在法院做出裁决后应立即：（a）向吉布提递交伯瑞尔的完整档案。（b）或者根据法院确定的条款和条件向吉布提递交伯瑞尔档案。 3. 法国违反了根据习惯国际法和一般国际法的原则不得侵犯吉布提总统豁免权、名誉和尊严的义务：（a）2005年5月17日向吉布提共和国总统发出作为证人作证的传票。（b）2007年2月14日再次实施此类侵犯，或试图再次实施这类侵犯。（c）由于当即向法国媒体分发资料，公开了两次传讯。（d）未适当答复吉布提驻巴黎大使分别于2005年5月18日和2007年2月14日发出的两封抗议信。 4. 法国违反了根据习惯国际法和一般国际法原则防止侵犯吉布提共和国总统豁免权、名誉和尊严的义务。 5. 法国应在法院做出裁决后立即撤回2005年5月17日发出的作证传票并宣布该传票无效。 6. 法国违反了根据习惯国际法和一般国际法原则不得侵犯吉布提总检察长和吉布提国家安全主管的人身、自由和名誉的义务。 7. 法国违反了根据习惯国际法和一般国际法原则应防止侵犯吉布提总检察长和吉布提国家安全主管的人身、自由和名誉的义务。 8. 法国应在法院做出裁决后立即撤回对吉布提总检察长和吉布提国家安全主管发出的作为有律师辩护的证人出庭作证的传票及逮捕令，并宣布其无效。 9. 法国的单独行动或共同行动违反或未遵守1977年《友好合作条约》第1、3、4、6和7条，这违背了该条约的精神和宗旨及其规定的义务。 10. 法国应停止其不当行为，并在今后严格履行所负义务。 11. 法国应向吉布提做出具体承诺，保证不再重复吉布提指控的不法行为。 法国则请求法院： 1. （a）宣布它没有管辖权，不能对吉布提在口头辩论后提出的要求做出裁决，因为这不属于其请求书提出的争端问题，或者宣布不受理这些要求。（b）或者宣布这些要求毫无根据。 2. 驳回吉布提提出的所有其他要求。 | - 16:0（1-a） - 15:1（1-b） - 12:4（1-c） - 13:3（1-d） - 16:0（2-a） - 15:1（2-b） | 1. （a）具有管辖权对关于执行吉布提2004年11月3日给法国的调查委托书的争端做出裁决。（b）具有管辖权对以下两项争端做出裁决，一项事关2005年5月17日给吉布提总统发出的作证传票，另一项事关2004年11月3至4日和2005年6月17日给吉布提两名高级官员发出的作为有律师援助的证人作证传票。（c）具有管辖权对事关2007年2月14日给吉布提总统发出的作证传票的争端做出裁决。（d）没有管辖权就2006年9月27日向吉布提两名高级官员发出的逮捕令所涉争端做出裁决。 2. （a）裁定法国没有向吉布提提出理由，说明它为何违反双方1986年9月27日在吉布提签署的《刑事事项互助公约》第17条规定的国际义务，拒绝执行吉布提2004年11月3日提交的调查委托书，并裁定法院对这一违反行为的裁决是适当的补偿。（b）驳回吉布提提交的所有其他最后意见。 | [ 208 ]            |
| 137  | 海洋争端案                                                                                                  | 秘魯 | 智利                                                | 秘鲁和智利之间的陆上边界由1929年《利马条约》确定，但位于太平洋中的区域并未完成划界，此处秘鲁海岸线自双方陆上边界在海岸的起点朝西北延伸，而智利海岸线大体上自北向南延伸。1947年，双方均单方面宣告将某些海洋权利延伸到自各自海岸线起200海里的范围。在其后的几年里，智利、厄瓜多尔和秘鲁通过谈判签订了十二项文书。其中四项文书，包括《关于海区的宣言》，即《圣地亚哥宣言》，于1952年8月在开发和养护南太平洋海洋资源大会上通过。另外六项文书，包括《圣地亚哥宣言补充公约》、《关于签署国海区的监督和控制措施的协定》以及《关于海上边境特区的协定》，于1954年12月在利马通过。最后还有两项关于南太平洋常设委员会职能运作的协定系于1967年5月签署。为了解决海区归属问题，秘鲁于2008年1月16日提起对智利的诉讼。所诉争端具体如下： 1. 秘鲁辩称两国之间不存在任何商定的海上边界，并请求法院采用等距法标绘一条边界线以实现公平结果。智利则坚称1952年《圣地亚哥宣言》确立了国际海上边界，沿着穿过秘鲁与智利陆上边界起点的纬线平行延伸至少200海里，智利请求国际法院据此确认该边界线。 2. 秘鲁辩称在共同海上边界的终点以外，秘鲁有权对从其领海基线起量200海里为限的海区行使专属主权权利。智利回应说，对于智利主张的国际海上边界所沿纬线以南的任何海区，秘鲁不享有任何权利。 | - 15:1（1） - 15:1（2） - 10:6（3） - 10:6（4） - 15:1（5） | 1. 划分秘鲁和智利各自海域的单一海上边界的起点为穿过1号界碑的纬线与低潮线的相交点。 2. 该单一海上边界的起始段应沿穿过1号界碑的纬线往西延伸。 3. 该起始段应于距离单一海上边界起点80海里处的一点（A点）终止。 4. 该单一海上边界应从A点起沿着与秘鲁海岸线和智利海岸线等距离线向西南方向继续延伸，直至与自智利的领海基线起量而定的200海里界线相交处（B点）。从B点开始，该单一海上边界应沿该界线向南继续延伸，直至与分别自秘鲁领海基线起量而定的和自智利领海基线起量而定的两条200海里界线的相交点（C点）重合。 5. 鉴于上面所给出的理由，已不需要就秘鲁的第二项请求作出裁定。 | [ 210 ]            |
| 138  | 航空喷洒除草剂案                                                                                            | | 哥伦比亚                                            | 2008年3月31日，厄瓜多尔对哥伦比亚提起诉讼，称哥伦比亚在靠近、位于和跨越两国之间边界的若干地点从空中喷洒有毒除草剂，对边境厄瓜多尔一边的居民、作物、动物和自然环境造成了严重损害，而且还有在此后造成进一步损害的严重风险。 | | 在双方分别提交复辩状后，两国在2013年9月9日达成《关于全面并最终解决厄瓜多尔对哥伦比亚提出的所有主张的协定》，特别确立了一个哥伦比亚不得进行空中喷洒活动的禁区，并建立了一个联合委员会来负责确保该区域外的喷洒活动不会导致除草剂飘入厄瓜多尔，并在未飘入的前提下，提供逐步缩小所述禁区宽度的机制，此外还规定了哥伦比亚喷洒方案的作业参数，记录了两国政府同意不断交换相关信息，并建立了一项争端解决机制。因此厄瓜多尔在2013年9月12日通知法院厄瓜多尔政府希望终止诉讼程序，其后哥伦比亚政府表示不反对。 | [ 210 ]            |
| 139  | 请求解释2004年3月31日对阿韦纳和其他墨西哥国民（墨西哥诉美利坚合众国）案所作判决                             | 墨西哥 | 美国                                                | 2008年6月5日，墨西哥依据《国际法院规约》第60条和《法院规则》第98条和第100条，请求国际法院解释2004年3月31日对阿韦纳和其他墨西哥国民案（案128）的判决第153（9）段：以14票对1票，裁定本案适当赔偿包括美国以自己选择的方式审查和重新考虑对上文第4、5、6和7分段所述的墨西哥国民的定罪和判决，同时考虑到违反《维也纳公约》第36条和本裁决第138至141段所述权利。并要求法院指示临时措施。同年7月16日，法院指示了以下临时措施：以确保在法院宣布终局判决之前不处决墨西哥国民何塞·埃尔内斯托·麦德林·洛哈斯、塞萨尔·罗伯托·菲耶罗·雷纳、鲁本·拉米雷斯·卡尔德纳斯、乌姆伯托·雷阿尔·加西亚和罗伯托·莫利诺·拉莫斯，除非按照2004年3月31日对阿韦纳和其他墨西哥国民案的判决第138至141段对5名墨西哥国民进行审查和重新考虑。但何塞·埃尔内斯托·麦德林·洛哈斯于2008年8月5日在美国得克萨斯州被处决，因此墨西哥政府请求法院裁定并宣布，阿韦纳判决第153（9）段规定的美国义务属于结果义务，因为判决中明确表示，美国必须审查和重新考虑定罪和判决，但可以以自己选择的方式，并依照上述结果义务： 1. 美国通过其所有的职能机构和所有的分区机构，包括政府的所有分支机构和任何正式的行使政府职权的机构，必须采取一切必要的措施提供阿韦纳判决第153（9）段中规定的审查和重新考虑的赔偿。 2. 美国通过其所有的职能机构和所有的分区机构，包括政府的所有分支机构和任何正式的行使政府职权的机构，必须采取一切必要的措施，以确保按照阿韦纳判决享有审查和重新考虑权利的墨西哥国民不遭到处决，除非审查和重新考虑已完成，并确定这一违反行为不产生任何影响。 3. 美国没有按照阿韦纳判决的条款在不对何塞·埃尔内斯托·麦德林·洛哈斯进行审查和重新考虑的情况下即处决之，违反了2008年7月16日的法院命令。 4. 要求美国保证按照阿韦纳判决享有审查和重新考虑权利的墨西哥国民不遭到处决，除非审查和重新考虑已完成，并确定这一违反行为不产生任何影响。 而美国则请求法院按照墨西哥请求的那样对判决进行解释，即：阿韦纳判决第153（9）段规定的美国义务属于结果义务，因为判决中明确表示，美国必须审查和重新考虑定罪和判决，但可以以自己选择的方式。但美国请求法院裁决并宣布对墨西哥的要求予以驳回，假如法院拒绝驳回请求，美国请求法院裁定并宣布对以下墨西哥的补充请求予以驳回： 1. 法院宣布美国违反了7月16日的命令。 2. 法院宣布美国违反了阿韦纳判决。 3. 法院命令美国保证不再发生。 | - 11:1（1） - 12:0（2） - 11:1（3） - 11:1（4） - 11:1（5） | 1. 墨西哥要求就双方之间关于按照《规约》第60条进行解释的事项不属于国际法院在其2004年3月31日对阿韦纳和其他墨西哥国民案的判决中所决定事项，包括第153（9）段，因此不能做墨西哥要求的解释。 2. 美国违反了2008年7月16日对何塞·埃尔内斯托·麦德林·洛哈斯案的裁定下的义务，其中规定了临时措施。 3. 重申阿韦纳判决第153（9）段下美国义务继续具有约束力，并注意到美国在这些程序中所作的承诺。 4. 驳回墨西哥关于法院命令美利坚合众国保证不再发生的请求。 5. 否决墨西哥所有进一步提交的呈件。 | [ 208 ]            |
| 140  | 《消除一切形式种族歧视国际公约》的适用问题                                                                  | | 俄羅斯                                              | 2008年8月7日至8日，格鲁吉亚与俄罗斯在南奥塞梯展开武装敌对行动。格鲁吉亚在2008年8月9日针对外国记者举行了一次新闻发布会，会上总统萨卡什维利发表了一份声明，指责俄罗斯对格鲁吉亚发动大规模军事入侵，还指出俄罗斯军队在其控制的南奥塞梯所有地区实施种族清洗，并且还试图从上阿布哈兹开始对格鲁吉亚族实施种族清洗。次日，应格鲁吉亚请求召开的安全理事会会议上，格鲁吉亚代表称俄罗斯意图抹掉格鲁吉亚的国家地位，灭绝格鲁吉亚人民，而俄罗斯代表则称由于格鲁吉亚领导人正在实施的种族清洗政策导致有大量难民从南奥塞梯逃到俄罗斯境内。因此，格鲁吉亚政府于2008年8月12日起诉俄罗斯，称俄罗斯违反1965年12月21日《消除一切形式种族歧视国际公约》，通过其行使政府权力要素的机关、机构、人员和实体采取行动，并通过在其指导和控制下的南奥塞梯和阿布哈兹分裂势力，对格鲁吉亚共和国南奥塞梯和阿布哈兹地区的格鲁吉亚族人及其他族裔群体发动袭击并进行大规模驱逐，从而来实施、赞助和支持种族歧视行为。为确立法院的管辖权，格鲁吉亚援引《消除一切形式种族歧视国际公约》第22条，该公约于1999年7月2日在双方当事人之间首次生效。 1. 俄罗斯提出反对意见：由于（a）格鲁吉亚和俄罗斯之间对《消除一切形式种族歧视国际公约》关于2008年8月12日之前的阿布哈兹和南奥塞梯境内及周边局势的解释和适用没有争议，该日期是格鲁吉亚的诉状提交日期。（b）格鲁吉亚未能满足《消除一切形式种族歧视国际公约》第22条规定的两项程序性前提条件，即该《公约》明确规定的谈判和引证程序。（c）所谓的错误行为是在其领土之外发生的，所以法院缺乏受理这一案件的属地管辖权。（d）从时间上说，法院可能拥有的任何管辖权在时间上仅适用于1999年7月2日《消除一切形式种族歧视国际公约》在双方当事人之间生效之后发生的事件。因此，对格鲁吉亚在2008年8月12日的诉状中提交法院的针对俄罗斯的权利主张没有管辖权。 2. 格鲁吉亚针对俄罗斯的反对意见请求法院：（a）驳回俄罗斯提出的初步反对意见。（b）裁定法院有审理格鲁吉亚提出的权利主张的管辖权，并裁定这些权利主张是可受理的。 | - 12:4（1-a） - 10:6（1-b） - 10:6（2） | 1. 在格鲁吉亚提交其诉状当天之前，格鲁吉亚和俄罗斯对俄罗斯履行其在《消除一切形式种族歧视国际公约》之下的义务方面确实存在争议，因此驳回由俄罗斯提出的第一项初步反对意见。 2. 整个俄罗斯既没有放弃今后在武装活动问题上进行谈判的可能性，而且它当时正在参与这种谈判，也没有放弃今后关于恢复格鲁吉亚、阿布哈兹和南奥塞梯之间和平谈判的可能性，因此维持俄罗斯提出的第二项初步反对意见。 3. 法院没有受理格鲁吉亚于2008年8月12日提出的诉状的管辖权：第22条规定的两项要求都没有得到满足，因此《消除一切形式种族歧视国际公约》第22条不能作为裁决法院对本案拥有管辖权的依据。 | [ 208 ]            |
| 142  | 1995年9月13日《临时协议》的适用                                                                             | 北馬其頓 | 希腊                                                | 1995年9月13日，马其顿共和国与希腊共和国达成一项《临时协议》，该协议第11条第1款规定：「本临时协议一旦生效，第一当事国同意不反对第二当事国申请加入第一当事国作为成员的国际、多边和区域组织及机构或成为其成员。不过，第一当事国保留反对第二当事国成为上述成员的权利，条件是在这种组织或机构里对第二当事国的称呼将与联合国安全理事会第817（1993）号决议第2段的规定不符」，而联合国安理会第817号决议第2段是指：安全理事会建议接纳申请国为联合国会员国，但在该国国名所引起的分歧得到解决之前，为联合国内部的一切目的，暂时称该国为「前南斯拉夫的马其顿共和国」。在《临时协议》通过后，马其顿被希腊已经是成员的若干国际组织授予了成员资格。应北大西洋公约组织的邀请，马其顿在1995年加入了该组织的和平伙伴关系，在1999年加入了该组织的会籍行动计划。2008年4月2日至3日，在布加勒斯特召开的北约成员国会议上，审议了马其顿的北约候选资格，但因希腊反对，马其顿未获允许就加入该组织进行谈判。首脑会议结束时发布的公报指出，一旦就国名问题达成双方认可的解决办法，北约就会向马其顿发出邀请。 2008年11月17日，马其顿提交申请书，就1995年9月13日《临时协议》的解释和实施方面的争端对希腊提起诉讼。而希腊于其后提出反对意见，声称法院对受理该案没有管辖权，并且申请书不可受理： 1. 争端涉及《临时协议》第5条第1款提到的对于马其顿国名的分歧，因此根据第21条第2款规定的例外情况，这不在法院管辖范围内。 2. 争端涉及可归因于北约及其成员国的行为，在该案中不受法院的管辖。 3. 法院的判决无法得到有效执行，因为判决无法影响马其顿加入北约或其他国际、多边和区域性组织或机构。 4. 法院行使管辖权将干扰经安全理事会授权正在进行的关于国名分歧的外交谈判，因此将与法院的司法职能不符。 | - 14:2（1） - 15:1（2） - 15:1（3） | 1. 法院对受理前南斯拉夫的马其顿共和国2008年11月17日提交的申请书拥有管辖权，并且该申请书可受理。 2. 希腊由于反对前南斯拉夫的马其顿共和国加入北约，违反了其根据1995年9月13日《临时协议》第11条第1款承担的义务。 3. 驳回前南斯拉夫的马其顿共和国提出的所有其他意见。 | [ 208 ]            |
| 143  | 国家的管辖豁免案                                                                                            | 德国 | 義大利                                              | 在德国占领希腊期间，德国武装党卫队于1944年6月10日在迪斯托莫村实施了迪斯托莫大屠杀，杀害了许多平民。希腊的一家初审法院在1997年对德国做出判决，判给大屠杀受害者亲属支付损害赔偿。该判决于2000年被希腊最高法院确认有效，但希腊司法部长因没有得到对外国执行判决所需的授权，因此不能在希腊执行这两项判决。迪斯托莫案中的求偿人随后在欧洲人权法院对希腊和德国提出诉讼，但在2002年，后者援引国家豁免原则，认定求偿人的申请不可受理。其后，希腊求偿人寻求在意大利执行希腊法院的判决，且意大利法院认定，可以在意大利执行于1997年做出的第一份希腊判决。2008年12月23日，德国向国际法院提交诉请书对意大利提起诉讼。 1. 德国向国际法院请求：裁定意大利允许在意大利法院对德国提起民事求偿，就德意志帝国在第二次世界大战中违反国际人道主义法导致的伤害寻求赔偿，这一做法未尊重德国根据国际法享有的管辖豁免。裁定意大利对位于意大利领土上的德国国家财产维戈尼别墅采取限制措施的做法侵犯了德国的豁免权。裁定意大利宣布希腊民事法庭基于与在意大利法院提起索赔的事由相类似的事实而针对德国作出的裁决在意大利可以执行的做法进一步侵害了德国的管辖豁免。 2. 意大利请求国际法院：裁决德国的主张无事实依据并因此驳回其主张，但对维戈尼别墅采取的限制措施的意见，意大利向国际法院表示对于法院命令被告结束该等限制措施无异议。意大利在其辩诉状中，针对因德意志帝国军队在第二次世界大战期的1943年至1945年间严重违反国际人道主义法而应对意大利受害人作出赔偿的问题提出一项反诉，但这一主张被国际法院2010年7月6日的命令驳回，理由是不属于国际法院的管辖范围，因此根据《国际法院规约》第80条第1款不予受理。 希腊于2011年7月4日被法院允许作为非当事方参加该案诉讼，但参与范围仅限于希腊法院作出的、被宣布可在意大利执行的裁决。 | - 12:3（1） - 14:1（2） - 14:1（3） - 14:1（4） - 15:0（5） | 1. 意大利因允许以德意志帝国于1943年至1945年间违反国际人道主义法为由，对德意志联邦共和国提起民事求偿，违反了其应当尊重德国根据国际法享有的豁免权的义务。 2. 意大利因对维戈尼别墅采取限制措施而违反了其应当尊重德国根据国际法享有的豁免权的义务。 3. 意大利共和国宣布希腊法院针对德意志帝国在希腊的违反国际人道主义法行为作出的裁决在意大利可以执行，违反了其应当尊重德国根据国际法享有的豁免权的义务。 4. 意大利必须制定相关立法或采取自选的其他措施，确保其法院和其他司法机关作出的侵犯德国根据国际法享有的豁免权的裁决不再有效。 5. 驳回德国提出的所有其他意见。 | [ 208 ]            |
| 144  | 与起诉或引渡义务有关的问题                                                                                  | 比利时 | 塞内加尔                                            | 侯赛因·哈布雷曾是乍得的一名叛乱首领。他在1982年就任乍得总统并连续当了八年，据称他在此期间犯下了大规模侵犯人权行为，包括逮捕实际或假定的政敌、不经审判或在不人道的条件下进行拘留、虐待、酷刑、法外处决和强迫失踪。在1990年12月1日下台后，他要求塞内加尔政府为其提供政治庇护，此后他就一直住在达喀尔。 自2000年1月25日起，一些乍得国民或移民比利时的乍得人在塞内加尔和比利时的法院提起若干诉讼指控哈布雷曾犯下的罪行，同时也在联合国禁止酷刑委员会及非洲人权和人民权利法院提出起诉哈布雷的问题。2005年9月19日，比利时调查法官在哈布雷缺席的情况下发出国际逮捕令，要求逮捕作为严重违反国际人道主义法、酷刑、种族灭绝罪、反人类罪和战争罪的行为人或共同行为人而遭到起诉的哈布雷，并要求从塞内加尔引渡他。国际刑警组织因此发出一份红色通缉令，要求临时逮捕他以便进行引渡。达喀尔上诉法院在2005年11月25日的判决中对比利时的引渡要求作出裁决，认为哈布雷作为前国家元首应享有管辖豁免，因此不能判定程序的合法性和国家元首逮捕令的有效性。次日，塞内加尔将该问题提交非洲联盟。 2006年7月，非洲联盟国家元首和政府首脑大会决定审议侯赛因·哈布雷案，认为其属于非洲联盟的职权范围，因此授权塞内加尔共和国起诉哈布雷，并由一个塞内加尔主管法院代表非洲对其进行审判，同时授权向塞内加尔提供必要援助以便有效进行审判。比利时注意到此事后，就询问塞内加尔决定将该案提交非洲联盟，是否意味着不再打算把他引渡到比利时或由自己的法院来审判。其后比利时认为需要根据《禁止酷刑公约》第30条启动仲裁程序，但塞内加尔并未回应仲裁，而是在2007年进行了立法改革，使其国内法符合《禁止酷刑公约》第5条第2款。2008年，塞内加尔又修订了其《宪法》第9条，以便为其刑事法的不溯及既往的原则提供一种例外情况。 鉴于塞内加尔迟迟不对哈布雷启动起诉程序或将其引渡到比利时，比利时于2009年2月19日提交申请书，启动在国际法院进行的诉讼。塞内加尔在国际法院表示在该案件解决之前不会允许哈布雷离开其领土，也同意由它审判哈布雷，但它也曾告诉非洲联盟，它无法自己承担审判的费用。2010年11月18日，西非国家经济共同体法院对哈布雷于2008年提出的申请作出判决，指出有证据显示塞内加尔的宪法和立法改革可能侵犯哈布雷的人权，敦促塞内加尔遵守不溯及既往的绝对原则。2011年7月，非洲联盟国家元首和政府首脑大会第十七届会议确认授权塞内加尔代表非洲审讯侯赛因·哈布雷，并敦促塞内加尔按照《联合国禁止酷刑公约》规定等迅速审讯哈布雷或将他引渡到愿意对他进行审讯的任何其他国家。而比利时在2011年3月、9月和2012年1月三次向塞内加尔提出引渡哈布雷的要求，但塞内加尔法院均未受理。2012年1月，非洲联盟国家元首和政府首脑大会第十八届会议指出卢旺达准备组织哈布雷的审判，并要求非洲联盟委员会继续与相关国家、机构以及塞内加尔和卢旺达协商，以确保迅速开始审判，并考虑实际的审判方式以及所涉及的法律和财务问题。 | - 16:0（1） - 14:2（2） - 14:2（3） - 14:2（4） - 14:2（5） - 16:0（6） | 1. 法院有管辖权受理各当事方就1984年12月10日的《联合国禁止酷刑和其他残忍、不人道或有辱人格的待遇或处罚公约》第6条第2款和第7条第1款的解释和适用发生的争端，比利时在2009年2月19日向书记官处提交的申请书中提出这项争端。 2. 法院无管辖权受理比利时关于塞内加尔据称违反习惯国际法规定的义务的权利主张。 3. 可受理比利时根据1984年12月10日的《联合国禁止酷刑和其他残忍、不人道或有辱人格的待遇或处罚公约》第6条第2款和第7条第1款提出的权利主张。 4. 塞内加尔共和国没有立即对侯赛因·哈布雷据称犯下罪行的事实进行初步调查，因此违反其根据1984年12月10日的《联合国禁止酷刑和其他残忍、不人道或有辱人格的待遇或处罚公约》第6条第2款承担的义务。 5. 塞内加尔共和国没有将侯赛因·哈布雷一案提交有关当局进行起诉，因此违反其根据1984年12月10日的《联合国禁止酷刑和其他残忍、不人道或有辱人格的待遇或处罚公约》第7条第1款承担的义务。 6. 塞内加尔共和国在不引渡侯赛因·哈布雷时，必须毫不延迟地将其案件提交有关当局进行起诉。 | [ 208 ]            |
| 145  | 民事和商事管辖权和判决的执行                                                                                | 比利时 | 瑞士                                                | 比利时通过请求书对瑞士提起诉讼，争端涉及1988年9月16日关于民事和商业事项管辖权和判决的执行问题的《卢加诺公约》的解释和适用，以及关于行使国家权力，特别是在司法领域的一般国际法规则的适用，并涉及瑞士法院裁定不承认比利时法院的裁决而不暂停瑞士后来就同一争端事由所提诉讼。 | | 在瑞士提出初步反对意见后，比利时联合国代理人于2011年3月21日的信件中，指出瑞士在其初步意见中表示，瑞士最高法院在其2008年9月30日的判决中提及比利时未来判决的不可识别性，而这并不具有既判案件的效力，对地方法院或联邦最高法院本身也不具有约束力。因此，一旦比利时做出判决，将没有办法阻止其按照条约适用规定在瑞士得到认可。鉴于此项声明，比利时与欧洲联盟委员会协作，认为可以停止对瑞士提起的诉讼，而瑞士联邦没有反对此做法。 | [ 208 ]            |
| 147  | 关于外交关系的若干问题案                                                                                    | | 巴西                                                | 2009年10月28日，罗伯托·米切莱蒂政府的外交部长卡洛斯·洛佩斯·孔特雷拉斯任命的洪都拉斯驻荷兰大使胡利奥·伦东·巴尔尼卡提出了一项针对巴西的诉讼，称巴西违反了《联合国宪章》第二条第7款和1961年《维也纳外交关系公约》所规定的义务，允许其驻特古西加尔巴使馆的馆舍被一些已经在其中逗留了一段时间的洪都拉斯公民用于进行明显非法的活动。他要求法院判决并宣布，巴西应该停止这样做。为了确定法院的管辖权，洪都拉斯援引了1948年4月30日签署的《美洲和平解决条约》，即《波哥大公约》第三十一条。 2009年10月28日，洪都拉斯常驻联合国代表豪尔赫·阿图罗·雷纳致函法院，何塞·曼努埃尔·塞拉亚·罗萨莱斯政府的外交部长帕特里夏·伊莎贝尔·罗达斯·巴卡在其中告知法院，胡利奥·伦东·巴尔尼卡、卡洛斯·洛佩斯·孔特雷拉斯和罗伯托·弗洛雷斯·贝穆德斯等大使都不是洪都拉斯在国际法院的合法代表，并任命爱德华多·恩里克·里纳大使为洪都拉斯政府在国际法院的唯一合法代表，而胡利奥·伦东·巴尔尼卡同日向法院通报洪都拉斯政府已任命卡洛斯·洛佩斯·孔特雷拉斯为其代理。因此法院决定在这种情况下，除非另行通知，否则不会采取其他任何行动。 | | 洪都拉斯外交部长马里奥·米格尔·卡纳瓦蒂在2010年4月30日的信中通知法院说，洪都拉斯政府不打算继续进行该申请书提起的诉讼，并且撤回此诉讼。 | [ 208 ]            |
| 148  | 南极捕鲸案                                                                                                  | | 日本                                                | 国际捕鲸委员会在1982年修订了《国际捕鲸管制公约附则》，通过了关于暂停商业捕鲸的禁令。日本对此项修订提出了异议，但在1986年了撤销了异议。在随后的捕鲸季，日本开始实施日本鲸鱼研究方案，并根据《国际捕鲸管制公约》第八条第一款，为该方案发放了特别许可证。1987年日本鲸鱼研究方案的研究计划称该方案是对南半球小须鲸和南极海洋生态系统初步研究方案，目的是估算南半球小须鲸的种群数量，以便建立科学基础，解决国际捕鲸委员会面临的关于各方对暂停捕鲸持有不同观点的问题。为此，日本拟议的年度致命性取样数量是在南大洋的两处管理区捕杀825头南极小须鲸和50头抹香鲸。此后，方案放弃了对于抹香鲸的致命性取样计划，并在实施日本鲸鱼研究方案的最初七个捕鲸季将南极小须鲸的取样数量减至300头。日方解释说，由于决定将样本数量从825头减至300头，延长了研究时间，使其可以通过较少的样本数量获得准确的研究结果。从1995至1996年捕鲸季开始，南极小须鲸的年度最大样本数量升至400头，上浮10%。在实施日本鲸鱼研究方案的18年里，捕杀南极小须鲸共计6700余头。 2005年3月，日本向科学委员会提交了第二阶段日本鲸鱼研究方案，科学委员会于2006年12月对方案进行了最终审查，而日方在此前的2005年11月就启动了这项新的方案。与日本鲸鱼研究方案的情况一样，日本向鲸类研究所发放了第二阶段日本鲸鱼研究方案的特别许可证。第二阶段日本鲸鱼研究方案计划对南极小须鲸、长须鲸和座头鲸三种鲸鱼实施致命性取样，该方案的研究计划说明了方案设计重点，其中包括：（a）四项研究目标，即监测南极生态系统，建立鲸类物种的竞争模型和明确今后的管理目标，说明种群结构的时空变化，以及改善南极小须鲸种群的管理程序。（b）研究时间和研究地区，即以六年为一个周期，代表这是一项长期研究计划，且没有规定具体的终止日期，实施地区位于《附则》第7条（b）款设立的南大洋保护区。（c）研究方法和样本数量，即综合致命性取样，包括南极小须鲸850头、长须鲸50头和座头鲸50头，以及非致命性方法，即活检取样、卫星标签和鲸鱼目测调查。（d）对于鲸鱼种群产生的预期效果。研究计划指出，根据当前丰量估算，各物种的计划获取量非常小，不会产生负面影响。 澳大利亚因此对日本提出诉讼，指称日本凭借南极特别许可证，以第二阶段日本鲸鱼研究方案的名义，持续开展大规模捕鲸行动，违反了日方根据《国际捕鲸管制公约》承担的义务。 1. 澳大利亚指称，由于第二阶段日本鲸鱼研究方案不是《公约》第八条所指的以科学研究为目的的方案，日本违反了、并且仍在持续违反《附则》规定的三项实质性义务：（a）根据第10条（e）款，有义务遵守暂行禁令，即为商业目的而捕杀各类鲸鱼的总捕获量限额为零。（b）根据第7条（b）款，有义务不在南大洋保护区对长须鲸进行商业捕捞。（c）根据第10条（d）款，有义务遵守暂停使用渔业加工船或与渔业加工船相连的鲸鱼船捕获、捕杀和加工处理鲸鱼（小须鲸除外）的规定。 2. 澳大利亚指称日本违反了《附则》第30条规定的提出特别许可证的程序要求。 日本辩驳了所有这些指控。 1. 关于实质性义务，日本称第二阶段日本鲸鱼研究方案以科学研究为目的，属于《公约》第八条第一款规定的豁免范围，澳大利亚援引的各项条款均不适用于该方案。日方还辩驳了关于违反《附则》第30条规定的程序要求的指控。 2. 日本对于法院针对这起争端是否拥有司法管辖权提出质疑，称争端属于澳大利亚关于国际法院规约的声明中的（b）项保留范畴，日方根据对等原则予以援引。这项保留排除了国际法院在以下问题上的管辖权：关于海区划界或与海区划界有关的任何争议，包括领海、专属经济区和大陆架，或是由于、关于任何争议区域或与尚未划界的此类海区毗邻区域的开发利用或与之有关的任何争议。而第二阶段日本鲸鱼研究方案所设想的部分捕鲸活动发生在澳大利亚提出主张的南极海区或其毗邻海域，即与澳方主张的澳大利亚南极领土有关。 新西兰于2012年11月20日援引《国际法院规约》第六十三条第二款向法院提交了一份参加诉讼声明，法院受理。 | - 16:0（1） - 12:4（2） - 12:4（3） - 12:4（4） - 12:4（5） - 13:3（6） - 12:4（7） | 1. 国际法院具有管辖权，可受理澳大利亚于2010年5月31日提出的起诉请求书。 2. 日本发放的与第二阶段日本鲸鱼研究方案（JARPA II）有关的特别许可证不符合《国际捕鲸管制公约》第八条第一款的规定。 3. 日本根据第二阶段日本鲸鱼研究方案，发放特别许可证，允许捕杀、捕获和加工处理长须鲸、座头鲸和南极小须鲸，这一行为不符合日本根据《国际捕鲸管制公约附则》第10条（e）款承担的义务。 4. 日本根据第二阶段日本鲸鱼研究方案，捕杀、捕获和加工处理长须鲸，这一行为不符合日本根据《国际捕鲸管制公约附则》第10条（d）款承担的义务。 5. 日本根据第二阶段日本鲸鱼研究方案，在南大洋保护区捕杀、捕获和加工处理长须鲸，这一行为不符合日本根据《国际捕鲸管制公约附则》第7条（b）款承担的义务。 6. 日本的第二阶段日本鲸鱼研究方案符合日本根据《国际捕鲸管制公约附则》第30条承担的义务。 7. 日本应撤销与第二阶段日本鲸鱼研究方案有关的任何现有授权、许可或特许，而且今后不再根据该项方案发放任何许可证。 | [ 210 ]            |
| 149  | 边界争端案                                                                                                  | 布吉納法索、 尼日尔共同提交 | 布吉納法索、 尼日尔共同提交                         | 布基纳法索和尼日尔于1960年获得独立前，同属原法属西非殖民地。两国于2009年2月24日在尼亚美签订《特别协定》，同意将它们之间关于一段共同边界的争端提交国际法院。两国之间就联合划界成立了一技术委员会，且两国已对以下边界地段划界工作成果达成的一致意见并记录在案：北段从恩古尔马高地至天文标记点冬冬为止，南段从博图弯的起始处至梅克鲁河为止。因此，在《特别协定》第2条中，两国要求法院确定从天文标记点冬冬到博图弯的起始处这一段边界的走向。 1. 布基纳法索还请求法院裁定并宣告，在已划定的两处划界地段，其与尼日尔的边界线走向是由连接了布基纳法索提供的坐标点所形成的线构成的，坐标与2009年负责根据联合划界技术委员会的工作开展调查的联合特派团所记录的一致。 2. 尼日尔只请求法院划出两国争端地段的边界，该地段从天文标记点冬冬延伸至博图弯的起始处。考虑到当事双方已就这两处划界地段订立了协定，尼日尔认为无需在判决书的执行部分提及上述地段。 | - 17:0（1） - 17:0（2） - 17:0（3） - 17:0（4） - 17:0（5） - 17:0（6） | 1. 不能支持布基纳法索提出的关于已划定的两处划界地段的请求。 2. 从天文标记点「冬冬」（14°24'53.2"N, 0°12'51.7"E）至天文标记点「道」（其确切的地理坐标有待当事方按本判决书所述方式来确定），布基纳法索与尼日尔之间的边界线走向为一条直线。 3. 从天文标记点「道」出发，该边界线沿法国国家地理研究所1960年版的1:200000比例尺地图上的标线，称IGN线延伸，直至与西尔巴河的中线相交，相交地点的地理坐标为13°21'15.9"N, 1°17'07.2"E。 4. 从上述后一处地点起始，该边界线沿西尔巴河上游中线延伸，直至与IGN线相交，相交地点的地理坐标为13°20'01.8"N, 1°07'29.3"E。从这一相交点开始，边界线改而沿IGN线转向西北，直到地理坐标13°22'28.9"N, 0°59'34.8"E处，IGN线在此处转而向南。从这一地点起始，该边界线偏离IGN线继续沿直线向西，直到地理坐标13°22'28.9"N, 0°59'30.9"E处，在此处该边界线抵达一条经线（该经线穿越了塞伊纬线与西尔巴河右岸的交叉点），然后该边界线沿上述经线向南，直到至地理坐标13°06'12.08"N, 0°59'30.9"E处。 5. 从上述最后一点直至地理坐标为12°36'19.2"N, 1°52'06.9"E的博图弯的起始处，该边界线走向为一条直线。 6. 法院将根据2009年2月24日《特别协定》第7条第4款在晚些时候的一项命令中提名三名专家。 | [ 210 ]            |
| 150  | 尼加拉瓜在边界地区开展的某些活动案                                                                          | | 尼加拉瓜                                            | 哥斯达黎加于2010年11月18日对尼加拉瓜提起诉讼，称该国军队入侵、占领和使用哥斯达黎加领土，尤其是两起事件：一次涉及兴建一条跨越哥斯达黎加领土波蒂略岛的区域的运河或称渠道，另一次涉及疏浚圣胡安河以改善其适航性的某些工程。其中波蒂略岛位于卡里洛岛北端，圣胡安河和波蒂略/港头潟湖之间，但尼加拉瓜认为该处为其领土。据此，哥斯达黎加指控尼加拉瓜违反了若干条约文书和国际法其他可适用的规则、某些仲裁裁决和司法判决规定的尼加拉瓜对哥斯达黎加的义务，诸如《联合国宪章》和《美洲国家组织宪章》、1858年4月15日《哥斯达黎加和尼加拉瓜之间领土界限条约》第1、2、5、9条、1888年3月22日美国总统格罗佛·克利夫兰签发的仲裁裁决、爱德华·波特·亚历山大分别于1897年9月30日和12月20日作出的仲裁裁决、1971年《关于特别是作为水禽栖息地的国际重要湿地公约》以及2009年7月13日国际法院在航行及相关权利争端案（案133）中的判决。哥斯达黎加援引1948年4月30日《美洲和平解决条约》，即《波哥大公约》第三十一条，以及哥斯达黎加根据《国际常设法院规约》第三十六条于1929年9月24日作出的声明和尼加拉瓜根据《国际法院规约》第三十六条第二款于1973年2月20日作出的声明，作为法院管辖权的依据。 | 17:0 | 2013年4月17日，国际法院发布命令，决定将该案的诉讼程序和哥斯达黎加沿圣胡安河修建道路案（案152）的诉讼程序合并。 | [ 210 ]            |
| 150  | 尼加拉瓜在边界地区开展的某些活动案                                                                          | - 14:2（1） - 16:0（2） - 16:0（3） - 16:0（4） - 16:0（5-a） - 16:0（5-b） - 12:4（5-c） - 16:0（6） - 13:3（7）                               | 尼加拉瓜                                            | 哥斯达黎加于2010年11月18日对尼加拉瓜提起诉讼，称该国军队入侵、占领和使用哥斯达黎加领土，尤其是两起事件：一次涉及兴建一条跨越哥斯达黎加领土波蒂略岛的区域的运河或称渠道，另一次涉及疏浚圣胡安河以改善其适航性的某些工程。其中波蒂略岛位于卡里洛岛北端，圣胡安河和波蒂略/港头潟湖之间，但尼加拉瓜认为该处为其领土。据此，哥斯达黎加指控尼加拉瓜违反了若干条约文书和国际法其他可适用的规则、某些仲裁裁决和司法判决规定的尼加拉瓜对哥斯达黎加的义务，诸如《联合国宪章》和《美洲国家组织宪章》、1858年4月15日《哥斯达黎加和尼加拉瓜之间领土界限条约》第1、2、5、9条、1888年3月22日美国总统格罗佛·克利夫兰签发的仲裁裁决、爱德华·波特·亚历山大分别于1897年9月30日和12月20日作出的仲裁裁决、1971年《关于特别是作为水禽栖息地的国际重要湿地公约》以及2009年7月13日国际法院在航行及相关权利争端案（案133）中的判决。哥斯达黎加援引1948年4月30日《美洲和平解决条约》，即《波哥大公约》第三十一条，以及哥斯达黎加根据《国际常设法院规约》第三十六条于1929年9月24日作出的声明和尼加拉瓜根据《国际法院规约》第三十六条第二款于1973年2月20日作出的声明，作为法院管辖权的依据。 | 1. 哥斯达黎加对尼加拉瓜曾于2010年进行运河疏浚，位于圣胡安河下游右岸，该河流入加勒比海的河口之前的争议领土享有主权。 2. 尼加拉瓜在哥斯达黎加领土上挖掘三条水道和建立军事存在，侵犯了哥斯达黎加的领土主权。 3. 尼加拉瓜于2013年挖掘两条水道并在争议领土上建立军事存在，违反了法院2011年3月8日发布的指示临时措施的命令要求其承担的义务，即每一方当事人应保持克制，不要采取任何可能加剧或扩大向法院提交的争端，也不要使之更难解决。 4. 若干针对圣胡安河哥斯达黎加岸居民航行的事件表明，尼加拉瓜违反了哥斯达黎加根据1858年《边界条约》规定享有的在圣胡安河上航行的权利。 5. （a）尼加拉瓜有义务向哥斯达黎加赔偿尼加拉瓜在哥斯达黎加领土上的非法活动造成的物质损失。（b）如当事双方自本判决之日起12个月内不能就这一事项达成协议，则哥斯达黎加应得的补偿问题将应一当事方的请求由法院解决，并为此目的保留尼加拉瓜在边界地区进行的某些活动案的后续程序。（c）驳回哥斯达黎加提出的命令尼加拉瓜支付诉讼费用的请求。 6. 哥斯达黎加违反了一般国际法规定的义务，即没有就修建1856号路开展环境影响评估。 7. 驳回当事双方提交的所有其他诉求。 | | [ 210 ]            |
| 150  | 尼加拉瓜在边界地区开展的某些活动案                                                                          | 在判決经过12个月仍未达成协议的情况下，哥斯达黎加政府在2017年1月16日的信中，请法院裁断因尼加拉瓜非法活动造成损害而应向哥斯达黎加作出赔偿的问题。 | 尼加拉瓜                                            | - 15:1（1-a） - 15:1（1-b） - 16:0（2） - 16:0（3） - 16:0（4） | 1. 确定尼加拉瓜应就其在哥斯达黎加领土上的非法活动造成的环境损害，向哥斯达黎加支付如下数额的赔偿：（a）为环境商品和服务遭受的损害或损失支付120000美元。（b）支付哥斯达黎加就国际保护湿地主张的恢复费用2708.39美元。 2. 确定尼加拉瓜应就其在哥斯达黎加领土上的非法活动给哥斯达黎加直接造成的损失和费用，向哥斯达黎加赔偿236032.16美元。 3. 尼加拉瓜应在2015年12月16日至2018年2月2日期间，就第2点规定的该国应向哥斯达黎加支付的赔偿额支付利息，按年利率4%计，共计20150.04美元。 4. 第1、2和3点规定的应付总额应不迟于2018年4月2日支付，如果逾期不付，则自同年4月3日起，对尼加拉瓜到期未支付哥斯达黎加的全部数额按6%的年利率计息。 2018年3月22日，尼加拉瓜致函通知法院，称该国已于同年3月8日将应付的赔偿总额转账给哥斯达黎加。 | [ 211 ] |                    |
| 151  | 请求解释1962年6月15日对柏威夏寺（柬埔寨诉泰国）案所作判决                                                   | 柬埔寨 | 泰國                                                | 1962年6月15日，国际法院在柏威夏寺案（案45）中作出判决，认定位于扁担山脉东段柏威夏寺高地之上的柏威夏寺位于柬埔寨拥有主权的领土内，泰国有义务撤走驻扎柏威夏寺或其附近柬埔寨领土上的所有泰国军方或警察人员，而且泰国有义务向柬埔寨归还柬埔寨明确说明的，自1954年泰国占领柏威夏寺以来由泰国当局从该寺或该寺周围地区移走的所有物体。在该判决作出之后，泰国撤离了柏威夏寺建筑物，但建起一个带刺铁丝网将寺庙遗迹与柏威夏高地其余部分隔开，这道铁丝网沿泰国部长理事会于1962年7月10日通过的一份决议所附地图所绘分界线而设。在该决议中泰国部长理事会确定了其认为的要求泰国撤离的地区的边界线，但在长时间内并未予以公开。由于争端在柬埔寨申请将柏威夏寺遗址列入2007-08年《联合国教科文组织世界遗产名录》之后再次激化，因此柬埔寨对泰国提起诉讼，其中援引《国际法院规约》第六十条和《法院规则》第98条，要求法院解释在柏威夏寺案中作出的1962年6月15日判决书，并提出指示临时措施的申请以使泰国入侵其领土的行为停止。双方之间关于1962年判决的含义和范围的争端涉及三个具体方面： 1. 双方对1962年判决是否有约束力地决定「附件一地图」上所绘分界线就是双方在柏威夏寺区域的边界存在争议。 2. 双方对1962年判决书执行部分第二段提到的「柬埔寨领土上的邻近地区」一语的含义和范围存在密切相关的争议，特别是泰国认为它因此可以单方面确定该「邻近地区」的边界。 3. 双方对执行部分规定的泰国的撤出义务的性质存有争议。对于泰国人驻扎在柬埔寨声称已由1962年判决承认的柬埔寨领土的行为，柬埔寨表示抗议。柬埔寨还申诉称，泰国修建的铁丝网违背了国际法院的判决，显然严重侵犯了柬埔寨领土。 | - 17:0（1） - 17:0（2） | 1. 认定法院拥有《规约》第六十条之下受理由柬埔寨提出的关于解释1962年判决书的申请的管辖权，并认定该申请可以受理。 2. 宣布1962年6月15日判决书判定柬埔寨对柏威夏寺高地全部领土拥有主权，因此，泰国有义务从该领土上撤走驻扎在那里的泰国军方或警察人员或其他保卫或看守人员。并定义柏威夏寺高地的边界由自然地形特征组成：其东、南和西南方向为悬崖峭壁，矗立在柬埔寨平原上，柬埔寨在任何情况下都对该悬崖以及其底部的土地拥有主权。其西和西北方向的地面沿斜坡下降，一直下降到把柏威夏与相邻的特腊塔分开的一座山谷，在特腊塔山脚结束，也就是在地面开始从山谷向上抬高的地方结束。 | [ 210 ]            |
| 152  | 哥斯达黎加沿圣胡安河修建道路案                                                                              | 尼加拉瓜 |                                                     | 尼加拉瓜于2011年12月22日对哥斯达黎加提起诉讼，理由是哥斯达黎加侵犯尼加拉瓜主权，对其领土造成重大环境损害。尼加拉瓜称哥斯达黎加正在沿圣胡安河两国边界的大部分地区进行重大施工，即修建道路，造成严重环境影响。尼加拉瓜在请求书中，保留了请求将该案中的诉讼和哥斯达黎加提起的关于尼加拉瓜在边界地区开展的某些活动案（案150）诉讼合并的权利。尼加拉瓜援引1948年4月30日《美洲和平解决条约》，即《波哥大公约》第三十一条，以及哥斯达黎加根据《国际常设法院规约》第三十六条于1929年9月24日作出的声明和尼加拉瓜根据《国际法院规约》第三十六条第二款于1973年2月20日作出的声明，作为法院管辖权的依据。根据《国际法院规约》第三十六条第五款，尼加拉瓜的声明尚未届满前，应认为表示对于国际法院强制管辖之接受。哥斯达黎加在反对意见中称合并这两起案件的诉讼程序既不是时候也不公平，因为两起案件之间没有密切联系，尤其是哥斯达黎加诉尼加拉瓜案涉及的区域在地理上离该案标的物，也就是正在修建1856号路，即胡安·拉斐尔·莫拉·波拉斯路的洛斯奇莱斯县到科罗拉多河三角洲一线很远，仅凭它们均与全长超过205公里的圣胡安河相关这一点不足以作为合并审理的理由。’ | 16:1 | 2013年4月17日，国际法院发布命令，决定将该案的诉讼程序和哥斯达黎加沿圣胡安河修建道路案（案150）的诉讼程序合并。 | [ 210 ]            |
| 153  | 出入太平洋的协谈义务案                                                                                      | 玻利维亚 | 智利                                                | 智利和玻利维亚分别于1818年和1825年从西班牙统治下获得独立，当时玻利维亚的太平洋海岸线长达数百公里。1866年8月10日，两国签署了《领土界限条约》，其中划定了两国相邻沿海领土的边界线。1874年8月6日签署的《玻利维亚与智利边界条约》确认这条线为边界线。 1879年，智利对秘鲁和玻利维亚宣战，史称太平洋战争，智利在战争中占领了玻利维亚的沿海领土。1884年在瓦尔帕莱索签署停战协定后，玻利维亚与智利之间的敌对行动结束。根据协定，智利除其他外继续管制沿海地区，而玻利维亚失去了对其太平洋海岸的控制。 1895年，玻利维亚与智利签署了一项关于移交领土的条约，却从未生效。该条约包含玻利维亚重新获得出入海洋的通道，前提是智利获得对一些领土的主权。1904年10月20日，双方签署了《正式结束玻利维亚和智利之间太平洋战争的和平友好条约》。根据1905年3月10日生效的该条约，整个玻利维亚沿海领土成为智利领土，但玻利维亚获得经由智利港口的商业过境权。此外，在1904年《和平条约》缔结以后，两国已作出过若干声明，并就玻利维亚在太平洋问题上的处境交换过若干外交文书。 由于玻利维亚认为智利有义务就玻利维亚出入太平洋的主权通行权举行谈判而智利没有履行这一义务，且在2011年和2012年拒绝和否认所称的谈判义务的存在，因此玻利维亚以《波哥大公约》第三十一条作为法院管辖权的依据起诉智利，在其诉讼请求和诉状中请法院裁定并宣布： 1. 智利有义务与玻利维亚谈判以达成一项协议，给予玻利维亚出入太平洋的完全主权通行权。 2. 智利违反了所述义务。 3. 智利必须本着诚信，在合理时间内及时、正式、有效地履行所述义务，给予玻利维亚出入太平洋的完全主权通行权。 智利则认为玻利维亚的诉讼主张的真正事由是领土主权和玻利维亚出入太平洋的权利的性质，而这些事项已藉由1904年《和平条约》中的安排得到解决，并仍受该条约规范。 | - 12:3（1） - 12:3（2） | 1. 智利没有承担法律义务，就玻利维亚出入太平洋的主权问题进行谈判。 2. 驳回玻利维亚提交的其他诉求。 | [ 212 ]            |
| 154  | 尼加拉瓜与哥伦比亚在尼加拉瓜海岸200海里以外划分大陆架的问题                                                 | 尼加拉瓜 | 哥伦比亚                                            | 因国际法院在其2012年判决书（案124）中并未明确裁决已被受理的尼加拉瓜海岸200海里以外尼加拉瓜与哥伦比亚大陆架划界问题，尼加拉瓜以《波哥大公约》第三十一条，即该公约的缔约方承认法院必须在各类具有司法性质的争端中行使管辖权，作为法院管辖权的根据起诉哥伦比亚： 1. 尼加拉瓜请求法院裁定并宣告，法院2012年11月19日对领土和海洋争端案所作判决中确定的边界以外分属两国的大陆架区域的海洋边界精确走向。 2. 请法院说明确定在尼加拉瓜海岸200海里以外两国间海洋界限划定之前两国对主张重叠的大陆架区域及其资源使用的权利和义务的国际法原则和规则。 哥伦比亚对法院管辖权提出了五项初步反对意见，而尼加拉瓜请求法院全部驳回各项初步反对意见。 1. 根据《波哥大公约》，法院缺乏属时管辖权，因为尼加拉瓜在哥伦比亚于2012年11月27日通知退出该公约后，于2013年11月26日提起诉讼程序。 2. 该案不存在持续管辖权。在哥伦比亚看来，除非法院明确保留其管辖权，一旦法院就案件实质问题作出了裁决，就没有法院行使继续管辖权的根据。《国际法院规约》仅规定，在相同的当事人争讼的案件中，对于先前已经成为法院判决标的的争讼事项，在没有独立的管辖权依据情况下，法院可以按照程序解释或修改先前的审理。但该案不合规定，因此法院对尼加拉瓜提出的额外依据没有管辖权。 3. 法院已在2012年明确裁决了尼加拉瓜2013年9月16日请求书中提出的问题。由于已决案件原则禁止尼加拉瓜的主张，所以法院没有管辖权。 4. 法院已在2012年判决书中驳回了尼加拉瓜提出的划分两国200海里以外大陆架界限的请求，还确定了各方海域的界限。依据《国际法院规约》第六十条，该裁决系属确定，且不得上诉。 5. 尼加拉瓜提出的两项请求不可受理：第一项请求不可受理，因为事实上尼加拉瓜没有获得大陆架界限委员会就确定其大陆架外部界限而提出的必要建议。第二项请求不可受理，因为假如准予受理，那么法院的裁决就会不适用而且会关涉一个子虚乌有的争端。 | - 16:0（1-a） - 8:8（1-b） - 16:0（1-c） - 16:0（1-d） - 11:5（1-e） - 16:0（1-f） - 16:0（2-a） - 8:8（2-b） | 1. 驳回哥伦比亚提出的第1、3、4项初步反对意见，且没有理由对哥伦比亚提出的第2项初步反对意见作出裁定。在关涉尼加拉瓜请求书中提出的第1项请求的范围内驳回哥伦比亚提出的第5项初步反对意见，而在关涉尼加拉瓜请求书中提出的第2项请求的范围内支持哥伦比亚提出的第5项初步反对意见。 2. 根据《波哥大公约》第三十一条的规定，法院具有受理尼加拉瓜提出的第一项请求的管辖权，且尼加拉瓜在其请求书中提出的第一项请求可予受理。 该案有2016年3月17日之针对初步反对意见的判决，尚未有关于实质内容的判决。 | [ 210 ]            |
| 155  | 加勒比海主权权利和海洋空间受侵犯的指控                                                                      | 尼加拉瓜 | 哥伦比亚                                            | 因哥伦比亚不遵守2012年11月19日国际法院在领土和海洋争端案（案124）中所作判决，尼加拉瓜以《波哥大公约》第三十一条，即该公约的缔约方承认法院必须在各类具有司法性质的争端中行使管辖权以及认为法院具有固有管辖权受理关于不遵守其判决的争端，作为法院管辖权的根据起诉哥伦比亚，请法院裁定并宣告： 1. 哥伦比亚违反了其根据《联合国宪章》第二条第四项和习惯国际法规定不使用或威胁使用武力的义务。 2. 哥伦比亚违反了不侵犯国际法院2012年11月19日判决中划定的尼加拉瓜海区以及尼加拉瓜在这些海区的主权权利和管辖权的义务。 3. 哥伦比亚违反了不侵犯《联合国海洋法公约》第五和第六部分所示习惯国际法规定的尼加拉瓜权利的义务。 4. 哥伦比亚有义务遵守2012年11月19日的判决，消除其国际不法行为的法律后果和物质后果，并对这种行为造成的损害作出充分赔偿。 哥伦比亚对法院管辖权提出了五项初步反对意见，而尼加拉瓜请求法院全部驳回各项初步反对意见。法院在2016年3月17日判决可以接受哥伦比亚初步反对意见的一部分，即法院有管辖权可以裁断关于哥伦比亚侵犯尼加拉瓜有关海区权利的指控的争端，但据尼加拉瓜称，法院在其2012年11月19日的判决书中已宣告这些海区属于尼加拉瓜。2016年11月17日，哥伦比亚提出四项反诉，请法院宣告： 1. 尼加拉瓜的私人船只从事掠夺性渔捞，违反其保护和保全西南加勒比海海洋环境的尽责义务。 2. 尼加拉瓜的私人船只从事掠夺性渔捞，违反其在保护圣安德列斯群岛居民、特别是赖萨尔人享受一个健康、完好和可持续的环境所提供的惠益的权利方面据称应有的尽责义务。 3. 尼加拉瓜已经侵犯了圣安德列斯群岛当地居民包括土著莱萨尔人出入和利用其传统渔场进行手工捕鱼的习惯权利。特别是尼加拉瓜海军据称对圣安德列斯群岛渔民进行恐吓和骚扰的行为，例如扣押渔民的产品、渔具、食物和其他财产。 4. 尼加拉瓜于2013年8月19日通过《确定直线基线的第33-2013号法令》侵犯了哥伦比亚的主权权利和管辖权，因为上述法令的效果是将尼加拉瓜内水和海区延伸到了国际法允许的范围之外。 | - 10:5（1） - 10:5（2） - 9:6（3） - 9:6（4） - 13:2（5） - 12:3（6） - 12:3（7） - 14:1（8） | 1. 法院依据《波哥大公约》第三十一条对哥伦比亚据称侵犯尼加拉瓜在2012年判决书中宣布属于尼加拉瓜的海区权利之争端进行裁断的管辖权，涵盖基于尼加拉瓜所述2013年11月27日，即《波哥大公约》对哥伦比亚失效之日以后发生的事件提出的主张。 2. 哥伦比亚因干涉悬挂尼加拉瓜国旗或持有尼加拉瓜许可证的船只在尼加拉瓜专属经济区内的捕鱼和海洋科学研究活动，干涉尼加拉瓜海军船只在该专属经济区内的行动，并企图在该专属经济区强制执行养护措施，侵犯了尼加拉瓜在该海区的主权权利和管辖权。 3. 哥伦比亚因授权在尼加拉瓜专属经济区内进行捕鱼活动，侵犯了尼加拉瓜在该海区的主权权利和管辖权。 4. 哥伦比亚必须立即停止第2、3点所述行为。 5. 哥伦比亚根据经2014年6月17日第1119号法令修正的2013年9月9日第1946号总统令设立的“整体毗连区”不符合习惯国际法。 6. 哥伦比亚必须通过自行选择的手段，使经2014年6月17日第1119号法令修正的2013年9月9日第1946号总统令中涉及法院在2012年判决书中宣布属于尼加拉瓜的海区的各项规定符合习惯国际法。 7. 认定经2018年10月10日第17-2018号法令修正的2013年8月19日第33-2013号法令确定的尼加拉瓜直线基线不符合习惯国际法。 8. 驳回双方提出的所有其他诉求。 | [ 209 ]            |
| 156  | 收缴和扣押某些文件和数据的问题案                                                                            | 东帝汶 |                                                     | 东帝汶称，澳大利亚的代理人于2013年12月3日根据1979年《澳大利亚安全情报组织法》第25条签发的搜查令，从东帝汶的一名法律顾问在澳大利亚首都直辖区纳拉邦达的营业场所拿走了一些材料，被没收的材料包括东帝汶与其法律顾问就东帝汶与澳大利亚之间未决的2002年5月20日《帝汶海条约》所作规定的仲裁一案来往的文件、数据和书信等。据此，东帝汶就涉及澳大利亚没收并扣押属于东帝汶和/或东帝汶有权依据国际法予以保护的文件、数据和其他财产的争端，对澳大利亚提起诉讼。东帝汶要求法院指示以下临时措施： 1. 立即封存澳大利亚2013年12月3日在澳大利亚首都直辖区纳拉邦达布罗克曼大街5号，即克莱瑞律师事务所没收的所有文件和数据并将其交给国际法院保管。 2. 澳大利亚立即将以下清单发给东帝汶和国际法院：（a）关于澳大利亚向任何人披露或传送的所有文件和数据或其中所载信息的清单，无论此人是否被澳大利亚本国或任何第三国的任何机关雇用或在其中供职。（b）关于此人的身份或情况介绍及现任职位的清单。 3. 澳大利亚在5天内向东帝汶和国际法院发送一份其复制的所有没收文件和数据的所有副本清单。 4. 澳大利亚应（a）彻底销毁澳大利亚2013年12月3日没收的所有文件和数据的副本，并尽一切努力确保彻底销毁其向第三方传送的所有副本。（b）向东帝汶和国际法院通报依照该销毁命令采取的所有步骤，无论是否顺利实施。 5. 澳大利亚保证不会拦截或导致拦截或请求拦截东帝汶与其法律顾问之间的通讯，无论是否在澳大利亚或东帝汶境内或境外。 | - 12:4（1-1） - 12:4（1-2） - 15:1（1-3） - 16:0（2-1） - 16:0（2-2） - 16:0（2-3） | 国际法院2014年3月3日命令指示临时措施： 1. 澳大利亚应确保被没收材料的内容不得以任何方式或在任何时候被任何人使用而对东帝汶不利，直至本案结案。 2. 澳大利亚应封存没收的文件和电子数据及其任何副本，直至国际法院作出进一步裁定。 3. 澳大利亚不应以任何方式干扰东帝汶与其法律顾问就东帝汶与澳大利亚之间未决的2002年5月20日《帝汶海条约》规定的仲裁案、两国之间今后涉及海洋划界的任何双边谈判或任何其他相关程序，包括提交国际法院的本案，进行的相关通讯。 2014年9月1日，东帝汶和澳大利亚双方代理人联名写信请求法院暂停定于2014年9月17日开始的案情听讯，使双方能够寻求友好解决。澳大利亚在其后又表示愿意将诉讼所涉材料归还克莱瑞律师事务所，因此它请求修改2014年3月3日命令所指示的第二项临时措施，而东帝汶不反对为此目的适当修改该临时措施。鉴于情况的变化，国际法院2015年4月22日命令指示临时措施： 1. 授权将澳大利亚2013年12月3日收缴的所有文件和数据及其任何副本，在东帝汶为此目的任命的一名代表的监督下，在仍然密封的状态下归还克莱瑞律师事务所。 2. 要求双方将归还被澳大利亚2013年12月3日收缴的文件和数据及其任何副本的命令的落实情况和归还的日期通报国际法院。 3. 一俟澳大利亚2013年12月3日收缴的文件和数据及其任何副本被归还，国际法院在2014年3月3日命令中指示的第二项措施将停止生效。 由于澳大利亚已于2015年5月12日归还了2013年12月3日收缴的文件和数据，东帝汶在其后对国际法院指出它已成功实现了向国际法院提出请求书的目的，即澳大利亚归还东帝汶的合法财产并间接承认其行动侵犯了东帝汶的主权权利，故希望终止诉讼程序。其后澳大利亚表示不反对该请求，但强调澳大利亚归还这些材料是确认其致力于以建设性的积极方式和平解决争端以便在双方之间了结此事，并不应从澳大利亚的行动中引申出任何其他含义。 | [ 210 ]            |
| 157  | 加勒比海和太平洋海洋划界案                                                                                  | | 尼加拉瓜                                            | 由于哥斯达黎加与尼加拉瓜海岸线的走向，两国在加勒比海和太平洋拥有的海区范围发生重叠，且两国从未在这两个水域进行过海洋划界。在2002年至2005年期间以及2013年，两国试图以谈判途径解决这一问题但均失败。谈判期间，两国曾提出不同的太平洋单一海洋边界提案，以划分其各自的领海、专属经济区和大陆架，但提案之间差异显著，表明在太平洋海区存在重叠的主张。而关于加勒比海一侧，两国在谈判中均侧重于加勒比海一边起始陆地界标所在地，并未能就海洋边界起点达成一致意见。但是，两国之间在加勒比海海洋边界问题上存在的争端得到了确认，特别是在哥斯达黎加请求参加领土和海洋争端案（案124）期间两国表达的看法和立场、尼加拉瓜向大陆架界限委员会提交划界案后的来往信函、尼加拉瓜公布的石油勘探和开采资料、尼加拉瓜在2013年发布的宣布直线基线的法令，均确认两国之间在加勒比海的海洋边界问题上存在争端。尤其是在该法令中，尼加拉瓜宣称哥斯达黎加在加勒比海的领海和专属经济区是尼加拉瓜的内水区域，导致哥斯达黎加立即在2013年10月23日给联合国秘书长的信中对这一侵犯其主权、主权权利和管辖权的行为提出了抗议。因此，哥斯达黎加认为外交谈判未能通过协议确定两国在太平洋和加勒比海的海洋边界，且两国已用尽解决其海洋边界争端的外交手段。特别是在2013年3月，它再次邀请尼加拉瓜通过谈判解决这些争端，但是尼加拉瓜虽然正式接受了邀请，却没有采取进一步行动重启其在2005年单方面放弃的谈判进程。 2014年2月25日，哥斯达黎加提交请求书对尼加拉瓜提起诉讼，以求解决加勒比海和太平洋海洋划界争端。该国请法院根据国际法，确定分属哥斯达黎加和尼加拉瓜的加勒比海和太平洋所有海洋区域之间单一海洋边界的完整走向，还请法院确定在加勒比海和太平洋的单一海洋边界的精确地理坐标。哥斯达黎加请法院驳回尼加拉瓜提出的所有诉求，并 1. 根据国际法，确定太平洋和加勒比海中分属哥斯达黎加和尼加拉瓜的所有海洋区域之间单一海洋边界的完整走向。 2. 确定在太平洋和加勒比海的单一海洋边界的精确地理坐标，特别是：（a）划定哥斯达黎加与尼加拉瓜在太平洋的海域边界。（b）划定两国在加勒比海的海域边界。（c）对两国在加勒比海的海域进行划界，边界为用大地线将距双方当事国各自海岸3海里处的点FP1（10°59'22.7"N, 83°41'19.0"W）与（b）中的点3（11°02'12.6"N, 83°40'27.1"W）连接起来。之后，用大地线连接（b）中的点3至位于与哥斯达黎加200海里界限上的点14（12°19'15.9"N, 80°33'59.2"W）各点。在最初一段，用大地线连接点FP1与圣胡安河河口右岸可能不时存在的低潮标记点。 尼加拉瓜则请求法院： 1. 驳回并拒绝哥斯达黎加的请求和诉求。 2. 根据国际法，确定太平洋和加勒比海中分属哥斯达黎加和尼加拉瓜的所有海域之间海洋边界的完整走向：（a）在太平洋，尼加拉瓜与哥斯达黎加之间的海洋边界始于坐标为11°03'56.3"N, 85°44'28.2"W的点，然后沿循连接13个点的大地线到达位于与尼加拉瓜200海里界限上的点P-13（9°16'27.5"N, 88°46'10.9"W）。（b）在加勒比海，两国之间的海洋边界始于坐标为10°56'18.898"N, 83°39'52.536"W的点CA，然后沿循连接9个点的大地线到达点C-8（10°49'0.0"N, 81°26'8.2"W）。点CA与陆地之间的海洋边界是连接点CA与港头/波蒂略潟湖东部海角的大地线。 | | 2017年2月2日，国际法院发布命令，决定将该案的诉讼程序和波蒂略岛北部的陆地边界案（案165）的诉讼程序合并。 | [ 213 ]            |
| 158  | 关于就停止核军备竞赛和实行核裁军进行谈判的义务案                                                            | 马绍尔群岛 | 印度                                                | 马绍尔群岛因被用作很多核试验方案的场地，致使该国人民蒙受痛苦，具有关切核裁军问题的特别理由。2014年4月24日，马绍尔群岛递交请求书，分别对印度、巴基斯坦和英国三国提起诉讼，指控它们违反了有关习惯国际法规定的停止核军备竞赛和实行核裁军的谈判义务。马绍尔群岛援引当事方根据《国际规约》第36条第2款所作声明，作为法院管辖权的依据。之后，三国分别提出了针对法院管辖权或请求书的可受理性的初步反对意见。它们主张双方之间没有争端，理由是马绍尔群岛未曾启动双边谈判，也未曾将其请求书的主题事项即其主张通知对方。 | - 9:7（1） - 10:6（2） | 1. 基于双方之间不存在争端，支持印度提出的对管辖权的反对意见。 2. 裁定法院不能进而审理案情实质问题。 | [ 210 ]            |
| 159  | 关于就停止核军备竞赛和实行核裁军进行谈判的义务案                                                            | 马绍尔群岛 | 巴基斯坦                                            | 马绍尔群岛因被用作很多核试验方案的场地，致使该国人民蒙受痛苦，具有关切核裁军问题的特别理由。2014年4月24日，马绍尔群岛递交请求书，分别对印度、巴基斯坦和英国三国提起诉讼，指控它们违反了有关习惯国际法规定的停止核军备竞赛和实行核裁军的谈判义务。马绍尔群岛援引当事方根据《国际规约》第36条第2款所作声明，作为法院管辖权的依据。之后，三国分别提出了针对法院管辖权或请求书的可受理性的初步反对意见。它们主张双方之间没有争端，理由是马绍尔群岛未曾启动双边谈判，也未曾将其请求书的主题事项即其主张通知对方。 | - 9:7（1） - 10:6（2） | 1. 基于双方之间不存在争端，支持巴基斯坦提出的对管辖权的反对意见。 2. 裁定法院不能进而审理案情实质问题。 | [ 210 ]            |
| 160  | 关于就停止核军备竞赛和实行核裁军进行谈判的义务案                                                            | 马绍尔群岛 | 英国                                                | 马绍尔群岛因被用作很多核试验方案的场地，致使该国人民蒙受痛苦，具有关切核裁军问题的特别理由。2014年4月24日，马绍尔群岛递交请求书，分别对印度、巴基斯坦和英国三国提起诉讼，指控它们违反了有关习惯国际法规定的停止核军备竞赛和实行核裁军的谈判义务。马绍尔群岛援引当事方根据《国际规约》第36条第2款所作声明，作为法院管辖权的依据。之后，三国分别提出了针对法院管辖权或请求书的可受理性的初步反对意见。它们主张双方之间没有争端，理由是马绍尔群岛未曾启动双边谈判，也未曾将其请求书的主题事项即其主张通知对方。 | - 8:8（1） - 9:7（2） | 1. 基于双方之间不存在争端，支持英国提出的对管辖权的第一项初步反对意见，即马绍尔群岛未能证明在提交请求书时双方之间已经存在法律争端。 2. 裁定法院不能进而审理案情实质问题。 | [ 210 ]            |
| 161  | 印度洋海洋划界案                                                                                            | |                                                     | 索马里和肯尼亚均位于非洲东海岸的邻国，其中索马里位于非洲之角，肯尼亚位于其西南方，它们的海岸线均面向印度洋。两国均于1982年12月10日签署了于1994年11月16日起对缔约方生效的《联合国海洋法公约》。根据该公约第76条第8款，打算确定200海里以外大陆架外部界限的该公约缔约国应将关于此类界限的信息提交大陆架界限委员会，该委员会的作用是就确定200海里以外大陆架外部界限的事项向各沿海国家提出建议。2009年4月7日，肯尼亚外交部长和索马里国家规划及国际合作部长签署了《肯尼亚政府与索马里过渡联邦政府关于在向大陆架界限委员会提交200海里以外大陆架外部界限方面互无异议的谅解备忘录》。基于此备忘录，索马里于2009年4月14日向联合国秘书长提交了说明200海里以外大陆架外部界限的初步信息。2009年5月6日，肯尼亚将关于200海里以外大陆架的划界案交存大陆架界限委员会。2009年6月，肯尼亚向联合国秘书处提交《谅解备忘录》，以便按照《联合国宪章》第102条登记公布。秘书处于2009年6月11日登记了《谅解备忘录》，并在《联合国条约汇编》中公布。随后几年，双方都对大陆架界限委员会审议对方的划界案提出后又撤销了反对意见。 索马里援引两国所作的关于承认法院具有强制管辖权的声明作为法院管辖权的依据，于2014年8月28日对肯尼亚提起诉讼，要求法院根据国际法，确定划分印度洋上属于索马里和肯尼亚的所有海域，包括200海里以外大陆架的单一海上边界的完整走向。而肯尼亚则提出两项初步反对意见，一项涉及法院的管辖权，另一项涉及该请求书可否受理。 | - 14:0（1） - 14:0（2） - 14:0（3） - 10:4（4） - 9:5（5） - 14:0（6） | 1. 索马里和肯尼亚之间没有沿判决书所述纬线方向延伸的商定海洋边界。 2. 裁定划定索马里和肯尼亚各自海域的单一海洋边界的起点是从最后永久边界信标（PB29）出发，与海岸一般方向成直角延伸的直线与低潮线的交点，该点坐标为南纬1°39'44.0"，东经41°33'34.4"。 3. 裁定领海内的海洋边界从起点开始，沿判决书所述中间线延伸，直至在坐标为南纬1°47'39.1"，东经41°43'46.8"处达到12海里界限。 4. 裁定划定索马里和肯尼亚之间专属经济区和200海里以内大陆架的单一海洋边界从领海内的海洋边界从领海边界的终点开始，沿方位角为114°的大地基准线延伸，直至在坐标为南纬3°4'21.3"，东经41°35'30.7"处到达从测算肯尼亚领海宽度的基线起测算的200海里界限。 5. 裁定划定大陆架的海洋边界从该点开始，沿同一大地基准线继续延伸，直至到达大陆架外部界限或第三国权利可能受到影响的区域。 6. 驳回索马里在最后诉求中提出的主张。 | [ 209 ]            |
| 162  | 关于锡拉拉河水域地位和使用问题的争端案                                                                      | 智利 | 玻利维亚                                            | 锡拉拉河发源于距离智利与玻利维亚边界东北几公里处的玻利维亚领土内的地下泉水，流过边界进入智利领土后接收多支泉水汇入，最后到达伊纳卡利里河。锡拉拉河总长约8.5公里，其中约3.8公里在玻利维亚境内，4.7公里在智利境内。智利称，一百多年间锡拉拉河水被智利用于不同用途，包括向安托法加斯塔市、谢拉戈达镇和巴克达诺镇供水。玻利维亚于1999年首次主张其水域为玻利维亚独有，而智利称该河的国际水道性质以往从未见诸争端，并称其一直愿意同玻利维亚讨论利用锡拉拉河水域的机制问题，但由于玻利维亚坚持否认锡拉拉河是国际水道并认为它对该水域拥有100%使用权，讨论并未成功。智利于2016年6月6日就锡拉拉河水域地位和使用问题的争端对玻利维亚提起诉讼，并表示两国争端涉及锡拉拉河的国际水道性质以及由此产生的各方在国际法下的权利和义务。智利请求法院裁定并宣告以下内容，并保留了在诉讼过程中补充、修改或扩大其请求以及若玻利维亚从事任何可能对智利目前利用锡拉拉河水域有不利影响的行为，则请求法院指示临时措施的权利： 1. 锡拉拉河水系与该水系的地下部分是国际水道，其使用受习惯国际法规制。 2. 智利有权根据习惯国际法，公平合理地利用锡拉拉河水系的水域。 3. 根据公平合理利用准则，智利有权如现在这样使用锡拉拉河水域。 4. 玻利维亚有义务采取一切适当措施，防止和控制其在锡拉拉河附近的活动对智利造成污染和带来其他形式的损害。 5. 玻利维亚有义务配合并及时向智利通报可能对共有水资源产生不利影响的计划措施，交换数据和信息，并酌情开展环境影响评估，以使智利能够评价此类计划措施的可能影响，而玻利维亚已经违背了这些义务。 | | | [ 213 ]            |
| 163  | 豁免和刑事诉讼案                                                                                            | 赤道几内亚 | 法國                                                | 自2007年起，就某些非洲国家的元首及其家庭成员涉嫌挪用原籍国公共资金，并将非法所得收益投资于法国的行为，一些协会和个人向巴黎检察官投诉。其后，法国法院宣布其中之一，即法国透明国际协会于2008年12月2日提出的投诉可予受理，并就被挪用公共资金的使用、共谋挪用公共资金、滥用公司资产、共谋滥用公司资产以及隐瞒上述各项罪行启动了司法调查。而该调查特别侧重于包括赤道几内亚总统特奥多罗·奥比昂·恩圭马·姆巴索戈之子，时任赤道几内亚农业和林业部长特奥多罗·恩圭马·奥比昂·曼戈在内的数人为在法国购置动产和不动产而进行筹资的方法，更具体涉及特奥多罗·恩圭马·奥比昂·曼戈以何种方式购置了价值极高的各种物品以及位于巴黎福煦大街42号的一栋建筑。尽管特奥多罗·恩圭马·奥比昂·曼戈就针对他采取的措施提出异议，并多次援引他认为因自身职能而享有的管辖豁免，但他仍被起诉。此外，位于福煦大街的不动产被查封，其中的各项物品也被扣押。而在调查结束后，特奥多罗·恩圭马·奥比昂·曼戈将被移送至巴黎轻罪法院，并将因1997年至2011年10月之间实施的被控罪状接受审判，且审判将于2017年1月2日至12日举行。 因此，赤道几内亚于2016年6月13日就有关刑事管辖豁免权以及使馆所在建筑的法律地位的争端，对法国提起诉讼。赤道几内亚请求法院： 1. 就法兰西共和国未尊重赤道几内亚共和国主权一事裁定并宣告法国因实施下列行为，违反了该国根据国际法对赤道几内亚负有的尊重各国主权平等和不干涉别国内政原则的义务：（a）法国允许该国法院就指称的违法行为对赤道几内亚第二副总统提起刑事诉讼，而这些子虚乌有的违法行为即使得以成立，也只能由赤道几内亚法院管辖。（b）法国允许该国法院下令扣押属于赤道几内亚共和国并由该国驻法国外交使团使用的一座建筑。 2. 关于赤道几内亚主管国防与国家安全的第二副总统，（a）裁定并宣告法国对赤道几内亚主管国防与国家安全的第二副总统特奥多罗·恩圭马·奥比昂·曼戈提起刑事诉讼，已经并继续违反其国际法义务，尤其是《联合国打击跨国有组织犯罪公约》和一般国际法规定的义务。（b）命令法国采取一切必要措施，终止任何正在对赤道几内亚主管国防与国家安全的第二副总统进行的诉讼。（c）命令法国采取一切必要措施，防止进一步侵犯赤道几内亚主管国防与国家安全的第二副总统的豁免权，尤其是确保该国法院将来不对赤道几内亚第二副总统提起任何刑事诉讼。 3. 关于位于巴黎福煦大街42号建筑，（a）裁定并宣告法国扣押位于巴黎福煦大街42号、由赤道几内亚所有并由该国驻法国外交使团使用的财产，违反了国际法规定的义务，尤其是《维也纳外交关系公约》、联合国公约和一般国际法规定的义务。（b）命令法国承认该建筑作为赤道几内亚财产和该国驻巴黎使团馆舍的地位，并根据国际法要求确保该建筑得到保护。 4. 考虑到法国实施的违反其对赤道几内亚所负国际义务的全部行为，（a）裁定并宣告法国为其违反国际义务已经并继续对赤道几内亚造成的损害负责。（b）命令法国就赤道几内亚遭受的损害做出充分赔偿，数额将在稍后阶段确定。 同年9月，赤道几内亚要求法院指示采取临时措施的请求，包括要求法国暂停针对赤道几内亚副总统的所有刑事诉讼，确保位于巴黎福煦大街42号的建筑被视为赤道几内亚驻法国外交使团馆舍并确保其不可侵犯性，并避免采取可能加剧或扩大已提交国际法院的争端的任何其他措施，而该请求得到法院允许。法国则在提出反对意见后请法院裁定，对于赤道几内亚提交的请求书，法院不具有作出裁决的管辖权。 | - 9:7（1） - 12:4（2） - 12:4（3） | 1. 位于巴黎福煦大街42号的建筑从未获得《维也纳外交关系公约》第一条（壬）款所指赤道几内亚在法国的“使馆馆舍”地位。 2. 法国没有违反《维也纳外交关系公约》规定的义务。 3. 驳回赤道几内亚提交的所有其他诉求。 | [ 214 ]            |
| 164  | 某些伊朗资产案                                                                                              | 伊朗 | 美国                                                | 2016年6月14日，伊朗诉美国称美国采取的一系列措施，违反了1955年8月15日在德黑兰签署的《友好、经济关系和领事权利条约》，已经或正在对伊朗和包括伊朗国有公司在内的伊朗公司行使权利控制和享有其包括在伊朗境外或美国境内的财产的能力产生严重不利影响。伊朗认为，美国多年来采取的立场是指认伊朗是支持恐怖主义的国家，伊朗则强烈反对这种指认。美国通过了一些立法和行政法令，造成伊朗和伊朗实体的一些资产和利益，包括伊朗中央银行的资产和利益置于强制执行程序之下，即使已经认定持有这些资产或利益的独立法律实体不是与强制执行请求有关的赔偿责任判决的当事方，并且/或者这些资产或利益虽然由伊朗或伊朗实体持有，但从国际法角度并根据《友好条约》的规定，享有免受强制执行程序的豁免权。伊朗称，这些法令造成的后果是针对伊朗和伊朗实体的一系列广泛索偿已经判定或正待判定，并且美国法院屡次驳回伊朗中央银行根据美国法律和1955年条约援引这些财产享有豁免权的努力。伊朗还诉称，在若干诉讼程序中，伊朗金融机构和其他伊朗公司的资产或已被扣押，或正在被扣押和转移，或面临被扣押和转移的风险，并解释称，截至请求书提交之日，美国法院已经就伊朗被指控参与的多起主要发生在美国之外的恐怖主义行为，判处伊朗支付总共超过560亿美元的赔偿金。由于伊朗认为这些法规和裁判的颁布违反了《友好条约》的若干条款，因此，伊朗请求法院裁定并宣告： 1. 根据《友好条约》，法院有权审理本争端，并对伊朗提交的诉求作出裁断。 2. 美国的行为，包括（a）没有承认包括伊朗中央银行在内所有伊朗公司的独立法律地位或独立法律人格。（b）不公正、歧视性地对待此类实体及其财产，损害此类实体合法取得的权利和利益，包括强制执行其合同的权利。（c）没有为此类实体及其财产提供绝不低于国际法要求的最稳定的保护和保障。（d）没收此类实体的财产。（e）没有赋予此类实体诉诸美国法院的自由，包括废除了伊朗和伊朗国有公司，例如伊朗中央银行及其财产根据习惯国际法和《友好条约》规定享有的豁免权。（f）没有尊重此类实体取得和处置财产的权利。（g）对此类实体支付款项和将资金转入或转出美国实施限制。（h）干涉商业自由的行为，违反了美国除其他外根据《友好条约》第三条第1、2款、第四条第1、2款、第五条第1款、第七条第1款和第十条第1款的规定对伊朗负有的义务。 3. 如果法院认定作为本案争议事由的上文所述之行政、立法和司法行为不符合美国根据《友好条约》对伊朗负有的义务，则美国应确保不根据此等行政、立法和司法行为采取措施。 4. 伊朗和伊朗国有公司对美国法院的司法管辖和在美国的强制执行程序享有豁免权，由习惯国际法确立且所《友好条约》规定的此种豁免权必须得到美国，包括美国法院的尊重。 5. 美国，包括美国法院有义务尊重所有伊朗公司，包括伊朗中央银行等国有公司的法律地位与独立法律人格，保障其有诉诸美国法院的自由，不得根据上文所述之行政、立法或司法行为对伊朗或任何伊朗实体或国民的资产或利益采取涉及或暗含确认或执行上述行为的措施。 6. 美国有义务为其违反国际法律义务的行为向伊朗作出充分赔偿，数额由法院在诉讼晚些阶段决定。伊朗保留适时提出并向法院提交美国应提供赔偿的精确估值。 7. 法院可能认为适当的其他任何救济。 美国请求法院支持其书面诉求等中就伊朗主张的可受理性和法院管辖权提出的反对意见，并拒绝受理此案。具体而言，美国请求法院： 1. 完全驳回伊朗的主张，判定其不可受理。 2. 驳回关于美国采取的封锁伊朗政府或伊朗金融机构的财产和财产利益的措施违反了《条约》任何条款的所有主张，判定这些主张不属于法院管辖权的范围。 3. 驳回根据《友好条约》任何条款提出的、以声称美国未能给予伊朗政府、伊朗中央银行或伊朗国有实体免受管辖和/或强制执行的主权豁免权为基础的所有主张，判定这些主张不属于法院管辖权的范围。 4. 驳回以给予伊朗政府或伊朗中央银行的待遇为基础、声称违反《友好条约》第3、4或5条的所有主张，判定这些主张不属于法院管辖权的范围。 | - 15:0（1） - 11:4（2） - 11:4（3） - 15:0（4） - 15:0（5） | 1. 驳回美国对管辖权提出的第一项初步反对意见。 2. 支持美国对管辖权提出的第二项初步反对意见。 3. 宣布美国对管辖权提出的第三项初步反对意见在本案的情况下并不完全具备初步性质。 4. 驳回美国对可受理性提出的初步反对意见。 5. 认定在符合本执行部分2和3的情况下，法院有管辖权，可对伊朗2016年6月14日提交的请求书作出裁决，并且该请求书是可受理的。 该案有2019年2月13日之针对初步反对意见的判决，尚未有关于实质内容的判决。 | [ 212 ]            |
| 165  | 波蒂略岛北部的陆地边界案                                                                                    | | 尼加拉瓜                                            | 因尼加拉瓜在波蒂略岛海滩上建立并运用一个新军营，哥斯达黎加曾多次写信给尼加拉瓜抗议该营地的建立，但是尼加拉瓜在2016年11月17日的回复中不仅拒绝迁移营地，而且还对港头至河口与加勒比海靠接的整个一段海岸提出了新的主权主张。哥斯达黎加称该主张与2015年12月16日的法院判决（案150）完全不符，该判决宣告争议领土是哥斯达黎加领土且已是既决事项。哥斯达黎加还认为，考虑到尼加拉瓜采取的实际和法律立场，进一步谈判显然徒劳无益。因此，哥斯达黎加就波蒂略/港头潟湖地区边界的精确界定和尼加拉瓜在波蒂略岛海滩设立一个新军营的有关争端，于2017年1月16日提交请求书起诉尼加拉瓜。哥斯达黎加保留就尼加拉瓜已经或可能对其领土造成的任何损害寻求进一步救济的权利，并请法院： 1. 确定将波蒂略/港头泻湖沙洲两端与波蒂略岛分隔开的陆地边界的精确位置，并在此过程中确定波蒂略岛地区如今仅存的尼加拉瓜领土限于由波蒂略/港头泻湖和把泻湖与加勒比海分隔开的沙洲所组成的飞地，前提是该沙洲在任何时候都位于水面之上，因而这块飞地有资格构成属于一国的领土。因此，今天的陆地边界走向是从泻湖东北角沿最短直线至加勒比海以及从泻湖西北角沿最短直线至加勒比海。 2. 裁定并宣告，尼加拉瓜在波蒂略岛海滩上建立和维持一个新军营，侵犯了哥斯达黎加的主权和领土完整，并且违反了2015年12月16日法院在尼加拉瓜在边界地区进行的某些活动案中的判决。因此，哥斯达黎加请法院宣告尼加拉瓜必须撤出其设在哥斯达黎加领土上的军营并充分遵守法院2015年的判决。 尼加拉瓜则请求法院裁定并宣告： 1. 港头泻湖至圣胡安河口与加勒比海靠接的一段海岸构成尼加拉瓜领土。 2. 尼加拉瓜设立的军营位于尼加拉瓜领土上。 3. 哥斯达黎加的请求和诉求应被全部驳回。 | | 2017年2月2日，国际法院发布命令，决定将该案的诉讼程序和加勒比海和太平洋海洋划界案（案157）的诉讼程序合并。 | [ 213 ]            |
| 166  | 《制止向恐怖主义提供资助的国际公约》和《消除一切形式种族歧视国际公约》的适用案                              | 乌克兰 | 俄羅斯                                              | 2014年春天开始，在乌克兰东部广大地区发生了武装冲突，特别是2014年7月17日，马来西亚航空公司MH17号航班从阿姆斯特丹飞往吉隆坡途中，在飞越乌克兰领土上方时坠毁，导致多人丧生。乌克兰坚持认为俄罗斯未能采取适当措施，防止俄罗斯境内的公共行为体和私营行为体资助乌克兰境内的恐怖主义，并且俄罗斯一再拒绝调查、起诉或引渡乌克兰提请该国注意的其境内犯罪人，违反了《制止恐怖主义资助公约》。同一时期，在克里米亚也发生了一些事件，乌克兰声称俄罗斯违反了《消除种族歧视公约》规定的义务，其行为包括有系统地歧视和虐待克里米亚鞑靼人和克里米亚的乌克兰族裔，压制克里米亚鞑靼人身份特征的政治和文化表达，取缔人民理事会，阻止克里米亚鞑靼人和乌克兰族裔聚会庆祝和纪念重要文化事件，并且压制克里米亚鞑靼语和乌克兰语教育。对这些主张，俄罗斯都断然否认其实施了上述任何违反行为。 乌克兰于2017年1月16日起诉俄罗斯，称其违反《制止向恐怖主义提供资助的国际公约》和《消除一切形式种族歧视国际公约》，请求法院： 1. 裁定并宣告，俄罗斯通过其国家机关、国家人员以及行使政府权力的其他个人和实体，并通过其他按其指令行事或受其指挥和控制的其他代理人实施了下列行为，违反了《制止资助恐怖主义公约》规定的义务：（a）向乌克兰境内从事恐怖主义行为的非法武装团体，包括「顿涅茨克人民共和国」、「卢甘斯克人民共和国」、「哈尔科夫游击队」以及关联团体和个人提供资金，包括提供武器和训练作为实物捐助，违反了第十八条。（b）未能采取适当措施查明、冻结和扣押用于协助在乌克兰境内从事恐怖主义行为的非法武装团体以及关联团体和个人的资金，违反了第八和十八条。（c）未能对在其境内发现的资助恐怖主义的行为人进行调查、起诉或引渡，违反了第九、十、十一和十八条。（d）未能就资助恐怖主义行为的刑事调查工作向乌克兰提供最大程度的协助，违反了第十二和十八条。（e）未能采取一切实际可行的措施以防止和打击俄罗斯公共和私人行为者实施的资助恐怖主义行为，违反了第十八条。 2. 请求法院裁定并宣告：由于助长恐怖主义以及未能根据《公约》防止资助恐怖主义，俄罗斯应当为其在乌克兰的代理人实施的恐怖主义行为承担国际责任，这些恐怖主义行为包括：（a）击落马来西亚航空公司MH17航班。（b）在沃尔诺瓦哈、马里乌波尔和克拉马托尔斯克等地炮击平民。（c）在哈尔科夫等地轰炸平民。 3. 请求法院命令俄罗斯遵守《制止资助恐怖主义公约》规定的义务，包括命令俄罗斯：（a）立即无条件地结束并停止对在乌克兰境内从事恐怖主义行为的非法武装团体以及关联团体和个人的一切支持，包括资金、武器和训练的提供。（b）立即作出一切努力，确保从乌克兰收回提供给这些武装团体的全部武器。（c）立即对其边界行使适当管制，以防止进一步发生从俄罗斯境内向乌克兰境内供应武器等资助恐怖主义的行为。（d）立即阻断金钱、武器和其他资产从俄罗斯境内和被占领的克里米亚流向在乌克兰境内从事恐怖主义行为的非法武装团体以及关联团体和个人，包括冻结用于支持这些团体的所有银行账户。（e）立即防止包括俄罗斯国防部长谢尔盖·绍伊古、国家杜马副主席弗拉基米尔·日里诺夫斯基、国家杜马议员谢尔盖·米罗诺夫和根纳季·久加诺夫在内的所有俄罗斯官员资助乌克兰境内的恐怖主义，并且起诉上述官员和应为资助恐怖主义负责的其他行为者。（f）在调查和制止与乌克兰境内从事恐怖主义行为的非法武装团体以及关联团体和个人有关的恐怖主义资助方面，立即全面配合乌克兰已经提出但有待完成和今后可能提出的全部协助请求。（g）为击落马航MH17号航班做出充分赔偿。（h）为在沃尔诺瓦哈、（i）马里乌波尔、（j）克拉马托尔斯克炮击平民做出充分赔偿。（k）为轰炸哈尔科夫的平民做出充分赔偿。（l）为俄罗斯通过资助恐怖主义以及未能防止和调查资助恐怖主义行为所造成、促进或支持的所有其他恐怖主义行为，做出充分赔偿。 4. 请求法院裁定并宣告：俄罗斯通过其国家机关、国家人员以及行使政府权力的其他个人和实体，其中包括对俄罗斯非法占领的克里米亚进行管理的事实上的管辖当局，并通过按俄罗斯的指令行事或受其指挥和控制的其他代理人实施了下列行为，违反了《消除种族歧视公约》规定的义务：（a）系统地歧视和不当对待克里米亚鞑靼人和克里米亚境内的乌克兰族群作为一项国家政策，对被视作占领政权反对者的受排斥群体推行文化清除。（b）在暴力和恐吓非俄罗斯族裔群体的氛围中举行非法公民投票，未作任何努力以寻求达成共识或以包容性办法保护这些群体，而是将非法公民投票作为最初步骤，以剥夺乌克兰法律为这些族群提供的保护并将他们置于俄罗斯主导的政权之下。（c）压制克里米亚鞑靼人身份的政治和文化表达，方式包括迫害克里米亚鞑靼人领袖和禁止克里米亚鞑靼人民理事会。（d）阻止克里米亚鞑靼人聚集庆祝和纪念重大文化事件。（e）实施并容忍针对克里米亚鞑靼人的失踪和谋杀活动。（f）实行任意搜查和拘禁制度，骚扰克里米亚鞑靼社区。（g）禁止克里米亚鞑靼人媒体发声。（h）压制克里米亚鞑靼族语言教育和该族群的教育机构。（i）压制乌克兰族裔所依赖的乌克兰语言教育。（j）阻止乌克兰族裔聚集庆祝和纪念重大文化事件。（k）禁止乌克兰族裔媒体发声。 5. 请求法院命令俄罗斯联邦遵守《消除种族歧视公约》规定的义务，包括：（a）立即结束并停止文化清除政策，采取一切必要和适当措施，保证对俄罗斯占领下的克里米亚的所有群体，包括克里米亚鞑靼人和乌克兰族裔，提供充分、平等的法律保护。（b）立即在俄罗斯占领下的克里米亚恢复克里米亚鞑靼人民理事会和克里米亚鞑靼人领袖的权利。（c）立即在俄罗斯占领下的克里米亚恢复克里米亚鞑靼人举行文化聚集、包括每年纪念苏尔贡的权利。（d）立即采取一切必要和适当措施，结束在俄罗斯占领下的克里米亚发生的克里米亚鞑靼人失踪和被杀事件，并全面和适当调查雷夏特·阿梅托夫、蒂姆·沙马尔多诺夫、埃尔温·易卜拉欣莫夫和所有其他受害者的失踪。（e）立即采取一切必要和适当措施，在俄罗斯占领下的克里米亚结束对克里米亚鞑靼人的不合理和不成比例的搜查和拘押。（f）立即恢复各种许可并采取一切其他必要和适当措施，允许克里米亚鞑靼媒体在俄罗斯占领下的克里米亚恢复运营。（g）立即停止干涉克里米亚鞑靼人的教育，采取一切必要和适当措施，在俄罗斯占领下的克里米亚恢复克里米亚鞑靼语教育。（h）立即停止干涉乌克兰族裔的教育，采取一切必要和适当措施，在俄罗斯占领下的克里米亚恢复乌克兰语教育。（i）立即在俄罗斯占领下的克里米亚恢复乌克兰族裔举行文化聚集的权利。（j）立即采取一切必要和适当措施，允许乌克兰族裔媒体在俄罗斯占领下的克里米亚自由运营。（k）对俄罗斯联邦在其占领下的克里米亚实施文化清除政策和模式的所有受害者作出充分赔偿。 同一天，乌克兰提出了关于一些指示采取临时措施的请求，目的是在法院就案情实质做出裁判之前保障该国根据这两项公约主张的权利。对此，法院作出裁决：关于克里米亚局势，俄罗斯必须按照《消除一切形式种族歧视国际公约》规定的义务，不得对克里米亚鞑靼人族群保留其人民理事会等代表机构的能力实行或施行限制，并确保该地有以乌克兰语提供的教育，另外双方应避免采取任何可能加剧或扩延提交法院的争端或使其更难以解决的行动。2018年9月12日，俄罗斯对法院的管辖权和请求书的可受理性提出初步反对意见。 | - 13:3（1） - 13:3（2） - 15:1（3） - 16:0（4） - 15:1（5） | 1. 驳回俄罗斯提出的初步反对意见，即：根据《制止向恐怖主义提供资助的国际公约》第24条第1款，法院没有管辖权。 2. 根据《制止向恐怖主义提供资助的国际公约》第24条第1款，法院有管辖权受理乌克兰根据该公约提出的诉讼主张。 3. 驳回俄罗斯提出的初步反对意见，即：根据《消除一切形式种族歧视国际公约》第二十二条，法院没有管辖权。 4. 驳回俄罗斯就乌克兰根据《消除一切形式种族歧视国际公约》提出的诉讼主张可受理性提出的初步反对意见。 5. 根据《消除一切形式种族歧视国际公约》第二十二条，法院有管辖权受理乌克兰根据该公约提出的诉讼主张，就这些诉讼主张提出的请求书可以受理。 该案有2019年11月8日之针对初步反对意见的判决，尚未有关于实质内容的判决。 | [ 215 ]            |
| 167  | 申请复核2008年5月23日对白礁岛、中岩礁和南礁的主权归属（马来西亚/新加坡）案所作判决                          | 马来西亚 | 新加坡                                              | 马来西亚在2016年8月4日至2017年1月30日期间，在英国国家档案馆发现三份文件，即1958年新加坡殖民当局的内部通信，1958年由一名英国海军军官提交的一份事件报告以及1960年代海军行动注释图。因此，马来西亚于2017年2月2日，依据《国际法院规约》第六十一条提交请求书，申请复核法院在2008年5月23日对白礁岛、中岩礁和南礁的主权归属案（案130）所作判决。在该判决中，法院认定白礁岛的主权属于新加坡，中岩礁的主权属于马来西亚，而南礁的主权属于其所在领水所属的国家。此次马来西亚寻求复核法院关于白礁岛主权的裁定。 1. 马来西亚声称这些文件确立了新的事实，即新加坡政府最高级别的官员与新加坡政府意识到，在相关期间白礁岛不构成新加坡主权领土的组成部分。马来西亚称，假如法院了解这一新证据，必然会就白礁岛主权问题得出不同结论。 2. 马来西亚声称在2008年作出判决时，马来西亚和法院都不知道这个新事实，因为该事实是在2008年判决作出之后，在英国国家档案馆向公众提供英国殖民行政当局的档案卷宗之后，通过查阅这些卷宗才发现的。马来西亚称，不知道这个新事实并非出于疏忽，因为所涉文件曾是不允许公众查阅的机密文件，直至英国国家档案馆将其解密。 3. 马来西亚指出，就请求书的提交时间而言，该国的请求符合《规约》的有关规定，因为请求书是在发现新事实后六个月内提出的，请求书中提及的证明该事实的所有文件都是在2016年8月4日或之后获得的，并且补充说请求书也是在2008年5月23日判决日之后的十年内提交的。 4. 马来西亚请法院裁定并宣告，其复核2008年判决的请求书可以受理，并要求法院设定时限，以便审议请求书的案情实质。 | | 马来西亚于2018年5月28日致函通知法院，双方当事国已同意终止该案的诉讼程序，且该信函的副本已送交新加坡代理人。新加坡于同年5月29日以信函确认其政府同意终止诉讼。 | [ 211 ]            |
| 168  | 贾达夫案 | 印度 | 巴基斯坦                                            | 库勒布山·苏迪尔·贾达夫曾是一名印度海军的人员，他从军队退休后便去伊朗经营生意。2016年3月3日，巴基斯坦对外表示在俾路支斯坦省逮捕贾达夫并在3月25日正式告知印度当局，但印度表示有情报表明他是从伊朗被绑架，且直到逮捕他很久之后巴方才告诉印方他被拘留一事，并且巴方一直未能向被告人说明其权利。印度诉称该国在该年3月25日及其后一再寻求对贾达夫进行领事探访，但巴基斯坦当局违反1963年《维也纳领事关系公约》，不顾印度一再请求，剥夺印度的领事探访权。印度指贾达夫后来被巴基斯坦的一个军事法庭判决死刑，而印方是从一则新闻中才获悉该死刑判决。印度还称，巴基斯坦于2017年1月23日请求该国协助调查贾达夫，并在同年3月21日以普通照会通知，将根据印方对巴基斯坦在调查程序中提出的协助请求所作反应来考虑对贾达夫的领事探访。印度因此主张，把对调查程序的协助与允许领事探访联系在一起，本身就是严重违反《维也纳公约》。 印度于2017年5月8日起诉巴基斯坦，称巴基斯坦违反《维也纳公约》的行为妨碍了印度根据该公约行使其权利，并且剥夺了印度国民享有公约给予的保护，并依照法院《规约》第四十一条提出了关于指示采取临时措施，以使巴基斯坦确保贾达夫不被处决，且不采取任何行动损害印度或贾达夫相关的权利的请求，法院同意。印度政府请求法院： 1. 裁定并宣告巴基斯坦的以下行为严重违反了1963年《维也纳领事关系公约》第三十六条：（a）未及时将贾达夫被拘留一事通知印度。（b）未向贾达夫说明其根据1963年《维也纳领事关系公约》第三十六条享有的权利。（c）不允许印度领事官员与贾达夫接触，违反了领事官员在贾达夫受监禁、羁押或拘禁时探望其并与之交谈、通讯或代聘其法律代表的权利。 2. 根据上述规定，宣布：（a）巴基斯坦军事法庭作出的判决违反国际法和《维也纳公约》的规定，因为该判决公然无视《维也纳公约》第三十六条、特别是该条第一款第（二）项规定的权利，并且无视贾达夫还可以根据1966年《公民权利和政治权利国际公约》第十四条的规定享有的基本人权。（b）印度有权要求恢复原状。 3. 宣布军事法庭的判决无效，阻止巴基斯坦以任何方式执行判决或定罪。 4. 指示巴基斯坦立即释放印度国民贾达夫，并为他安全前往印度提供便利。 5. 如果法院裁定不释放贾达夫，那么（a）宣布军事法庭的判决无效，并阻止巴基斯坦执行军事法庭的判决。（b）或者指示该国采取巴基斯坦法律规定其可采用的步骤，宣布军事法庭的裁判无效。（c）指示排除他在未获领事探视的情况下提供的供词，然后严格遵循《公民权利和政治权利国际公约》的规定，根据普通法在民事法庭进行审判，给与领事完全探视权，并给予印度为其代聘法律代表的权利。 巴基斯坦则请法院基于巴基斯坦在书面诉状和在这些听审过程中提出的口头陈述中所述的理由，宣布印度的申诉不可受理。更进一步或另一方面，巴基斯坦请法院驳回印度的全部申诉。 | - 16:0（1） - 15:1（2） - 15:1（3） - 15:1（4） - 15:1（5） - 15:1（6） - 15:1（7） - 15:1（8） | 1. 根据1963年4月24日《〈维也纳领事关系公约〉关于强制解决争端之任择议定书》第一条，法院有管辖权，可以受理印度于2017年5月8日提出的请求书。 2. 驳回巴基斯坦对印度请求书可受理性的反对意见，裁定印度的请求书可受理。 3. 巴基斯坦未从速向库勒布山·苏迪尔·贾达夫说明其根据《维也纳领事关系公约》第三十六条第一款第（二）项享有的权利，违反了巴基斯坦依该条款应负的义务。 4. 巴基斯坦没有及时通知印度驻巴基斯坦的适当领馆库勒布山·苏迪尔·贾达夫被拘禁一事，剥夺了印度向有关个人提供《维也纳公约》规定的援助的权利，从而违反了巴基斯坦根据《维也纳领事关系公约》第三十六条第一款第（二）项应负的义务。 5. 巴基斯坦剥夺了印度与库勒布山·苏迪尔·贾达夫沟通和接触的权利，剥夺了该国在贾达夫被拘禁期间探望他并为他代聘法律代表的权利，从而违反了巴基斯坦根据《维也纳领事关系公约》第三十六条第一款第（一）和（三）项应负的义务。 6. 巴基斯坦有义务从速告知库勒布山·苏迪尔·贾达夫他的权利，并根据《维也纳领事关系公约》第三十六条向印度领事官员提供与贾达夫接触的机会。 7. 裁定本案的适当赔偿是：巴基斯坦履行其义务，以自选方式对库勒布山·苏迪尔·贾达夫的定罪和判决进行有效审查和复议，确保充分考虑到违反《公约》第三十六条规定的权利的影响，同时考虑到本判决相关内容。 8. 宣布继续延缓执行是对库勒布山·苏迪尔·贾达夫的定罪和判决进行有效审查和复议必不可少的条件。 | [ 212 ]            |
| 170  | 请求解释2008年5月23日对白礁岛、中岩礁和南礁的主权归属（马来西亚/新加坡）案所作判决                          | 马来西亚 | 新加坡                                              | 马来西亚和新加坡曾试图通过合作进程执行国际法院在2008年5月23日对白礁岛、中岩礁和南礁的主权归属案（案130）所作判决。为此，两国成立了一个联合技术委员会，该委员会除其他外，负责处理划定两国领水之间的海洋边界。据马来西亚称，该委员会在2013年11月陷入僵局，而造成僵局的一个原因是双方当事国未能就2008年判决中涉及南礁和白礁岛周边水域的判词意义达成一致，具体是指法院认定白礁岛的主权属于新加坡以及法院认定南礁的主权属于其所在领水所属的国家两部分。因此，马来西亚于2017年6月30日，依据《法院规约》第六十条与《法院规则》第九十八条提交请求书，请求解释法院在2008年5月23日所作相关判决。马来西亚同时主张，哪个国家对争议区域拥有主权的问题持续不确定，让确保和平有序关系的任务变得复杂，加上考虑到该区域有大量航空和海上交通，申明迫切需要找到可行办法解决这一争端。马来西亚请求法院裁定并宣告： 1. 白礁岛周围水域仍处于马来西亚的领水之内。 2. 南礁位于马来西亚领水之内，因而南礁的主权属于马来西亚。 马来西亚还主张，解释2008年判决的请求是根据《法院规约》第六十条提出的，与2017年2月2日根据《规约》第六十一条规定提出的复核同一份判决的请求（案167）是不同且相互独立的，即使这两个诉讼必然密切相关。 | | 马来西亚于2018年5月28日致函通知法院，双方当事国已同意终止该案的诉讼程序，且该信函的副本已送交新加坡代理人。新加坡于同年5月29日以信函确认其政府同意终止诉讼。 | [ 211 ]            |
| 171  | 1899年10月3日仲裁裁决案                                                                                     | | 委內瑞拉                                            | 1899年10月3日，关于英属圭亚那殖民地与委内瑞拉合众国之间边界由一个仲裁法庭完成裁决。据此，1900年11月至1904年6月间，英国-委内瑞拉联合边界委员会查明、勘定并永久固定了裁决所确立的边界，之后该委员会成员于1905年1月10日签署了联合声明。1962年，委内瑞拉质疑该裁决任意、无效，因此委内瑞拉和英国于1966年2月17日在日内瓦签署了《关于解决委内瑞拉和英属圭亚那之间边界争端的协定》，其中规定应诉诸一系列争端解决机制，以最终解决争议。但在圭亚那独立后，委内瑞拉仍不停声索并占领了一部分它认为有争议的地区，所以圭亚那于2018年3月29日依照《日内瓦协定》授权联合国秘书长的决定提交请求书，对委内瑞拉提起诉讼，请求法院确认1899年10月3日关于英属圭亚那殖民地与委内瑞拉之间边界的裁决有效且具有约束力。圭亚那请求法院裁定并宣告： 1. 1899年裁决有效且对圭亚那和委内瑞拉具有约束力，该裁决及1905年协定所确立的边界有效并对圭亚那和委内瑞拉具有约束力。 2. 圭亚那对埃塞奎博河与1899年裁决及1905年协定所确立的边界之间的领土，即埃塞奎博河西岸地区享有完全主权，委内瑞拉对这一边界以西的领土享有完全主权。圭亚那和委内瑞拉有义务按照1899年裁决及1905年协定确立的边界，充分尊重彼此的主权和领土完整。 3. 委内瑞拉应立即撤出并停止占领依照1899年裁决及1905年协定已确认属于圭亚那主权领土的安科科岛东半部和其他每片领土。 4. 对于经圭亚那许可而在1899年裁决及1905年协定所认定的圭亚那领土内或在附属于该领土且圭亚那拥有主权或行使主权权利的海洋区域内从事经济或商业活动的任何人员和/或公司，委内瑞拉不得进行威胁或使用武力，也不得干涉任何圭亚那人在上述区域内开展或授权开展的任何活动。 5. 委内瑞拉对侵犯圭亚那主权和主权权利的行为以及圭亚那因此遭受的所有损害，承担国际责任。 | - 12:4（1） - 16:0（2） | 1. 法院有受理圭亚那2018年3月29日提交的请求书中涉及1899年10月3日《仲裁裁决》效力问题以及与彻底解决圭亚那与委内瑞拉之间陆地边界争端有关的问题的管辖权。 2. 法院没有受理圭亚那合作共和国因《日内瓦协定》签署后发生的事件而提出的诉讼主张的管辖权。 该案有2020年12月18日，法院就管辖权问题作出的判决，尚无实体判决。 | [ 214 ]            |
| 172  | 《消除一切形式种族歧视国际公约》的适用案                                                                    | | 阿联酋                                              | 2017年6月5日以来，由于卡塔尔与周边国家之间发生外交争端，阿联酋采取了一系列措施，例如驱逐该国境内的所有卡塔尔人，禁止卡塔尔人进入或过境阿联酋，针对卡塔尔和卡塔尔人关闭阿联酋的领空和海港，干涉在阿联酋拥有财产的卡塔尔人的权利，限制卡塔尔人发表任何被视为支持卡塔尔的言论或与针对卡塔尔的行动对立的言论，关闭了半岛电视台媒体网络的当地办事处，切断了半岛电视台及其他卡塔尔媒体的节目传输讯号。因此，卡塔尔于2018年6月11日对阿拉伯联合酋长国提起诉讼，称阿联酋颁布并实施了一系列明确基于民族血统而针对卡塔尔人的歧视性措施，至今仍然有效并导致了所谓侵犯人权的行为，指控其违反了1965年12月21日的《消除一切形式种族歧视国际公约》，两国都是该公约的缔约国。 1. 卡塔尔请求法院裁定并宣告，阿联酋通过其国家机关、国家人员以及行使政府权力的其他个人和实体，并通过按其指令行事或受其指挥和控制的其他代理人，除其他外实施了下列不法行为，违反了《消除一切形式种族歧视国际公约》第二、四、五、六和七条规定的义务。（a）基于民族血统，集体驱逐阿联酋境内的所有卡塔尔人，并且禁止任何卡塔尔人进入阿联酋境内。（b）侵犯其他基本权利，包括缔结婚姻和选择配偶的权利、意见自由和表达自由、享受公共卫生和医疗服务的权利、接受教育和培训的权利、财产权、工作权、参加文化活动的权利以及在法庭面前受到平等对待的权利。（c）未能谴责反而鼓励对卡塔尔和卡塔尔人的种族仇恨，未能采取措施旨在消除偏见，而是把表达对卡塔尔和卡塔尔人的同情定为犯罪行为，允许、促进和资助国际上反卡塔尔的公共媒体和社交媒体宣传，禁止卡塔尔媒体发声，呼吁暴力攻击卡塔尔实体。（d）未能向把种族歧视行为诉诸阿联酋法院和各机构以寻求补偿的卡塔尔人提供有效保护和救济。 2. 卡塔尔请求法院命令阿联酋采取一切必要步骤，遵守《消除一切形式种族歧视国际公约》规定的义务，除其他外：（a）立即停止和撤销歧视性措施，包括但不限于关于禁止「同情」卡塔尔人的指令，以及在法律上或事实上基于民族血统歧视卡塔尔人的任何其他国内法。（b）立即停止所有其他煽动歧视的措施，包括开展媒体宣传和支持他人传播歧视性信息，并将此类措施定为犯罪。（c）遵守《消除一切形式种族歧视国际公约》规定的义务，公开谴责对卡塔尔人的种族歧视，奉行消除种族歧视的政策，并采取措施消除此类偏见。（d）不要采取任何进一步措施，歧视受其管辖或控制的卡塔尔人。（e）恢复卡塔尔人的权利，特别是缔结婚姻和选择配偶的权利、意见自由和表达自由、享受公共卫生和医疗服务的权利、接受教育和培训的权利、财产权、工作权、参加文化活动的权利以及在法庭面前受到平等对待的权利，并采取措施确保该等权利受到尊重。（f）承诺并保证阿联酋的非法行为不再发生。（g）对阿联酋违反《消除一切形式种族歧视国际公约》的行为造成的伤害作出充分赔偿，包括补偿。 同一天，卡塔尔还提交了关于指示采取临时措施的请求，请求在案件最终判决作出前，保护卡塔尔人及其家庭根据《消除一切形式种族歧视国际公约》享有的权利不再进一步遭受无法补救的损害，并防止争端恶化或扩大。2018年7月23日，法院就指示采取临时措施的请求发布命令，要求阿联酋必须确保（a）被阿联酋2017年6月5日采取的措施分开的包含卡塔尔人的家庭重新团聚。（b）受阿联酋2017年6月5日采取的措施影响的卡塔尔学生有机会在阿联酋完成学业，如果他们希望在其他地方继续学习，也可以获得教育记录。（c）受阿联酋2017年6月5日采取的措施影响的卡塔尔人可以诉诸阿联酋的法庭和其他司法机关。且双方应避免采取任何可能加剧或扩延诉至法院的争端或使其更难以解决的行动。 2019年4月30日，阿联酋对法院管辖权和请求书的可受理性提出初步反对意见。 | - 11:6（1） - 11:6（2） | 1. 支持阿联酋提出的第一项初步反对意见。 2. 认定法院没有管辖权受理卡塔尔于2018年6月11日提出的请求。 | [ 214 ]            |
| 173  | 关于《国际民用航空公约》第八十四条规定的国际民航组织理事会管辖权的上诉案                                    | 巴林 / 埃及 / 沙烏地阿拉伯 / 阿联酋 |                                                     | 海湾合作委员会成员国于2013年和2014年通过了一系列文书和承诺，合称《利雅得协定》，其内容包括承诺停止支持、资助或窝藏对国家安全构成威胁的个人或团体，特别是恐怖团体。由于巴林、埃及、沙特阿拉伯和阿联酋四国指卡塔尔未能遵守该承诺，因此它们为了促使卡塔尔遵守承诺，于2017年6月5日采取了一系列反制措施。由于其中包括空域限制，导致卡塔尔根据《芝加哥公约》第八十四条向国际民航组织理事会提交针对上述四国的申请。四国于2018年3月19日对卡塔尔的申请提出两项初步反对意见，认为国际民航组织理事会不具备裁决卡塔尔所提主张的管辖权，或者说卡塔尔的主张不可受理。 1. 四国在第一项初步反对意见中，辩称该争端要求国际民航组织理事会决定其管辖范围之外的事项，因为要裁断请求国采取的包括某些空域限制在内的反制措施是否合法，理事会必须裁断卡塔尔是否遵守了国际法规定的重要义务，而这些义务与《芝加哥公约》完全无关，也不在该公约范围内。 2. 四国在第二项初步反对意见中，声称卡塔尔没有遵守《芝加哥公约》第八十四条规定的理事会管辖权存在的必要前提条件，即在向理事会提出主张之前，应先试图通过谈判解决分歧。 但国际民航组织理事会于2018年6月29日作出裁决，驳回了初步反对意见。四国认为，尽管它们在口头发言中澄清说事实上有两项独立的初步反对意见，但国际民航组织理事会的裁决仅提到一份初步反对意见，而且没有就驳回初步反对意见说明理由。因此，四国于2018年7月4日向国际法院提交联合请求书，援引《芝加哥公约》第八十四条，同时结合《国际法院规约》第三十六条第一项和第三十七条作为法院管辖权的依据，对国际民航组织理事会在卡塔尔根据《国际民用航空公约》第八十四条针对四国提起的程序中作出的裁决提出上诉。四国请求法院裁定并宣告： 1. 国际民航组织理事会2018年6月29日所作裁决反映出国际民航组织理事会明显未能妥善司法，其采用的流程也明显缺乏正当程序。 2. 国际民航组织理事会无权裁定卡塔尔于2017年10月30日提交国际民航组织理事会的申请中所述的卡塔尔与请求国之间的分歧。 3. 国际民航组织理事会2018年6月29日关于申请的裁决无效，没有法律效力。 | - 16:0（1） - 15:1（2） | 1. 驳回四国于2018年7月4日对国际民用航空组织理事会2018年6月29日所作裁判提出的上诉。 2. 国际民用航空组织理事会有管辖权受理卡塔尔政府2017年10月30日向其提交的请求书，该请求可以受理。 | [ 215 ]            |
| 174  | 关于1944年《国际航空过境协定》第二条第二节规定的国际民航组织理事会管辖权的上诉案                            | 巴林 / 埃及 / 阿联酋 |                                                     | 海湾合作委员会成员国于2013年和2014年通过了一系列文书和承诺，合称《利雅得协定》，其内容包括承诺停止支持、资助或窝藏对国家安全构成威胁的个人或团体，特别是恐怖团体。由于巴林、埃及和阿联酋三国指卡塔尔未能遵守该承诺，因此它们为了促使卡塔尔遵守承诺，于2017年6月5日采取了一系列反制措施。由于其中包括空域限制，导致卡塔尔根据《国际航空过境协定》第二条第二节的规定向国际民航组织理事会提交针对上述三国的申请。三国于2018年3月19日对卡塔尔的申请提出两项初步反对意见，认为国际民航组织理事会不具备裁决卡塔尔所提主张的管辖权，或者说卡塔尔的主张不可受理。 1. 三国在第一项初步反对意见中，辩称该争端要求国际民航组织理事会决定其管辖范围之外的事项，因为要裁断请求国采取的包括某些空域限制在内的反制措施是否合法，理事会必须裁断卡塔尔是否遵守了国际法规定的重要义务，而这些义务与《国际航空过境协定》完全无关，也不在该公约范围内。 2. 三国在第二项初步反对意见中，声称卡塔尔没有遵守《国际航空过境协定》第二条第二节中通过参引《芝加哥公约》第八十四条而规定的理事会管辖权存在的必要前提条件，即在向理事会提出主张之前，应先试图通过谈判解决分歧。 但国际民航组织理事会于2018年6月29日作出裁决，驳回了初步反对意见。三国认为，尽管它们在口头发言中澄清说事实上有两项独立的初步反对意见，但国际民航组织理事会的裁决仅提到一份初步反对意见，而且没有就驳回初步反对意见说明理由。因此，三国于2018年7月4日向国际法院提交联合请求书，援引《国际航空过境协定》第二条第二节，同时参引《芝加哥公约》第八十四条，结合法院《规约》第三十六条第一项和第三十七条作为法院管辖权的依据，对2018年6月29日国际民航组织理事会在卡塔尔根据《国际航空过境协定》第二条第二节的规定针对三国提起的程序中作出的裁决提出上诉。三国请求法院裁定并宣告： 1. 国际民航组织理事会2018年6月29日所作裁决反映出国际民航组织理事会明显未能妥善司法，其采用的流程也明显缺乏正当程序。 2. 国际民航组织理事会无权裁决卡塔尔在2017年10月30日向国际民航组织理事会提交的申请中所述的卡塔尔与请求国之间的分歧。 3. 国际民航组织理事会2018年6月29日关于申请(B)的裁决无效，没有法律效力。。 | - 16:0（1） - 15:1（2） | 1. 驳回三国于2018年7月4日对国际民用航空组织理事会2018年6月29日所作裁判提出的上诉。 2. 国际民用航空组织理事会有管辖权受理卡塔尔政府2017年10月30日向其提交的请求书，该请求可以受理。 | [ 215 ]            |
| 175  | 关于违反1955年《友好、经济关系和领事权利条约》的指控                                                        | 伊朗 | 美国                                                | 美国曾因《联合全面行动计划》，即2015年7月14日由伊朗、联合国安全理事会五个常任理事国加德国和欧洲联盟就伊朗核计划达成的协定而决定解除制裁和限制性措施。但在2018年5月8日，美国决定全面重新实施并强制执行直接或间接针对伊朗和伊朗公司和/或国民的制裁和限制性措施。伊朗声称美国实施5月8日的制裁以及业已宣布的进一步制裁，已经并继续违反1955年8月15日在德黑兰签署并于1957年6月生效的伊朗与美国之间《友好、经济关系和领事权利条约》的多项规定，因此在2018年7月17日援引该条约第二十一条第2款提交请求书对美国提起诉讼。伊朗请法院作出裁定、发布命令并宣告： 1. 美国针对伊朗、伊朗国民和公司实施5月8日制裁以及已经宣布的进一步制裁，违反了《1955年条约》第四条第1款、第七条第1款、第八条第1、2款、第九条第2款和第十条第1款规定的美国对伊朗负有的义务。 2. 美国应采取其自行选择的方式，毫不拖延地终止5月8日制裁。 3. 美国应立即停止以本请求书中提及的已经宣布的进一步制裁措施进行威胁。 4. 美国应确保不采取任何步骤规避法院在本案中将要做出的裁判，并保证不再违反《1955年条约》。 5. 美国应为其违反国际法律义务的行为向伊朗作出充分赔偿，数额由法院在诉讼晚些阶段决定。伊朗保留适时提出并向法院提交美国应提供补偿的精确估值。 同一天，伊朗称美国已开始执行5月8日制裁的某些内容，同时宣布将在90至180天内执行其他内容，因此请求法院指示采取以下临时措施，法院针对药品和医疗器械、食品和农产商品以及民用航空安全所必需的备件、设备和相关服务等商品的无阻碍流通作出指示，并敦促双方应避免采取任何可能加剧或扩延诉至法院的争端或使其更难以解决的行动： 1. 美国应立即采取其所能采取的一切措施，确保暂停实施和强制执行所有的5月8日制裁，包括域外制裁，并避免施加或威胁实施已经宣布的、可能加剧或扩延已诉至法院的争端的其他制裁和措施。 2. 美国应立即允许全面执行已获一般或特别许可的交易，特别是出售或租赁客机、飞机零部件和其他飞机设备的交易。 3. 美国应在3个月内向法院报告其根据1和2采取的行动。 4. 美国应向伊朗国民和公司、美国和非美国国民和公司保证其将遵守法院的命令，并停止任何和所有可能妨碍美国和非美国个人和实体与伊朗和伊朗国民或公司进行或继续进行经济活动的声明或行动。 5. 对法院可能就案情作出的任何裁判而言，美国应避免采取可能损害伊朗和伊朗国民和公司依据《1955年条约》所享有权利的任何其他措施。 | - 16:0（1） - 16:0（2） - 15:1（3） - 15:1（4） - 16:0（5） - 15:1（6） | 该案有2021年2月3日，法院就初步反对意见作出的判决，尚无正式判决。 1. 驳回美国对法院管辖权提出的初步反对意见，该反对意见认为争端事由与1955年《友好、经济关系和领事权利条约》的解释或适用无关。 2. 驳回美国就伊朗（或伊朗国民和公司）与第三国（或其国民和公司）之间贸易或交易有关的各项措施对法院管辖权提出的初步反对意见。 3. 驳回美国对请求书可受理性提出的初步反对意见。 4. 驳回美国根据1955年《友好、经济关系和领事权利条约》第二十条第1（b）款提出的初步反对意见。 5. 驳回美国根据1955年《友好、经济关系和领事权利条约》第二十条第1（d）款提出的初步反对意见。 6. 根据1955年《友好、经济关系和领事权利条约》第二十一条第2款，法院有管辖权受理伊朗于2018年7月16日提交的请求书，并认定该请求可以受理 | [ 214 ]            |
| 176  | 美国使馆迁移至耶路撒冷案                                                                                    | 巴勒斯坦 | 美国                                                | 美国总统特朗普于2017年12月6日承认耶路撒冷为以色列首都，并宣布将美国驻以色列大使馆从特拉维夫迁往耶路撒冷。美国驻耶路撒冷大使馆随后于2018年5月14日举行开馆仪式。巴勒斯坦国称，根据《维也纳外交关系公约》，派遣国的外交使团必须设立在接受国领土上，但鉴于耶路撒冷的特殊地位，将美国驻以色列大使馆迁往圣城耶路撒冷的行为违反了《维也纳公约》。因此，巴勒斯坦于2018年9月28日起诉美国违反《维也纳外交关系公约》。巴勒斯坦援引《〈维也纳外交关系公约〉关于强制解决争端之任择议定书》第一条作为法院管辖权的依据，因巴勒斯坦已于2014年4月2日加入《公约》，于2018年3月22日加入《任择议定书》，而美国自1972年11月13日以来一直是这两项文书的缔约国。另外，2018年7月4日，巴勒斯坦根据安全理事会第9（1946）号决议和《国际法院规约》第三十五条第二项，提交了一份声明，承认国际法院有权解决《维也纳公约》任择议定书第一条和第二条所涵盖的所有可能发生或已经发生的争端。巴勒斯坦在请求书中： 1. 请求法院宣布，美国驻以色列大使馆迁至圣城耶路撒冷违反了《维也纳公约》。 2. 要求法院命令美国从圣城耶路撒冷撤出其外交使团，并遵守《维也纳公约》所规定的国际义务。 3. 要求法院命令美国采取一切必要步骤履行其义务，避免今后采取任何违反其义务的措施，承诺并保证其非法行为不再发生。 | | | [ 212 ]            |
| 177  | 危地马拉的领土、岛屿和海域主张案                                                                            | 、 共同提交 | 、 共同提交                                         | 伯利兹于1981年才从英国独立，而危地马拉认为该国领土的大部分都是通过其不承认的《威克-埃西内那条约》取得的，因此两国之间存在领土与海域的争议。2008年12月8日，两国缔结了《危地马拉与伯利兹关于将危地马拉的领土、岛屿和海域主张提交国际法院的特别协定》，随后经2015年5月25日缔结的议定书修正。根据该协定第1和2条的规定，双方请求国际法院根据《法院规约》第三十八条第一项规定的适用国际法规则，确定危地马拉对伯利兹提出的关于陆地和岛屿领土以及与这些领土相关任何海域的任何和所有法律主张，声明双方在其中的权利，并确定各自领土和海域之间的边界。协议中承诺，双方应接受法院的裁判为具有最终效力和约束力的裁判，并承诺一秉诚意地予以全面遵守和执行。双方特别商定，在法院作出判决之日起三个月内，双方将商定一个两国委员会的组成和职权范围，以便根据法院的裁判划定边界。如果未能在三个月内达成此种协议，任何一方均可请美洲国家组织秘书长在与双方适当协商后任命两国委员会的成员，并规定其职权范围。 根据该协定第7条，危地马拉和伯利兹国内分别就下列问题举行了全民投票：你是否同意，危地马拉对伯利兹提出的关于陆地和岛屿领土以及与这些领土相关任何海域的任何法律主张应提交国际法院进行最终解决，并由国际法院最终确定双方各自领土和海域的边界？因危地马拉与伯利兹分别在2018年4月15日和2019年5月8日举行的全民投票显示大部分民众同意将争端提交法院，因此危地马拉在2018年8月21日，伯利兹在2019年6月7日正式将该协定及其议定书通知法院。 | | | [ 212 ]            |
| 178  | 《防止及惩治灭绝种族罪公约》的适用案                                                                        | | 緬甸                                                | 从2017年起，缅甸军队和缅甸其他安全部队对罗兴亚人群体进行杀害或伤害，造成许多罗兴亚人流亡到国外成为难民。冈比亚称这些行为违反了1948年12月9日的《防止及惩治灭绝种族罪公约》，因此于2019年11月11日向法院提交请求书，对缅甸提起诉讼。冈比亚要求根据《国际法院规约》第三十六条第一项和两国同为缔约国的该公约第九条确立法院的管辖权，请法院裁断并宣布缅甸违反了《防止及惩治灭绝种族罪公约》规定的义务，必须立即停止任何国际不法行为，必须向罗兴亚人群体成员中灭绝种族罪行的受害者履行赔偿义务，必须承诺并保证不再发生违反该公约的行为。 同一天，冈比亚要求法院指示采取临时措施，以保护罗兴亚人群体和冈比亚根据该公约享有的权利。其后法院于2020年1月23日指示采取下列临时措施：（a）缅甸应根据《防止及惩治灭绝种族罪公约》规定的义务在其力量范围内采取一切措施，防止对其境内罗兴亚人群体成员实施所有属《公约》第二条范围内的行为，特别是杀害该群体的成员，致使该群体的成员在身体上或精神上遭受严重伤害，故意使该群体处于某种生活状况下以毁灭其全部或局部生命，或者强制施行意图防止该群体内的生育的办法。（b）缅甸应确保其军队、可能由其指挥或支持的任何非正规武装单位以及可能由其控制、指挥或影响的任何组织和个人不对其境内罗兴亚人群体成员实施上述任何行为，以及共谋实施灭绝种族罪、直接公然煽动实施灭绝种族罪、意图灭绝种族或共同实施灭绝种族罪的行为。（c）缅甸应采取有效措施，防止与《防止及惩治灭绝种族罪公约》第二条范围内的行为指控有关的证据被破坏，并确保这些证据的保全。（d）缅甸应在命令发布之日起4个月内向法院提交一份报告，说明为实施本命令采取的所有措施，此后每6个月提交一次报告，直至法院对此案作出终审裁判为止。 2021年1月20日，缅甸对法院管辖权和请求书的可受理性提出初步反对意见。 | | 该案有2022年7月22日，法院就初步反对意见作出的驳回判决，认定具有管辖权，但尚无正式判决。 | [ 215 ]            |
| 179  | 陆地和海洋划界以及对岛屿的主权                                                                              | 加彭、 赤道几内亚共同提交 | 加彭、 赤道几内亚共同提交                           | 2021年3月5日，法院依据2016年签署，2020年3月生效的特别协定开始处理加蓬和赤道几内亚之间的争端。双方在协定中请求法院认定双方援引的法定所有权、条约和国际公约在涉及双方共同海洋和陆地边界的划定，以及对姆巴涅岛、科科特洛斯岛和贡卡岛的主权问题时是否具有法律效力。特别协定指出，加蓬承认1900年6月27日在巴黎签署的法国和西班牙在撒哈拉海岸和几内亚湾的西非属地划界特别公约以及1974年9月12日在巴塔签署的赤道几内亚和加蓬陆地和海洋边界划界公约适用于该争端，赤道几内亚承认1900年6月27日在巴黎签署的法国和西班牙在撒哈拉海岸和几内亚湾的西非属地划界特别公约适用于该争端。同时，加蓬和赤道几内亚都保留援引其他法定所有权的权利。 | | | [ 214 ]            |
| 180  | 《消除一切形式种族歧视国际公约》的适用案                                                                    | 亞美尼亞 |                                                     | | | | [ 209 ]            |
| 181  | 《消除一切形式种族歧视国际公约》的适用案                                                                    | | 亞美尼亞                                            | | | | [ 209 ]            |
| 182  | 根据《防止及惩治灭绝种族罪公约》提出的种族灭绝指控案                                                        | 乌克兰 | 俄羅斯                                              | 2022年2月24日，俄罗斯以''去纳粹化''和''去军事化''为名对乌克兰发起''特别军事行动''，在军事行动中造成大量平民伤亡。 | | 2022年3月16日，国际法院作出临时裁决要求俄罗斯立即停止在乌军事行动。该案仍在审理当中。 | [ 209 ]            |

### 咨询意见
| 案件 | 案件名称                                                                        | 国际组织         | 问题概要 | 投票结果                                                                        | 多数意见概要 | 资料    |
| ---- | ------------------------------------------------------------------------------- | ---------------- | --- | ------------------------------------------------------------------------------- | --- | ------- |
| 3    | 接纳一国为联合国会员国的条件（《宪章》第四条)                                   | 联合国大会       | 因《宪章》第四条被要求以其在安全理事会或在大会的投票对接纳一国为联合国会员国一事表示其意见的一个联合国会员国，在法律上有权依据该条第一项未明确规定的条件表示其同意接纳该国吗？特别是，当其承认有关国家符合该项中列出的条件时，这样一个会员国可以把其他一些国家与该国一起被接纳为联合国会员国作为其投赞成票的附加条件吗？ | 9:6                                                                             | 1. 第四条第一项列出的条件有5个：(a)一个国家、(b)热爱和平、(c)必须接受宪章所载的义务、(d)必须能履行这些义务、(e)必须愿意履行这些义务。候选者是否符合这些条件由联合国组织，即安理会和大会，最后由该组织全体成员国判定。这些为接纳国家所规定的条件是详尽无遗的，因此一个会员国在法律上无权使接纳入会依赖于该条中未明确规定的条件。 2. 该问题的第二部分与第四条规定的内容完全没有联系，属于一个完全不同的范畴。 | [ 204 ] |
| 4    | 执行联合国职务时所受损害的赔偿                                                  | 联合国大会       | 该问题由以下两部分组成： 1. 倘联合国人员于执行职务时遭受损害，而其情形牵涉某一国家之责任问题者，联合国能否以一组织资格向负责之法律上或事实上政府提出国际要求，俾对于下列损害取得应有之赔偿：(a)对于联合国损害之赔偿、(b)对于被害人或其继承人之赔偿？ 2. 倘对于1（b）为肯定之答复，则联合国之行动与被害人所属国家之权利，应如何调整？ | - 15:0（1-a） - 11:4（1-b） - 10:5（2）                                         | 1. （a）联合国组织有就一国因违反其对联合国组织承担的义务而造成的损害对该国（无论是否联合国会员国）提出国际要求的行为能力。（b）联合国组织具有对其人员行使职能上保护的行为能力。对非会员国来说，因联合国会员国创立了一个具有客观国际人格的实体，该实体具有的不止是仅被它们承认的人格，因此该答复同样适用。 2. 该问题涉及外交保护权与职能保护权这两方面的对抗，而法院并未表明这两种类型的保护中哪种应享有优先权。法院表示联合国组织与被害人国籍国之间对抗的危险可用一个一般性公约或在每个特定案件中订立的协定减少或消除。在被害人具有被告国国籍时，由于联合国组织提出的要求不是基于被害人国籍而是基于其作为联合国人员的地位，对之提出要求的国家是否把该人员看作自己的国民是无关紧要的。 | [ 204 ] |
| 8    | 与保加利亚、匈牙利和罗马尼亚的和约的解释                                        | 联合国大会       | 1949年4月，在保加利亚和匈牙利遵守人权的问题被提交大会，大会通过决议对该指控严重关切，促请它们注意依照它们同盟国及参战国签订的和平条约中它们所负的义务，但1949年10月22日，保加利亚、匈牙利和罗马尼亚以它们没有法律义务为理由拒绝委派代表出席解决争端的条约委员会。第一阶段中，联合国大会提出4个问题，但对3和4并不要求国际法院立即予以回答： 1. 这三国同某些盟国及参战国之间互换外交文书中是否揭示出应依条约中所载解决争端的规定处理的争端？ 2. 如果对1的答复是肯定的，这三国是否有义务执行和平条约中关于解决争端的规定，包括委派代表出席条约委员会的规定？ 3. 如果对2的答复是肯定的，并且如在国际法院发表其意见后30天内仍未委派代表，联合国秘书长是否有权指定该委员会的第三位委员？ 4. 如果对3的答复是肯定的，这样组成的一个委员会在解决争端方面是否有权做出确定的有约束力的判决？ | 11:3（第一阶段）                                                                | 1. 与这些国家之间存在的争端应依和平条约中所载的解决争端条款的规定处理。 2. 三国有执行和平条约中关于解决争端的条款的义务，包括委派代表出席条约委员会的义务。 | [ 204 ] |
| 8    | 与保加利亚、匈牙利和罗马尼亚的和约的解释                                        | 联合国大会       | 1950年5月1日，联合国代理秘书长通知国际法院，他在咨询意见发表的30天内未收到三国政府中任何一个已委派代表出席条约委员会的消息，另外美国政府与英国政府均提交了书面陈述，故进入第二阶段。 | 11:2（第二阶段）                                                                | 1. 条约的有关条款自然而普通的含义要求当事方本国委员在第三位委员委派前委派，而条约关于争端的条款表示秘书长委派第三位委员的权力只来源于当事方的协议。因此只有在能够建立一个与条约规定相符的委员会时，秘书长才有权委派第三位委员。 2. 由于问题3已做否定答复，因此没有必要考虑问题4。 | [ 204 ] |
| 9    | 联合国大会关于接纳一国加入联合国的权限                                          | 联合国大会       | 一国依照宪章第四条第二项加入联合国，如因该国在安全理事会中未得所需多数票之可决或因一个常任理事国反对推荐入会之决议案故未提具入会之推荐时，其入会案是否因大会决议而生效？ | 12:2                                                                            | 国际法院通过对第四条第二项的审查得出的结论被宪章的结构，特别是被已确定的大会和安全理事会之间的关系所确认：这两个机构都是联合国的主要机关，并且安理会不处于从属地位。如果大会有权在没有安理会推荐的情况下接纳一国为会员国，安理会将被剥夺在行使联合国组织的重要职能之一上所起的重要作用，因此国际法院指出大会从未获得权力改变以至推翻安理会的表决。 | [ 204 ] |
| 10   | 西南非洲的国际地位                                                              | 联合国大会       | 针对南非试图使联合国准许它把西南非洲领土兼并入南非联邦，拒绝联合国提出依照《宪章》第十二章的规定将西南非洲的领土置于托管制度之下的请求，联合国大会在1949年12月6日通过决议，将下列问题送请国际法院发表咨询意见：西南非洲领土之国际地位为何及南非联邦对于此项领土负有何种国际责任。 1. 南非联邦根据关于西南非洲之委任统治书是否继续负有国际责任，若然，其责任为何？ 2. 《宪章》第十二章之规定对于西南非洲领土是否适用，如可适用，其适用之方式若何？ 3. 南非联邦是否有改变西南非洲领土国际地位的权力，倘认为南非联邦并无此项权力，则确定与改变领土之国际地位之权力究应谁属？ | - 12:2（1） - 14:0（2-a） - 8:6（2-b） - 14:0（3）                              | 1. 南非联邦继续负有由委任统治书产生的国际义务，包括提交报告和转递该领土居民请愿书的义务。监督职能应由联合国行使，其中提及「国际常设法院」应由提及「国际法院」代替。 2. 《宪章》第十二章提供了一个将西南非洲领土置于托管制度之下的方法的依据，在这个意义上说适用于该领土。但《宪章》未加规定南非联邦有把该领土置于托管制度之下的法律义务。 3. 南非联邦无权改变西南非洲的国际地位，但在联合国同意下行事时则有这种权力。 | [ 204 ] |
| 12   | 对《防止及惩治灭绝种族罪公约》提出的保留                                        | 联合国大会       | 就《防止及惩治灭绝种族罪公约》而言，如某一国家批准或加入该公约，于批准或加入或签署后继以批准时附有保留： 1. 遇该公约一个以上之当事国反对该项保留，但其他当事国不表示反对时，该提出保留之国家在维持其保留之期间是否视为该公约当事国？ 2. 若对1的答复是肯定的，则该项保留在提出保留国家与下列国家间具有何种效力：（a）反对该项保留的当事国、（b）接受该项保留的当事国。 3. 如下列国家反对所提保留，则对1之答复将具有何种法律效力：（a）尚未批准加入该条约的签字国、（b）有权签署或加入该公约但尚未签署或批准的国家。 | 7:5                                                                             | 1. 做出并维持已受到该公约一个或一个以上当事国反对但没受到其他当事国反对的一项保留的国家可被视为该条约的当事国，如果该项保留与该公约的宗旨与目的一致。其他情况下，该国不能被视为该公约的当事国。 2. （a）如果该公约的一个当事国反对它认为与该公约的宗旨与目的不相容的一项保留，它可以在实际上认为保留国不是该公约的当事国；（a）如果一个当事国认为该项保留与该公约的宗旨与目的一致，它可以在实际上认为保留国是该公约的当事国。 3. （a）一个尚未批准加入该条约的签字国对一项保留的反对只有在它批准该公约时才能具有在对问题1所做答复中指出的法律效力；（a）一个有权签署或加入该公约但尚未签署或批准的国家对一项保留的反对没有法律效力。 | [ 204 ] |
| 21   | 联合国行政法庭的赔偿裁决的效力                                                  | 联合国大会       | 1953年12月9日，联合国大会通过决议，将下列问题送请国际法院发表咨询意见： 1. 根据联合国行政法庭规程及其它有关文书与记录，大会是否可因某种理由有权拒不执行法庭命令对于未经本人同意即予解雇之职员给付偿金之裁决？ 2. 若对1的答复为肯定时，大会可据以此项合法行使此项权利之主要理由为何？ | 9:3                                                                             | 1. 大会无权以任何理由拒绝执行联合国行政法庭做出的对其服务合同未经其同意即被终止的联合国工作人员给予赔偿的裁决。 2. 由于问题1已做否定答复，因此没有必要考虑问题2。 | [ 204 ] |
| 24   | 与西南非洲领土的报告和请愿书有关的问题的表决程序                                | 联合国大会       | 1954年11月23日，联合国大会通过决议，将下列问题送请国际法院发表咨询意见： 1. 下列关于大会表决程序之规则是否对国际法院1950年7月11日之咨询意见（案10）之正确解释：「大会对与西南非洲领土报告书及请愿书有关之问题之决议，应视为《联合国宪章》第十八条第二项意义范围内之重要问题」？ 2. 倘上述对国际法院咨询意见之解释非属正确，则大会就与西南非洲领土报告书及请愿书有关问题通过决议时应遵循何种表决程序？ | 15:0                                                                            | 1. 决议中阐述的规则是对法院1950年发表的意见的正确解释。 2. 因问题1为肯定答复，故无必要审议。 | [ 204 ] |
| 30   | 国际劳工组织行政法庭就针对教科文组织的指控所做的判决                            | 联合国教科文组织 | 1955年11月25日，联合国教科文组织执行局通过决议，将下列问题送请国际法院发表咨询意见： 1. 行政法庭根据其规约第二条，是否有权审理4名被教科文组织总干事拒绝续签合同的雇员针对教科文组织提出的指控？ 2. 在对问题1做出肯定答复的情况下：（a）行政法庭有权裁决总干事行使不继续延长定期任用合同的权力是否对工作有益以及是否符合该组织的利益吗？（b）行政法庭是否有权对总干事依据教科文组织组织法的规定，在他与一个成员国的关系方面，特别是关于执行该成员国政府当局的政策方面，应该保持的态度做出裁决？ 3. 无论如何，行政法庭在其针对4名被教科文组织总干事拒绝续签合同的雇员的判决（第17、18、19、21号）中做出的裁决的有效性如何？ | - 9:4 - 10:3（1） - 9:4（2） - 10:3（3）                                        | 1. 申诉同援引的条款和规定具有实质性联系，而不单是人为联系。因此，法院认为行政法庭有权审理相关申诉。 2. 明确地在《行政法庭规约》第十二条范围内提出的发表咨询意见的请求，应该仅限于对法庭确认其管辖权的裁决的质疑，或者限于基本性程序错误的情况。鉴于问题2没有提到提出质疑的这两个理由，故法院不能答复问题2。 3. 四项判决的有效性不容置疑。 | [ 204 ] |
| 31   | 西南非洲问题委员会可否举行请愿人听证会的问题                                    | 联合国大会       | 1955年12月3日，联合国大会通过决议，将下列问题送请国际法院发表咨询意见：大会1953年11月18日第749A（VIII）号决议所设置之西南非洲问题委员会听取请愿人对有关西南非洲各项问题之口头陈述是否符合国际法院1950年7月11日所提之咨询意见？ | 8:5                                                                             | 大会批准由西南非洲问题委员会为已提交请愿书的请愿人举行的听证会符合国际法院1950年7月11日的咨询意见。 | [ 204 ] |
| 43   | 政府间海事协商组织海上安全委员会的组成                                          | 国际海事组织     | 1959年1月19日，政府间海事协商组织大会通过决议，将下列问题送请国际法院发表咨询意见：1959年1月15日选出的政府间海事协商组织海上安全委员会是否按照《关于建立政府间海事协商组织的公约》所组成？ | 9:5                                                                             | 公约第28（a）条明确写道：「海上安全委员会应由十四名成员组成，由大会从成员，即对海上安全有重大利益的国家的政府中选出，至少八名应为最大船舶所有国」。法院认为在拟定该条时，不可能考虑除注册吨位以外的任何标准。这一标准实际，确定和容易应用，所以最大船舶所有国是那些拥有最大注册船舶吨位的国家。因此，大会不选举注册船舶吨位排在前八位的利比里亚和巴拿马，就是不遵守该公约的第28（a）条。 | [ 204 ] |
| 49   | 联合国的某些经费问题（《宪章》第十七条第二款）                                  | 联合国大会       | 1961年12月20日，联合国大会通过决议，将下列问题送请国际法院发表咨询意见：安理会和大会决议在刚果和中东开展的联合国行动中，某些大会决议所核准的经费开支是否属于《联合国宪章》第十七条第二项含义范围内的「本组织之经费」？ | 9:5                                                                             | 根据《宪章》第十七条第二项，「本组织的费用」是为支付实施本组织宗旨的费用而支出的款项。安理会授权采取行动的费用属于「《宪章》第十七条第二项含义范围内的本组织的费用」。 | [ 204 ] |
| 53   | 南非不顾安全理事会第276(1970)号决议继续留驻纳米比亚（西南非洲）对各国的法律后果 | 联合国安全理事会 | 1970年7月29日，联合国安理会通过决议，将下列问题送请国际法院发表咨询意见：南非不顾安全理事会第276（1970）号决议继续留驻纳米比亚对各国有何法律后果？ | - 13:2（1） - 11:4（2）                                                         | 1. 南非继续留驻纳米比亚是非法的，南非有义务立即从纳米比亚撤出其行政当局，从而结束它对该领土的占领。 2. 联合国会员国有义务承认南非留在纳米比亚是非法的，南非以纳米比亚名义或对纳米比亚所采取的一切行为均属无效，并有义务避免采取任何暗示承认南非政府这种留驻和行政管理为合法的行动，或支持或帮助这种留驻和行政管理的行动，特别是避免与南非政府进行任何这样的交往。 3. 非联合国会员国也有责任在上述2项的范围内协助联合国关于纳米比亚所采取的行动。 | [ 204 ] |
| 57   | 申请复核联合国行政法庭第158号判决                                               | 联合国行政法庭   | 联合国开发计划署职员穆罕默德·法斯拉曾签订一项1969年12月31日到期的定期合同，由于该合同未能展期，他一再向联合申诉委员会和联合国行政法庭提出申诉。1972年4月28日，行政法庭在日内瓦的第158号判决中做出了裁决，驳回法斯拉的主张。法斯拉对此裁决提出异议，要求申请复核行政法庭判决事宜委员会请求国际法院发表咨询意见。 联合国秘书长于1972年6月28日致函国际法院，请求它提供咨询意见。措词如下：申请复核行政法庭判决事宜委员会决定，按照《行政法庭规约》第11条的含义，有充分的根据可申请复核行政法庭1972年4月28日在日内瓦做出的第158号判决。因此，委员会请求国际法院对如下问题提出咨询意见： 1. 行政法庭是否如申请人在致申请复核行政法庭判决事宜委员会的申请书（A/AC.86/R.59）中所指控的那样，没有行使法庭具有的管辖权？ 2. 行政法庭是否如申请人在致申请复核行政法庭判决事宜委员会的申请书（A/AC.86/R.59）中所指控的那样，在程序上犯有基本错误以致造成司法失当？ | - 9:4（1） - 10:3（2）                                                          | 1. 行政法庭并未像申请人在致申请复核行政法庭判决事宜委员会的申请书中指控的那样，没有行使其具有的管辖权。 2. 行政法庭并未像申请人在致申请复核行政法庭判决事宜委员会的申请书中指控的那样，在程序上犯有基本错误以致造成司法失当。 | [ 204 ] |
| 61   | 西撒哈拉问题                                                                    | 联合国大会       | 联合国大会要求国际法院对以下两个有关西撒哈拉的问题发表咨询意见： 1. 西撒哈拉（里奥德奥罗和萨基耶哈姆拉）在西班牙开拓殖民地时是否属于任何人的领土（或无主地）？ 2. 如果对1的答复是否定的，这块领土同摩洛哥王国和毛里塔尼亚实体之间的法律联系是什么？ | - 13:3（1） - 14:2（2-a） - 15:1（2-b）                                         | 1. 西班牙在开拓殖民地时，在西撒哈拉居住的民族虽然是游牧民族，但已在社会和政治上组织成部落，由能代表他们的首领统治。西班牙并不是以它对「无主地」建立其主权作为根据的，而是根据同当地首领订立的协定把里奥德奥罗置于其保护之下的。 2. 提交给法院的材料和资料表明，当西班牙开拓殖民地时，居住在西撒哈拉领土上的一些部落同摩洛哥苏丹之间存在效忠的法律联系。材料同样表明，法院理解的毛里塔尼亚实体同西撒哈拉领土之间存在有权利，包括关于土地的某些权利，它构成法律联系。 3. 提交的资料和材料并不能证实西撒哈拉领土同摩洛哥王国或毛里塔尼亚实体之间有任何领土主权联系。因此法院没有找到在西撒哈拉非殖民化时，可能影响适用联大第1514（XV）号决议性质的法律联系，特别是影响适用通过自由真实表达该领土人民意愿的自决原则的法律联系。 | [ 204 ] |
| 65   | 世界卫生组织同埃及之间1951年3月25日协定的解释                                   | 世界卫生组织     | 世界卫生大会要求国际法院就1951年3月25日《世界卫生组织同埃及之间协定》的解释问题发表咨询意见： 1. 1951年3月25日《世界卫生组织同埃及之间协定》第37节关于谈判和通知的规定，在协定任何一方希望将区域办事处迁出埃及领土的情况下，是否适用？ 2. 如果迁移，世界卫生组织和埃及双方在通知与协定终止之间的两年时间内，应就亞歷山卓的区域办事处负什么法律责任？ | - 12:1 - 12:1（1） - 11:2（2）                                                  | 决定接受发表咨询意见的请求。 1. 在请求所指明的情况下，适用于世界卫生组织和埃及之间关于协商、谈判和通知的法律原则和规则及其默示的共同义务，特别是：（a）这些法律原则和规则规定的共同义务使卫生组织和埃及双方都有责任在什么条件下，按照什么方式可将该区域办事处迁出埃及的问题，一起进行诚意的协商。（b）如果最后决定将该区域办事处迁出埃及，它们合作的共同义务使卫生组织和埃及有责任就有条不紊的方式，在尽量不损害卫生组织的工作和埃及的利益的情况下，由现址迁往新址所需的种种安排，一起进行协商和谈判。（c）这些法律原则和规则规定的共同义务使要求迁移的一方有责任适当考虑到该办事处井然有序和公平迁到新址所需的一切实际安排，在合理期间预先通知另一方，以终止该区域办事处在亚历山大的现有状况。 2. 如果决定将该区域办事处迁出埃及，在拟迁移该办事处的通知和完成迁移的过渡期间，世界卫生组织和埃及的法律责任是诚意履行法院在答复问题1时规定的共同义务。 | [ 204 ] |
| 66   | 申请复核联合国行政法庭第273号判决                                               | 联合国行政法庭   | 爱尔兰国民莫蒂谢曾先后在国际民用航空组织、纽约联合国总部和日内瓦联合国办事处工作，1980年4月退休。由于其不能提供自1980年1月1日起生效的大会第34/165号决议所规定的重新定居证明，秘书处拒绝支付回国补助金，其后莫蒂谢向行政法庭起诉。行政法庭在1981年5月15日的第273号判决中裁定，莫蒂谢有权按《工作人员细则》第109.5条（f）款的规定得到该补助金，尽管其离职时该规则已不再有效，并有权获得补偿。美国不接受该法庭的判决，因而向申请复核行政法庭判决事宜委员会提出请求，要求申请咨询意见。 由申请复核行政法庭判决事宜委员会提交国际法院的问题如下：联合国行政法庭在莫蒂谢诉秘书长案的第273号判决中，关于1979年12月10日联合国大会第34/165号决议对发给回国补助金需提出该工作人员在最后工作地点以外国家重新定居的证明，并不能立即生效的判断，有无正当理由？ | - 9:6 - 10:5（1） - 12:3（2）                                                   | 1. 联合国行政法庭在第273号判决中，关于《联合国宪章》规定的问题上没有错误。 2. 联合国行政法庭在第273号判决中未做任何超越所赋予它的管辖权或权限的事。 | [ 204 ] |
| 72   | 申请复核联合国行政法庭第333号判决                                               | 联合国行政法庭   | 属于苏联政府借调人员的弗拉基米尔·维克多洛维奇·亚基梅茨于1977年起在联合国工作，他的合同经一次展期，定于1983年12月26日届满。1983年2月9日，他在美国请求庇护，并于次日将他的行动通知了苏联常驻联合国代表，并声明辞去在苏联政府中的职务。同日，他把在美国取得永居资格的意图通知了秘书长。同年10月25日，他向所在单位的助理秘书长递交了一份备忘录，希望可以继续延长他的任用合同，并希望能得到长期任用。同年11月23日，工作人员事务处副处长根据秘书长办公室指示，表示无意在其任期届满之后予以展期。经申请秘书长复核无果后，1984年1月6日，亚基梅茨向行政法庭起诉联合国秘书长。行政法院于同年7月8日做出第333号判决，驳回其申诉。 申请复核行政法庭判决事宜委员会对国际法院提出的问题如下： 1. 在其1984年6月8日的第333号判决四（AT/DEC/333）中，联合国行政法庭是否因就申请人在其合同于1983年12月26日届满后在联合国内继续雇用是否存在法律障碍的问题未做答复而没有行使赋予它的管辖权？ 2. 在上述第333号判决中，联合国行政法庭是否在关于《联合国宪章》规定的法律问题上犯有错误？ | - 14:0（1） - 14:0（2） - 11:3（3）                                             | 1. 接受发表咨询意见的请求。 2. 联合国行政法庭并未因它就申请人在其定期合同于1983年12月26日届满后在联合国内继续雇用是否存在法律障碍问题未做答复而没有行使赋予它的管辖权。 3. 在上述第333号判决中，联合国行政法庭并未在关于《联合国宪章》规定有关的任何法律问题上犯有错误。 | [ 204 ] |
| 77   | 1947年6月26日《联合国总部协定》第21节规定的仲裁义务的适用性                     | 联合国大会       | 1987年12月，美国国会通过《反恐怖主义法》，宣布除特例外，在美国管辖范围内设立与维持巴解组织办事机构为非法。因此，该法案尤其涉及1974年联合国给予巴解组织观察员地位之后在纽约设立的巴解组织驻联合国观察员代表团的办事机构。联合国秘书长认为，该办事机构的维持属于1947年6月26日与美国缔结的总部协定的范围。在提到由秘书长提交的，为了防止关闭巴解组织办事机构而与美国政府所进行的接触与会谈的报告时，大会向国际法院提出以下问题：根据秘书长报告中所反映的事实，美国作为《联合国与美利坚合众国关于联合国总部的协定》的缔约一方，有无义务依照协定第21节参加仲裁？ | 15:0                                                                            | 美国作为《联合国与美利坚合众国关于联合国总部的协定》的当事方，有义务按照该协定第21节的规定参加仲裁程序已解决它与联合国之间的争端。 | [ 204 ] |
| 81   | 《联合国特权及豁免公约》第六条第22节的适用性                                    | 联合国教科文组织 | 1984年3月13日，联合国人权委员会选举由罗马尼亚提名的一名罗马尼亚国民杜米特鲁·马奇卢担任防止歧视及保护少数小组委员会成员，任期3年。1985年9月，小组委员会第38届会议通过决议，请马奇卢编写一份关于人权与青年的报告，预计在1986年召开的第39届会议上提交。因该次会议延期至1987年召开，因此马奇卢的任期被延长1年。 到该次会议于1987年8月10日在日内瓦召开时，马奇卢并未提交报告，也未出席会议。8月12日，罗马尼亚常驻日内瓦办事处代表团来函称马奇卢因心脏病发作正在住院，因此小组委员会在9月4日通过决议，仍指名马奇卢在1988年的第40届大会上提交该报告。是次会议后，联合国秘书处人权中心试图联系马奇卢，然而直到他任期期满之后，他才与副秘书长取得联系，称他在1987年12月1日以后就因为健康原因被迫从各种政府职位上退职，罗马尼亚当局要求他自愿放弃提交报告，也拒绝签发旅行许可证让他去日内瓦进行磋商。 1988年8月15日，因马奇卢仍未出席第40届会议，小组委员会通过决定，请秘书长与罗马尼亚政府建立联系，并协助寻找马奇卢，以便顺利完成该研究报告。8月17日，主管人权事务的副秘书长通知小组委员会，称秘书长办公室在与罗马尼亚常驻纽约联合国代表团代办接触后，得知罗马尼亚的立场是联合国秘书处在干预该国的内部事务。9月1日，小组委员会通过决议，援引《联合国特权及豁免公约》的适用性请秘书长再次与罗马尼亚政府接触。10月26日，秘书长按照该项决议向罗马尼亚常驻纽约联合国代表发出普通照会，请罗马尼亚政府给予马奇卢必要的方便，以使他得以完成委派给他的工作。 1989年1月6日，罗马尼亚常驻代表向联合国法律顾问提交了一份备忘录，阐述了该国的立场，称马奇卢健康状态不佳，已将他列入退职名单。而《联合国特权及豁免公约》不适用于临时报告员或是尚未开始进行或履行其使命的专家，并反对请国际法院对此案提出任何种类的咨询意见。1989年5月24日，联合国经济及社会理事会通过第1989/75号决议，内容如下： 1. 联合国和罗马尼亚政府之间关于《联合国特权及豁免公约》对防止歧视及保护少数小组委员会特别报告员杜米特鲁·马奇卢的适用性已出现分歧。 2. 根据《联合国宪章》第九十六条第二项和大会1946年12月11日第89（I）号决议，要求国际法院就《联合国特权及豁免公约》第六条第22节对防止歧视及保护少数小组委员会特别报告员杜米特鲁·马奇卢的适用性的法律问题提出咨询意见。 | 14:0                                                                            | 《联合国特权及豁免公约》第六条第22节对防止歧视及保护少数小组委员会特别报告员杜米特鲁·马奇卢的情况是适用的。 1. 罗马尼亚对该公约第30节的保留不影响法院受理向它提出的要求的管辖权。 2. 不存在任何令法院必须承认的理由使法院拒绝提出咨询意见，并决定就要求提出咨询意见的法律问题做出答复。 3. 该公约第22节适用于除联合国职员外被联合国组织委托任命的人，因此他们有权享有该节规定的特权和豁免，以便独立地行使其职能。在整个执行这样的使命期间，不管专家是否旅行，均享有这些职能特权和豁免，并可以对其本国或居住国援引这些特权和豁免，除非该国有效地对该公约第22节提出过保留。 4. 小组委员会报告员享有为行使他们的职能，特别是为建立对编写、起草和提出他们提交小组委员会的报告可能有益的任何联系所必需的特权和豁免。 5. 马奇卢继续具有特别报告员的地位，因此必须将他视为该公约第22节所说的执行使命的专家，所以该节对他是适用的。                            | [ 204 ] |
| 93   | 一国在武装冲突中使用核武器的合法性                                              | 世界卫生组织     | 1993年5月14日，世界卫生大会通过第WHA46.40号决议，通过世界卫生组织总干事向国际法院提出问题：鉴于对健康或环境的影响，一国在战争中或其他武装冲突中使用核武器是否违背其按国际法包括卫生组织《组织法》应尽的义务？ | 11:3                                                                            | 不能发表根据1993年5月14日世界卫生大会第WHA46.40号决议向它申请的咨询意见：卫生组织未被授权就关于其职能范围以外事项解释其《组织法》征求意见。 | [ 205 ] |
| 95   | 以核武器进行威胁或使用核武器的合法性                                            | 联合国大会       | 1994年12月15日，联合国大会通过第49/75K号决议，通过联合国秘书长向国际法院提交一个征求咨询意见的决定：决定根据《联合国宪章》第九十六条第一项的规定，请国际法院紧急对下列问题发表咨询意见：国际法是否允许在任何情况下以核武器相威胁或使用核武器？ | - 13:1 - 14:0（1） - 11:3（2） - 14:0（3） - 14:0（4） - 7:7（5） - 14:0（6）   | 决定满足提供咨询意见的请求： 1. 无论是国际习惯法还是国际条约法，都没有特别允许以核武器进行威胁或使用核武器； 2. 无论是国际习惯法还是国际条约法，都没有全面普遍禁止以核武器进行威胁或使用核武器； 3. 凭借核武器使用威胁或武力，违反《联合国宪章》第二条第四款的，且不能满足第五十一条的全部要求的，是非法的； 4. 以核武器进行威胁或使用核武器应符合适用于武装冲突的国际法的要求，尤其是人道法的原则与规定的要求，还应符合明确涉及核武器的国际条约或其他承诺中的具体义务； 5. 以核武器进行威胁或使用核武器一般会违反适用于武装冲突的国际法的规定，尤其是人道法的原则和规定；然而，鉴于国际法的现状以及法院所掌握的事实要素，法院无法就国家存亡处于危急时进行自卫的极端情况下，以核武器进行威胁或使用核武器是合法还是非法明确得出结论； 6. 各方有义务秉持善意进行并完成谈判，以期在严格有效的国际监督下实现全面核裁军。                                   | [ 205 ] |
| 100  | 关于人权委员会特别报告员诉讼豁免权的分歧                                        | 联合国教科文组织 | 人权委员会于1994年任命马来西亚的一位法学家达托·帕拉姆·坎马拉斯瓦米为该委员会法官和律师独立问题特别报告员，以调查针对法律人士独立性的指控以及侵犯法律人士独立性的事件。他先后就其受命进行的工作向委员会提交了四次报告，其中第三次报告记载有关于他在马来西亚民事法院被起诉的未决案件的情况。该报告之后，委员会于1997年将其使用期限展期三年。 他在1995年11月接受《国际商事诉讼》杂志采访并发表了一篇文章后，马来西亚两家公司分别提起诉讼，向他索赔包括诽谤损害赔偿在内的总额达3000万林吉特的损失。联合国法律顾问审查后确认，该文是他作为特别报告员的官方身份接受采访的，导致其被起诉的言辞也是他以特别报告员身份在执行联合国使命的过程中所讲的，因此秘书长认为坎马拉斯瓦米在这个问题上享有诉讼程序豁免。 尽管如此，马来西亚外交部长拒绝按照联合国敦促的方式积极协助该报告员。1997年6月28日，吉隆坡高等法院判断秘书长的说明对法院没有约束力，因此驳回被告诉求。同年7月，法律顾问要求马来西亚政府对诉讼进行干预，然而随后却又多几名原告对坎马拉斯瓦米提告。1997年11月7日，秘书长通知马来西亚总理，表示可能依照《公约》第30节的规定诉诸国际法院。1998年2月9日，马来西亚联邦法院驳回了坎马拉斯瓦米准予上诉的请求，称他不是国家元首或正式的外交官，只是一个无报酬的兼职情报提供者。 秘书长遂派遣一名特使前往马来西亚进行谈判，但无法达成庭外和解。马来西亚最终表示它不反对通过理事会将该问题提交国际法院。1998年8月5日，联合国经济及社会理事会通过第1998/297号决议：经济及社会理事会审议了秘书长关于人权委员会法官和律师独立问题特别报告员的特权及豁免权的说明。考虑到在《联合国特权及豁免公约》第30节的含义范围内联合国和马来西亚政府之间在人权委员会法官和律师独立问题特别报告员达托·帕拉姆·坎马拉斯瓦米的诉讼程序豁免权的问题上产生了分歧。忆及大会1946年12月11日第89（1）号决议： 1. 请求国际法院依照《联合国宪章》第九十六条第二项并根据大会第89（I）号决议优先提供关于《联合国特权及豁免公约》第六条第22节在人权委员会法官和律师独立问题特别报告员达托·帕拉姆·坎马拉斯瓦米案中的适用性这一法律问题的咨询意见，同时考虑到秘书长的说明第1至15段所列的各种情况。以及关于该案中马来西亚的法律义务的咨询意见。 2. 呼吁马来西亚政府确保马来西亚各有关法院暂缓在这个问题上的所有裁决和诉讼程序，直至收到国际法院的咨询意见。收到的该咨询意见对当事各方都是决定性的。 | - 14:1（1-a） - 14:1（1-b） - 13:2（2-a） - 14:1（2-b） - 15:0（3） - 13:2（4） | 1. 《联合国特权及豁免公约》第六条第22节适用于人权委员会法官和律师独立问题特别报告员达托·帕拉姆·坎马拉斯瓦米案。坎马拉斯瓦米也有权对因为一次采访中所讲的话在1995年11月《国际商务诉讼》期刊中的一篇文章的发表享有一切类型的诉讼程序豁免。 2. 马来西亚政府有义务将秘书长关于坎马拉斯瓦米有权享有诉讼程序豁免的结论通报马来西亚各有关法院。马来西亚各法院也有义务将诉讼程序豁免权的问题作为一个必须迅速裁决的先决问题来处理。 3. 达托·帕拉姆·坎马拉斯瓦米应该免于因为马来西亚法院向其收取费用，特别是已核定的费用而蒙受财务损失。 4. 马来西亚政府有义务将此咨询意见通报马来西亚有关法院，以便履行马来西亚的国际义务，使达托·帕拉姆·坎马拉斯瓦米的豁免权得到尊重。 | [ 206 ] |
| 131  | 在被占领巴勒斯坦领土上修建隔离墙的法律后果                                      | 联合国大会       | 2003年12月8日，联合国大会第十届紧急特别会议通过ES-10/14号决议，通过联合国秘书长向国际法院提出一个征求咨询意见的问题：考虑到国际法规则和原则，包括1949年《日内瓦第四公约》以及安全理事会和大会有关决议，如秘书长报告所述，占领国以色列在包括耶路撒冷及周围地带的被占领巴勒斯坦领土构筑围墙，有何法律后果？ | - 14:1（1） - 14:1（2） - 14:1（3） - 13:2（4） - 14:1（5）                     | 1. 占领国以色列在被占领巴勒斯坦领土，包括东耶路撒冷及其周围地区，正在修建的隔离墙及其相关制度违反国际法。 2. 以色列有义务终止其违反国际法的行为，有义务立即停止正在包括东耶路撒冷及其周围地区在内的被占领巴勒斯坦领土修建的隔离墙工程，立即拆除在上述地区已经修建的隔离墙，并立即撤销与其相关的所有立法和管制行为或使其无效。 3. 以色列有义务赔偿在包括东耶路撒冷及其周围地区在内的被占领巴勒斯坦领土修建隔离墙造成的一切损失。 4. 所有国家均有义务不承认修建隔离墙造成的非法状况，不为维持修建隔离墙造成的状况提供帮助或援助。1949年8月12日《关于战时保护平民的日内瓦第四公约》所有缔约国还有义务在遵守《联合国宪章》和国际法的前提下，确保以色列遵守该公约所体现的国际人道主义法。 5. 联合国，尤其是大会和安全理事会，应该考虑须采取何种进一步行动，终止修建隔离墙及相关制度所造成的非法状况，对本咨询意见给予应有的考虑。                           | [ 207 ] |
| 141  | 科索沃单方面宣布独立是否符合国际法的问题                                        | 联合国大会       | 2008年10月8日，联合国大会通过第63/3号决议，其中阐述了要求法院提供咨询意见的问题：科索沃临时自治机构单方面宣布独立是否符合国际法？ | - 14:0（1） - 9:5（2） - 10:4（3）                                              | 1. 国际法院享有按照请求发表咨询意见的管辖权。 2. 决定对提供咨询意见的请求予以答复。 3. 2008年2月17日通过的科索沃独立宣言并未违反国际法。 | [ 208 ] |
| 146  | 国际劳工组织行政法庭就针对国际农业发展基金案的指控作出的第2867号判决            | 国际农业发展基金 | 农发基金于2000年3月1日给予一名委内瑞拉国民安娜·特蕾莎·塞耶斯·加西亚一份两年期定期合同，在农发基金为东道机构的全球机制担任P-4职等方案干事，为发展中国家调动和传送财政资源。她于同年3月15日接受这份合同，还在后来得到两次延长至2006年3月15日。此外，她的职称自2002年3月22日起改为「拉丁美洲区方案主管」，并在不续约通知书中称为「全球机制拉丁美洲区域室方案主管」。 2005年12月5日全球机制执行主任在备忘录中通知她，缔约方会议决定将2006-2007年全球机制预算裁减15%，由核心预算支付薪金的工作人员数目将减少，因此她的员额将被裁，合同在2006年3月15日到期后不会被延长。他表示可以给她一个从2006年9月15日为止的6个月咨询员合同，以图将她迁往他处，并为她寻找另一份适当工作，但她没有接受这份合同。2006年5月10日，她要求启动协调程序，但程序于2007年5月22日结束，没有化解争端。然后她根据《农发基金人力资源程序手册》规定，就执行主任的决定向基金联合申诉委员会提出上诉。2007年12月13日，联申会一致建议恢复她的原职，并补偿她损失的薪金、津贴和应享权利。2008年4月4日，基金总裁拒绝这些建议。因此她于同年7月8日向行政法庭提诉，要求法庭撤销农发基金总裁拒绝接受控诉人上诉结果的决定，命令恢复她的职位和裁定各项金钱补偿。法庭在其2010年2月4日的判决中裁定撤销总裁2008年4月4日的决定，并命令赔偿损失和支付其他费用。 2010年4月22日，国际农业发展基金执行局通过决议，决定提出下列问题请国际法院提供咨询意见： 1. 行政法庭是否有权根据其规约第2条审理《联合国关于在发生严重干旱和/或荒漠化的国家特别是在非洲防治荒漠化的公约》全球机制前工作人员安娜·特蕾莎·塞耶斯·加西亚于2008年7月8日对国际农业发展基金提出的指控？基金仅仅是容纳全球机制的组织。 2. 劳工组织行政法庭为支持确认其管辖权的裁决作出这样的陈述：全球机制的全部行政功能都将并入基金各行政单位，且其效果是执行主任就全球机制工作人员所作的行政决定在法律上是基金的决定。鉴于记录显示，劳工组织行政法庭第2867号判决所涉争议的当事方都同意基金与全球机制是两个独立法律实体，且控诉人曾是全球机制的工作人员，并考虑到所有相关文件、规则和原则，行政法庭作出此种陈述是否超出其管辖范围，并且/或者是否构成法庭遵循的程序中的重大错误？ 3. 行政法庭为支持确认其管辖权的裁决作出这样的一般陈述：全球机制的人员是基金工作人员，此种陈述是否超出其管辖范围，并且/或者是否构成法庭遵循的程序中的重大错误？ 4. 行政法庭作出裁决，确认其有权受理控诉人对全球机制执行主任滥用职权的指控。此种裁决是否超出其管辖范围，并且/或者是否构成法庭遵循的程序中的重大错误？ 5. 行政法庭作出裁决，确认其有权受理控诉人关于执行主任决定不延续控诉人的合同，此种裁决是否构成超出其管辖范围的法律错误，并且/或者是否构成法庭遵循的程序中的重大错误？ 6. 行政法庭作出裁决，确认其有权解释《联合国关于在发生严重干旱和/或荒漠化的国家特别是在非洲防治荒漠化的公约》缔约方会议与农发基金之间的谅解备忘录、《公约》以及设立农发基金的协定，此种裁决是否超出其管辖范围，并且/或者是否构成法庭遵循的程序中的重大错误？ 7. 行政法庭作出裁决，确认其有权确定，农发基金总裁履行备忘录所规定的中间人和支助作用，是在代表农发基金行事，此种裁决是否超出其管辖范围，并且/或者是否构成法庭遵循的程序中的重大错误？ 8. 行政法庭作出裁决，确认其有权用其自酌决定代替全球机制执行主任的自酌决定，此种裁决是否超出其管辖范围，并且/或者是否构成法庭遵循的程序中的重大错误？ 9. 行政法庭在其第2867号判决中所作裁决是否有效？ | - 13:0（1） - 13:0（2） - 13:0（3-a） - 13:0（3-b） - 13:0（3-c）               | 1. 法院有权根据请求提供咨询意见。 2. 决定接受提供咨询意见的请求。 3. （a）对于问题1：国际劳工组织行政法庭根据其规约第2条规定，有权审理2008年7月8日安娜·特蕾莎·塞耶斯·加西亚对国际农业发展基金提出的指控。（b）对于问题2至8：这些问题无需法院进一步答复。（c）对于问题9：国际劳工组织行政法庭在其第2867号判决中所作的裁决是有效的。 | [ 208 ] |
| 169  | 1965年查戈斯群岛从毛里求斯分裂的法律后果                                        | 联合国大会       | 2017年6月22日，联合国大会通过了第71/292号决议，其中援引《国际法院规约》第六十五条，通过联合国秘书长请法院就下列问题发表咨询意见： 1. 在查戈斯群岛与毛里求斯分裂后并考虑到国际法，包括大会1960年12月14日第1514（XV）号、1965年12月16日第2066（XX）号、1966年12月20日第2232（XXI）号和1967年12月19日第2357（XXII）号决议所述义务，毛里求斯在1968年获得独立时，毛里求斯的非殖民化进程是否依法完成？ 2. 根据国际法包括上述各项决议所述义务，英国继续管理查戈斯群岛将产生何种后果，包括对毛里求斯无法执行一项在查戈斯群岛重新安置本国国民尤其是原籍查戈斯群岛的国民的计划所产生的后果？ | - 14:0（1） - 12:2（2） - 13:1（3） - 13:1（4） - 13:1（5）                     | 1. 法院有权发表所请求的咨询意见。 2. 法院决定遵从征求咨询意见的请求。 3. 考虑到国际法，继查戈斯群岛分离后，毛里求斯的非殖民化进程在该国于1968年获得独立时并未依法完成。 4. 英国有义务尽快结束其对查戈斯群岛的管理。 5. 所有会员国都有义务与联合国合作，完成毛里求斯的非殖民化。 | [ 212 ] |